# Ukraine

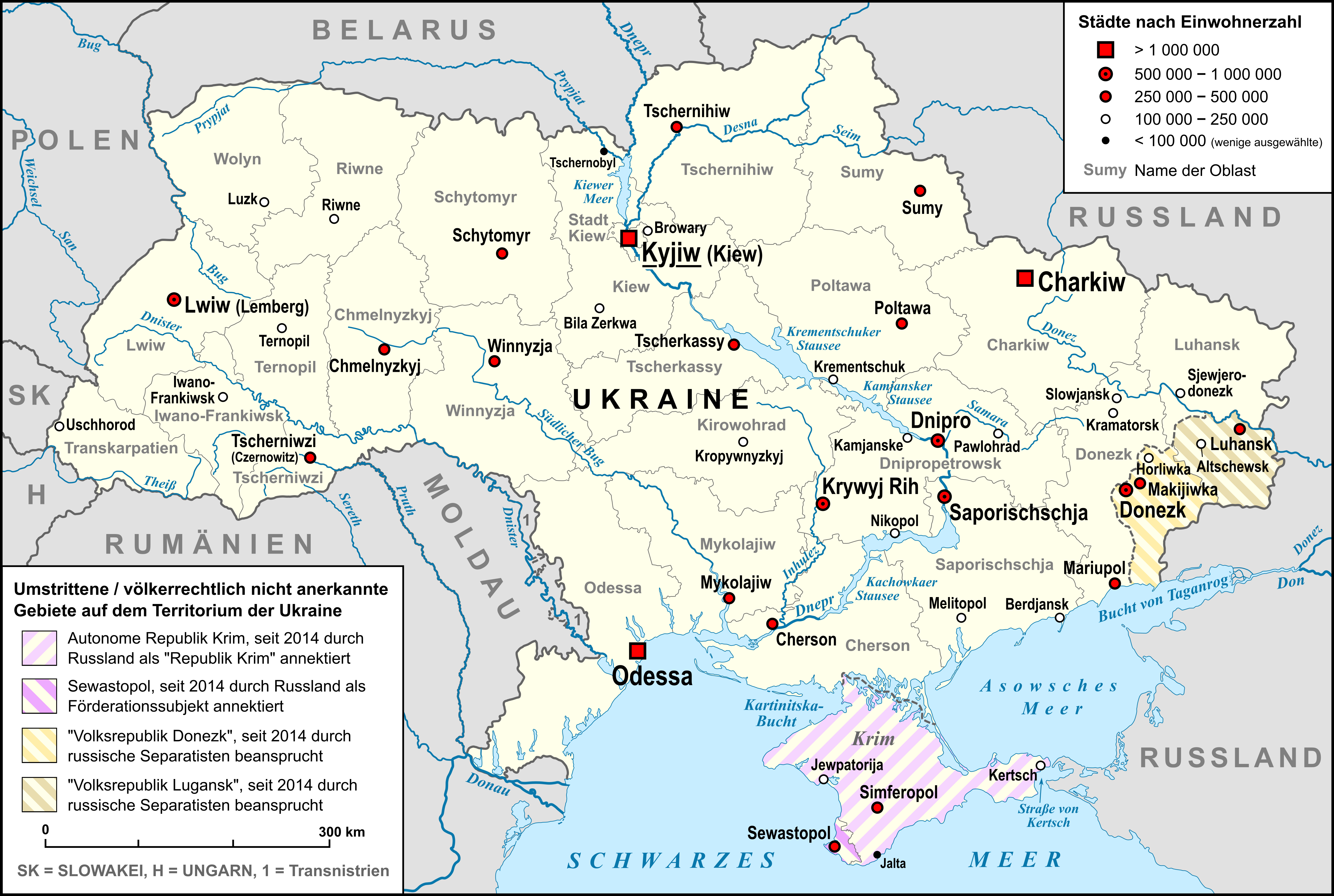
Übersichtskarte der Ukraine mit allen Städten über 100.000 Einwohnern

Die Ukraine (ukrainisch Українаⓘ Ukrajina [ʊkraˈjina]; im Deutschen [ʊkʁaˈiːnə] oder [ʊˈkʁaɪ̯nə]) ist ein Staat in Osteuropa mit mehr als 37 Millionen Einwohnern. Mit einer Fläche von 603.628 Quadratkilometern ist sie nach Russland der zweitgrößte Staat Europas und der größte, dessen Gebiet zur Gänze innerhalb des Kontinents liegt. Das Land grenzt im Osten und Nordosten an Russland, im Norden an Belarus, im Westen an Polen, die Slowakei und Ungarn sowie im Südwesten an Rumänien und Moldau. Im Süden grenzt die Ukraine an das Schwarze und das Asowsche Meer. Die Hauptstadt und größte Metropole des Landes ist Kiew, weitere Ballungszentren sind Charkiw, Dnipro, Donezk und Odessa.
Ihre staatliche Tradition führt die Ukraine, ebenso wie ihre Nachbarländer Russland und Belarus, auf das mittelalterliche Kiewer Reich zurück. Seit dessen Untergang im Mongolensturm des 13. Jahrhunderts gehörte das Gebiet der Ukraine abwechselnd ganz oder teilweise zu den Herrschaftsgebieten der Goldenen Horde, Polen-Litauens, des Russischen Zarenreichs und der Habsburgermonarchie. Die nach der Oktoberrevolution 1917 im russischen Bürgerkrieg gegründete Ukrainische Volksrepublik war der erste Versuch, die Ukraine als Gemeinwesen zu konstituieren und staatliche Unabhängigkeit zu erlangen, kontrollierte aber längst nicht alle Gebiete der späteren Ukraine. Schon ab Ende Januar/Anfang Februar 1918 befand sich Kiew (zuerst nur kurz) in den Händen der Roten Armee. Fast ein Jahr später wurde im Januar 1919 die Ukrainische Sozialistische Sowjetrepublik ausgerufen, territorial bestehend aus dem südwestlichen Kraj der Zarenzeit (westlich des Dnepr) und Kleinrussland mit den Gouvernements Charkow/Charkiw, Poltawa und Tschernigow/Tschernihiw. Bei der Konstituierung der Sowjetunion 1922 war sie eines der Gründungsmitglieder. Bei der Gründung der Vereinten Nationen 1945 erhielten auf Betreiben Stalins auch die Sowjetrepubliken Belarus und Ukraine eine eigene Mitgliedschaft. 1954 unterstellte Nikita Chruschtschow die bis dahin zur RSFSR gehörende Krim der Ukraine. Erst nach dem Zerfall der Sowjetunion 1991 wurde die Ukraine erneut souverän, erstmals mit internationaler Anerkennung. Als Gegenleistung für den Verzicht der Ukraine auf die auf ihrem Territorium stationierten sowjetischen Nuklearwaffen garantierten Russland, die USA und Großbritannien im Budapester Memorandum von 1994 die Eigenständigkeit und die bestehenden Grenzen des Landes.
Im Februar 2014 brach infolge der Annexion der Krim durch Russland und des Kriegs im Donbas ein bis heute andauernder Konflikt zwischen beiden Ländern aus. Die Krim und Teile des Donbas befinden sich seither unter russischer Kontrolle. Russland erkannte am 21. Februar 2022 die von prorussischen Separatisten proklamierten „Volksrepubliken“ Donezk und Lugansk als eigenständige, von der Ukraine unabhängige Staaten an (um sie sieben Monate später formell zu annektieren). Am 24. Februar 2022 begann der Überfall auf die Ukraine, indem russisches Militär sowohl von Russland als auch von Belarus, dem Schwarzen Meer und den zuvor besetzten Gebieten aus in die Ukraine eindrang. Präsident Wolodymyr Selenskyj rief den Kriegszustand und das Kriegsrecht aus.
Nach dem von der Ukraine zurückgeschlagenen Angriff auf die Hauptstadt Kiew verlagerte sich das Kriegsgeschehen hauptsächlich, von Luftangriffen abgesehen, auf den Osten und Südosten des Landes. Am 1. Juni 2022 waren nach Schätzungen des UNHCR 4,7 Millionen Menschen aus der Ukraine in Europa als Flüchtlinge registriert. Insgesamt sind über 7,9 Millionen Menschen aus der Ukraine geflohen, weitere 5,9 Millionen wurden in der Ukraine zu Binnenflüchtlingen. Laut den Vereinten Nationen handelt es sich dabei weltweit um die größte Fluchtbewegung seit dem Zweiten Weltkrieg.

## Etymologie
Die erste Erwähnung des Wortes ukraina findet man in der Kiewer Hypatiuschronik für das Jahr 1187 mit Bezug auf die befestigte Südgrenze des Fürstentums Perejaslawl am Fluss Sula. Danach findet man dieses Wort in Chroniken in Bezug auf unterschiedliche Grenzregionen der Rus, auch weit außerhalb des Gebietes der heutigen Ukraine.
Die traditionelle etymologische Deutung des Landesnamens verweist auf das altostslawische Wort ukraina, das die Bedeutung „Grenzgebiet, Militärgrenze“ hatte und dem westlichen Begriff Mark entsprach. (Vgl. hierzu auch den Namen des (historischen) Herzogtums Krain, der dieselbe Etymologie aufweist.) Diese Sichtweise ist sowohl in der internationalen Geschichtsschreibung als auch in der ukrainischen dominierend, da sie unter anderem vom Nationalhistoriker Mychajlo Hruschewskyj und von der Enzyklopädie der Ukraine unterstützt wird. Die meisten Autoren sind sich einig, dass dieser Name, der zunächst das Grenzgebiet zum sogenannten Wilden Feld mit seinen turkstämmigen Reiternomaden bezeichnete, lange Zeit ohne einen ethnischen Bezug existierte. Darüber, wann das Wort Ukraine zum Parallelbegriff für den kirchlichen und im Russischen Reich offiziell benutzten Namen Kleinrussland wurde, gibt es allerdings verschiedene Auffassungen.
Da die ostslawische Wurzel krai jedoch sowohl „Rand, Grenze“, als auch „Gebiet, Land“ bedeuten kann, hat in der nationalukrainischen Geschichtsschreibung die Sichtweise an Popularität gewonnen, dass das Wort ukraina in Chroniken seit dem 12. Jahrhundert in der Bedeutung „selbständiges Herrschaftsgebiet, Fürstentum“ benutzt wurde. Die damit einhergehende Behauptung, wie etwa bei Hryhorij Piwtorak, dass es stets eine strikte Unterscheidung zwischen ukraina „Fürstentum“ und okraina „Grenzland“ gab, steht jedoch im Widerspruch zu einer Vielzahl der Primärquellen; ihr wird auch von zahlreichen anderen Autoren widersprochen.

## Geographie

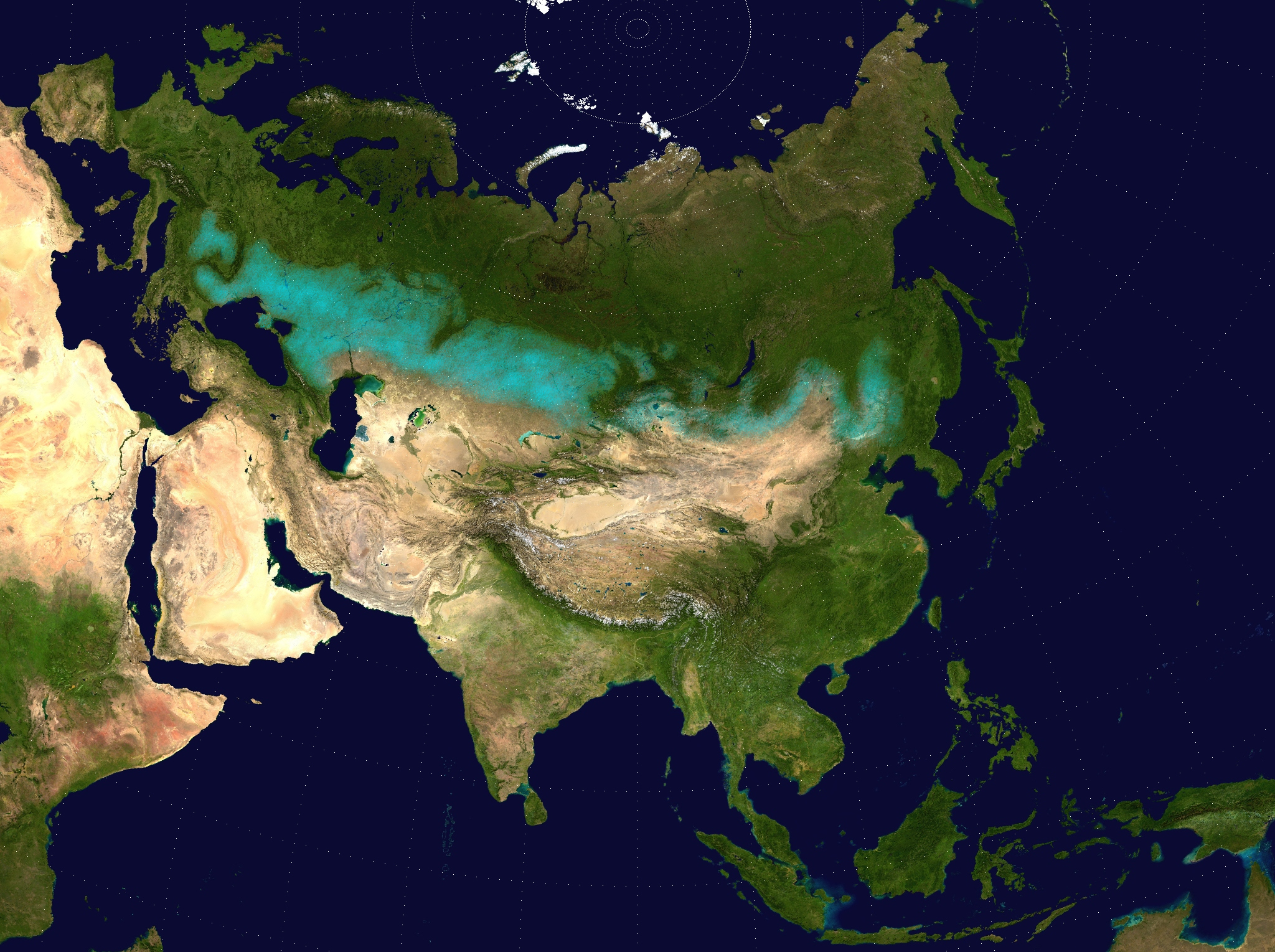
Der eurasische Steppengürtel, kultureller und ökonomischer Austauschkorridor der Menschheit

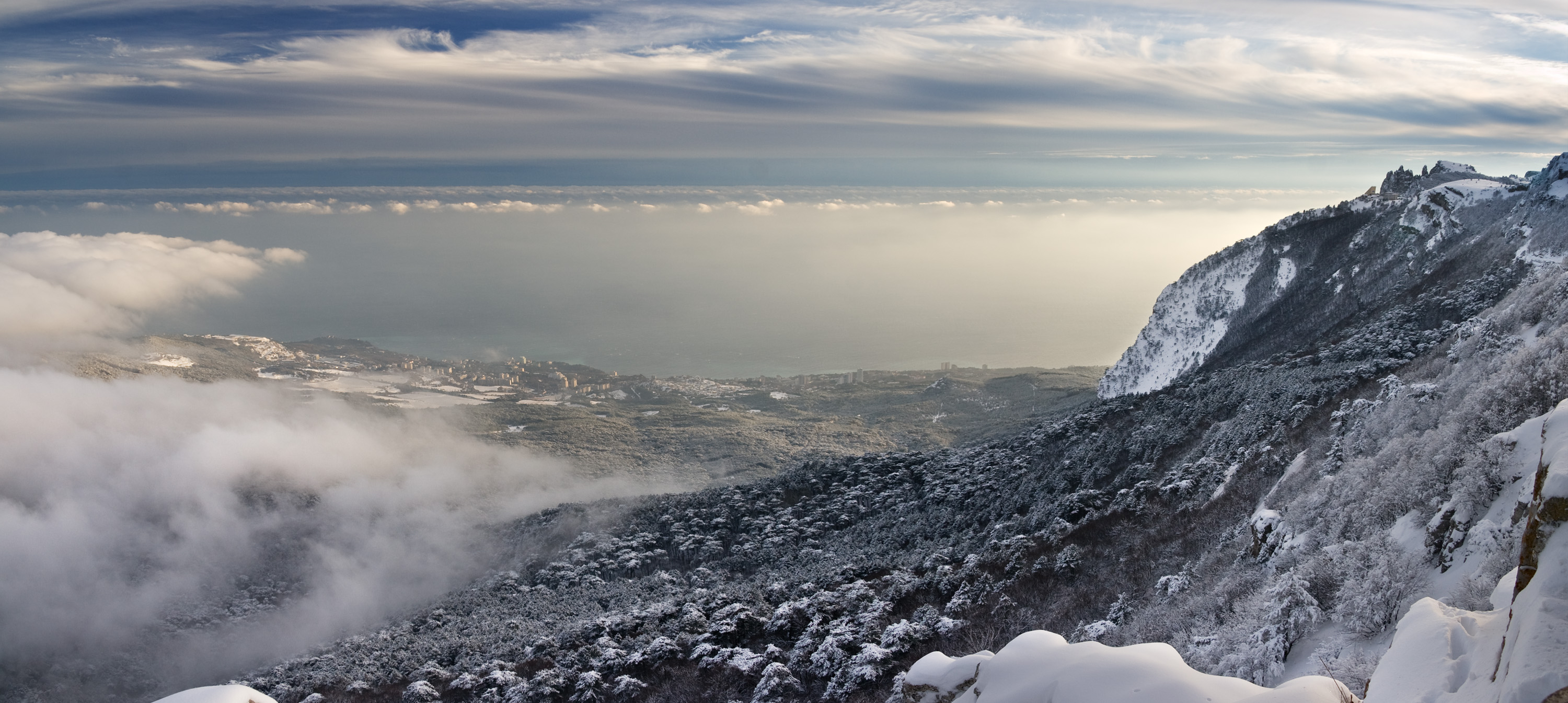
Das Krimgebirge ca. 1.200 m über dem Meeresspiegel

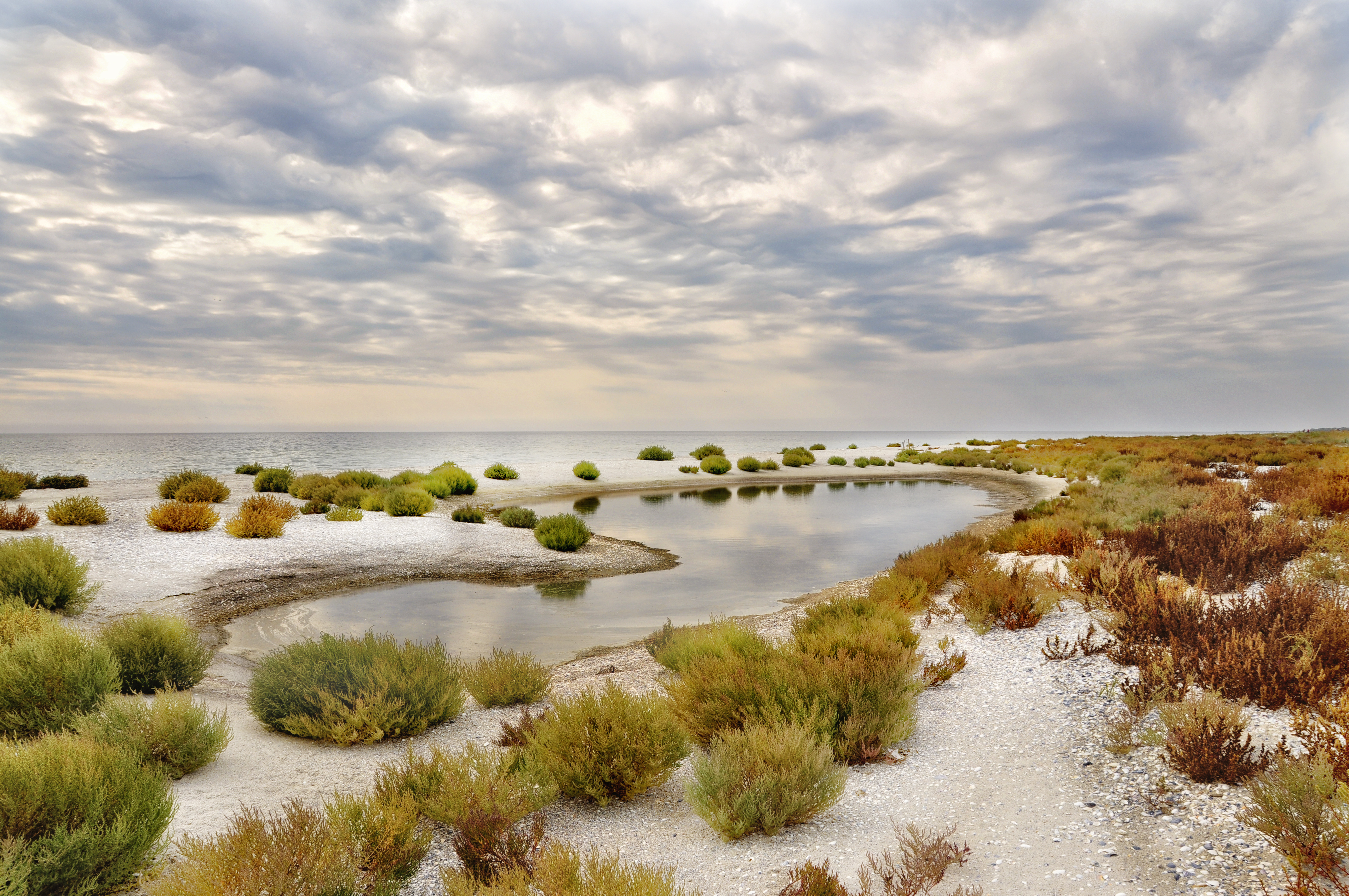
Kinburn-Halbinsel in der Oblast Mykolajiw

Die Ukraine ist ein Flächenstaat und das größte Staatsgebiet, welches vollständig in Europa liegt. Etwa 95 % der Ukraine liegt auf dem Gebiet der Osteuropäischen Ebene, weshalb sie fast ausschließlich zu Osteuropa gezählt wird. Die restlichen 5 % zählen je nach Definition zu Mitteleuropa (die Karpaten und Lwiw) und Südosteuropa (Odessa und der Budschak).
Andere Landschaftsräume außerhalb der großen Ebene finden sich in der südlichen Westukraine, wo das Land Anteil an den Waldkarpaten und an der Pannonischen Ebene hat, sowie im äußersten Süden. Der höchste Berg des Landes ist die Howerla in der Tschornohora, die eine Höhe von 2061 m erreicht. Die höchste Erhebung der Krim ist der Roman Kosch mit 1545 Metern Höhe.
Auf dem zur osteuropäischen Ebene gehörenden Teil erstrecken sich insbesondere im Norden und Süden des Landes große Tiefländer (ukrainisch Низовина) wie etwa das Dneprtiefland und die Schwarzmeersenke. Das Gelände erreicht dort Höhen zwischen 0 und 200 m. Aufgrund der geringen Höhenunterschiede fließen die Flüsse dieses Gebiets sehr langsam. Im Bereich der Tiefländer gibt es insbesondere in der zentralukrainischen Oblast Poltawa kleinere Gas- und Erdölvorkommen, die aber für eine Eigenversorgung des Landes nicht ausreichend sind. Hoffnungen werden in die Erschließung von Feldern im Schwarzen Meer gesetzt.
Im zentralen Landesteil erstrecken sich von Westen nach Osten höherliegende Gebiete mit Geländehöhen zwischen 200 und 470 m (Kamula), die Platten (ukrainisch Височина) genannt werden. Zu diesen gehören etwa die Podolische Platte, das Dneprhochland oder die Donezplatte. Diese Platten bestehen überwiegend aus Gestein aus dem Erdaltertum, das durch die Entstehung des alpidischen Gebirgsgürtels in den letzten 10 Millionen Jahren wieder angehoben worden ist. Sie sind reich an Rohstoffen wie etwa Eisenerz und Kohle. Die größten Erzvorkommen finden sich im Krywbass um die Stadt Krywyj Rih im Westen der Oblast Dnipropetrowsk, während die Kohlelager sich überwiegend im Gebiet des Donezbeckens um die Stadt Donezk befinden. Die Platten sind von zahlreichen kleineren und größeren Flüssen durchschnitten, die sich teilweise tief ins Gelände eingeschnitten haben.
Der Nordwesten der Ukraine wird als Wolhynien bezeichnet.
Der geografische Mittelpunkt des Landes befindet sich in der Nähe der Siedlung Dobrowelytschkiwka in der Oblast Kirowohrad.
Österreichische Ingenieure kamen Ende des 19. Jahrhunderts zu dem Ergebnis, dass der geographische Mittelpunkt Europas im Dorf Dilowe in der Oblast Transkarpatien liege. Da es verschiedene Verfahren zur Berechnung des Mittelpunktes gibt und die Ostgrenzen Europas willkürlich und somit nicht eindeutig festgelegt sind, beanspruchen jedoch auch mehrere andere Orte den Titel für sich.

### Klima und Böden
|                       | Jan  | Feb  | Mär  | Apr  | Mai  | Jun  | Jul  | Aug  | Sep  | Okt  | Nov  | Dez  |   |       |
| Mittl. Tagesmax. (°C) | −2,6 | −1,1 | 4,3  | 13,6 | 20,5 | 23,5 | 24,5 | 24,0 | 19,1 | 12,3 | 4,8  | 0,1  | ⌀ | 12    |
| Mittl. Tagesmin. (°C) | −8,2 | −6,8 | −2,1 | 4,8  | 10,7 | 13,8 | 15,1 | 14,4 | 10,0 | 4,8  | 0,0  | −4,6 | ⌀ | 4,4   |
|                       |      |      |      |      |      |      |      |      |      |      |      |      |   |       |
| Niederschlag (mm)     | 47,7 | 46,0 | 38,9 | 48,3 | 52,5 | 72,5 | 88,0 | 69,2 | 46,7 | 35,1 | 51,3 | 51,7 | Σ | 647,9 |
|                       |      |      |      |      |      |      |      |      |      |      |      |      |   |       |
| Regentage (d)         | 16,7 | 14,2 | 12,9 | 11,6 | 11,8 | 13,1 | 13,3 | 10,8 | 10,2 | 9,9  | 14,8 | 17,4 | Σ | 156,7 |

| −8,2 |

| −6,8 |

| −2,1 |

| 4,8 |

| 10,7 |

| 13,8 |

| 15,1 |

| 14,4 |

| 10,0 |

| 4,8 |

| 0,0 |

| −4,6 |

| −8,2 |

| −6,8 |

| −2,1 |

| 4,8 |

| 10,7 |

| 13,8 |

| 15,1 |

| 14,4 |

| 10,0 |

| 4,8 |

| 0,0 |

| −4,6 |

Abgesehen von den Berggebieten und den südwestlichen und südlichen Küstenregionen lässt sich die Ukraine hinsichtlich des Klimas, der Böden und der Vegetation in drei Großzonen gliedern. Im Nordwesten hat es Anteil an den Prypjatsumpfgebieten, die insbesondere durch frühere Gletschervorstöße aus Skandinavien während der Eiszeiten geprägt wurden. Hier finden sich die schlechtesten Böden des Landes. Hinzu kommt, dass diese Region besonders stark von der Nuklearkatastrophe von Tschernobyl 1986 betroffen ist. Das Gebiet erhält relativ viel Niederschlag (500–750 mm), die Sommer sind mild, mit Durchschnittstemperaturen im Monat Juli von 17 bis 19 °C.
An diese Zone schließt sich nach Süden und Südosten die sogenannte Waldsteppenzone an, in der ehemals bestehende Waldbestände aber überwiegend schon abgeholzt wurden. Hier befinden sich weit ausgedehnte Lössebenen, die im Eiszeitalter unter periglazialen Bedingungen entstanden sind. Aus dem Löß haben sich überwiegend sehr fruchtbare Schwarzerdeböden entwickelt, die zu den ertragreichsten der Welt gehören. Die Niederschlagsmengen liegen zwischen 350 und 400 mm, die Juli-Durchschnittstemperaturen bei 20 °C. Insgesamt bietet dieses Gebiet sehr gute Bedingungen für eine landwirtschaftliche Nutzung. Allerdings sind die Böden sehr erosionsanfällig, wenn sie, wie oft in Sowjetzeiten geschehen, falsch bestellt werden.
Im Südosten liegt die Steppenzone, die nur über relativ geringe Niederschläge von teilweise unter 250 mm im Jahr verfügt. Auch hier sind die Sommer relativ heiß mit Durchschnittstemperaturen im Juli von teilweise über 23 °C. Die fruchtbaren Schwarz- und Kastanienbraunerden dieses Gebietes konnten überwiegend erst ab Mitte des 20. Jahrhunderts in Wert gesetzt werden, nachdem durch den Bau von Staudämmen an den großen Flüssen ausgedehnte Bewässerungsanlagen entstanden waren (Siehe auch: Stauseen in der Ukraine).
Die Küstenregionen auf der Halbinsel Krim und im südwestlichen Bessarabien, dem Budschak, sind sehr fruchtbar und werden aufgrund der günstigen klimatischen Bedingungen mit milden Wintern insbesondere für den Obst- und Weinanbau genutzt.

### Gewässer

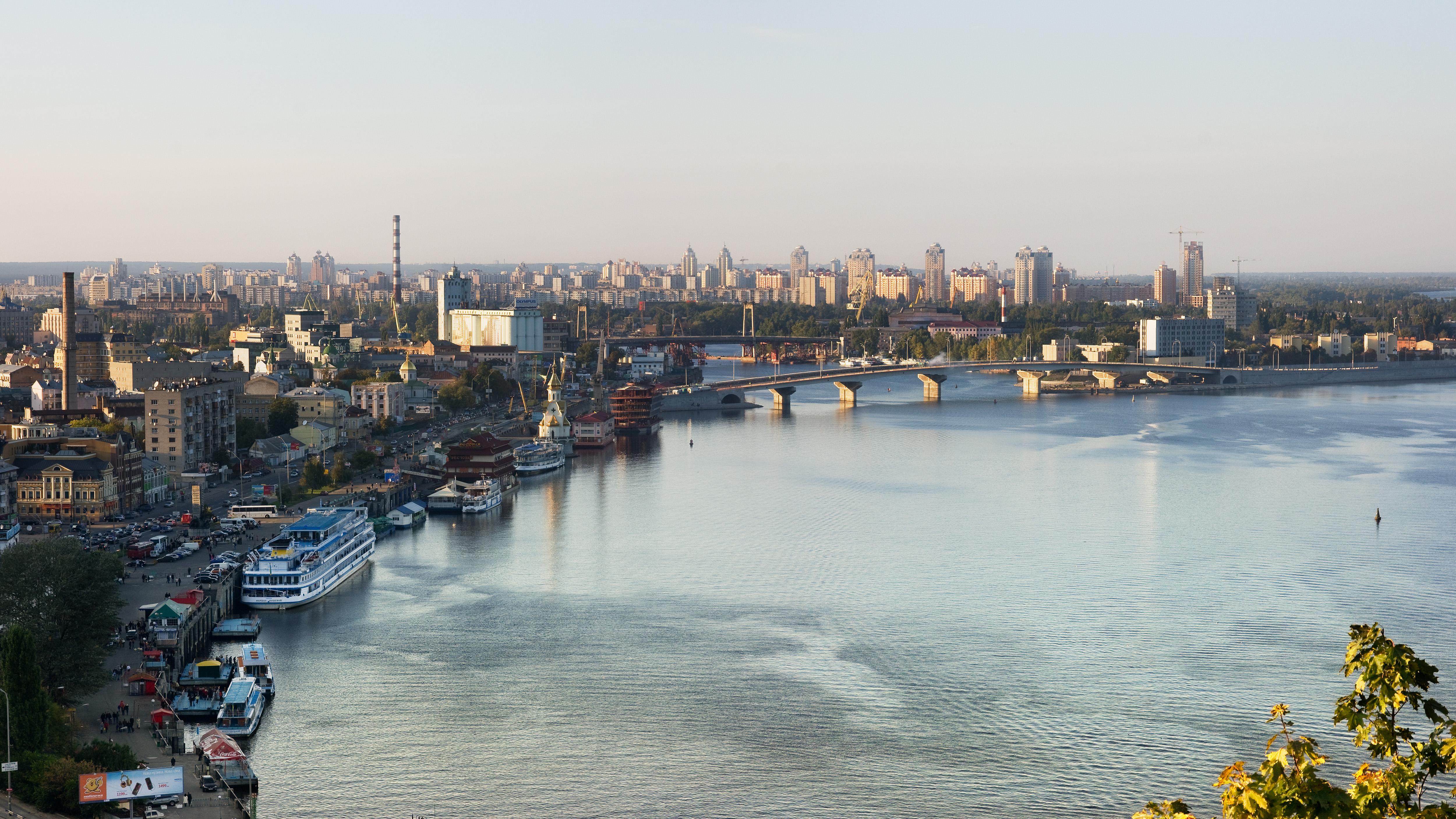
Dnepr in Kiew

Zu den zahlreichen Flüssen, die das Land durchkreuzen und fast alle ins Schwarze Meer münden, zählen der Pruth, der Dnister, der Südliche Bug, die Horyn (nach Norden in den Prypjat), die Desna und der Dnepr sowie der Siwerskyj Donez. Weitere kleinere Flüsse sind oft von versumpften Ufern mit Schilfbestand geprägt.
Im Westen bildet die Donau die 54 km messende Grenze zwischen Rumänien und der Ukraine. Hier liegt auch der Jalpuhsee, der größte natürliche See der Ukraine. Von ihm nach Osten folgen im Land die Flusssysteme Pruth, Dnister, Südlicher Bug, Dnepr und Siwerskyj Donez.
Der Dnepr, ukrainisch Дніпро Dnipro, im Deutschen ist auch Dnjepr verbreitet, hat eine Länge von 2201 km. Er fließt durch Russland, Belarus und durch die Landesmitte der Ukraine. Er ist nach Wolga und Donau der drittlängste Fluss in Europa und auf rund 1700 km schiffbar. Danach hat auch die Landschaft den Namen: Dneprbecken. In der Ukraine ist er zu sechs künstlichen Seen (Fläche, Volumen) angestaut: Kiewer Meer (922 km², 3,73 km³), Kaniwer (582 km², 2,62 km³), Krementschuker (2252 km², 13,5 km³), Kamjansker (567 km², 2,45 km³), Saporischja- (410 km² bei einer Länge von 65 bzw. mit Samara 85 km) und Kachowkaer Stausee (2155 km², 18,2 km³). Die DniproHES-Staumauer bei Saporischschja war zur Zeit der Fertigstellung nach Hoover Dam und Wilson Dam das drittgrößte Wasserkraftwerk der Welt (fertiggestellt 1932; HES steht für ukrainisch Dniprowska HidroElektroStanzija).
Die 2782 km lange Südküste der Ukraine liegt am Schwarzen Meer und dessen nordöstlichem Nebenmeer, dem Asowschen Meer.
Die Straße von Kertsch, eine 40 km breite Meerenge, verbindet das Schwarze Meer mit dem Asowschen Meer und trennt die Halbinsel Krim von der Halbinsel Taman (Russland).
Über Polesien erstreckt sich mit einer Fläche von 90.000 km² das größte Sumpfgebiet Europas.
Im Nordwesten des Landes liegt der Nationalpark Schazk mit dem Switjas-See.

### Inseln und Halbinseln
Zu den Schwarzmeerinseln zählen Dscharylhatsch, Tusla und die Schlangeninsel (gehört seit 1948 der Ukraine) im Süden des Landes. Die mit Abstand bekannteste Halbinsel ist die Krim, die seit 1954 zur Ukraine gehört, seit 2014 aber von Russland beansprucht und faktisch kontrolliert wird – aus der Sicht des ukrainischen Staates und der großen Mehrheit der Generalversammlung der Vereinten Nationen zu Unrecht. Die Insel Chortyzja im Stadtgebiet von Saporischschja ist die größte Dnepr-Insel. Zahlreiche weitere Flussinseln des Dnepr befinden sich bei Kiew und in seinem Mündungsdelta am Schwarzen Meer.

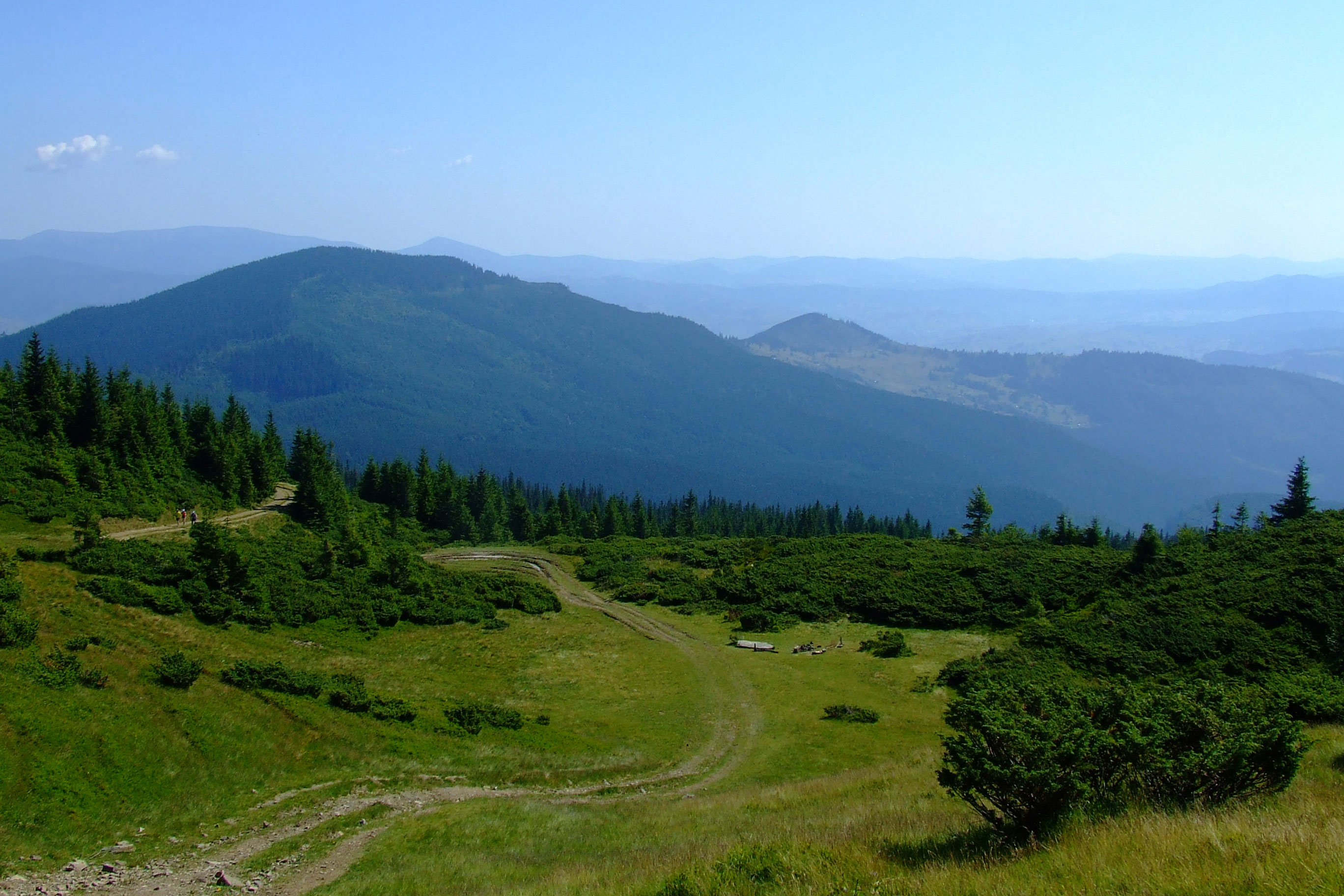
Die Landschaft in den ukrainischen Karpaten

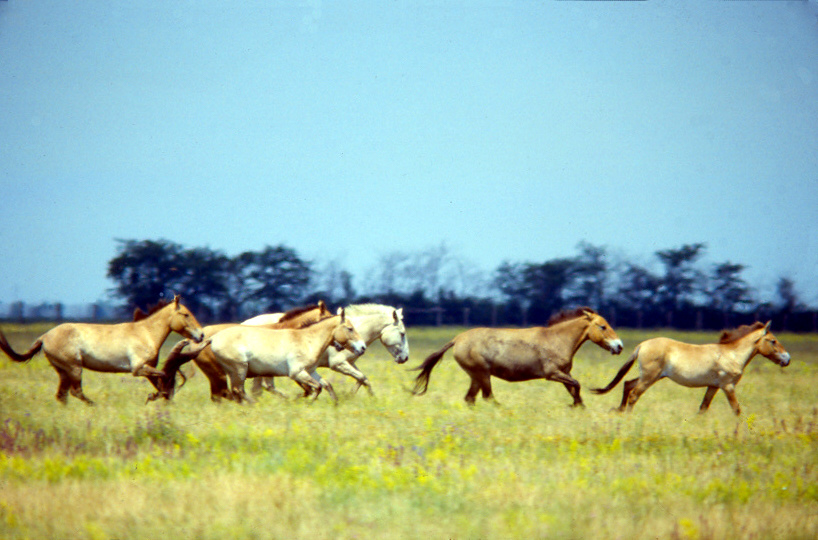
Przewalski-Pferde in der Askanija-Nowa (Naturschutzgebiet)

### Vegetation, Flora
In den Karpaten existieren die letzten warmgemäßigten Urwälder Europas. Sie zählen seit Juli 2007 zum Weltnaturerbe der UNESCO. 16,06 % der Fläche des Landes sind bewaldet (Stand 2020), hauptsächlich mit Buchen, Kiefern, Birken, Espen, Eichen, Erlen, Eschen und Ahorn. Neben den Karpaten bilden das Dnepr-Bassin und das Prypjat-Bassin die wichtigsten Ökosysteme. Gurken, Tomaten, Paprika, Zwiebeln, Hülsenfrüchte und Auberginen sind das am häufigsten angebaute Gemüse. Zu den typischen Obstsorten zählen Trauben, Birnen, Melonen, Pfirsiche, Pflaumen und Aprikosen. Die wichtigste Nutzpflanze ist der Weizen. Neben ihm wird aber auch viel Roggen, Gerste, Kartoffeln, Mais und vor allem Buchweizen angebaut. Die Sonnenblume ist die Nationalpflanze.

### Fauna
Neben der natürlichen Artenvielfalt gibt es Fasane, Kraniche und Pfauen. Zudem wurden im Naturschutzgebiet Askanija-Nowa auch Exoten wie der Afrikanische Strauß eingewildert. Auch kleine Affen leben dort. Zu den traditionellen Zuchttieren der Krim gehört das Kamel. In den Meeren um die Halbinsel sind einige Delfin- und Walarten beheimatet. Wasserschildkröten, Eidechsen und Schlangen sind im gesamten Land vertreten. Wisente, Wildschweine, Bären, Wölfe, Luchse, Hirsche und eingeschleppte Waschbären sind Waldbewohner und daher am häufigsten im Westen und Norden der Ukraine anzutreffen. In Askanija-Nowa gibt es über 100 Exemplare des vom Aussterben bedrohten Przewalski-Pferdes, das um 1900 aus der Mongolei nach Europa eingeführt wurde. Bis zum 19. Jahrhundert lebte in der Ukraine der Tarpan in freier Wildbahn, bis er schließlich ausgerottet wurde. Weit verbreitet in der Ukraine war bis Anfang des 20. Jahrhunderts das Ukrainische Steppenrind.

### Naturschutz
Nach schweren Umweltkatastrophen wie der Nuklearkatastrophe von Tschernobyl 1986 und dem Tankerunglück im Schwarzen Meer 2010 hat sich die Regierung zum Ziel gesetzt, Reformen für den Naturschutz durchzuführen. In der Ukraine gibt es 18 Nationalparks sowie die Ukrainische Naturschutzgesellschaft.
Durch den russischen Überfall 2022 wurde die Ukraine in Sachen Naturschutz weit zurückgeworfen (siehe auch Russischer Überfall auf die Ukraine 2022#Auswirkungen auf Umwelt und Klima).

## Bevölkerung

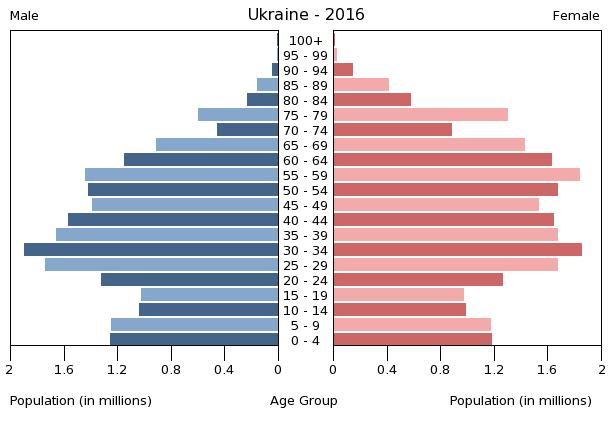
Bevölkerungspyramide Ukraine 2016

### Demografie

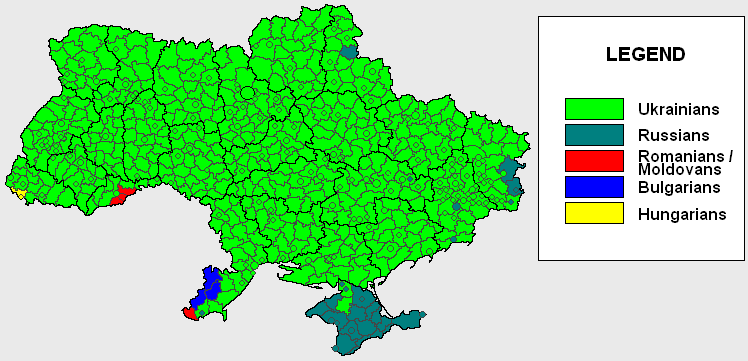
Mehrheitsethnien in den Rajonen der Ukraine (2001)

Anteil der ethnischen Ukrainer an der Gesamtbevölkerung in den Regionen der Ukraine (2001)

Anteil der russischen Muttersprachler an der Gesamtbevölkerung in den Regionen der Ukraine (2001)

Nach Schätzungen der Vereinten Nationen hatte die Ukraine im Jahre 2024 eine Bevölkerung von rund 37,9 Millionen. Im Juli 2023 berichtete die Nachrichtenagentur Reuters, dass in dem von Kiew kontrollierten Teil der Ukraine aufgrund des Krieges mit Russland möglicherweise nur noch 28 Millionen Menschen leben. Die Ukraine hatte im Jahre 2020 insgesamt 44,1 Millionen Einwohner. Das jährliche Bevölkerungswachstum betrug 2020 aufgrund eines Sterbeüberschusses −0,6 %; einer Geburtenziffer von 7,8 pro 1000 Einwohner stand eine Sterbeziffer von 15,9 pro 1000 Einwohner gegenüber.
Die Anzahl der Geburten pro Frau lag 2020 statistisch bei 1,2. Die Lebenserwartung der Einwohner der Ukraine ab der Geburt lag 2020 bei 71,2 Jahren (Frauen: 76,2, Männer: 66,4). Der Median des Alters der Bevölkerung lag im Jahr 2020 bei 41,2 Jahren und damit unter dem europäischen Wert von 42,5.
Im Jahr 2017 lebten 5,9 Millionen Personen, die in der Ukraine geboren wurden, im Ausland, die meisten davon in Russland (3,3 Mio.), den Vereinigten Staaten (380.000), Kasachstan (350.000), Deutschland (260.000), Italien (240.000) und Tschechien (196.875 Ende 2021, mit 30 % höchster Anteil unter den Ausländern). In der Ukraine selbst waren im Jahre 2017 11,2 % der Bevölkerung im Ausland geboren, die meisten davon in Russland.
Der russische Überfall auf die Ukraine seit 2022 hat zu großen Fluchtbewegungen geführt. Insgesamt sind rund 6,75 Millionen Flüchtlinge aus der Ukraine in Europa registriert (Stand 2024). Unter den EU-Staaten haben Polen und Deutschland die meisten Flüchtlinge aufgenommen. Zudem gibt es innerhalb der Ukraine bis zu 5,7 Millionen Binnenflüchtlinge, hauptsächlich aus dem umkämpften Osten der Ukraine (Stand Juli 2023).
Historische Bevölkerungsentwicklung der Minderheiten

Bevölkerungsentwicklung 1950–2024 mit einer Spitze 1990–1991

Vor dem Ersten Weltkrieg lebte eine deutschsprachige Minderheit von mehreren hunderttausend Menschen auf dem Gebiet der heutigen Ukraine (Galizien, Bukowina, Wolhynien, Schwarzmeerküste); heute sind es noch etwa 30.000 bis 40.000.
Bis 1944 lebten mehrere Millionen Polen in den heute zum Westen der Ukraine gehörenden Gebieten Galizien, Bukowina und Wolhynien. 1944 verübten Ukrainer vor allem in Wolhynien Massaker an der polnischen Bevölkerung, denen über 40.000 Polen zum Opfer fielen. Nach dem Krieg wurde die polnische Bevölkerung östlich des Bug im Zuge der Westverschiebung Polens vertrieben.
Bis zum Zweiten Weltkrieg lebten in der Ukraine viele Juden (z. B. in Schtetl-Siedlungen), die jedoch zu großen Teilen während des Deutsch-Sowjetischen Krieges von SS-Einsatzgruppen ermordet wurden. Die Ukraine war eines der Hauptverbreitungsgebiete der jiddischen Sprache. Die meisten Überlebenden wanderten in die USA, nach Israel und zum kleinen Teil nach Deutschland aus. 2001 lebten noch rund 100.000 Juden in der Ukraine (z. B. Präsident Wolodymyr Selenskyj). Ihre Zahl nimmt wegen der Auswanderung und des allgemeinen Geburtenrückgangs weiterhin ab.

### Ethnien
Nach der offiziellen Volkszählung von 2001 leben in der Ukraine 77,8 % Ukrainer, 17,3 % Russen und über 100 weitere Ethnien. Eine staatlich nicht anerkannte Minderheit sind die Russinen Transkarpatiens. Neben den zehn größten Ethnien gibt es noch kleinere Minderheiten mit weniger als 100.000 Einwohnern, darunter hauptsächlich Griechen, Roma, Aserbaidschaner, Georgier und Deutsche. Die Ukrainer stellen in allen Regionen mit Ausnahme der Autonomen Republik Krim und der Stadt Sewastopol den größten Teil der Bevölkerung. In diesen beiden Regionen sind Russen die bei weitem überwiegende Volksgruppe, weitere Gebiete mit hohem russischen Bevölkerungsanteil von 39,0 bzw. 38,2 % (Volkszählung von 2001) sind die Oblaste Luhansk und Donezk im Südosten der Ukraine. Russen leben in der Ukraine vorwiegend in Städten. In ländlichen Regionen sind nur 6,9 % der Bevölkerung Russen, während Ukrainer dort einen Anteil von 87,0 % stellen.
| Ethnie           | Anzahl im Jahr 2001 | Anteil im Jahr 2001 | Anteil im Jahr 1989 |
| ---------------- | ------------------- | ------------------- | ------------------- |
| Ukrainer         | 37.541.700          | 77,8 %              | 72,7 %              |
| Russen           | 8.334.100           | 17,3 %              | 22,1 %              |
| Rumänen/Moldauer | 508.600             | 00,8 %              | 00,9 %              |
| Belarussen       | 275.800             | 00,6 %              | 00,9 %              |
| Krimtataren      | 248.200             | 00,5 %              | 00,0 %              |
| Bulgaren         | 204.600             | 00,4 %              | 00,5 %              |
| Magyaren         | 156.600             | 00,3 %              | 00,4 %              |
| Polen            | 144.100             | 00,3 %              | 00,4 %              |
| Juden            | 103.600             | 00,2 %              | 00,9 %              |
| Armenier         | 99.900              | 00,2 %              | 00,1 %              |

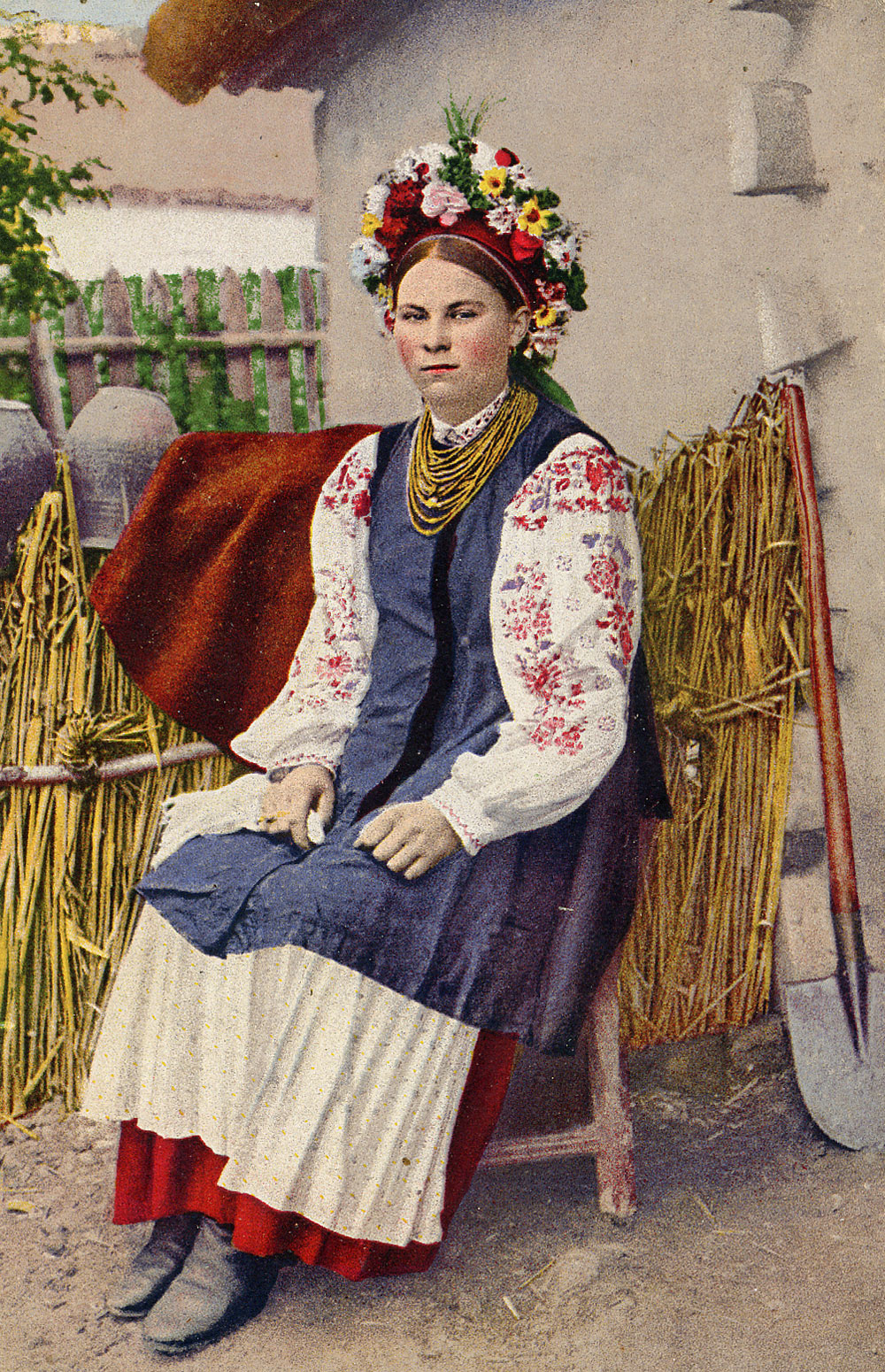
Frau in Tracht, sie trägt das „Wyschywanka“, eine Bluse mit aufwendiger ukrainischer Kreuzstich-Stickerei, und den traditionellen Blumenkranz, 1916.
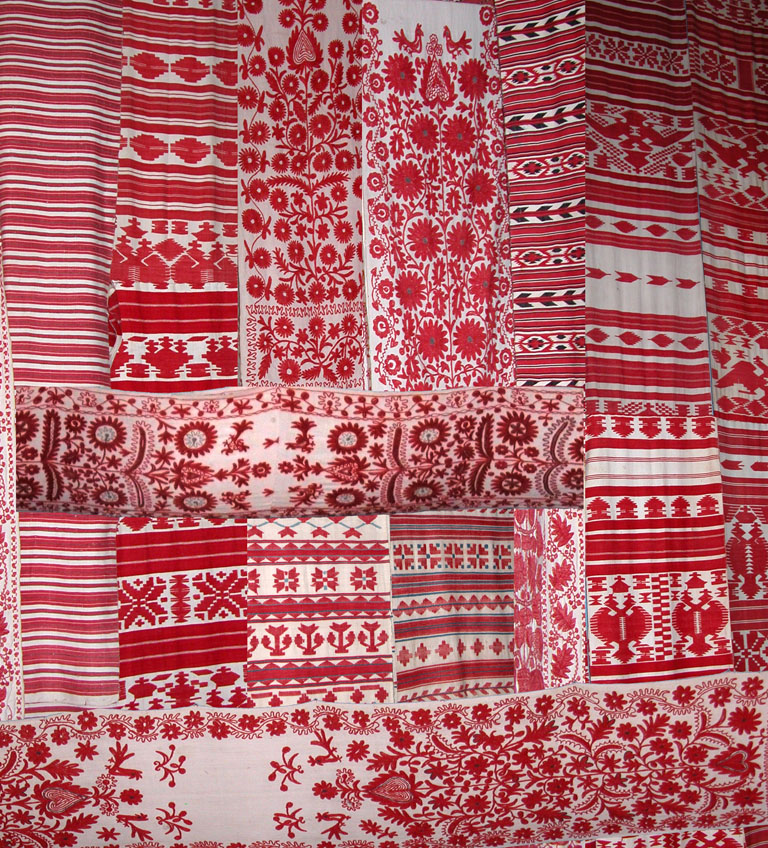
Ruschnyk – ein gewebtes Leinentuch mit ukrainischer Kreuzstich-Stickerei, ein Symbol der Gastfreundschaft und fester Bestand der Volkskunst.[41][38] Jede Region hat eigene Motive, Besonderheiten der Komposition und der Farben, die von Generation zu Generation, von der Mutter zur Tochter tradiert werden. Rushnyk Museum in Perejaslaw.
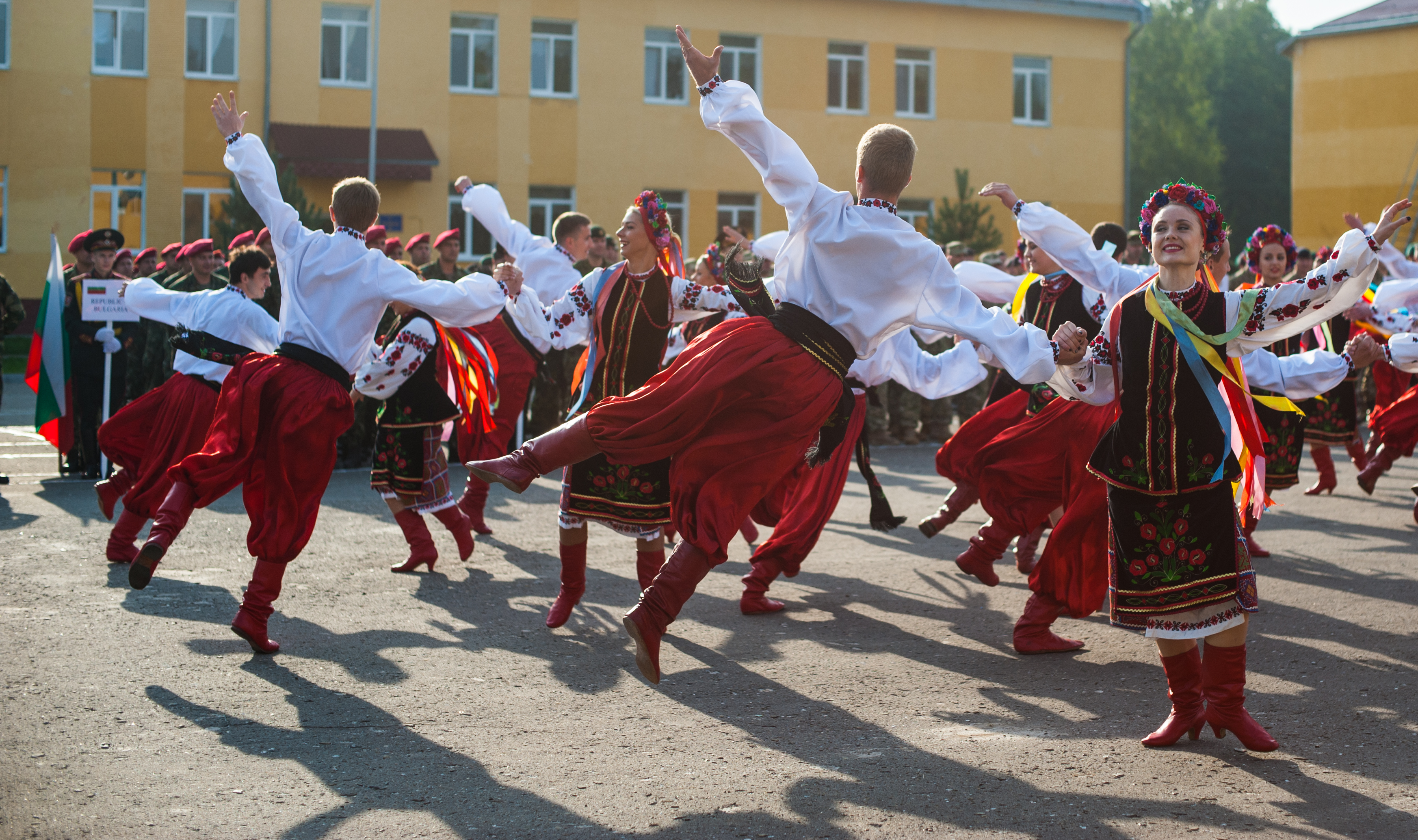
Ensemble für traditionelle ukrainische Tänze

### Sprachen

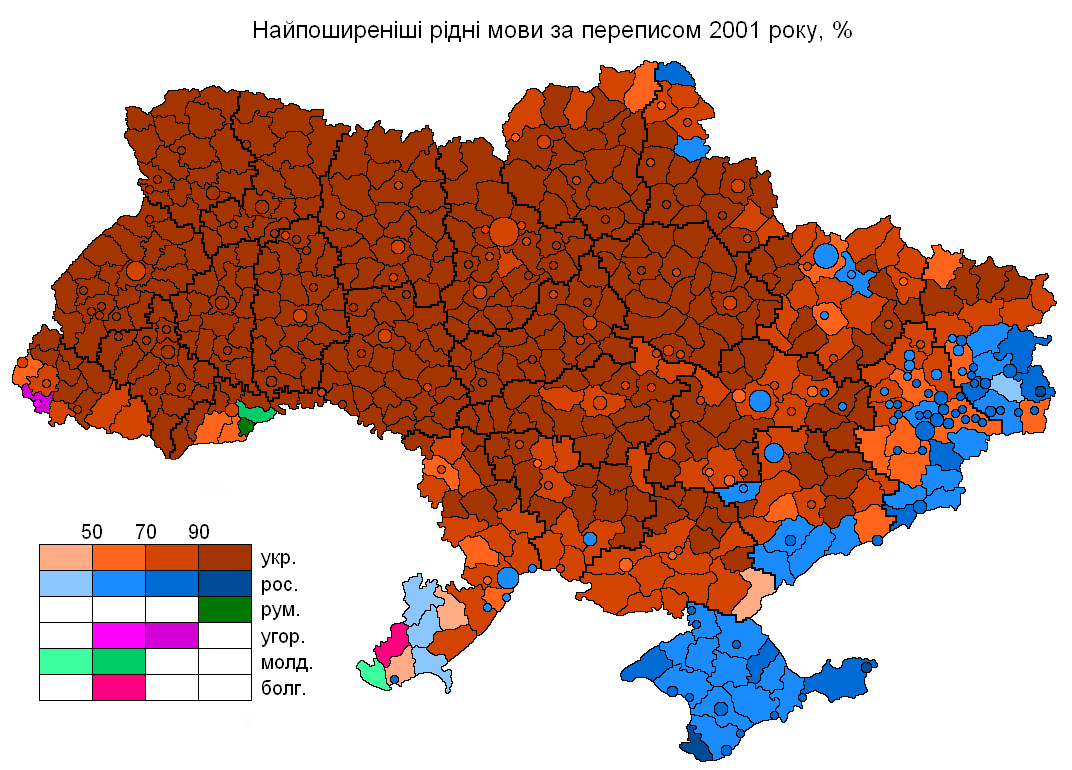
Die häufigste Muttersprache pro Rajon laut Volkszählung von 2001:

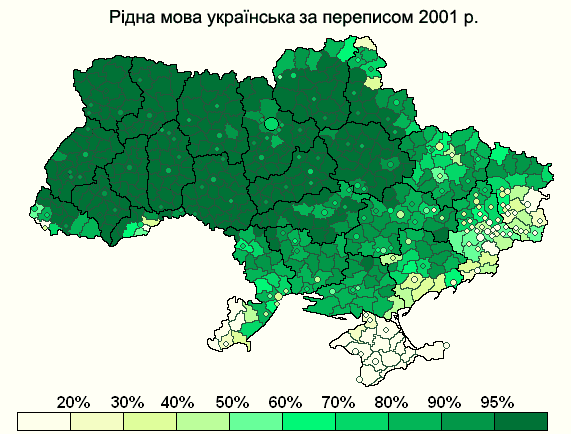
Ukrainischen Muttersprachler pro Rajon laut Volkszählung von 2001

Die überwiegende Mehrheit der Bevölkerung der Ukraine beherrscht sowohl die ukrainische als auch die russische Sprache. Das Russische verlor nach der Unabhängigkeit der Ukraine im Jahr 1991 den Status einer Amtssprache. Beide Sprachen sind ostslawische Sprachen. Eine weit verbreitete mündliche Mischform von Ukrainisch und Russisch ist Surschyk.
Seit dem Ausbruch des russisch-ukrainischen Krieges im Jahr 2014 und zu einem großen Teil seit dem Beginn der russischen Invasion im Jahr 2022 ist das Interesse an der ukrainischen Sprache, Kultur und Geschichte in der ukrainischen Gesellschaft deutlich gestiegen. Gleichzeitig gibt es eine massive Ablehnung und bisweilen Feindseligkeit gegenüber der russischen Sprache. Die Unterstützung für die Idee, dem Russischen einen offiziellen Status in der gesamten Ukraine oder in einigen ihrer Regionen zu verleihen, hat den niedrigsten Stand im gesamten Beobachtungszeitraum erreicht.
Gleichzeitig verfolgt Russland eine Politik der erzwungenen Russifizierung der von ihm besetzten ukrainischen Gebiete: In den Schulen wird ausschließlich auf Russisch unterrichtet, selbst in vollständig ukrainischsprachigen Siedlungen, und ukrainische Schulbücher sind verboten. Einem Bericht der Menschenrechtsorganisation Human Rights Watch zufolge indoktriniert Russland Schulkinder in den besetzten Gebieten mit anti-ukrainischer Propaganda, und russische Beamte haben Schritte unternommen und unternehmen weiterhin Schritte, um die ukrainische Sprache zu eliminieren, was einen Verstoß gegen eine Reihe von Bestimmungen des internationalen Rechts darstellt. Auch ukrainische Kinder, die zwangsweise nach Russland abgeschoben werden, sind der Russifizierung ausgesetzt.

#### Verbreitung unter der Bevölkerung
Die Russifizierung der Ukraine, die mit der Eingliederung ukrainischer ethnischer Gebiete in das Russische Kaiserreich begann und sich nach dem Ende des Zweiten Weltkriegs in der Sowjetunion besonders stark ausbreitete, führte zu einem erheblichen Rückgang des Anteils der ukrainischsprachigen Bevölkerung in der Ukraine, vor allem in den verstädterten südlichen und östlichen Regionen und in geringerem Maße auch in den zentralen Regionen des Landes. Nur in einigen westlichen Regionen stieg der Anteil der ukrainischsprachigen Bevölkerung an.
Seit der Unabhängigkeit haben sich die Sprachverhältnisse zugunsten des Ukrainischen verschoben. 1989 betrug laut offizieller Statistik der ukrainische Muttersprachleranteil 64,7 %; bei der Volkszählung 2001 stieg er auf 67,5 %. Der Anteil russischer Muttersprachler betrug 1989 32,8 % an der Gesamtbevölkerung und sank bis 2001 auf 29,6 %. Beide Werte von 2001 (67,5 % Ukrainisch, 29,6 % Russisch) entsprechen nicht dem Anteil der Ukrainer (77,8 %) bzw. Russen (17,3 %) an der Bevölkerung des Landes im selben Jahr. Der Unterschied erklärt sich daraus, dass 14,8 % der Ukrainischstämmigen Russisch und 3,9 % der Russischstämmigen Ukrainisch als ihre Muttersprache bezeichnen. (Ein prominentes Beispiel dafür, dass Nationalität und Zugehörigkeit zu einer Sprachgruppe nicht übereinstimmen müssen, ist die ukrainischstämmige Politikerin Julija Tymoschenko, deren Muttersprache Russisch ist.) Die Angehörigen der kleineren Nationalitätengruppen erklärten überwiegend Russisch zu ihrer Muttersprache, lediglich bei den Polen dominierte das Ukrainische.
Eine Statistik der Akademie der Wissenschaften der Ukraine von 2011 weist 42,8 % der gesamtukrainischen Bevölkerung als zu Hause Ukrainisch sprechend aus, während dort 38,7 % Russisch und 17,1 % beide Sprachen verwenden. Eine Umfrage aus dem Jahr 1993 hatte ergeben, dass 53 % der Bevölkerung in Gesprächen bevorzugt Russisch sprachen, eine Zahl, die auch 2013 in einer Statistik auftauchte. Mehrere Befragungen ergaben eine russischsprachige Mehrheit in Regionen, in denen laut Volkszählung das Ukrainische überwog, darunter etwa die Oblaste Charkiw und Odessa. Im Westen sprechen demnach 94,4 % Ukrainisch, 2,5 % Surschyk und 3,1 % Russisch, während z. B. im Süden, zu dem auch die Halbinsel Krim gehört, 82,3 % Russisch, 12,4 % Surschyk und 5,2 % Ukrainisch sprechen.
Ukrainische Muttersprachler mit einem Anteil von mehr als 90 % ermittelte die Volkszählung in den meisten west- und zentralukrainischen Gebieten. In der Oblast Ternopil erreichte der Anteil ukrainischer Muttersprachler sogar 98,3 %, während in den meisten südukrainischen Oblasten etwa zwei Drittel der Bevölkerung Ukrainisch als Muttersprache angaben. Im Süden erreichte nur in der Autonomen Republik Krim und Sewastopol der ukrainische Muttersprachleranteil lediglich 10,1 bzw. 6,8 %. Im Osten der Ukraine bilden ukrainische Muttersprachler die Mehrheit der Bevölkerung in den Oblasten Charkiw, Dnipropetrowsk und Saporischschja (50,2 bis 67 %). Minoritär sind sie im Osten in den Oblasten Donezk und Luhansk (24,1 bzw. 30 %).
Russische Muttersprachler bilden in der Autonomen Republik Krim und Sewastopol die Mehrheit (77,0 bzw. 90,6 %). Viele russische Muttersprachler auf der Krim sind ukrainischstämmig oder gehören anderen Minderheiten an. In der Oblast Donezk und der Oblast Luhansk beträgt der russische Muttersprachleranteil 74,9 bzw. 68,8 %. In der Südukraine (ohne die Halbinsel Krim) liegt der russische Muttersprachleranteil um 30 %. In der nördlichen und zentralen Ukraine liegt er zwischen 1,2 % (Oblast Ternopil) und 10,3 % (Oblast Tschernihiw). In der Stadt Kiew und der Oblast Sumy weichen die Werte ab; hier sind 25,4 bzw. 15,6 % russischsprachige Muttersprachler.

#### Amtssprache und Minderheitensprachen
Seit 1991 ist das Ukrainische die einzige Amtssprache des Landes, obwohl noch 2012 große Teile der Bevölkerung forderten, Russisch wieder als zweite Amtssprache einzuführen. Seit 1991 ist Ukrainisch Pflichtfach in allen Schulen und zunehmend auch Unterrichtssprache.
Die Sprachenfrage ist in der Politik ein heikles Thema. Die nach Russland orientierte Partei der Regionen sowie die Kommunistische Partei treten für die völlige Gleichberechtigung des Russischen als zweiter Amtssprache ein. Die „orangen“, westlich orientierten Parteien rund um den ehemaligen Präsidenten Wiktor Juschtschenko und Julija Tymoschenko sowie nationalistische Parteien lehnten dies jedoch ab.
Unter Wiktor Juschtschenko wurde eine Ukrainisierungspolitik betrieben. So wurde das Russische in Schulen und im Alltag zurückgedrängt, und es wurden zahlreiche Maßnahmen durchgeführt, die den Gebrauch der ukrainischen Sprache förderten. Der 2010 gewählte Präsident Wiktor Janukowytsch hob jedoch viele dieser Maßnahmen wieder auf, wogegen die Opposition um Julija Tymoschenko protestierte. Janukowytsch trat zunächst auch gegen die Einführung des Russischen als zweite Staatssprache ein; hierfür wäre eine Zweidrittelmehrheit im Parlament erforderlich gewesen, die nicht erreichbar schien. Auch fürchtete er Proteste aus dem nationalistischen Lager. Im Frühjahr 2012 griff seine Partei der Regionen die Sprachenfrage dennoch wieder auf. Trotz heftiger, zum Teil handgreiflicher Proteste der Opposition im Parlament wurde ein Gesetz verabschiedet, wonach in einer Region, in der mindestens zehn Prozent der Bevölkerung eine andere als die ukrainische Sprache als Muttersprache haben, diese den Status einer regionalen offiziellen Sprache erhalten sollte. Damit war Russisch in 13 der 27 Regionen, darunter in der Hauptstadt Kiew, dem Ukrainischen gleichgestellt. Eine regionale Aufwertung erhielten zudem Ungarisch (Transkarpatien), Rumänisch (Bukowina) und Krimtatarisch (Krim).
Im Jahr 2005 ratifizierte die Ukraine die Europäische Charta der Regional- oder Minderheitensprachen. Ein von der Werchowna Rada 2012 bzw. 2013 beschlossenes Gesetz erkannte folgende 18 Sprachen offiziell als Minderheitensprachen an: Russisch, Belarussisch, Bulgarisch, Armenisch, Gagausisch, Jiddisch, Krim-Tatarisch, Moldauisch (Variante des Rumänischen), Deutsch, Griechisch, Polnisch, Romani, Rumänisch, Slowakisch, Ungarisch, Ruthenisch, Karäisch, Krimtschakisch. Im Februar 2018 wurde dieses Gesetz allerdings vom Verfassungsgericht als verfassungswidrig befunden und damit für nichtig erklärt.
Im September 2017 verabschiedete das Parlament ein Gesetz, das den Gebrauch von Minderheitensprachen als Unterrichtssprache in den Schulen einschränkt. Da Rumänen und Ungarn zu den größten ethnischen Minderheiten der Ukraine zählen, verurteilten Rumänien und Ungarn dieses Gesetz, und der rumänische Präsident Klaus Johannis sagte aus Protest einen geplanten Besuch in Kiew ab.

### Religion

Vorherrschende Religion in den Regionen (nach Anteil der registrierten religiösen Gemeinden)
50–66 % katholisch (großenteils griechisch-katholisch)
> 66 orthodox
50–66 % orthodox
33–50 % orthodox (mehrheitlich)

Die Ukraine ist ein konfessionell gemischtes Land. Ca. 75 % der Ukrainer gehören den orthodoxen Kirchen an. Bis 2018 bestand eine Spaltung in eine als kanonisch anerkannte Ukrainisch-Orthodoxe Kirche Moskauer Patriarchats, ein autonomer Teil der Russisch-Orthodoxen Kirche und eine nicht anerkannte, nach 1991 entstandene Ukrainisch-Orthodoxe Kirche des Kiewer Patriarchats. Zwischen den beiden Kirchen tobte ein erbitterter Streit um Legitimität und um Besitzansprüche an Immobilien. Die Ukrainische Autokephale Orthodoxe Kirche galt als dritte östlich-orthodoxe Kirche des Landes. Auch ihre Legitimität war umstritten. Im Oktober 2018 erkannte der ökumenische Patriarch gegen den Widerstand der russisch-orthodoxen Kirche die Kirchen als kanonisch an und unterstellte das Gebiet der Ukraine seiner direkten Zuständigkeit mit dem Ziel einer Vereinigung der drei Kirchen. Am 15. Dezember 2018 fusionierte die Ukrainisch-Orthodoxe Kirche des Kiewer Patriarchats mit der ukrainischen autokephalen orthodoxen Kirche zur Orthodoxen Kirche der Ukraine. Die dem Moskauer Patriarchen unterstehende Kirche boykottierte die Synode, auf der die Fusion beschlossen wurde. Dem orthodoxen Ritus folgt auch die 1596 entstandene Ukrainische griechisch-katholische Kirche, die allerdings die Suprematie des Papstes anerkennt und mit Rom uniert ist. Ihr gehören ca. 5,5 Mio. Gläubige an, hauptsächlich im Westen des Landes.
Daneben gibt es in der Ukraine ca. 2 Mio. Muslime (4 %, davon 1,7 % Tataren), 1,1 Mio. römisch-katholische Christen (2,4 %, vor allem Polen und Deutsche) sowie 1,2 Mio. evangelische Christen (2,7 %), darunter als größte protestantische Gruppe die Baptisten, und etwa 56.000 bis 140.000 Juden.
Seit 2019 ist die Ukraine neben Israel der weltweit einzige Staat mit einem Präsidenten jüdischen Glaubens. Auch als Premierminister wurde ein Jude gewählt.

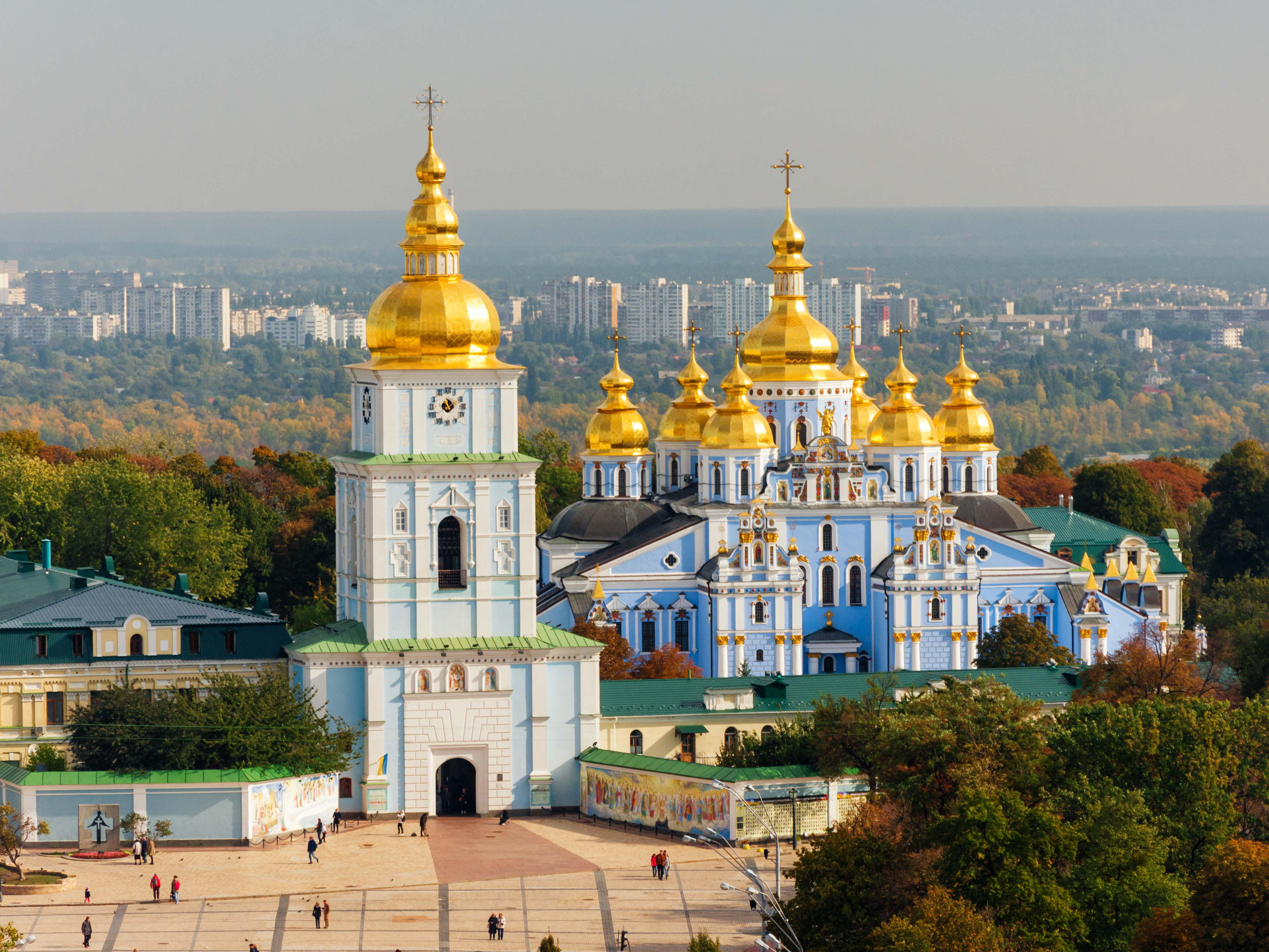
Klosterkirche St. Michael, Kiew
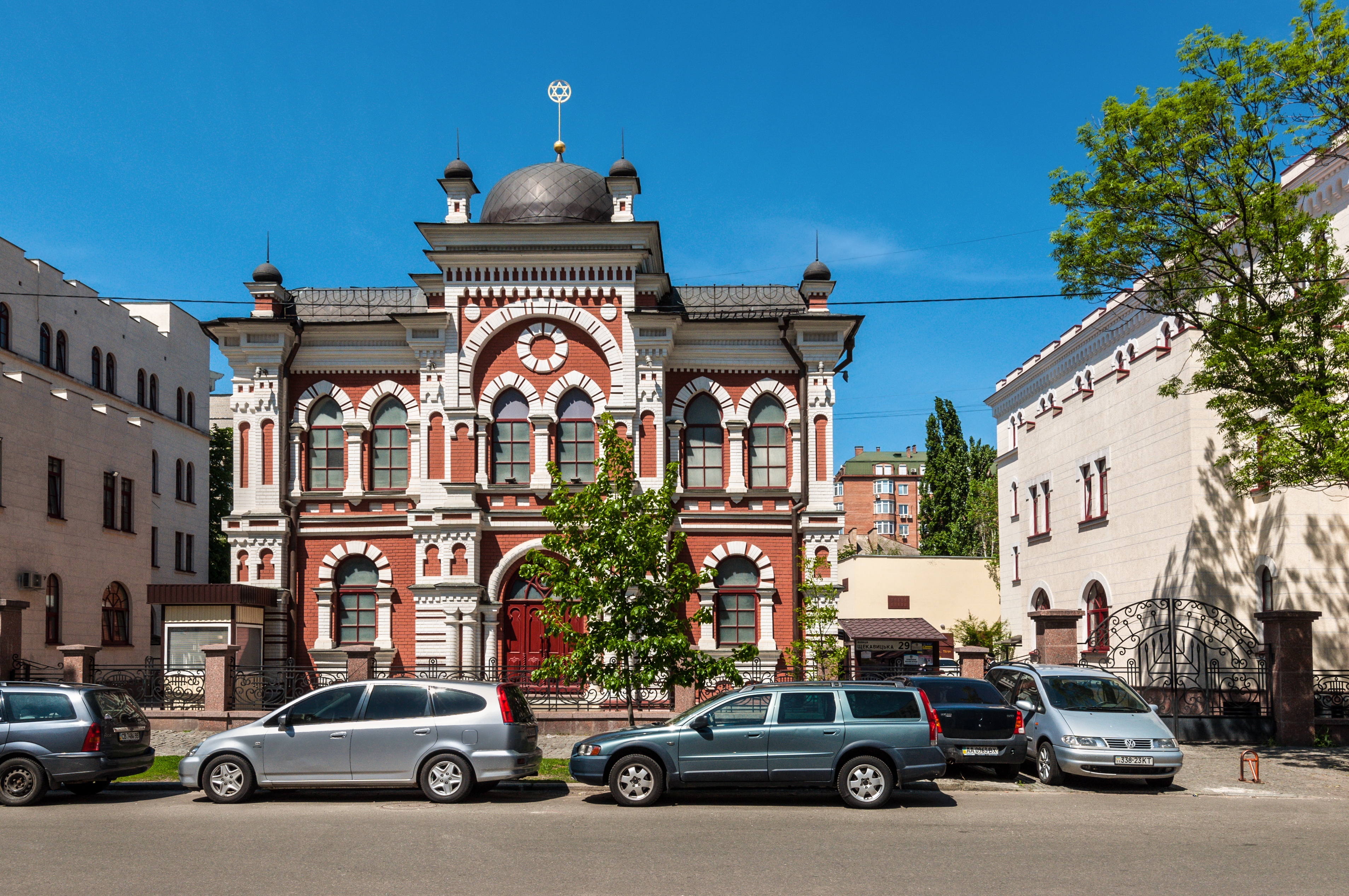
Rosenberg-Synagoge, Kiew. Bereits im 10. Jahrhundert lebten Juden in Kiew.
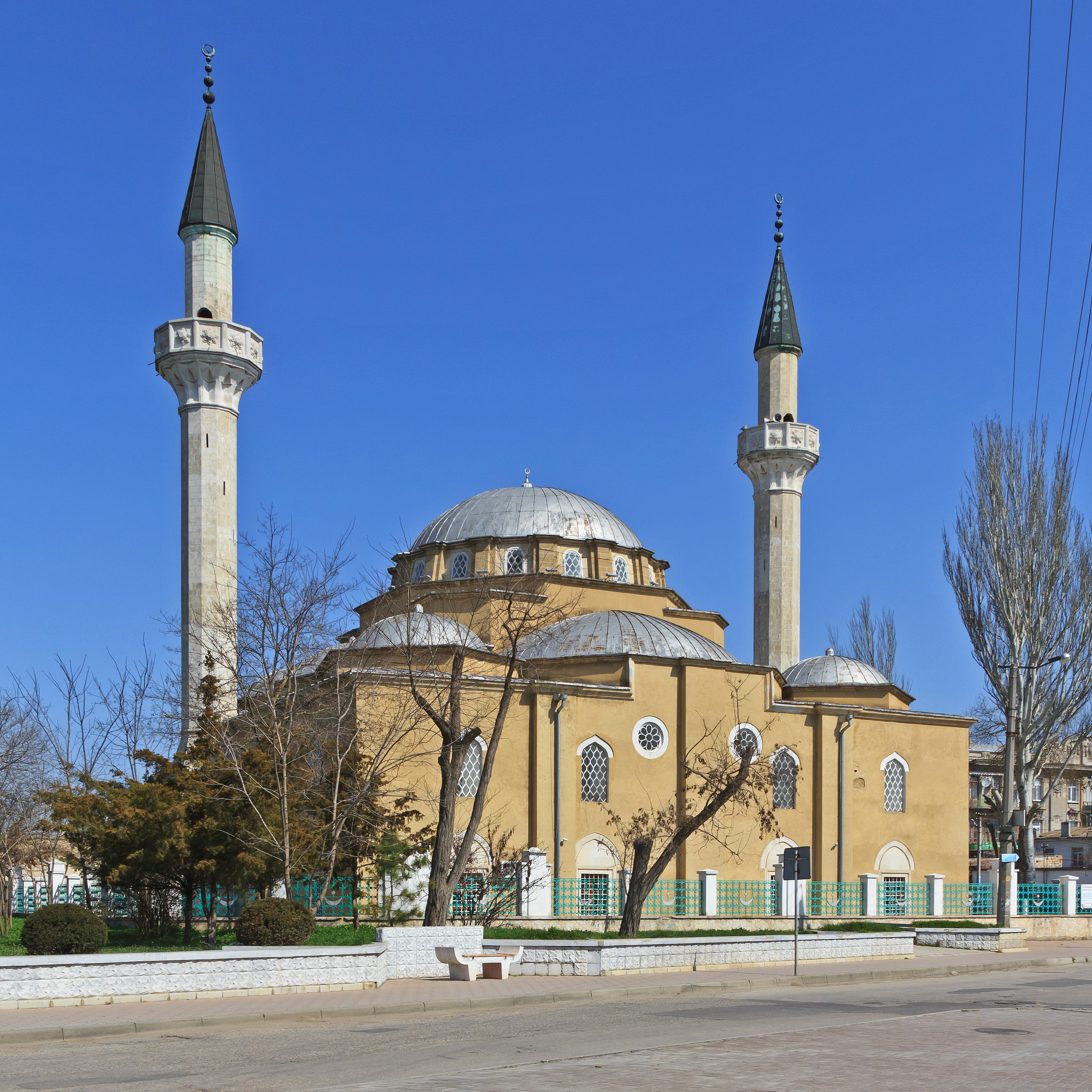
Dschuma-Dschami-Moschee, Jewpatorija

### Gesundheit
Die Lebenserwartung bei Männern liegt in der Ukraine bei 67,1 Jahren, Frauen werden durchschnittlich 76,9 Jahre alt. In der Ukraine gibt es  keine obligatorische oder staatliche Krankenversicherung, daher können sich viele keine kostspielige Operation leisten.
| Zeitraum  | Lebenserwartung | Zeitraum  | Lebenserwartung |
| --------- | --------------- | --------- | --------------- |
| 1950–1955 | 61,8            | 1985–1990 | 70,6            |
| 1955–1960 | 67,1            | 1990–1995 | 68,7            |
| 1960–1965 | 69,7            | 1995–2000 | 67,4            |
| 1965–1970 | 70,7            | 2000–2005 | 67,5            |
| 1970–1975 | 70,7            | 2005–2010 | 67,9            |
| 1975–1980 | 69,7            | 2010–2015 | 71,1            |
| 1980–1985 | 69,2            |           |                 |

Aids-Epidemie
Ende 2006 waren nach Angaben der WHO 0,2 % der Gesamtbevölkerung mit dem HI-Virus infiziert. Nach Schätzungen waren Anfang 2008 1,7 % der erwachsenen Bevölkerung (von 15 bis 49 Jahren) infiziert. Ungeklärt ist, wieweit dies eine schon lange bestehende Krankheitshäufigkeit ist. Die Ukraine ist somit das am stärksten von Aids betroffene Land in Europa. Nach einer Schätzung von UN-AIDS lebten im Jahr 2016 etwa 240.000 Menschen in der Ukraine mit HIV, von denen jedoch der NGO Gesamtukrainisches Netzwerk von Menschen, die mit HIV/AIDS leben nach nur etwa 139.000 offiziell registriert sind.

## Geschichte

### Antike

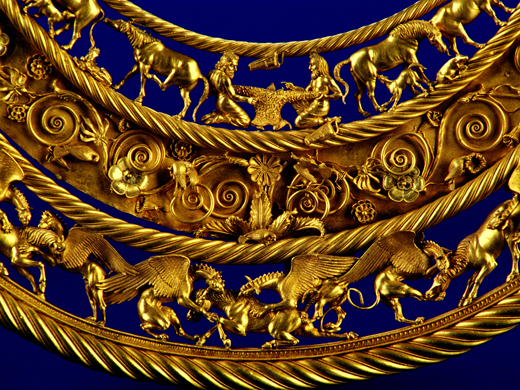
Das skythische goldene Pektorale aus dem Kurgan Towsta Mohyla, viertes Jahrhundert v. Chr.

Auf dem Gebiet der heutigen Ukraine hielten sich in der Frühzeit meist indogermanische Völker (unter anderem Kimmerier, Skythen und Sarmaten) auf. Darüber hinaus entstanden im siebten bis sechsten Jahrhundert v. Chr. mehrere griechische Kolonien an der Schwarzmeerküste, die im fünften Jahrhundert v. Chr. das Bosporanische Reich bildeten. Im dritten und vierten Jahrhundert ließen sich im Süden zwischen den Flüssen Dnestr und Dnepr und auf der Krim Goten nieder. 375 wurden sie von Hunnen unterworfen. Das Wilde Feld, die ausgedehnten Steppengebiete im Süden des Landes, diente als Durchgangsgebiet für Bulgaren, Awaren, Magyaren und andere Völker.

### Mittelalter

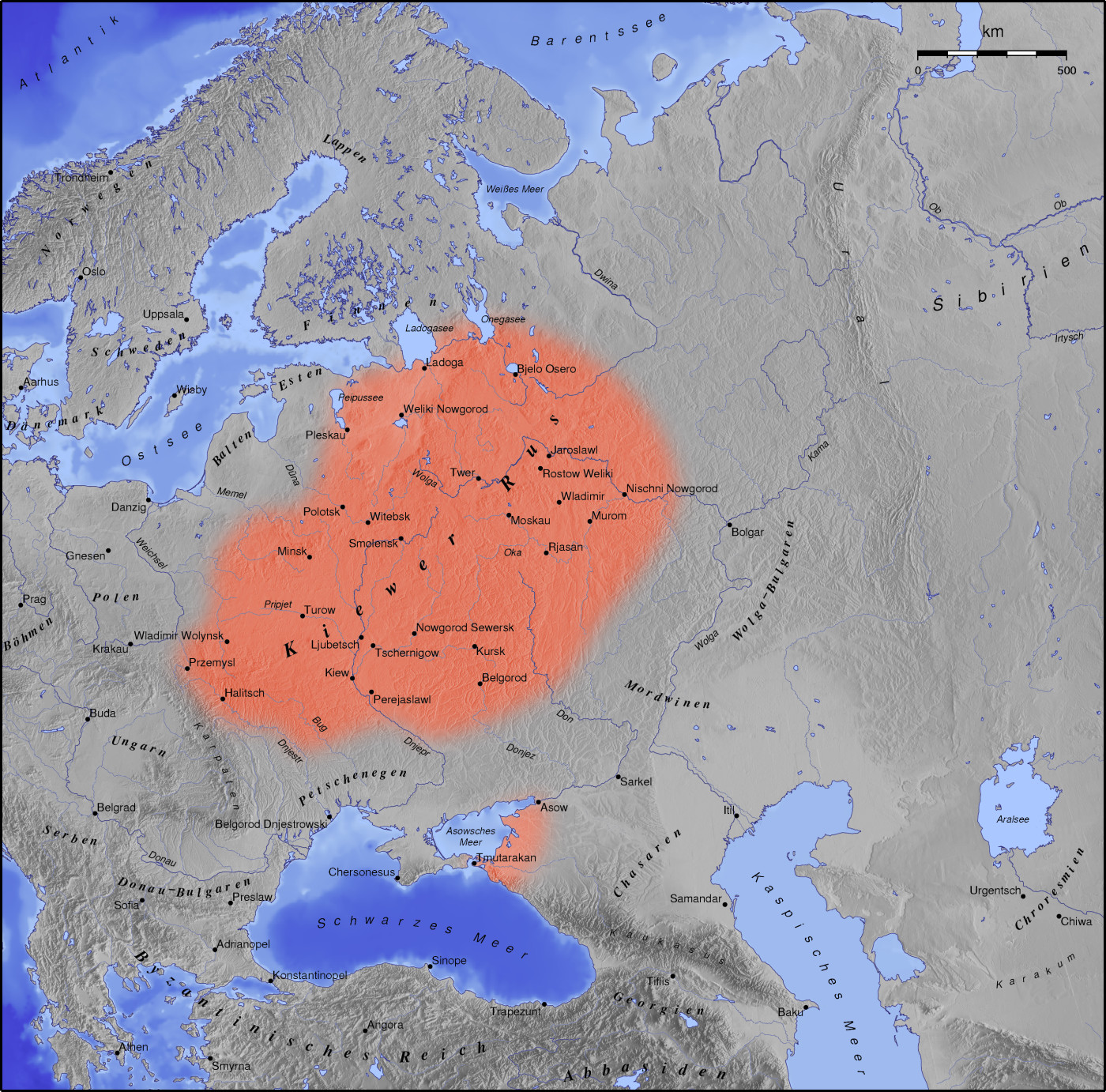
Die Ausdehnung der Kiewer Rus um 1000 n. Chr.

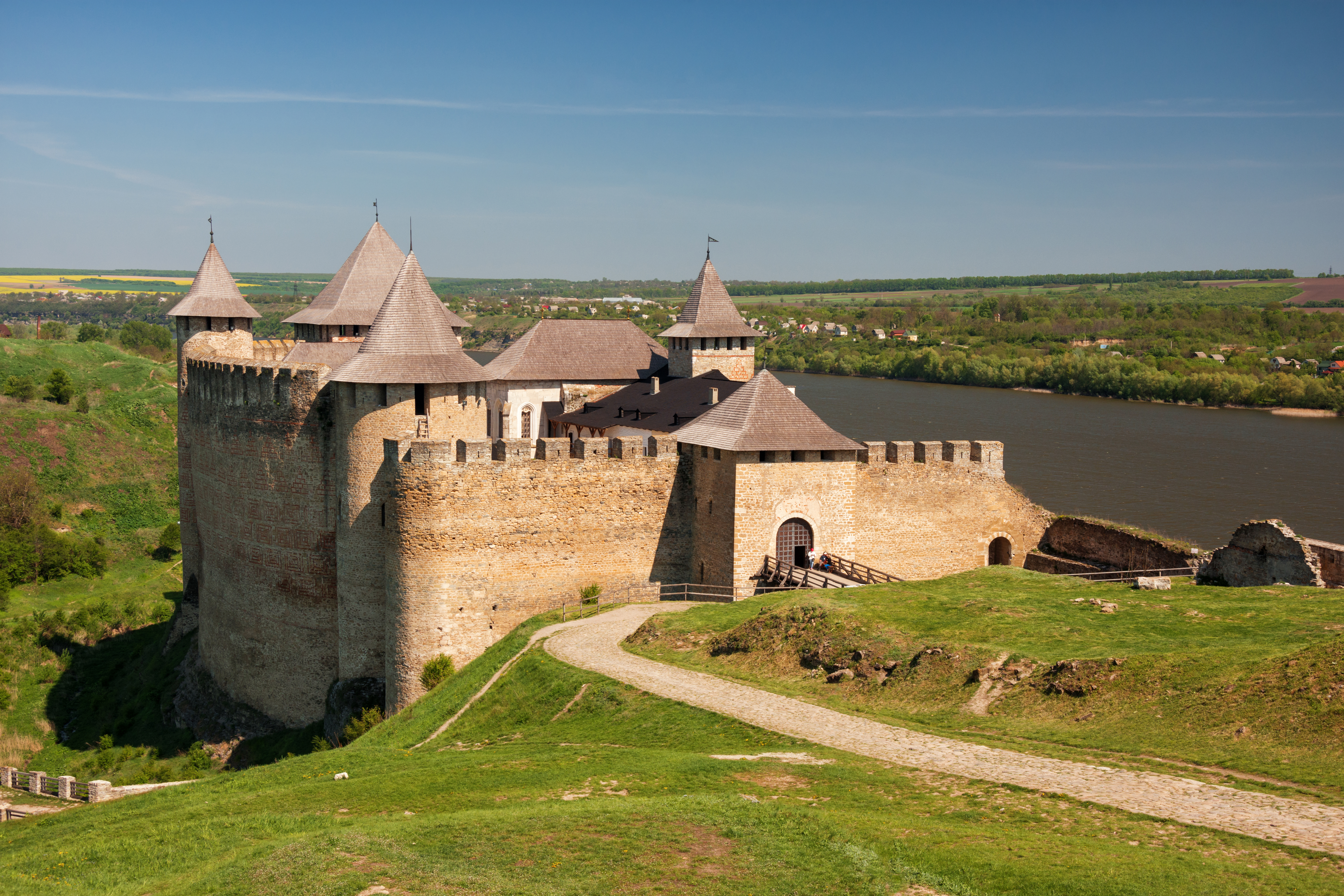
Festung Chotyn am Dnister

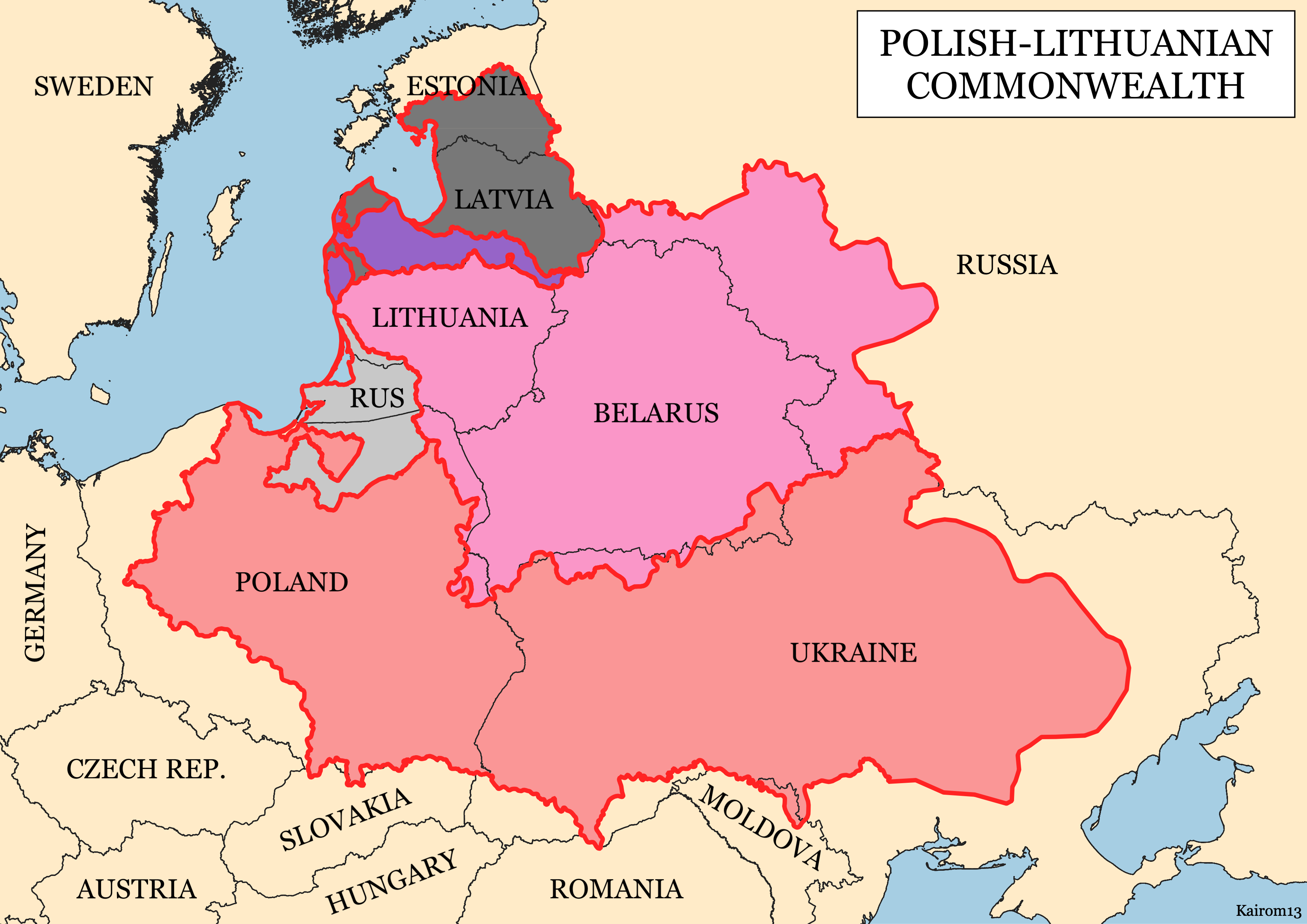
Heutiges ukrainisches Territorium in den Grenzen Polen-Litauens als Teil der Polnischen Krone

Die Region Polesien im Nordwesten der Ukraine gilt als eine mögliche Urheimat der Slawen. Die heutige Ukraine hat ihren Ursprung, genau wie Russland und Belarus, im ersten ostslawischen Staat, der Kiewer Rus. Ab dem 8. Jahrhundert befuhren Wikinger die osteuropäischen Flüsse und vermischten sich mit der slawischen Mehrheitsbevölkerung. Diese auch Waräger oder Rus genannten Kriegerkaufleute waren maßgeblich an der Gründung der Kiewer Rus mit Zentren in Kiew und Nowgorod beteiligt.
Die Kiewer Rus erreichte ihre Blütezeit im 10. und 11. Jahrhundert, nachdem sie durch militärische Feldzüge Handelsprivilegien in Byzanz durchgesetzt und das Chasarenreich zerstört hatte. Mit der 988 erfolgten griechisch-orthodoxen Christianisierung der Rus begann ein bemerkenswerter kultureller Aufschwung. Allerdings setzten im 12. Jahrhundert feudale Spaltungsprozesse ein. Aufgrund der politischen Zersplitterung erlag das altrussische Reich in den Jahren 1237 bis 1240 der Invasion der Mongolen, die die Rus ihrem Reich der Goldenen Horde tributpflichtig machten. Der nordöstliche Teil der Rus (Fürstentum Wladimir-Susdal, Rjasan, Twer) blieb bis 1480 unter ihrer Herrschaft, während südwestliche Gebiete und Galizien-Wolhynien in Folge der Schlacht am Irpen (1321) und der Schlacht am Blauen Wasser (1362) unter die Herrschaft des Großfürstentums Litauen kamen, das später mit Polen eine gemeinsame Republik Polen-Litauen bildete. Gebiete der heutigen Ukraine gelangten hierbei ab dem 16. Jahrhundert in den polnischen Herrschaftsbereich. Im Osten wurde aus dem Fürstentum Wladimir-Susdal das Großfürstentum Moskau, das nach und nach alle russischen Nachbarfürstentümer um sich konsolidierte und schließlich das tatarische Khanat Kasan unterwarf. Die Ukraine wurde durch dessen Ausdehnung zum russisch-polnischen Rivalitätsgebiet und Grenzland. In dieser Epoche bekam der Landstrich am mittleren Dnepr den festen inoffiziellen Eigennamen Ukraina (Grenzland), der zuvor sowohl in der altrussischen, als auch in der altpolnischen Sprache unterschiedlichste Grenzgebiete bezeichnete. Im Schwarzmeergebiet hielt noch lange die Herrschaft des Krimkhanats unter osmanischer Oberhoheit an, bis die Krim im 18. Jahrhundert vom Russischen Kaiserreich annektiert wurde. In den Grenzregionen zwischen der bewaldeten sesshaften Welt und den nomadisch geprägten Steppenlandschaften (historisch Wildes Feld genannt) lebten die slawischen Kosaken, die sich der Lebensweise als Steppenreiter angepasst hatten, in ständigem Kleinkrieg mit den einfallenden Krimtataren. In Russland waren das die Donkosaken und in der Ukraine die Saporoger oder Dneprkosaken.

### Neuzeit

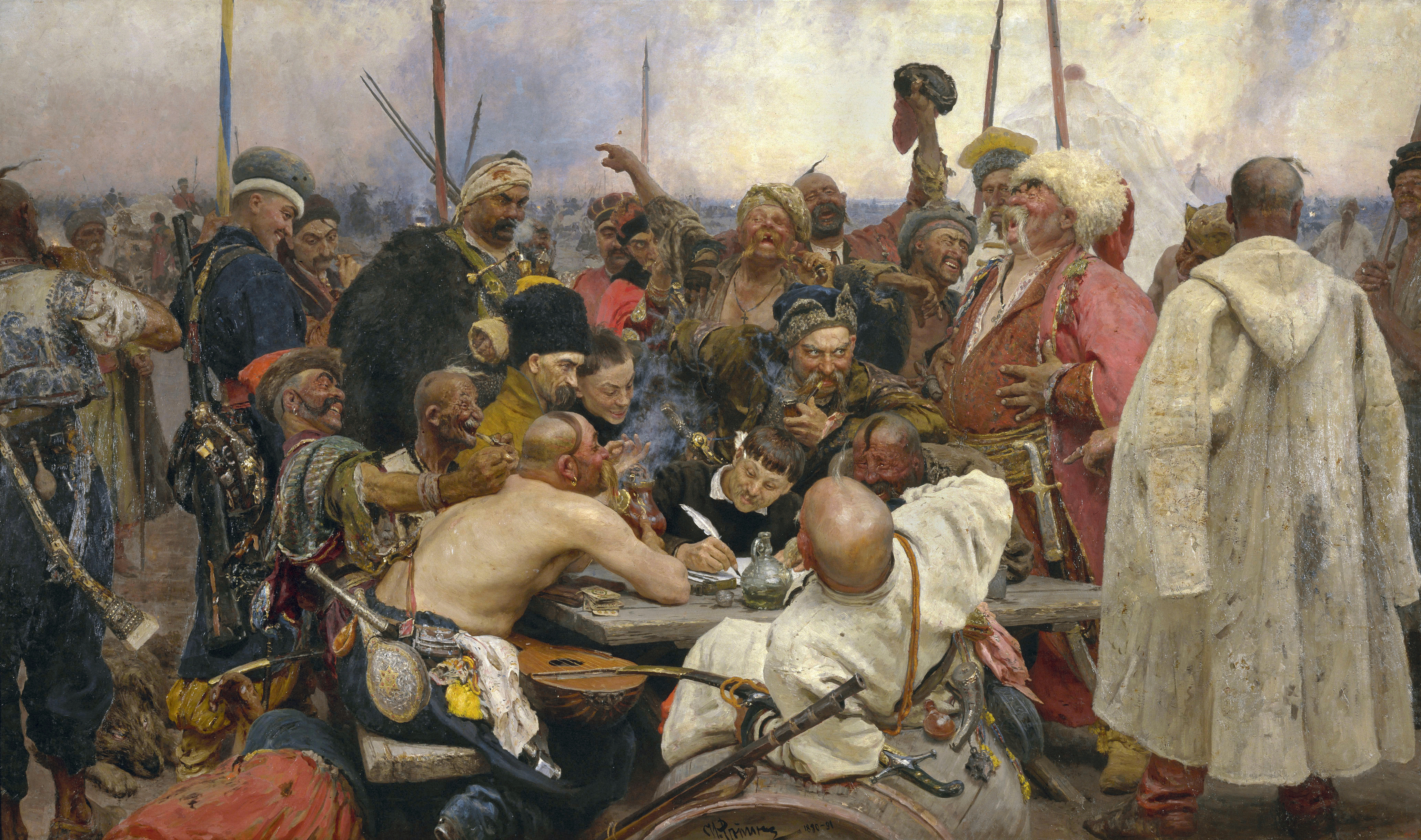
Die Saporoger Kosaken schreiben dem türkischen Sultan einen Brief (Ilja Jefimowitsch Repin, 1880)

Rechtliche Diskriminierung, wirtschaftliche Ausbeutung und religiöser Druck auf die orthodoxe Bevölkerung der südwestlichen Rus seitens der polnischen Krone und der polnischen Magnaten führten immer wieder zu blutigen Aufständen gegen die polnische Herrschaft, die von der oktroyierten Kirchenunion von Brest 1596 weiter angefeuert wurden. Im Jahre 1648 befreite sich die Ukraine in einem Volksaufstand unter Führung des Kosakenhetmans Bohdan Chmelnyzkyj von der Herrschaft Polens und die Saporoger Kosaken begründeten einen unabhängigen Staat, das Hetmanat. Der Chmelnyzkyj-Aufstand ging mit Massenmorden an Juden einher, die als Teile des polnischen Herrschaftssystems gesehen wurden, da der polnische Adel Juden als Mittelsleute nutzte, um Steuern einzutreiben; in der jüdischen Geschichte wird der Aufstand daher als Katastrophe erinnert. 1654 unterstellten sich die Kosaken im Vertrag von Perejaslaw der Oberherrschaft des russischen Zaren.
Nach dem Tod Chmelnyzkyjs 1657 kam es allerdings zu einer längeren Periode, die als der „Ruin“ in die Geschichte einging. Außenpolitische Manöver seiner Nachfolger spalteten das Hetmanat und setzten es Verwüstungen durch Bürgerkrieg und die Rivalität der benachbarten Großmächte aus. Im Endergebnis blieb die Linksufrige Ukraine (in Bezug auf den Fluss Dnepr) mit Kiew unter der russischen Herrschaft. Das Hetmanat der Kosaken bestand hier als autonomer Teil des Russischen Kaiserreiches bis in die Regierungszeit Katharinas der Großen. Die Rechtsufrige Ukraine, um die mehrere polnisch-osmanische Kriege entbrannten und die stark verwüstet wurde, kam 1699 an Polen-Litauen. Das rechtsufrige Hetmanat wurde in diesem Jahr aufgelöst. Bei den Teilungen Polens am Ende des 18. Jahrhunderts fiel auch der rechtsufrige Teil der Ukraine an Russland, die im Westen der Ukraine gelegenen Gebiete Galizien und die Bukowina an das Habsburgerreich.

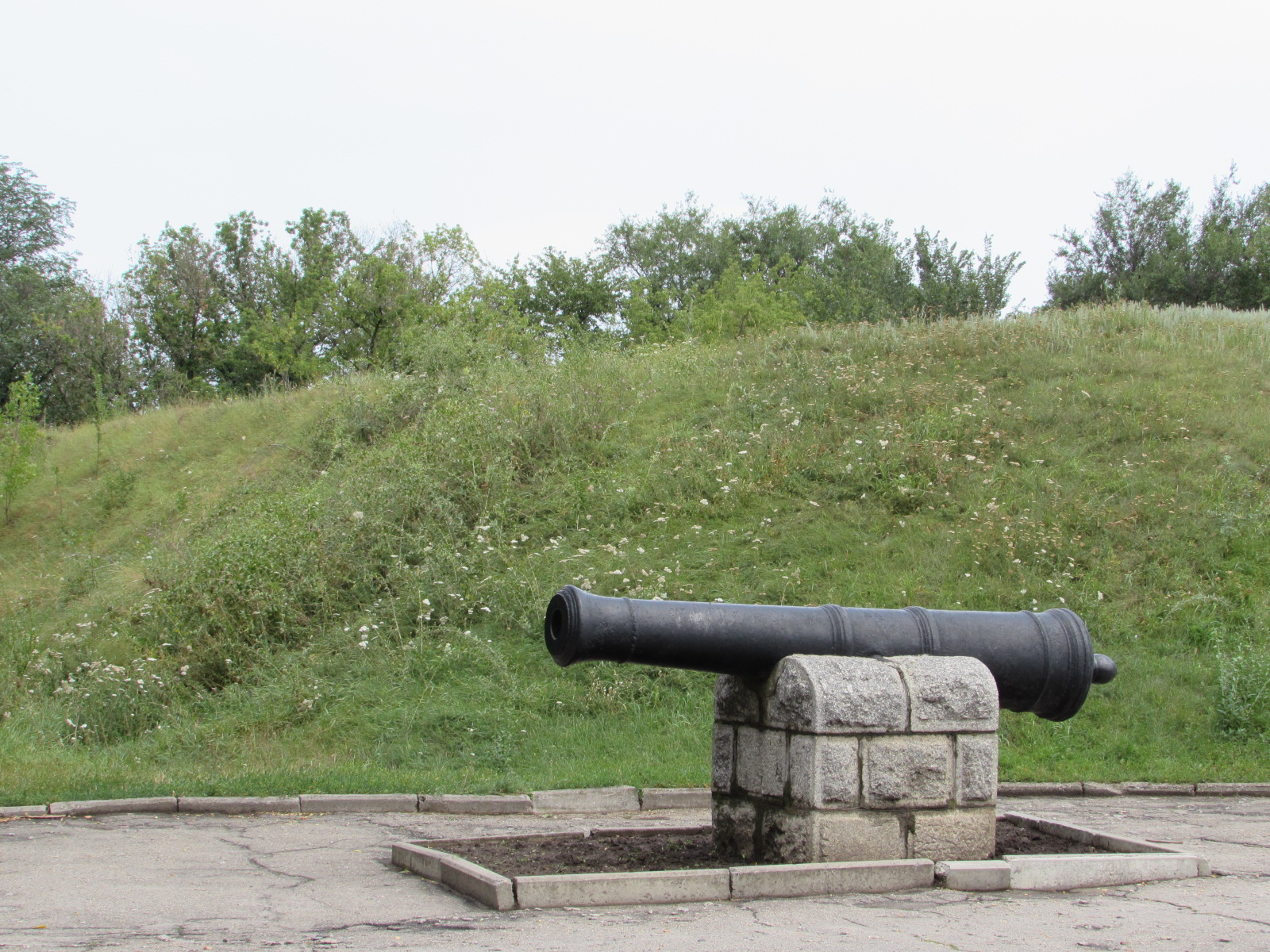
Kanonen und Erdwälle der Festung Hl. Elisabeth in der modernen Stadt Kropywnyzkyj

Im Jahr 1775 wurde Saporoger Sitsch auf Befehl von Katharina II. aufgrund von Konflikten zwischen den Ukrainern und Neuserbien, der Unterstützung des Pugatschow-Aufstands und zum Zweck der Assimilation mit den Russen liquidiert. Die Archive der liquidierten Sitsch wurden lange Zeit in der Festung der Heiligen Elisabeth aufbewahrt, die unter anderem eine entscheidende Rolle bei den Siegen über das Osmanische Reich spielte. Es war seine Garnison, bestehend aus 4.000 russischen Soldaten und 2.000 Saporoschje-Kosaken, die 1769 den letzten Überfall der 70.000 Mann starken türkisch-tatarischen Armee auf die Ukraine abwehrte. Danach erlangte das Russische Reich während des Russisch-Türkischen Krieges von 1768-1774 die Kontrolle über das Schwarze und das Asowsche Meer. Ende Mai 1775 rückte von der Festung der Heiligen Elisabeth eine 100.000 Mann starke Armee unter der Führung von Petar Tekelija aus und zerstörte am 15. Juni die Sitsch. Und Petro Kalnyschewskyj, der der letzte Saporoger-Ataman war, starb in der Haft auf Solowezki-Inseln.
Als Resultat mehrerer Russisch-Türkischer Kriege wurden im 18. Jahrhundert weite Teile der heutigen Südukraine den unter osmanischer Vasallität stehenden Krimtataren abgerungen. Diese Gebiete wurden als Neurussland unter der Leitung von Grigori Potjomkin erschlossen und mit Saporoger Kosaken und Siedlern aus der Ukraine und aus Russland besiedelt. Die Ukrainer wurden im Russischen Reich als Kleinrussen bezeichnet, in Anlehnung an eine alte Einteilung der orthodoxen Kirchenprovinzen in Klein-Russland (historisches Kernland um Kiew) und Groß-Russland (die Gebiete im Norden). Zwischen den Teilungen Polens und der russischen Revolution war die Ukraine zudem Teil des jüdischen Ansiedlungsrayons.

Sprachen des Russischen Kaiserreichs nach der Volkszählung von 1897. Überwiegend ukrainischsprachige Kreise und Städte in gelb

Im 19. Jahrhundert begann sich auf dem Gebiet der heutigen Ukraine eine Nationalbewegung zu entfalten. Sie lehnte die von der zaristischen Regierung präferierte Vorstellung vom dreieinigen russischen Volk aus Großrussen, Kleinrussen und Belarussen ab und strebte die Formierung einer „ukrainischen“ Nation und als Endziel einen Nationalstaat an. Wichtige nationale Vordenker waren der Nationaldichter Taras Schewtschenko und die Historiker Mykola (Nikolaj) Kostomarow und Mychajlo Hruschewskyj. In der zweiten Hälfte des 19. Jahrhunderts wurde die ukrainische Nationalbewegung von den Behörden unterdrückt, indem Schulen und bestimmte politische Druckwerke in ukrainischer Sprache (damals bekannt als kleinrussischer Dialekt) verboten wurden. Deshalb verschob sich der Schwerpunkt der Nationalbewegung auf das österreichische Galizien, wo die Ukrainer (unter dem Überbegriff „Ruthenen“) im Unterschied zu Russland als Nationalität anerkannt wurden. Auch wenn in Galizien deutlich mehr Freiheiten der kulturellen und politischen Entfaltung als in Russland bestanden, war die Situation der Ukrainer auch in Galizien nicht unproblematisch, da die Bevölkerungsmehrheit aus ethnischen Polen bestand und die politische Macht vollständig in den Händen polnischer Politiker lag, die eine konsequente Politik der Polonisierung betrieben. Die polnische Sprache wurde zur alleinigen Amtssprache erhoben. Auch in Reaktion darauf formierte sich eine russophile Bewegung in Galizien, die die kulturellen Verbindungen mit Russland betonte und die von den österreichischen und polnisch-galizischen Autoritäten mit Misstrauen beobachtet wurde.
In Konkurrenz zur „ukrainischen“ Identität stand eine „kleinrussische“ Identität, die stärker auf Russland hin orientiert war.

### Erster Weltkrieg, Bürgerkrieg und frühe Sowjetherrschaft

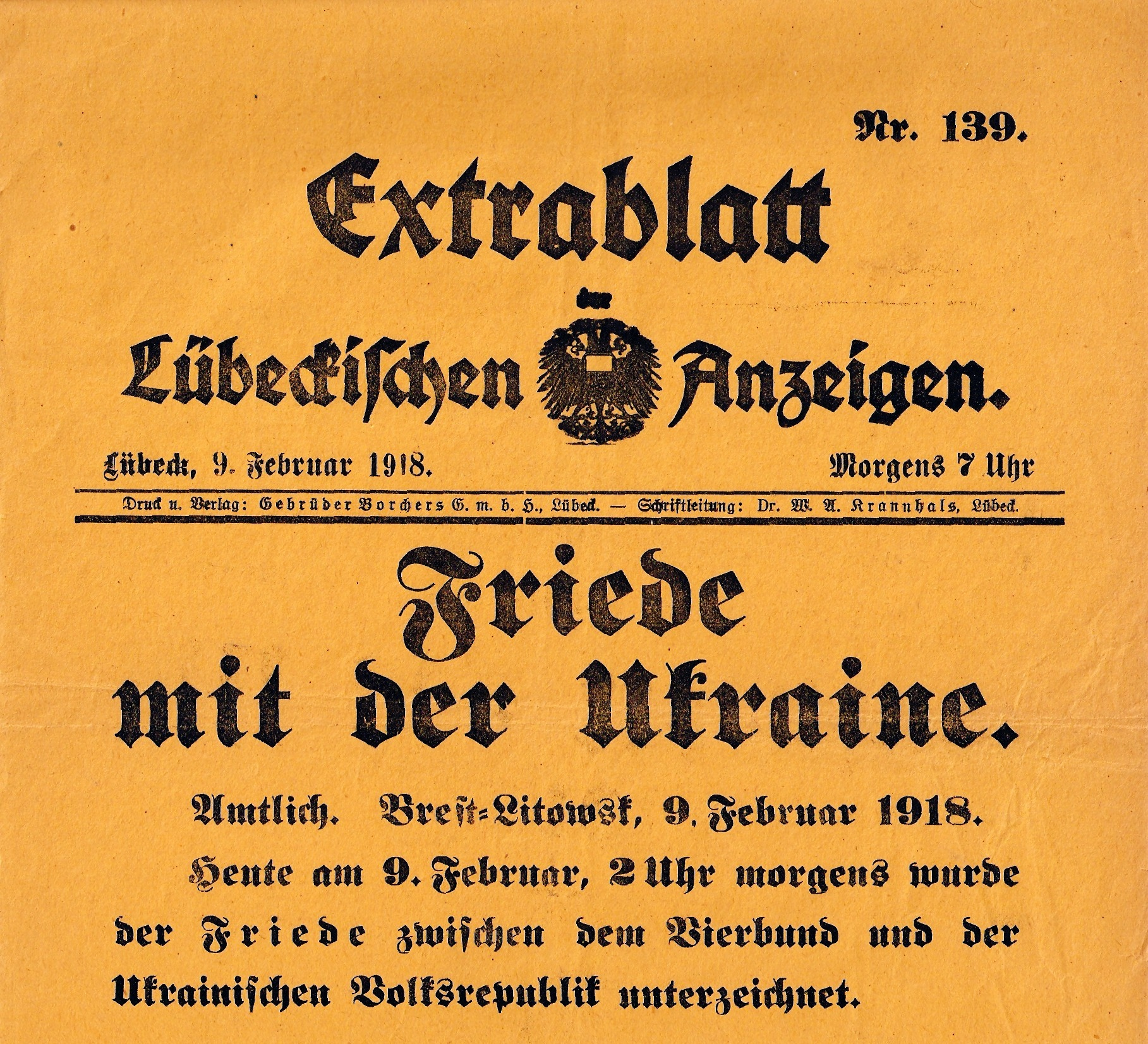
Sonderdepesche vom 9. Februar 1918

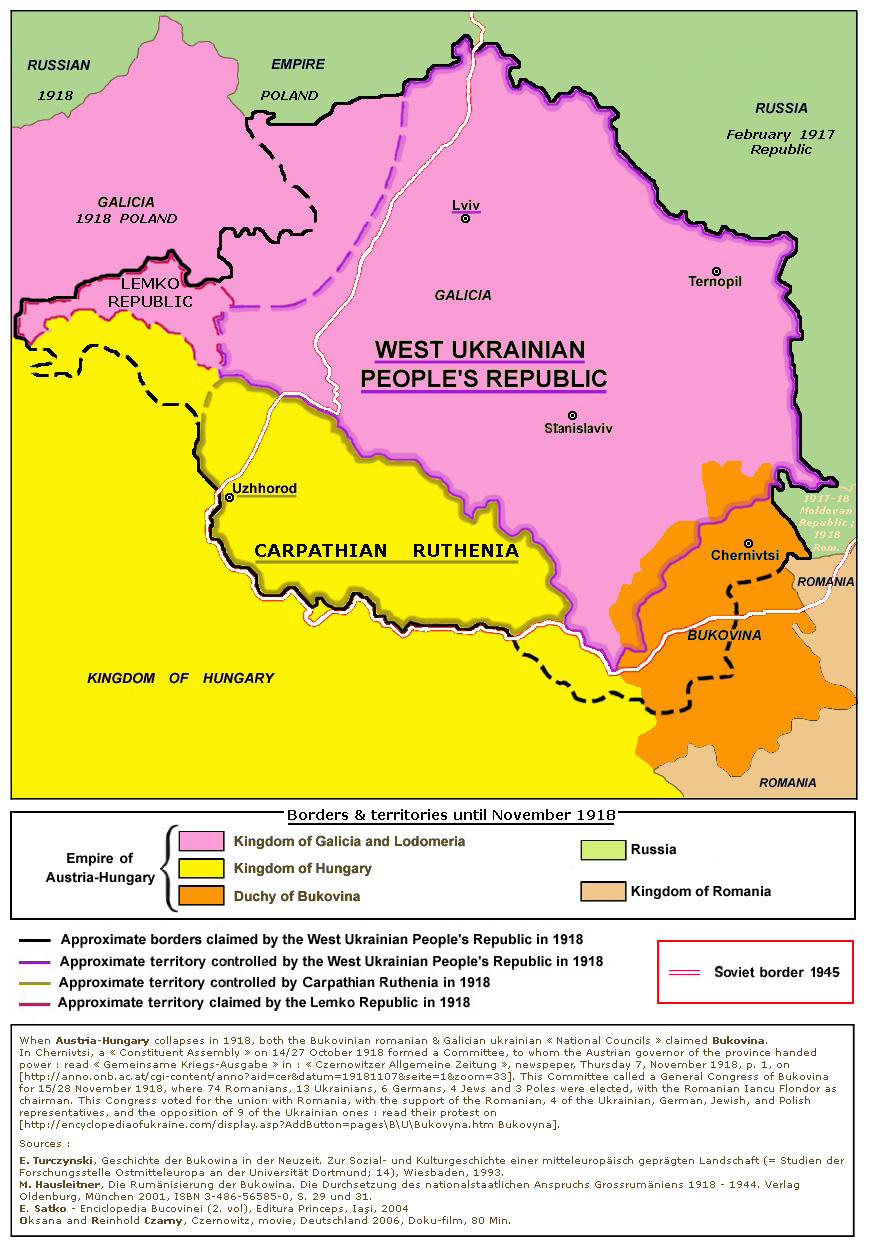
West-Ukrainische Volksrepublik (1918)

Der Erste Weltkrieg führte zu einer Internationalisierung der ukrainischen Frage, brachte die Ukraine aber zwischen die Fronten. Ein Oberster Ukrainischer Rat erklärte am 1. August 1914 seine Loyalität zu Österreich-Ungarn, russische Truppen eroberten jedoch im September 1914 im Rahmen der Schlacht in Galizien den Osten Galiziens einschließlich der Hauptstadt Lemberg (heute Lwiw), in der Folge wurden nationale Institutionen und die ukrainische Sprache verboten. In Folge der Schlacht bei Gorlice-Tarnów kam es bis September 1915 zum „Großen Rückzug“ der russischen Armee auf der gesamten Frontlinie. Damit wurde das Gebiet der heutigen Ukraine bis Ende 1917 zum Kriegsgebiet. Die Mittelmächte konnten bis unmittelbar westlich von Tarnopol und Dubno vordringen sowie Lemberg, Kolomyja und Czernowitz zurückerobern; Czernowitz mussten sie jedoch während der Brussilow-Offensive im Juni 1916 zunächst wieder aufgeben, in deren Verlauf Russland im Bereich der heutigen Ukraine wieder bis zu 60 Kilometer nach Westen vorstoßen konnte und u. a. Iwano-Frankiwsk eroberte. Nach einem kurzzeitigen Erfolg der russischen Kerenski-Offensive in der ersten Julihälfte 1917 (u. a. Einnahme von Kalusch) führte der deutsche Gegenstoß im Rahmen der Tarnopol-Offensive zu einer massiven Beschleunigung des Auflösungsprozesses der demoralisierten russischen Armee. Am 25. Juli 1917 fiel Tarnopol in die Hände deutscher und österreich-ungarischer Truppen, bis Ende August konnten die Truppen der russischen Südwestfront auf die Linie des heute in der Ukraine liegenden Flusses Sbrutsch (ca. 45 Kilometer östlich Tarnopol, vor dem Krieg Grenzfluss zwischen Österreich-Ungarn und Russland) zurückgedrängt werden. Infolge Lenins Dekret über den Frieden kam es am 5. Dezember 1917 zum Waffenstillstand. Schon zuvor, nach der Februarrevolution 1917, hatte sich in Kiew die Zentralna Rada gebildet, die am 25. Januar 1918 die Unabhängigkeit und Souveränität der Ukrainischen Volksrepublik verkündete und damit den ersten ukrainischen Nationalstaat begründete. Am 8. Februar 1918 eroberten die Bolschewiki Kiew. Im Verlauf der Operation Faustschlag im Februar und März 1918 fiel nahezu die gesamte heutige Ukraine in die Hände der Mittelmächte. Am 9. Februar 1918 schloss die Volksrepublik Ukraine mit dem „Brotfrieden“ einen Separatfrieden mit den Mittelmächten. In Berlin setzte man zunächst auf die Förderung der nationalen Bestrebungen als Kampfmittel gegen Russland. Emigrantenorganisationen wie der „Bund zur Befreiung der Ukraine“ fanden Unterstützung im Deutschen Reich, das auch Werbung unter den Kriegsgefangenen betrieb. Vorsichtiger blieb Österreich-Ungarn wegen den damals in Galizien konkurrierenden Nationalbestrebungen der Polen; die Unterstützung seitens der polnischen Eliten erschien Wien wichtiger. Die Mittelmächte setzten die Rada wieder ein und sorgten dafür, dass Sowjetrussland im Friedensvertrag von Brest-Litowsk die Ukraine anerkannte. Da die Mittelmächte mehr Lebensmittellieferungen erwarteten und die Rada nur eingeschränkt willfährig war, unterstützten sie am 29. April 1918 die Absetzung der Regierung und die Einsetzung des früheren zaristischen Generals Pawlo Skoropadskyj als Hetman. Skoropadskyj versuchte eine konservative Restauration des Staatswesens, vor allem wollte er die enteigneten Großgrundbesitzer wieder einsetzen. Dies wurde auch durch Umbenennung des Staatswesens in „Ukrainischer Staat“ unterstrichen. Mit Hilfe des Verwaltungsapparats und der Unterstützung der Besatzer konnte Skoropadskyj zum ersten Mal in der Geschichte einen ukrainischen Staat von Don bis Bug begründen. Die Innenpolitik von Skoropadskyj führte jedoch zur Opposition der Rada und der großen Mehrheit der Bauern. Das harte Besatzungsregime und die Ausbeutung der Ukraine brachte viele Ukrainer gegen die Deutschen auf, am 30. Juli 1918 fiel Oberbefehlshaber Hermann von Eichhorn zusammen mit seinem Adjutanten in Kiew einem Bombenattentat zum Opfer. Drei Tage nach dem Waffenstillstand von Compiègne, am 14. November 1918, bildete sich in Kiew aus oppositionellen Kreisen eine „Direktorium“ genannte Exekutive. Ukrainische Verbände bedrohten Kiew, ließen aber die deutschen Truppen abziehen, denen sich Skoropadskyj anschloss. Das Direktorium bildete am 14. Dezember 1918 in Kiew eine neue Regierung.
Am 22. Januar 1919 wurde die Vereinigung der Ukrainischen Volksrepublik und der Westukrainischen Volksrepublik beschlossen. Das Gebiet der Westukrainischen Volksrepublik wurde jedoch auch von Polen beansprucht und im Rahmen des Polnisch-Ukrainischen Krieges bis Juli 1919 vollständig besetzt; jedoch wurden im Polnisch-Sowjetischen Krieg die polnischen Truppen kurz darauf zurückgedrängt. In der Folge fielen die westukrainischen Gebiete an Polen, Rumänien und die Tschechoslowakei, die Zentral-, Ost- und Südukraine an die Russische Sowjetrepublik. Parallel dazu gelang es der überwiegend bäuerlichen Machno-Bewegung im Südosten des Landes, eine anarchistische Revolution durchzuführen. Zunächst halfen die Anarchisten den sowjetischen Bolschewiken gegen die konservativ-monarchistischen „Weißen“ von Anton Denikin, dann wurden sie jedoch selbst von den Bolschewiken vernichtet. Im Verlauf des sehr wechselvollen und blutigen Russischen Bürgerkriegs wurden die meisten Gebiete der Ukraine von der Roten Armee erobert und unter Leo Trotzki Sowjetrussland angeschlossen. Die Republik Cholodnyj Jar widerstand der sowjetischen Expansion am längsten und wurde erst 1922 zerstört. Mit der Gründung der Sowjetunion im Dezember 1922 wurde die Ukrainische Sozialistische Sowjetrepublik (USSR) gegründet. Die frühe bolschewistische Nationalitätenpolitik der Korenisazija zielte darauf ab, die Minderheiten für die sozialistische Idee zu gewinnen und gleichzeitig die reaktionären einheitsrussischen Kräfte zu schwächen. Es begann eine bis 1931 anhaltende staatliche Politik der Ukrainisierung, die die ukrainische Sprache förderte und den Anteil von Ukrainern in der Kommunistischen Partei und den Behörden vergrößerte.
Das allgemeine Frauenwahlrecht bestand seit dem 10. März 1919.
Für die junge Sowjetunion war die Ukraine die „Kornkammer“. Als unter Josef Stalin seit 1929 die Landwirtschaft zwangsweise kollektiviert wurde, kam es in der Ukraine zu einer unter dem Namen Holodomor bekannten Hungersnot, die in der Ukraine nach neuesten Schätzungen ca. 3,5 Millionen Menschenleben forderte, mehr als in den anderen Gebieten der Sowjetunion zusammen. Ukrainische Geschichtswissenschaftler gehen davon aus, dass sie absichtlich herbeigeführt wurde. Lasar Kaganowitsch gilt als Hauptverantwortlicher für den Terror im Zusammenhang mit der Zwangskollektivierung. Die Bewertung der historischen Ereignisse ist jedoch umstritten.

### Zweiter Weltkrieg
Infolge des Hitler-Stalin-Pakts wurden nach dem deutschen Überfall auf Polen und der sowjetischen Invasion Ostpolens im Sommer 1939 zunächst, wie im Deutsch-Sowjetischen Grenz- und Freundschaftsvertrag verabredet, die seit 1921 zu Polen gehörenden westukrainischen Gebiete von der Sowjetunion annektiert. Nach Beginn des Deutsch-Sowjetischen Krieges wurden jene im August 1941 Teil des deutschen Generalgouvernements. Der größere Teil des Territoriums der Ukraine unterstand nach seiner Besetzung durch die deutsche Wehrmacht von 1941 bis 1943/44 als Reichskommissariat Ukraine einer Zivilverwaltung durch das Reichsministerium für die besetzten Ostgebiete.
Teile der ukrainischen Bevölkerung führten einen Partisanenkrieg gegen die deutschen Besatzer, andere, vor allem in Galizien, arbeiteten mit den Deutschen zusammen. Im Westen des Landes kämpfte die Ukrainische Aufständische Armee gegen die vorrückenden Sowjets und die polnische Bevölkerung. Da die Angehörigen dieser Untergrundarmee wussten, dass sie in der Hand sowjetischer Behörden dem Tod geweiht waren, dauerte ihre Niederschlagung durch Einheiten des NKWD weit über das Ende des Zweiten Weltkrieges hinaus.
Die Ukraine war Schauplatz zahlreicher Massenmorde an Juden, Polen, Roma und sowjetischen Kriegsgefangenen (u. a. Massaker von Babyn Jar). Über zwei Millionen Ukrainer wurden als Ostarbeiter nach Deutschland verschleppt. Der Zweite Weltkrieg forderte in der Ukraine etwa vier Millionen zivile Todesopfer, davon etwa eineinhalb Millionen jüdische Ukrainer. Fast die gesamte jüdische Bevölkerung, sofern nicht geflohen, wurde ausgelöscht. Dörfer und Städte wurden mit der Taktik der verbrannten Erde erst von der Roten Armee, dann von den deutschen Besatzern auf ihren jeweiligen Rückzügen zerstört. Es gab 1945 in der Ukraine etwa zehn Millionen Obdachlose.
An einige Opfer erinnern die Stolpersteine in der Ukraine.

### Nachkriegszeit
Im Zuge der Westverschiebung Polens wurde nahezu die gesamte polnische Bevölkerung aus den ehemals polnischen Gebieten der heutigen Westukraine ausgesiedelt, teilweise auch gewaltsam vertrieben. Im Gegenzug wurde die ukrainische Minderheit Polens in die Ukraine, zum Teil auch in den Westen Polens zwangsumgesiedelt.
Nach dem Krieg war erstmals die gesamte Ukraine in einem Staat, der Sowjetunion, vereint. Am 24. Oktober 1945 trat die Ukrainische Sozialistische Sowjetrepublik als Gründungsmitglied den Vereinten Nationen bei.
Mit dem Tod des sowjetischen Diktators Stalin im März 1953 endeten auch die Verfolgung und der Terror in der Sowjetunion.
Im Jahr 1954 wurde anlässlich des 300-jährigen Jubiläums der Vereinbarung von Perejaslaw der Oblast Krim aus der Russischen (RSFSR) in die Ukrainische Sozialistische Sowjetrepublik (USSR) überführt.
Die Ukraine war bis weit in das 20. Jahrhundert vor allem bäuerlich geprägt; nun setzte eine Phase der Urbanisierung ein. Die Ukraine war nach dem Ende des Zweiten Weltkriegs zu einem großen Teil zerstört. Die Bevölkerung litt unter bitterer Armut. Der Fokus der Sowjetführung galt indessen vor allem dem Osten der Sowjetunion, während der Westen – darunter auch die Ukraine – trotz vorangetriebener Industrialisierung zunächst eher strukturschwach blieb.
Die Nachkriegszeit war in der Ukraine vom Wiederaufbau und starker Industrialisierung sowie von einem raschen Bevölkerungswachstum gekennzeichnet. Die Einwohnerzahl der Ukrainischen SSR stieg von rund 36,5 Millionen im Jahr 1950 auf 51,7 Millionen im Jahr 1989.
Unter dem neuen Parteichef der KPdSU Nikita Chruschtschow wurden mehr Ukrainer in die Führungsgremien der Partei ernannt; auch der Druck auf die Bauern ließ nach. Im kulturellen Bereich erhielten die Befürworter einer „Ukrainisierung“ und der ukrainischen Sprache mehr Spielraum.
Ab 1972 setzten unter dem von Breschnew eingesetzten ukrainischen KP-Chef, Wolodymyr Schtscherbyzkyj, „Säuberungen“ der nationalen Elite ein; die Russifizierung wurde erneut vorangetrieben.
Die Veränderungen, die Michail Gorbatschows Perestroika mit sich brachten, nahmen zögerlich Einfluss auf die ukrainische Politik.
Durch die Katastrophe im Atomkraftwerk Tschernobyl am 26. April 1986 wurde eine Fläche von fast 150.000 km² radioaktiv verseucht. Der Vorfall hinterließ enorme Schäden für Menschen und Umwelt.
1989 hatten sich mehrere oppositionelle Gruppierungen zur „Volksbewegung“ („Ruch“) zusammengeschlossen, die in den ersten freien Wahlen im März 1990 knapp 25 Prozent der Stimmen erreichte. Setzte die Volksbewegung Ruch anfangs ihren Schwerpunkt auf kulturelle Themen, entwickelte sie sich bald zur dominierenden Bewegung der nationalen Unabhängigkeit – in deutlicher Opposition zur Kommunistischen Partei.

### Unabhängigkeit

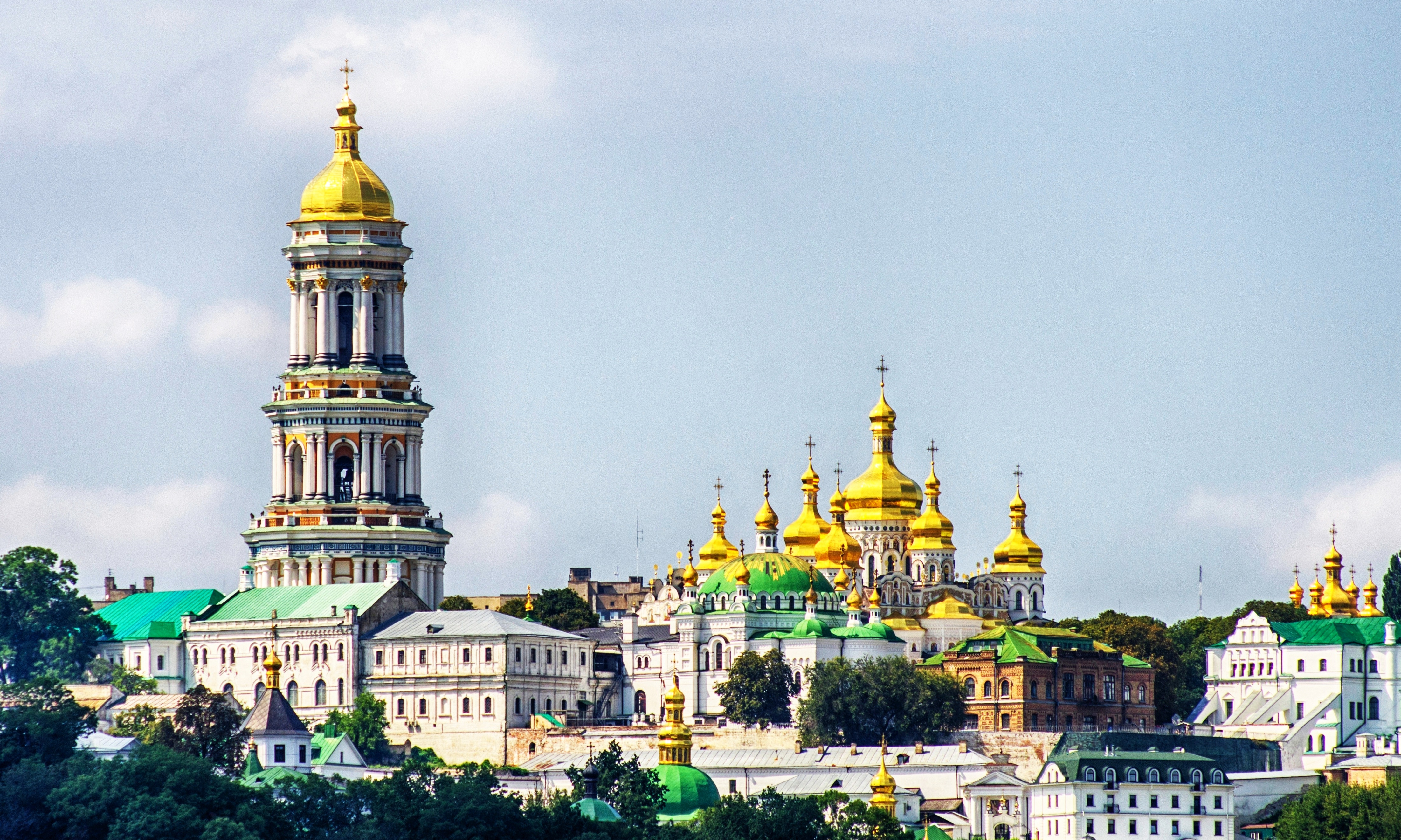
Das Kiewer Höhlenkloster gehört zu den nationalen Heiligtümern der drei ostslawischen Nationen.

Mit dem Zerfall der Sowjetunion erlangte die Ukraine im Dezember 1991 nach einem Referendum mit 90,3 % Zustimmung ihre staatliche Unabhängigkeit. Eine Alternative zur Unabhängigkeit der Ukraine war faktisch nicht vorhanden, was massiv zu dem eindeutigen Wahlergebnis beitrug. Das bereits im Jahr 1919 eingeführte Frauenwahlrecht wurde in dem Referendum bestätigt. Seit der Unabhängigkeit sucht die Ukraine ihre nationale Identität und ihre internationale Rolle zwischen einer westlichen Orientierung, beispielsweise einer Ukraine und die Integration in die Europäische Union, und einer östlichen Orientierung, d. h. einer politischen Orientierung zu Russland hin. Die Ukraine leidet seit ihrer Unabhängigkeit unter schweren wirtschaftlichen und demografischen Problemen. Seit ihrer Unabhängigkeit sank die Einwohnerzahl um mehr als 6,25 Millionen Menschen. Das Bruttoinlandsprodukt (BIP) der Ukraine erreichte im Jahr 2012 nur noch 69,3 % des Wertes von 1990. Gefallen war das BIP vor allem zwischen 1991 und 1999. Die Situation stabilisierte sich erst lange nachdem die neue Währung, die Hrywnja, Ende 1998 stark fiel, teilweise als Folge des russischen Schuldenbankrotts Anfang desselben Jahres. Die Folge der postsowjetischen Wirtschaftspolitik der 1990er Jahre war die Massenprivatisierung des Staatseigentums, die eine Klasse äußerst mächtiger und reicher Individuen (Oligarchie) hervorbrachte. Die ukrainische Wirtschaft geriet infolge der Weltfinanzkrise 2007–2008 in eine erneute Rezession.
Über Atomwaffen verfügten nach dem Zerfall der Sowjetunion neben Russland auch drei weitere Nachfolgestaaten der UdSSR: die Ukraine, Belarus und Kasachstan. In der Ukraine befand sich mit insgesamt 1832 Nuklearsprengköpfen das zu diesem Zeitpunkt weltweit drittgrößte Kernwaffenarsenal. Zudem wurde das Potential von Nuklearwissenschaftlern in der Ukraine von russischer Seite auf etwa 1000 Personen eingeschätzt. Die Ukraine lieferte 1991 die meisten taktischen Atomwaffen an Russland ab, behielt jedoch die strategischen Atomwaffen und forderte für ihre Auslieferung vom Westen Geld und Sicherheitsgarantien. Sie erhielt US-Finanzhilfe und Sicherheitsgarantien auf der Basis eines trilateralen Abkommens mit Russland und den USA im Januar 1994 (Budapester Memorandum), trat Ende 1994 dem Atomwaffensperrvertrag und dem Start-I-Vertrag bei und erklärte sich 1996 für atomwaffenfrei.
Bei der Präsidentschaftswahl 2004 und den anschließenden Protesten, der sogenannten orangen Revolution, setzte sich der westlich orientierte Präsidentschaftskandidat, Wiktor Juschtschenko, gegen den von Russland unterstützten Wiktor Janukowytsch durch. Das galt vielen politischen Beobachtern als richtungsweisend für die künftige Orientierung der Ukraine. Die wichtigsten Protagonisten des orangen Lagers, Juschtschenko und Julija Tymoschenko, konnten sich aber in den folgenden Jahren nicht auf einen gemeinsamen Weg einigen, und viele Hoffnungen der Bevölkerung blieben unerfüllt. Die Unzufriedenheit aufgrund der politischen Stagnation mündete in der Präsidentschaftswahl 2010, bei denen der russlandfreundliche Janukowytsch ins Präsidentenamt gewählt wurde.
Es folgten mehrere Schritte zur Konsolidierung eines Autoritarismus, welche allenfalls auf sporadischen Widerstand trafen. Die Opposition war durch die vorangegangenen Wahlen weitgehend gelähmt und die Zivilgesellschaft zu fragmentiert. Insbesondere das Verfassungsgericht wurde zum Befehlsempfänger der Präsidialadministration und verwarf die Verfassungsänderung von 2004 und deren Beschneidungen der Kompetenzen des Präsidenten. Für eine Preisreduktion von 100 Dollar je 1000 Kubikmeter Gas erhielt Russland ein neues Abkommen für die Schwarzmeerflotte bis ins Jahr 2042.
Für die Parlamentswahlen 2012 schränkte das Regime die Möglichkeiten der Opposition ein, Stimmenkauf und Manipulation bei der Auszählung ließen die Menschen desillusioniert zurück. Vor dem Hintergrund der vermeintlich gesicherten autoritären Präsidialherrschaft war die folgende Protestbewegung umso unerwarteter.

### Jüngste Vergangenheit
Im November 2013 begannen die Euromaidan genannten Proteste, als die Unterzeichnung einer EU-Assoziierung der Ukraine unter dem Druck Russlands ausgesetzt wurde. Die Proteste richteten sich auch gegen die verbreitete Korruption. Im Februar 2014 wurde eine Einigung erzielt, die die Rückkehr zur bis September 2010 gültigen Verfassung vorsah und die faktische Absetzung Wiktor Janukowytschs beinhaltete; dieser tauchte unter und flüchtete nach Russland. Die rechtliche Bewertung der Absetzung und Flucht Janukowytschs, den ein Kiewer Gericht 2019 des Hochverrats schuldig sprach, ist umstritten.
Am 27. Februar 2014 wurde eine Übergangsregierung unter Arsenij Jazenjuk gebildet. Im weiteren Verlauf annektierte Russland noch im selben Jahr (18. März) völkerrechtswidrig die Krim, und es kam zu sezessionistischen Bewegungen im Osten der Ukraine, die in einem bewaffneten Konflikt eskalierten, der seither andauert. Am 5. September 2014 (Protokoll von Minsk) und am 12. Februar 2015 (Minsk II) wurden Abkommen geschlossen, die auf eine Befriedung des Konflikts in der östlichen Ukraine abzielten.
In den beiden folgenden Jahren musste die Ukraine laut dem polnischen Wirtschaftswissenschaftler Leszek Balcerowicz Schocks aus dem Erbe des vormaligen Präsidenten sowie der russischen militärischen und ökonomischen Aggression (durch ein Embargo) verkraften. Die ausstehenden Reformen sollten Privatisierungen umfassen, da der Staat noch viele defizitäre Unternehmen besitze, aus denen Geld abgezweigt würde. Im Frühjahr 2017 sollte nach einem Urteilsspruch des Stockholmer Schiedsgerichts die latente Drohung einer Milliardenklage seitens Gazprom entfallen, die ein Relikt des seit 2009 schwelenden russisch-ukrainischen Gasstreits war.
Am 26. November 2018 verhängte das ukrainische Parlament einen auf 30 Tage befristeten Ausnahmezustand. Es reagierte damit auf die massiven Übergriffe der russischen Küstenwache auf ukrainische Schiffe sowie die Gefahr einer großflächigen Invasion durch die Russische Föderation aufgrund massiver russischer Truppenkonzentrationen entlang der Grenze zur Ukraine.
Der Konflikt mit Russland im Osten des Landes verhinderte in den 2010er Jahren eine bedeutende wirtschaftliche Erholung der Ukraine. Die im Jahr 2020 einsetzende COVID-19-Pandemie in der Ukraine verschlechterte die Lage zusätzlich.
Die Gefahr einer Invasion bestand erneut seit Frühjahr 2021 angesichts der Gegenwart größerer russischer Truppen entlang der Grenze. Wladimir Putin unterzeichnete am 21. Februar 2022 ein Dekret zur Anerkennung der Sezessionsregionen Volksrepublik Donezk und Volksrepublik Lugansk in der Ostukraine.
Am 24. Februar 2022 griff Russland die Ukraine unter Verletzung des Gewaltverbotes nach Art. 2, Nr. 4 der UN-Charta sowohl von russischem Staatsgebiet, als auch von der annektierten Halbinsel Krim und aus dem Nachbarstaat Belarus an und begann mit der Bombardierung von ukrainischen Städten. Infolge der Angriffe verhängte der ukrainische Präsident den Kriegszustand im Land. Die kurz nach Invasionsbeginn unter fortgesetzten russischen Angriffen erfolgten russisch-ukrainischen Friedensverhandlungen scheiterten. Russische Soldaten und Söldner begingen in der Ukraine zahlreiche Kriegsverbrechen. Mit dem russischen Überfall auf die Ukraine flüchteten mehrere Millionen Menschen aus der Ukraine in viele Länder Europas und weltweit. Jeweils mehr als eine Million kamen in Polen und in Deutschland unter, weitere Hunderttausende auch in Tschechien, Großbritannien und Spanien sowie eine halbe Million außerhalb Europas. Am 30. September 2022 annektierte Russland Teile der Süd- und Ostukraine. Rund sechs Millionen Ukrainer leben laut ukrainischen Schätzungen in den russisch besetzten ukrainischen Gebieten, darunter sind 1,5 Millionen Kinder. Bis ins Jahr 2024 fielen mehrere zehntausend ukrainische Soldaten und tausende bis zehntausende Zivilisten in der Ukraine dem russisch-ukrainischen Krieg zum Opfer.

Entwicklung der Identität als Bürger der Ukraine laut dem Kyiv International Institute of Sociology

Mit dem Euromaidan setzten Identitätsveränderungen ein, die sich seit der Invasion beschleunigt haben. Seit dem Jahr 2000 haben Meinungsforscher die Ukrainer gefragt, wie sie sich selbst sehen, und ihnen verschiedene Optionen für eine lokale, subnationale, nationale und globale Identität gegeben. In den letzten zwei Jahrzehnten ist der Anteil derer, die sich als „Bürger der Ukraine“ bezeichnen, von 41 Prozent im Jahr 2000 auf 65 Prozent kurz vor der Invasion im Februar 2022 gestiegen. Bis Juli 2022 war der Anteil auf 85 Prozent gestiegen.
Im Zuge des russischen Angriffskriegs setzte eine Entrussifizierung (Ukrainisierung) in der Ukraine ein. Unter dem Begriff der „Dekommunisierung“ wurden sowjetische Denkmäler und solche, die an russische Persönlichkeiten erinnern, demontiert oder in Museen verlagert. Straßen- und Ortsnamen in russischer Sprache oder mit russischem Bezug in der Ukraine wurden per Gesetz im April 2023 verboten und Kenntnisse der ukrainischen Sprache und Geschichte zur Voraussetzung für die ukrainische Staatsbürgerschaft gemacht. Zuvor, im August 2022, hatten sich in einem digitalen Abstimmungsprozess laut ukrainischen Regierungsangaben eine Mehrheit von 6,5 Millionen Ukrainern für die Umbenennung von Straßen, deren Namen an russische und sowjetische Persönlichkeiten sowie an kommunistische Vordenker erinnern, ausgesprochen. Bis Ende November 2022 wurden nach ukrainischen Regierungsangaben rund 19 Millionen Bücher aus Bibliotheken in der Ukraine entfernt. Dabei habe es sich um Werke gehandelt, die aus der Ära der Sowjetunion stammten und/oder in russischer Sprache verfasst wurden. Entfernt wurden dabei auch Werke von Fjodor Michailowitsch Dostojewski, Nikolai Wassiljewitsch Gogol und Lew Nikolajewitsch Tolstoi, die aus präsowjetischer Zeit stammen.
Nach Angaben der Vereinten Nationen, der Weltbank und der ukrainischen Regierung beliefen sich die materiellen Kriegsschäden in der Ukraine bis Ende 2023 auf mindestens 152 Milliarden US-Dollar. Für den Wiederaufbau wurde mit Kosten von fast 500 Milliarden US-Dollar gerechnet. Durch fortdauernde russische Luftangriffe wurde die Hälfte der Stromerzeugungsinfrastruktur in der Ukraine beschädigt oder zerstört. Das ukrainische Wirtschaftsministerium schätze, dass bis zu fünf Millionen Arbeitnehmer in der Ukraine fehlen.

## Politik

### Politisches System

Politisches System der Ukraine

Die Ukraine ist nach der Verfassung der Ukraine ein demokratischer, republikanisch, sozial- und rechtsstaatlich organisierter Einheitsstaat mit einem semipräsidentiellen Regierungssystem. Staatsoberhaupt ist der Präsident, die Regierung (Ministerkabinett der Ukraine) wird von einem Ministerpräsidenten geleitet. Einzig die Autonome Republik Krim hatte (und hat dies auch de jure noch immer) davon abweichend das Recht, über eine eigene Verfassung, Regierung und teilautonome Gesetzgebung zu verfügen.

#### Verfassung

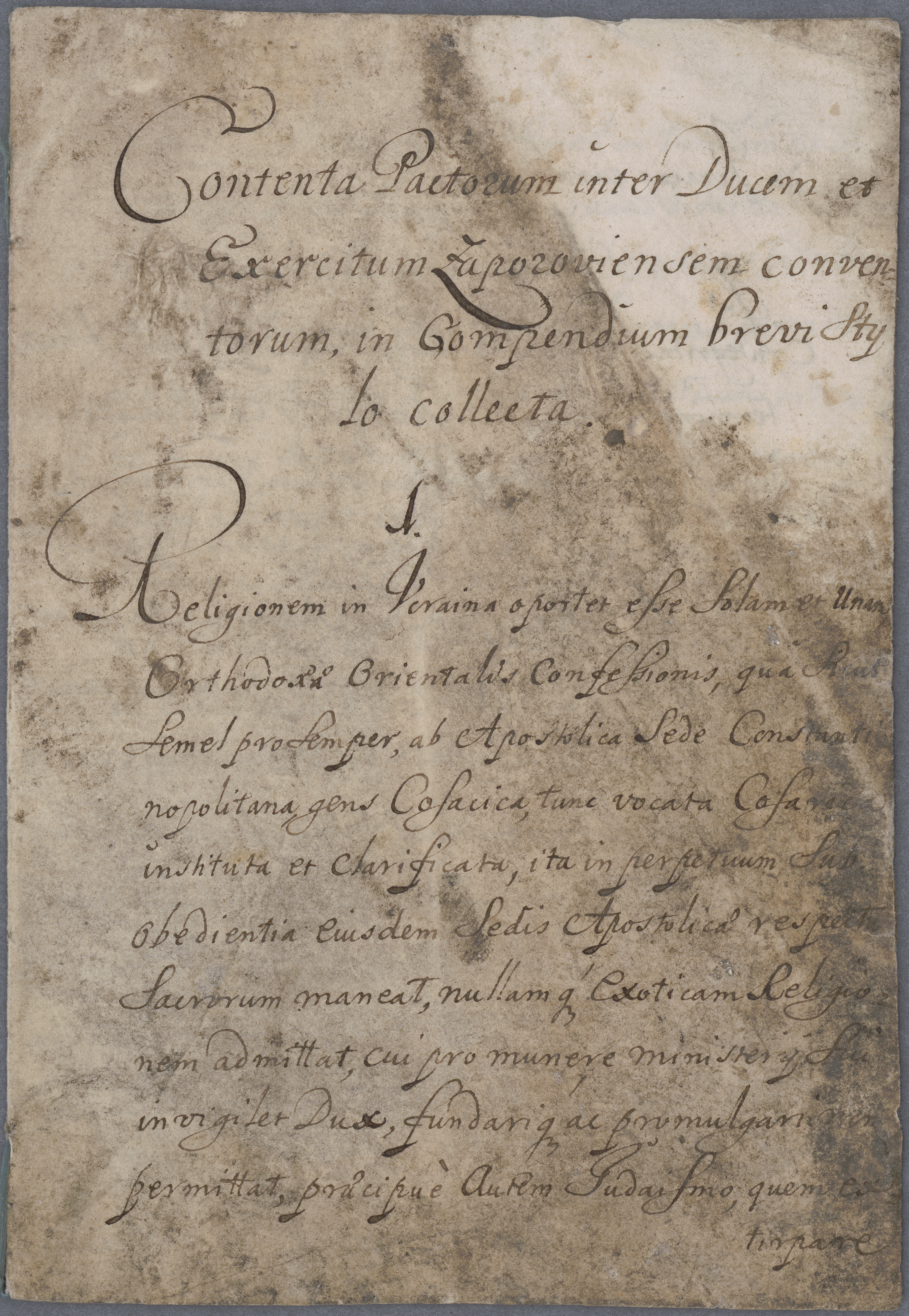
Die „erste Verfassung Europas“, auch Verfassung Pylyp Orlyks von 1710, die bereits die Gewaltenteilung von Legislative, Exekutive und Judikative vorsah, noch vor Montesquieus Vom Geist der Gesetze (1748). Auf sie beziehen sich Ukrainer in ihren Begründungen und Ausformungen eigener demokratischer Staatlichkeit.

Die Verfassung der Ukraine stammt vom 28. Juni 1996 und beansprucht als Staatsgrundgesetz höchste rechtliche Autorität. Alle Maßnahmen des Staates und seiner Einrichtungen, einschließlich der Gesetzgebung und völkerrechtlicher Verträge, müssen mit ihr im Einklang stehen.
Für die Auslegung der Verfassung und die Prüfung der Verfassungsmäßigkeit staatlichen Handelns ist allein und ausschließlich das Verfassungsgericht der Ukraine zuständig.
Änderungen der Verfassung obliegen dem Parlament und sind in einem besonderen Verfassungsänderungsverfahren im Rahmen einer regulären gesetzgebenden Sitzung mit Zweidrittelmehrheit der gesetzlichen Mitglieder der Werchowna Rada zu beschließen. Sie sind als verfassungsänderndes Gesetz vom Präsidenten der Ukraine auszufertigen. Änderungen hinsichtlich der Staatsgrundsätze, der Wahlen und Referenden, sowie der Bestimmungen über die Verfassungsänderung bedürfen darüber hinaus der Zustimmung in einem Referendum.
Dies geschah mit dem Gesetz Nr. 2222-IV vom 8. Dezember 2004 erstmals, und beschnitt u. a. die damaligen Rechte des Präsidenten. Diese Änderungen wurden mit einer Entscheidung des Verfassungsgerichts der Ukraine vom 1. Oktober 2010 als verfassungswidrig verworfen und für nichtig erklärt. Im Zuge der Staatskrise 2013/14 beschloss das Parlament getreu der „Vereinbarung über die Beilegung der Krise in der Ukraine“ am 21. Februar 2014 die Wiederinkraftsetzung der Änderungen von 2004. Allerdings fehlte diesem Parlamentsbeschluss zur verfassungsgemäßen Wirksamkeit die Unterschrift des damals noch amtierenden Präsidenten Wiktor Janukowytsch. Ob und, wenn ja, wann dies durch den neuen Präsidenten nachgeholt werden kann und wird, ist unklar. Bis dahin gilt die Verfassung in ihrer Urfassung von 1996 fort.
Verfassungsorgane
- Präsident der Ukraine
- Parlament
- Ministerkabinett
- Verfassungsgericht
- Generalstaatsanwalt (siehe auch Liste der Generalstaatsanwälte der Ukraine)
- Nationaler Sicherheits- und Verteidigungsrat der Ukraine

#### Präsident

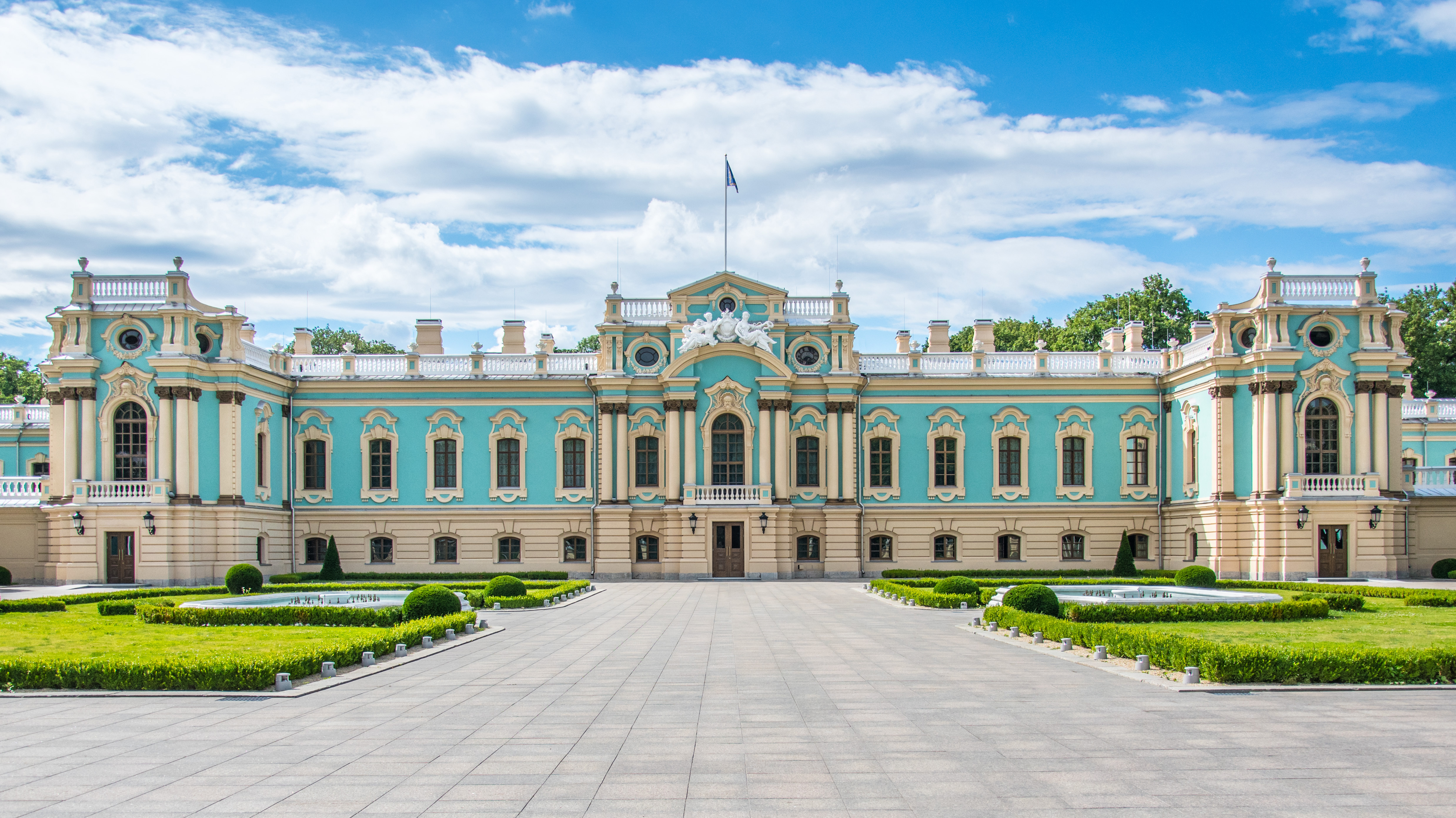
Zeremonieller Präsidentenpalast in Kiew

Der Präsident der Ukraine (ukrainisch Президент України President Ukrajiny) ist Staatsoberhaupt und vertritt den Staat der Ukraine nach innen wie nach außen völkerrechtlich. Er soll die territoriale Integrität und Souveränität der Ukraine wahren und steht an der Spitze der Exekutive.
Die Aufgaben des Präsidenten umfassen:
- die Ernennung des Ministerpräsidenten mit Zustimmung des Parlaments sowie der Minister, der diplomatischen Vertreter des Landes, zwei Drittel der Mitglieder des Verfassungsgerichts und der Zentralbank, sowie den Generalstaatsanwalt,
- Ausfertigung der Gesetze des Parlaments mit der Möglichkeit eines Vetos gegen Beschlüsse des Parlaments,
- Recht zur Aufhebung von Maßnahmen der Regierung und Bestimmung des Zuschnitts der Ministerien,
- Ausübung des Gnadenrechts für die gesamte Ukraine,
- Errichtung oder Auflösung von Gerichten und Gerichtszweigen,
- Vorsitz des Nationalen Sicherheits- und Verteidigungsrats der Ukraine
- Oberbefehl über die Streitkräfte der Ukraine, Verhängung des Kriegsrechts sowie Ausrufung der Generalmobilmachung im Spannungs- oder Kriegsfall,
- vorzeitige Auflösung des Parlaments,
- Verordnungen und Dekrete an die Einrichtungen der Exekutive, einschließlich des Ministerkabinetts.

Eine Delegation dieser Befugnisse ist ausdrücklich ausgeschlossen. Beraten wird der Präsident vom „Nationalen Sicherheits- und Verteidigungsrat der Ukraine“.
Der Präsident wird für eine Amtszeit von fünf Jahren in direkter Wahl durch das Staatsvolk der Ukraine gewählt. Dabei darf ein Kandidat nicht mehr als zwei Amtszeiten hintereinander das Amt ausfüllen. Wählbar ist, wer mindestens 35 Jahre alt ist, die ukrainische Staatsangehörigkeit besitzt, aktiv wahlberechtigt ist und seit mindestens 10 Jahren in der Ukraine lebt.
Ein vorzeitiges Ausscheiden aus dem Amt ist durch eigenen Rücktritt, Feststellung der gesundheitsbedingten Amtsunfähigkeit, ein förmliches Amtsenthebungsverfahren oder den Tod des Amtsinhabers möglich.

#### Parlament

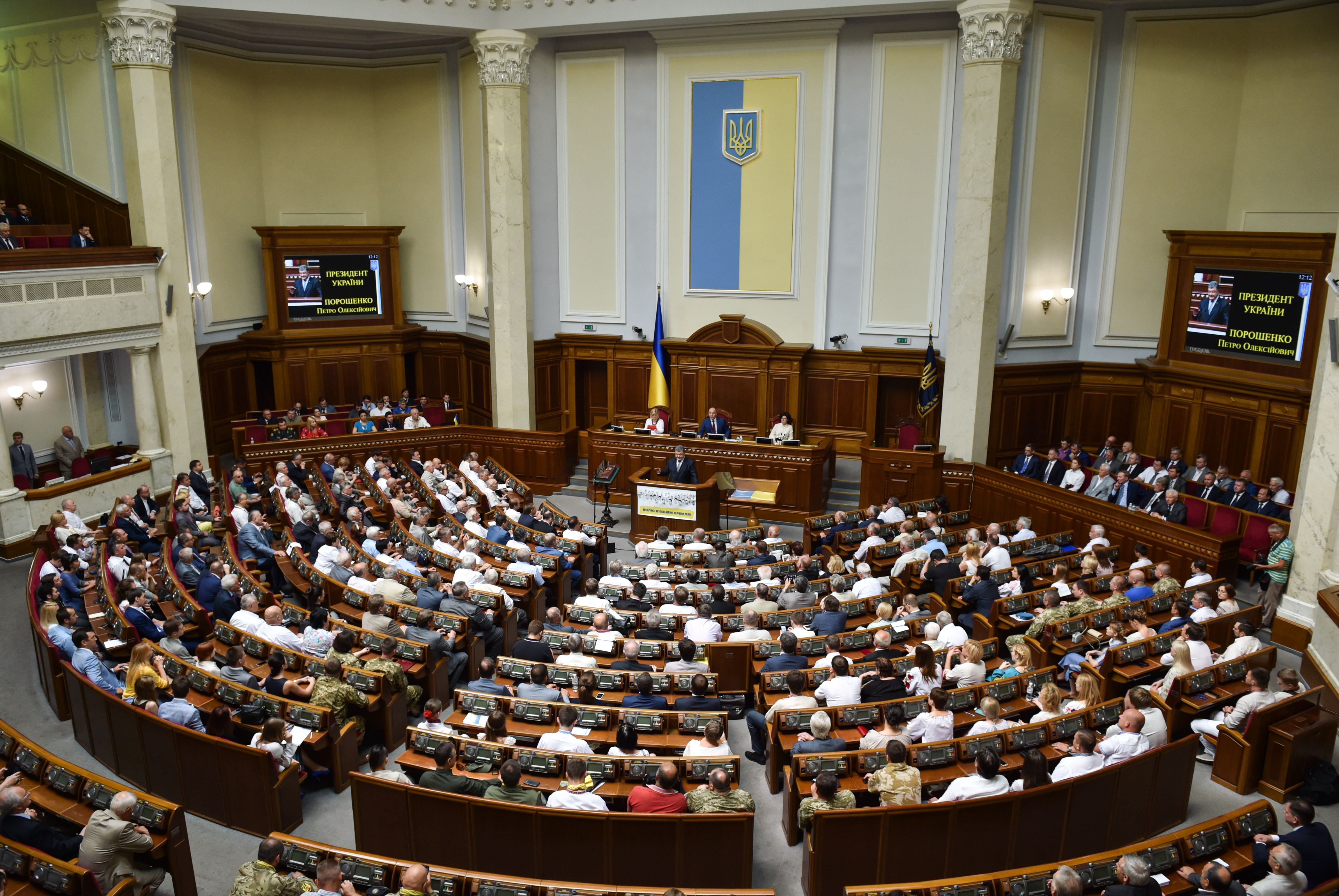
Werchowna Rada

Die Werchowna Rada (ukrainisch Верховна Рада Oberster Rat) ist das unikameralistische Parlament der Ukraine. Es übt die alleinige legislative Gewalt des Staates aus. Es wird für eine Legislaturperiode von fünf Jahren vom Staatsvolk der Ukraine direkt gewählt, wobei Wahltermin und -verfahren vom scheidenden Parlament bestimmt werden. Abgeordnete der Rada genießen rechtliche Immunität für die Dauer der Legislaturperiode und dürfen während ihrer Zeit als Abgeordnete kein (anderes) Amt innerhalb der Ukraine ausüben, insbesondere nicht der Exekutive angehören. Die Rada kann außer durch Ablauf der Legislaturperiode nur im Ausnahmefall vom Präsidenten der Ukraine aufgelöst werden, wobei in diesem Falle unverzüglich Neuwahlen anzusetzen sind. Die Werchowna Rada wird von einem aus ihrer Mitte gewählten Präsidenten der Werchowna Rada geleitet und vertreten.
Zu den Befugnissen des Parlaments zählen:
- die Gesetzgebung,
- der Beschluss über Verfassungsänderungen,
- Beschluss des Staatshaushalts,
- Beschluss zum Abhalten eines Referendums,
- Zustimmung zur Ernennung des Ministerpräsidenten und der übrigen vom Präsidenten ernannten Beamten sowie Misstrauensanträge gegen diese,
- Beschluss über die Rahmenbedingungen der Innen- und Außenpolitik von Ministerkabinett und Präsident,
- Aufstellung der Streitkräfte der Ukraine,
- Beschluss über den Kriegsfall und Kriegserklärungen,
- parlamentarische Kontrolle des Präsidenten und des Ministerkabinetts,
- Auflösung der Werchowna Rada der Autonomen Republik Krim, sofern dies durch das Verfassungsgericht der Ukraine wegen verfassungswidrigen Verhaltens bestimmt wurde,
- die Amtsenthebung des Präsidenten.

#### Regierung
Die Regierung der Ukraine wird vom Ministerkabinett (ukrainisch Кабінет Міністрів України Kabinet Ministriv Ukrajiny, „Kabinett der Minister der Ukraine“) wahrgenommen. Dieses setzt sich aus dem Ministerpräsidenten (ukrainisch Прем'єр-міністр України Prem’er Ministr Ukrajiny, „Premierminister der Ukraine“), dem Ersten Vize-Ministerpräsidenten, drei weiteren Vize-Ministerpräsidenten und den Ministern zusammen. Ersterer wird vom Präsidenten der Ukraine mit Zustimmung der Werchowna Rada ernannt. Die übrigen Mitglieder des Kabinetts werden auf Vorschlag des Ministerpräsidenten vom Präsidenten ernannt. Die Amtszeit des Kabinetts ist an die Amtszeit des Ministerpräsidenten gebunden. Die Werchowna Rada kann gegen den Ministerpräsidenten ein Misstrauensvotum abgeben mit der Folge, dass dieser und mit ihm das gesamte Kabinett durch den Präsidenten aus dem Amt zu entlassen sind. Das Ministerkabinett ist durch seine doppelseitige Ernennung und Entlassung für seine Arbeit auf Mehrheiten in der Werchowna Rada ebenso angewiesen wie auf die Unterstützung des Präsidenten.
Zuletzt war die Regierung unter Ministerpräsident Mykola Asarow von der Partei der Regionen auf die Unterstützung der Kommunistischen Partei und unabhängiger Abgeordneter angewiesen. Asarow wurde noch von Janukowytsch auf dessen Rücktrittsersuchen vom 28. Januar 2014 hin vor der Werchowna Rada entlassen. Mit den Regierungsgeschäften bis zur Ernennung einer neuen Regierung wurde der bisherige Erste Vize-Ministerpräsident Serhij Arbusow, ebenfalls von der Partei der Regionen, kommissarisch bestimmt. Am 22. Februar 2014 bestimmte die Werchowna Rada, ihn als geschäftsführenden Ministerpräsidenten zu entlassen und die Leitung des Ministerkabinetts bis zur Wahl eines neuen Ministerpräsidenten auf den Parlamentspräsidenten der Werchowna Rada, Oleksandr Turtschynow von der Vaterlandspartei zu übertragen. Vom 27. Februar 2014 bis zum 2. Dezember 2014 war die Regierung Jazenjuk im Amt, deren angebotener Rücktritt vom Parlament verworfen wurde. Vom 2. Dezember 2014 bis zum 14. April 2016 regierte eine Koalitionsregierung unter dem im Amt bestätigten Ministerpräsidenten Arsenij Jazenjuk, die sich nach der Parlamentswahl Ende Oktober gebildet hatte. Sie wurde am 14. April 2016 nach Rücktritt Jazenjuks durch das Kabinett Hrojsman, eine von Wolodymyr Hrojsman gebildete Koalitionsregierung, abgelöst. Nach der vorgezogenen Parlamentswahl in der Ukraine 2019 trat die Werchowna Rada am 29. August 2019 erstmals zusammen und wählte Oleksij Hontscharuk zum neuen Ministerpräsidenten. Nachdem das Parlament am 4. März 2020 ein Rücktrittsgesuch von Oleksij Hontscharuk angenommen hatte, wählte es am selben Tag Denys Schmyhal zum neuen Ministerpräsidenten. Am 17. Juli 2025 wurde Julija Swyrydenko Ministerpräsidentin.

#### Wahlen und politische Parteien
Für die Organisation und Durchführung der Präsidenten- und Parlamentswahlen, der Kommunalwahlen und Referenden ist die Zentrale Wahlkommission der Ukraine, eine Behörde mit Sitz in Kiew zuständig. Die 15 Mitglieder der Kommission werden für den Zeitraum von 7 Jahren von der Werchowna Rada gewählt und vom Staatspräsidenten ernannt. Seit 2011 gilt für die Parlamentswahlen ein sogenanntes Grabenwahlsystem.
Die Landschaft der politischen Parteien in der Ukraine befindet sich im Umbruch, neue Parteien entstehen, ältere schließen sich zusammen oder ändern ihre Namen. Somit ist die ukrainische Politik teils stärker durch die Kontinuität von einzelnen Spitzenpolitikern in wechselnden Konstellationen als durch einzelne Gruppierungen geprägt; die Wahlen von 2012, 2014 und 2019 zeigten je sehr unterschiedliche Ergebnisse. Als wichtiges Kriterium zur politischen Einordnung der Parteien zählt vor allem auch ihre Position gegenüber der EU beziehungsweise gegenüber Russland.
Die Regionalwahlen 2020 zeigten eine Stärkung der Autonomie aufgrund der Dezentralisierungsreformen der Ukraine ab 2014 sowie föderaler finanzieller Unabhängigkeit. Auf lokaler Ebene gegründete politische Parteien waren bei den Bürgermeisterwahlen erfolgreich und nicht länger auf die Unterstützung nationaler Parteien angewiesen.
Im März 2022 verbot Präsident Selenskyj eine Reihe prorussischer Parteien, darunter zwei im Parlament vertretenen Parteien, Oppositionsplattform – Für das Leben und Oppositionsblock, weil deren Arbeit auf Spaltung oder Kollaboration abziele. Das Verbot solle so lange bestehen bleiben, wie in der Ukraine das Kriegsrecht gilt.

### Politische Indizes
| Name des Index                     | Indexwert    | Weltweiter Rang | Interpretationshilfe | Jahr |
| ---------------------------------- | ------------ | --------------- | --- | ---- |
| Fragile States Index               | 93,1 von 120 | 22 von 179      | Stabilität des Landes: Alarm 0 = sehr nachhaltig / 120 = sehr alarmierend Rang: 1 = fragilstes Land / 179 = stabilstes Land | 2024 |
| Demokratieindex                    | 4,9 von 10   | 92 von 167      | Hybridregime 0 = autoritäres Regime / 10 = vollständige Demokratie                                                          | 2024 |
| Freedom in the World Index         | 49 von 100   | —               | Freiheitsstatus: teilweise frei 0 = unfrei / 100 = frei                                                                     | 2024 |
| Rangliste der Pressefreiheit       | 63,9 von 100 | 62 von 180      | Erkennbare Probleme für die Pressefreiheit 100 = gute Lage / 0 = sehr ernste Lage                                           | 2025 |
| Korruptionswahrnehmungsindex (CPI) | 35 von 100   | 105 von 181     | 0 = sehr korrupt / 100 = sehr sauber                                                                                        | 2024 |

### Verwaltungsgliederung
Die Ukraine ist ein Einheitsstaat, die Oblaste und Kommunen hatten lange Zeit nur sehr wenig Befugnisse. Am 28. Juni 2014 gab der ukrainische Präsident Poroschenko bekannt, dass es eine Verfassungsreform geben und die Macht dezentralisiert werden soll. Die Kommunen sollen deutlich mehr Befugnisse haben und ein Teil der Steuern bei den Oblasten verbleiben.

#### Oblaste (Verwaltungsregionen)
Die Ukraine ist in 24 Oblaste (ukr. область, Bezirke, wörtl. Gebiete), die Autonome Republik Krim und zwei Städte mit Sonderstatus, Kiew und Sewastopol, gegliedert.
| 1. Oblast Tscherkassy 2. Oblast Tschernihiw 3. Oblast Tscherniwzi 4. Oblast Dnipropetrowsk 5. Oblast Donezk 6. Oblast Iwano-Frankiwsk 7. Oblast Charkiw 8. Oblast Cherson 9. Oblast Chmelnyzkyj | 1. Oblast Kirowohrad 2. Oblast Kiew 3. Stadt Kiew 4. Autonome Republik Krim 5. Oblast Luhansk 6. Oblast Lwiw 7. Oblast Mykolajiw 8. Oblast Odessa 9. Oblast Poltawa | 1. Oblast Riwne 2. Oblast Sumy 3. Oblast Ternopil 4. Oblast Winnyzja 5. Oblast Wolyn 6. Oblast Transkarpatien 7. Oblast Saporischschja 8. Stadt Sewastopol 9. Oblast Schytomyr |

Die Autonome Republik Krim (ukrainisch Автономна Республіка Крим), zu Zeiten der UdSSR offiziell Oblast Krim, ist geographisch gesehen die Krimhalbinsel ohne die verwaltungsmäßig eigenständige Stadt Sewastopol und hat als Hauptstadt Simferopol.
Seit der Annexion der Krim durch Russland im Jahr 2014 kann die Regierung in Kiew keine Gebietshoheit mehr über die Autonome Republik Krim und die Stadt Sewastopol ausüben. Das Gleiche gilt seit Beginn des Kriegs im Donbas 2014 für Teile der Oblaste Donezk, Luhansk sowie seit dem Russischen Überfall 2022 auch für Teile der Oblaste Cherson und Saporischschja.

#### Größte Städte
Der größten Städte in der Ukraine sind (Stand 2017):
| Rang | Name           | Name ukrainisch (kyrillisch) | Einwohner |
| ---- | -------------- | ---------------------------- | --------- |
| 01.  | Kiew (Kyjiw)   | Київ                         | 2.925.760 |
| 02.  | Charkiw        | Харків                       | 1.439.036 |
| 03.  | Odessa         | Одеса                        | 1.010.783 |
| 04.  | Dnipro         | Дніпро                       | 0.976.525 |
| 05.  | Donezk         | Донецьк                      | 0.927.201 |
| 06.  | Saporischschja | Запоріжжя                    | 0.750.685 |
| 07.  | Lwiw (Lemberg) | Львів                        | 0.727.968 |
| 08.  | Krywyj Rih     | Кривий Ріг                   | 0.636.294 |
| 09.  | Mykolajiw      | Миколаїв                     | 0.490.762 |
| 10.  | Mariupol       | Маріуполь                    | 0.449.498 |
| 11.  | Sewastopol     | Севастополь                  | 0.382.878 |
| 12.  | Luhansk        | Луганськ                     | 0.413.370 |
| 13.  | Winnyzja       | Вінниця                      | 0.372.672 |
| 14.  | Simferopol     | Сімферополь                  | 0.341.155 |
| 15.  | Makijiwka      | Макіївка                     | 0.347.376 |

### Außenpolitik

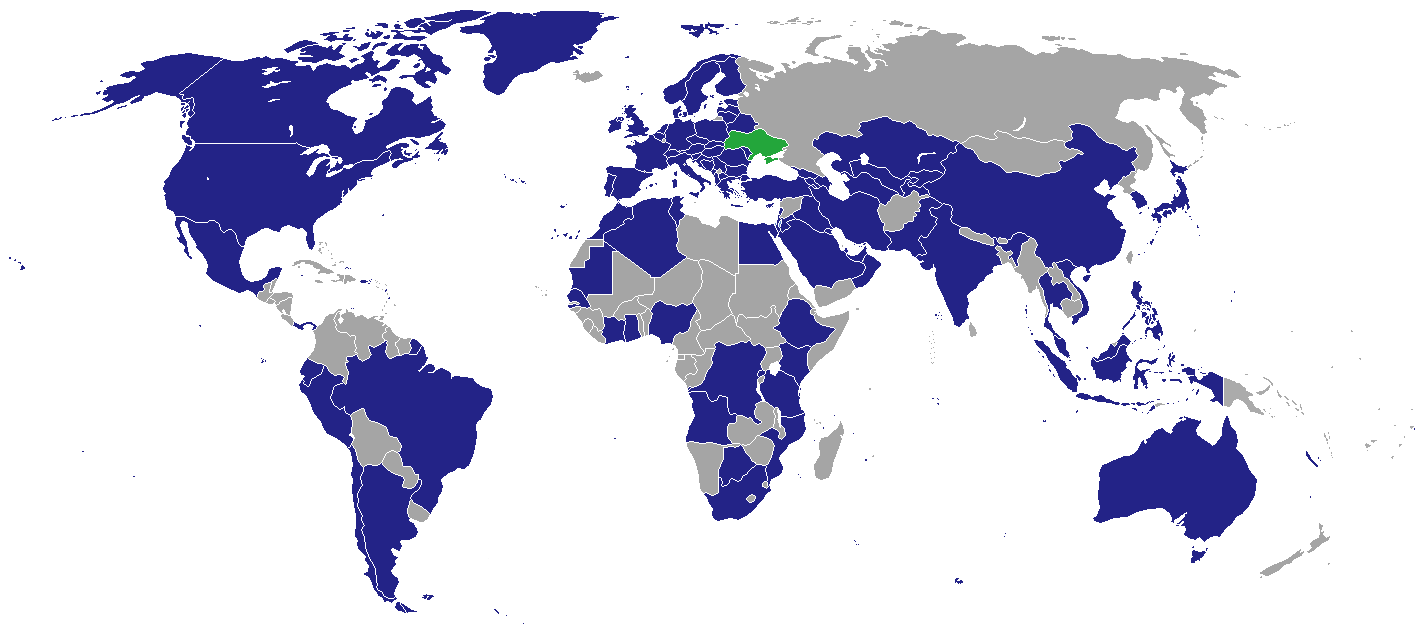
Staaten mit Botschaft oder Konsulat der Ukraine

Die ukrainische Außenpolitik in den ersten Jahren der staatlichen Unabhängigkeit wurde von ukrainischen Politikern als „multivektoral“ bezeichnet und dabei von politischen Beobachtern im Ausland oft als uneinheitlich wahrgenommen. Einerseits strebte die Ukraine eine Annäherung an NATO und EU an, andererseits waren gute Beziehungen zum großen Nachbarn Russland für das Land von elementarer Bedeutung. Erst Präsident Wiktor Juschtschenko erklärte bei seinem Amtsantritt im Januar 2005 die Westorientierung und damit verbunden die Mitgliedschaft des Landes in der EU zu seinem politischen Ziel. Als sich in den folgenden Jahren immer deutlicher abzeichnete, dass für die Ukraine zu der Zeit keine realistische Beitrittsperspektive zur EU bestand, bemühte sich Juschtschenko im Jahr 2008 um einen raschen Beitritt zur NATO. Trotz der Unterstützung der USA wurde auf der Bukarester NATO-Ratstagung im April 2008 kein formaler Beschluss über einen sofortigen Beitrittsstatus für die Ukraine gefasst, was letztlich einer Ablehnung des Beitrittswunsches gleichkam.
Bei den Präsidentschaftswahlen 2010 sprachen sich die vier führenden Kandidaten Wiktor Janukowytsch, Julija Tymoschenko, Serhij Tihipko und Arsenij Jazenjuk für die Einführung „europäischer Standards“ in der Ukraine aus. Sie standen damit alle für eine schrittweise Annäherung an die EU und gleichzeitige strategische und gutnachbarschaftliche Beziehungen mit Russland.
Der neu gewählte Präsident Janukowytsch erklärte nach seinem Amtsantritt im Februar 2010, die Ukraine wolle ein blockfreies Land sein und verstehe sich als „eine Brücke zwischen Russland und der EU“. Einer NATO-Mitgliedschaft erteilte er eine klare Absage. Janukowytsch hielt ein geplantes Assoziierungsabkommen mit der EU zurück und versuchte sich enger an Russland zu binden.
Am 8. Juni 2017 hatte das ukrainische Parlament die NATO-Mitgliedschaft wieder als außenpolitisches Ziel bestimmt. Der ukrainisch-russische Vertrag über Freundschaft, Zusammenarbeit und Partnerschaft wurde am 1. Juni 1997 unterzeichnet, jedoch erst im April 1999 von den Parlamenten ratifiziert. Er sollte gemäß ukrainischen Verlautbarungen im September 2018 beim Auslaufen am 1. April 2019 von der Ukraine nicht verlängert werden.
Im Februar 2019 wurde das Ziel eines NATO- sowie eines EU-Beitritts in der Verfassung festgeschrieben.

#### Geopolitische Bedeutung der Ukraine

##### Die Ukraine in der US-Geostrategie von Zbigniew Brzeziński
Zbigniew Brzeziński präsentierte 1997 in seinem Werk Die einzige Weltmacht eine Geostrategie für die USA. Die Strategie zielte darauf ab, zunächst die globale Vormachtstellung der USA vor einem möglichen eurasischen Gegengewicht zu sichern und auf lange Sicht eine neue kooperative globale Ordnung zu etablieren. Laut Brzeziński kam es darauf an, wichtige geostrategische Akteure in Eurasien zu bestimmen und diese im US-Interesse zu handhaben. Er hielt die Russische Föderation für einen bedeutenden Akteur in Eurasien. Er betrachtete die Ukraine als geopolitischen „Dreh- und Angelpunkt“,

„[…] weil ihre bloße Existenz als unabhängiger Staat zur Umwandlung Rußlands beiträgt. Ohne die Ukraine ist Rußland kein eurasisches Reich mehr. […] Wenn Moskau allerdings die Herrschaft über die Ukraine mit ihren 52 Millionen Menschen, bedeutenden Bodenschätzen und dem Zugang zum Schwarzen Meer wiedergewinnen sollte, erlangte Rußland automatisch die Mittel, ein mächtiges Europa und Asien umspannendes Reich zu werden. Verlöre die Ukraine ihre Unabhängigkeit, so hätte das unmittelbare Folgen für Mitteleuropa und würde Polen zu einem geopolitischen Angelpunkt an der Ostgrenze eines vereinten Europas werden lassen.“

Die USA sollten darauf hinarbeiten, dass die Russische Föderation nicht imperialistisch agiert, sondern sich wandelt und sich schließlich für die USA und Europa entscheidet, auch wenn die NATO und die Europäische Union expandieren. Um die Russische Föderation dazu zu bringen, sollte der Westen einerseits versuchen, enger mit der Russischen Föderation zu kooperieren, und andererseits die neuen post-sowjetischen Staaten unterstützen. Brzeziński schätzte, der Westen werde zwischen 2005 und 2015 damit beginnen können, auch die Ukraine schrittweise in die NATO und in die EU zu integrieren. Er rechnete damit, dass die Russische Föderation diesen Schritt nur schwer akzeptieren wird. Allerdings erblickte er darin den Prüfstein, ob die Russische Föderation sich neu bestimmt und sich für Europa oder für eine eurasische Außenseiterrolle entscheidet. Sollte der Westen keine guten Beziehungen zur Russischen Föderation eingehen können, so empfahl Brzeziński, dass der Westen auch dann die Ukraine in seine Bündnisse eingliedern sollte, um einen gefährlichen russischen Imperialismus einzudämmen.

##### Stromintegration in die Europäische Union
Im Jahr 2000 begannen die Europäische Union und die Russische Föderation einen Dialog darüber, das kontinentaleuropäische Netz und das IPS/UPS-Netz miteinander zu verbinden, um einen gemeinsamen Energieraum von Wladiwostok bis Lissabon zu schaffen. Allerdings scheiterte dieses Projekt aus mehreren Gründen. Stattdessen konkurrierten die Europäische Union und die Russische Föderation um osteuropäische Staaten, wie im Falle der Ukraine.
Einerseits wurden 2008 die politischen Beziehungen zwischen der Ukraine und der Russischen Föderation sehr schlecht, so dass sie den Transit russischen Stroms durch ukrainisches Territorium gefährdeten. Andererseits arbeiteten die Europäische Union und die Ukraine seit 2005 darauf hin, die Ukraine in europäische Energiemärkte bzw. -systeme zu integrieren. 2017 bestimmten Vertreter von ENTSO-E, des ukrainischen Netzbetreibers Ukrenerho und von moldawischer Seite Moldelectrica technische Schritte, um das ukrainische Stromnetz mit dem kontinentaleuropäischen Netz zu synchronisieren. Vor dem Hintergrund russischer Aggressionen, der Energiesicherheit Europas und des Klimawandels sicherten die USA und die Bundesrepublik Deutschland 2021 zu, der Ukraine dabei zu helfen, ihren grünen Energie-Sektor auszubauen. In diesem Zusammenhang versprach die Bundesrepublik Deutschland auch, die Ukraine bei der Synchronisierung zu unterstützen.
Die ukrainische Regierung unter Denys Schmyhal strebte an, 2021/22 das ukrainische vom russischen Stromnetz zu lösen und bis 2023 mit dem kontinentaleuropäischen Netz zu synchronisieren. Die ukrainische Seite erwartete davon höhere Energiesicherheit, geringere Kosten und Treibhausgasemissionen sowie eine tiefere Verbindung mit der Europäischen Union. Mit Blick auf das Ziel, Europa bis 2050 klimaneutral zu machen, betrachtete die Europäische Union die Ukraine als möglichen Anbieter von Ökostrom und Wasserstoff.
Die geplante Synchronisierung war geopolitisch brisant. Sie implizierte die Zunahme des europäischen bzw. die Abnahme des russischen Einflusses. Zudem war die Stromversorgung der Ukraine in mehreren Hinsichten von Energieträgern aus der Russischen Föderation abhängig und somit anfällig für russische Gegenreaktionen. Des Weiteren hatte die Russische Föderation 2014 die Krim annektiert und in das russische Stromnetz integriert. Ebenso waren die sogenannten Volksrepubliken Lugansk und Donezk mit dem russischen Stromnetz verbunden. Schließlich war es brisant, parallel zum ukrainischen auch das Netz der Republik Moldau mit dem kontinentaleuropäischen Netz verbinden zu wollen. Das russische Unternehmen Inter RAO besaß nämlich einen Kraftwerkspark in Transnistrien, der mit russischem Gas betrieben wurde. Er versorgte einen großen Teil der Republik Moldau mit Strom und leitete Strom auch zur Ukraine. Die Russische Föderation forderte von der Republik Moldau, Schulden für russisches Gas in Höhe von etwa sieben Milliarden US-Dollar zu begleichen.

#### Mitgliedschaften
| Organisation                                                   | Beitritt / Austritt |
| -------------------------------------------------------------- | ------------------- |
| UNO (Gründungsmitglied) 1                                      | 24. Oktober 1945    |
| UNESCO                                                         | 12. Mai 1954        |
| IAEO, Internationale Atomenergie-Organisation                  | 1957                |
| GUS 2                                                          | 1991–2014 (2018)    |
| OSZE, Organisation für Sicherheit und Zusammenarbeit in Europa | 30. Januar 1992     |
| Interpol                                                       | 1992                |
| IOC, Internationales Olympisches Komitee                       | September 1993      |
| Europarat                                                      | 1995                |
| GUAM, Organisation für Demokratie und Wirtschaftsentwicklung   | 10. Oktober 1997    |
| WTO, Welthandelsorganisation                                   | 16. Mai 2008        |
| IKRK, Internationales Komitee vom Roten Kreuz                  |                     |
| ITU, Internationale Fernmeldeunion                             |                     |
| IWF, Internationaler Währungsfonds                             |                     |
| WHO, Weltgesundheitsorganisation                               |                     |

#### Zusammenarbeit mit der EU

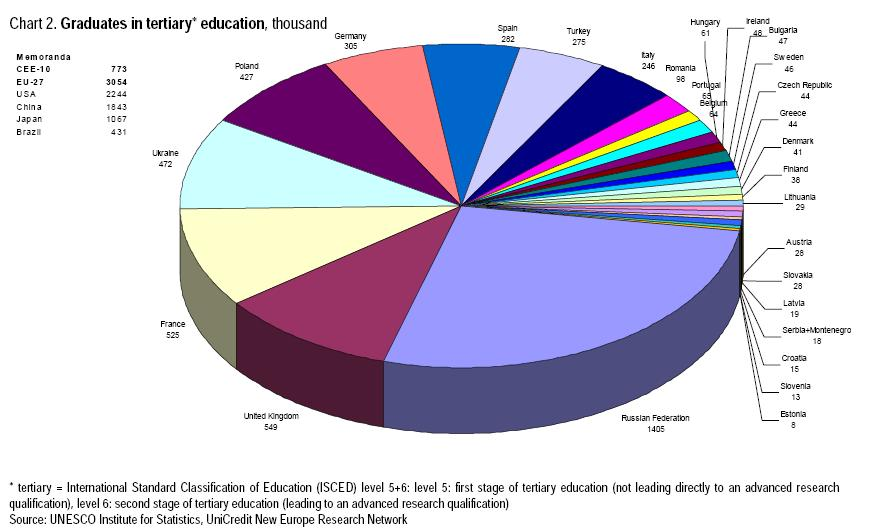
Die Ukraine belegte 2007 den 4. Platz in Europa bei der Zahl der Menschen mit hohem Bildungsabschluss (Tertiärer Bildungsbereich) und lag hinter Russland, Großbritannien und Frankreich.

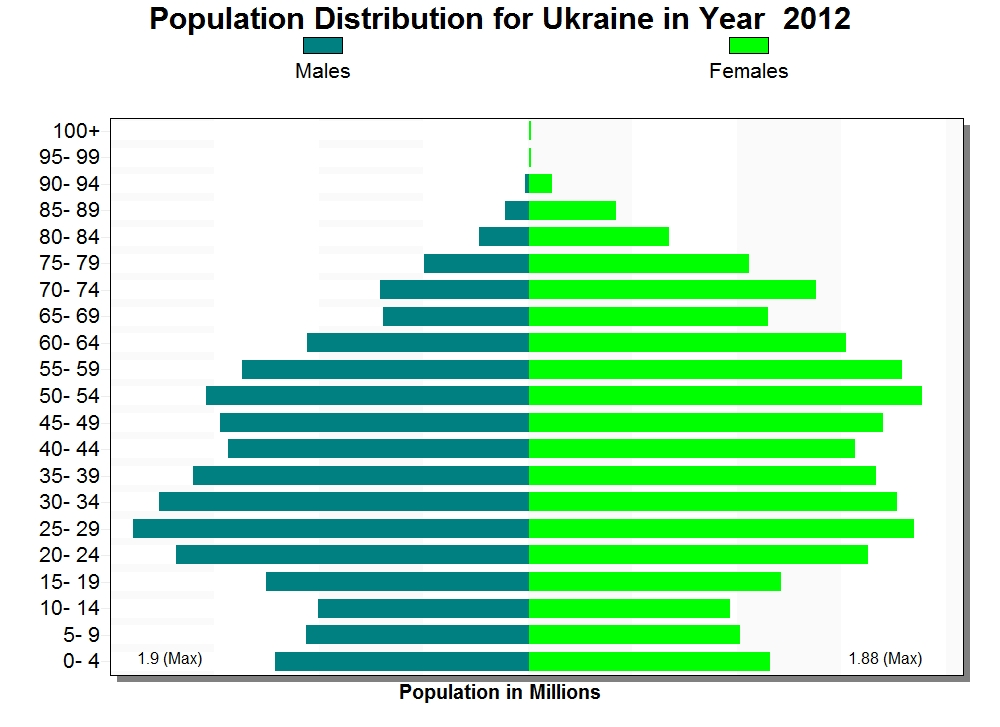
Altersstruktur der Ukraine des International-Futures-Programms (2012)

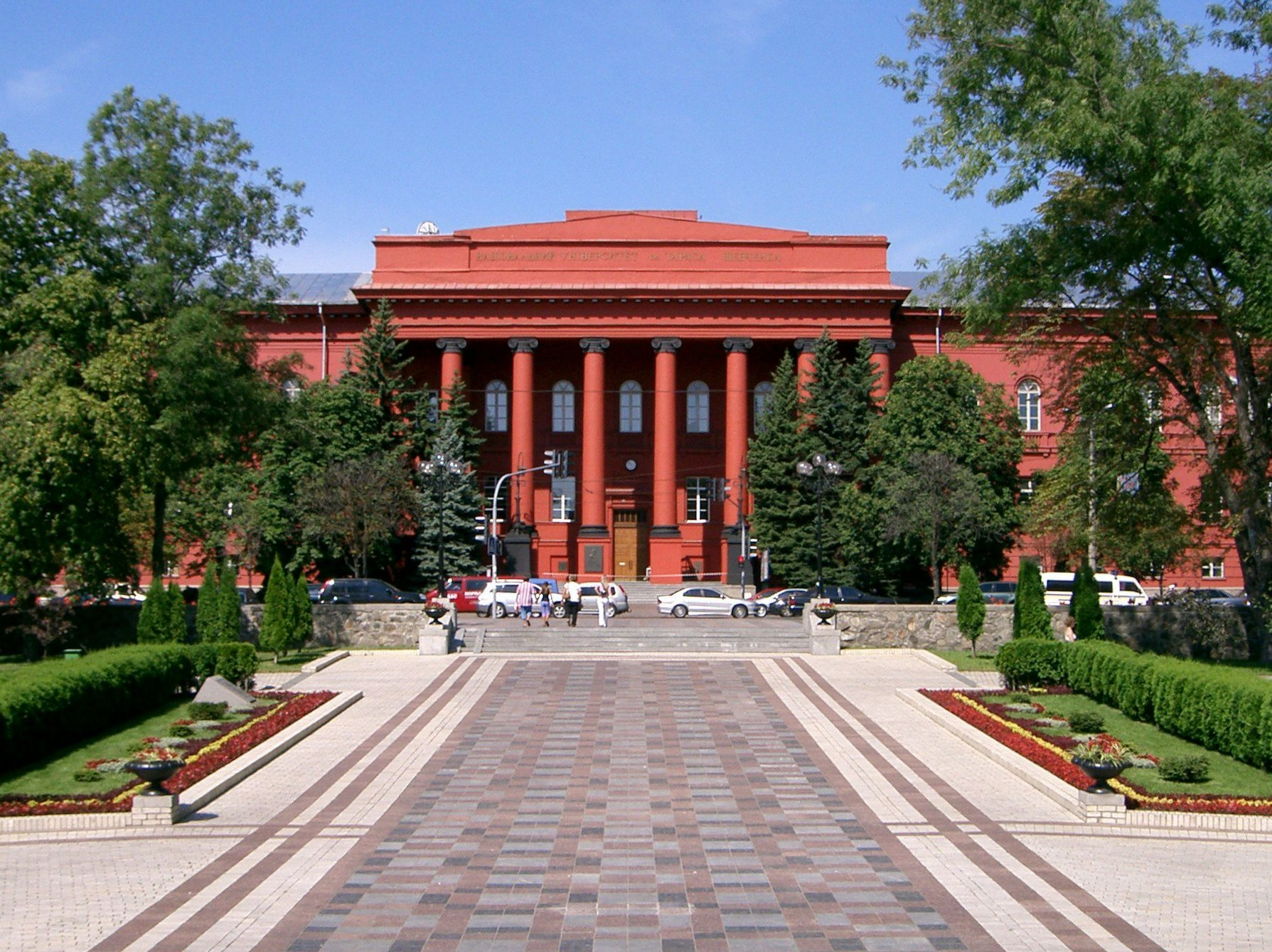
Die Universität Kiew ist eine der wichtigsten Ausbildungsinstitutionen der Ukraine.

Die Europäische Union hat im Dezember 2004 einen „Aktionsplan“ für eine engere Zusammenarbeit mit der Ukraine im Rahmen ihrer sogenannten „Nachbarschaftspolitik“ gebilligt. Als Prioritäten werden im Aktionsplan unter anderem folgende Punkte genannt:
- Förderung des Beitritts der Ukraine zur Welthandelsorganisation (WTO); stetiger Abbau von Hemmnissen im bilateralen Handel.
- Ukrainische Gesetze, Normen und Standards werden schrittweise an die der EU angeglichen.
- Verhandlungen über Beschäftigungsfragen, zum Beispiel Möglichkeiten für Bürger der Ukraine, in der EU zu arbeiten.
- Verhandlungen über Erleichterungen bei der Erteilung von Reisevisa.
- Erfüllung der Vereinbarungen zwischen der EU und der Ukraine über die Schließung des Kernkraftwerkes in Tschernobyl.
- Verbesserung des Investitionsklimas, unter anderem durch Herstellung diskriminierungsfreier, transparenter Wirtschaftsbedingungen, Bürokratieabbau sowie Bekämpfung von Korruption, Menschenhandel, Folter und Rassismus.

Benita Ferrero-Waldner, EU-Kommissarin für auswärtige Beziehungen und europäische Nachbarschaftspolitik, nannte darüber hinaus folgende Maßnahmen, um die Wirtschaftsbeziehungen zur Ukraine zu stärken:
- Die Einfuhr von Textilien und Stahl aus der Ukraine soll erleichtert werden.
- Die Vergabe von Krediten der Europäischen Investitionsbank an die Ukraine soll erleichtert werden.
- Die Finanzhilfen für eine Angleichung des ukrainischen Rechtssystems an das Rechtssystem der EU sollen erhöht werden.
- In den Bereichen Energie, Umwelt und Verkehr ist eine engere Zusammenarbeit vorgesehen.

Grundlagen der Beziehungen der Ukraine zur EU sind:
- der 1994 unterzeichnete Vertrag über Partnerschaft und Zusammenarbeit (in Kraft seit 1. März 1998),[188]
- die vom Europäischen Rat am 14. Dezember 1999 in Helsinki verabschiedete „Gemeinsame Strategie EU-Ukraine“,
- das von der EU-Kommission im März 2003 vorgelegte und von den EU-Mitgliedstaaten gebilligte Konzept für eine „Europäische Nachbarschaftspolitik“ („Größeres Europa – Nachbarschaft: ein neuer Rahmen für die Beziehungen der EU zu ihren östlichen und südlichen Nachbarn“).

Seit 1994 leistet die EU außerdem im Rahmen des TACIS-Programms Beratungs- und Ausstattungshilfe in der Ukraine. Deutschland hat einen Anteil von fast 30 % an der Finanzierung dieses Programms.
Ziel der „Europäischen Nachbarschaftspolitik“ der EU ist lediglich eine verstärkte Zusammenarbeit mit den EU-Nachbarstaaten, die durch „Aktionspläne“ konkretisiert wird. Für osteuropäische Nachbarstaaten wurde bisher neben dem Aktionsplan für die Ukraine im Dezember 2004 auch ein Aktionsplan für das Nachbarland Moldau beschlossen.
Im Bereich der wirtschaftlichen Zusammenarbeit soll den Nachbarstaaten langfristig eine Beteiligung am EU-Binnenmarkt und an einigen Gemeinschaftsprogrammen eröffnet werden. Eine Beitrittsperspektive, so EU-Kommissarin Ferrero-Waldner in einem Interview mit der Deutschen Welle am 21. Januar 2005, eröffnet die Nachbarschaftspolitik nicht.
Demgegenüber hat der frühere ukrainische Staatspräsident Juschtschenko wiederholt betont, beispielsweise am 25. Januar 2005 vor dem Europarat in Straßburg, er strebe als „strategisches Ziel“ einen Beitritt der Ukraine zur EU an.
Seit Anfang 2008 verhandelte die Ukraine mit der EU über ein Assoziierungsabkommen. Diese Verhandlungen verliefen bis zum Ende von Janukowytschs Amtszeit erfolglos.
Am 28. Juni 2014 unterzeichnete die EU mit der Ukraine den wirtschaftlichen Teil eines Assoziierungsabkommen, der auch ein Freihandelsabkommen beinhaltet. Der politische Teil des Abkommens wurde bereits im März 2014 unterzeichnet.
Im Herbst 2018 stimmte das ukrainische Parlament für die Verankerung des Ziels des EU-Beitritts in der Verfassung. Das Verfassungsgericht sollte die Änderung danach prüfen, zu einem Zeitpunkt, als in der Bevölkerung gemäß Umfragen 58 Prozent der Befragten mit diesem Ziel übereinstimmten. Am 7. Februar wurde dieses Ziel, zusammen mit jenem des NATO-Beitritts, festgeschrieben.

### Sicherheitspolitik

#### Justiz und Polizei

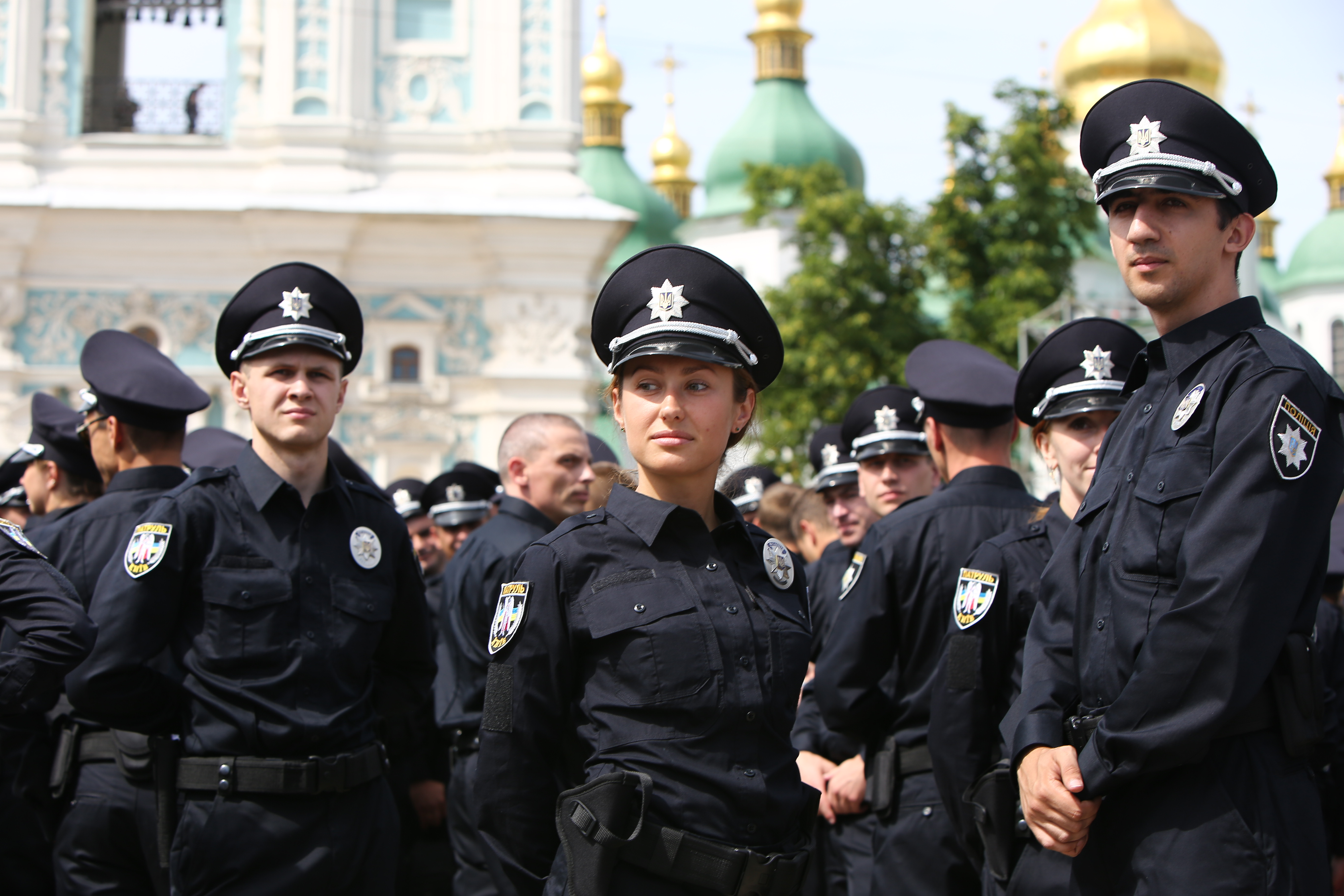
Ukrainische Polizisten in Kiew

Die Rechtsprechung ist den Gerichten der Ukraine anvertraut. Sie sind zwar von Verfassungs wegen formal unabhängig, praktisch ist die Trennung zwischen Rechtsprechung und Politik und Wirtschaftsinteressen aber nur schwach ausgeprägt. Die Rechtsprechung der Ukraine gilt als sehr korruptionsanfällig. So wurde der Präsident des obersten ukrainischen Gerichtshofs im Mai 2023 festgenommen, nachdem er Bestechungsgeld in Höhe von drei Millionen US-Dollar angenommen hatte. Es besteht im Grundsatz ein Einheitsprinzip hinsichtlich der Einteilung der Rechtsprechungsgewalt: Die Gerichte sind grundsätzlich für alle gerichtlichen Verfahren zuständig, unabhängig von der zu behandelnden Materie. Die Gerichtsbarkeit verfügt über vier Instanzen: Lokalgerichte, Regionalgerichte, Berufungsgerichte und dem Obersten Gerichtshof der Ukraine als Revisionsgericht. Außer bei den Lokalgerichten bestehen eigene Kammern für Verwaltungs- und Handelssachen.
Die Verfassungsgerichtsbarkeit wird vom Verfassungsgericht der Ukraine (ukrainisch Конституційний Суд України Konstitycijnyj Sud Ukraijny) wahrgenommen. Dieses hat die alleinige Verwerfungskompetenz für Gesetze, entscheidet über die Auslegung der Verfassung und wirkt bei der Amtsenthebung des Präsidenten und der Auflösung des Lokalparlaments der Krim mit.
Für die Strafverfolgung ist ein (politischer) Generalstaatsanwalt (ukrainisch Генеральний прокурор України Heneralyj Prokuror Ukraijny) nach sowjetischem Vorbild zuständig, der den lokalen Staatsanwälten vorsteht. Seine Kompetenzen sind unmittelbar von der Verfassung bestimmt.
Sowohl die ukrainische Polizei (früher „Miliz“ genannt) als auch die Justiz gelten als korrupt. Im Juni 2014 beschloss die EU, eine 40 Mitarbeiter umfassende Mission zur Durchsetzung des Rechts und zur Unterstützung der ukrainischen Polizei nach Kiew zu entsenden.

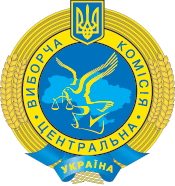
Emblem der Zentralen Wahlkommission

#### Militär und Kriegszustand

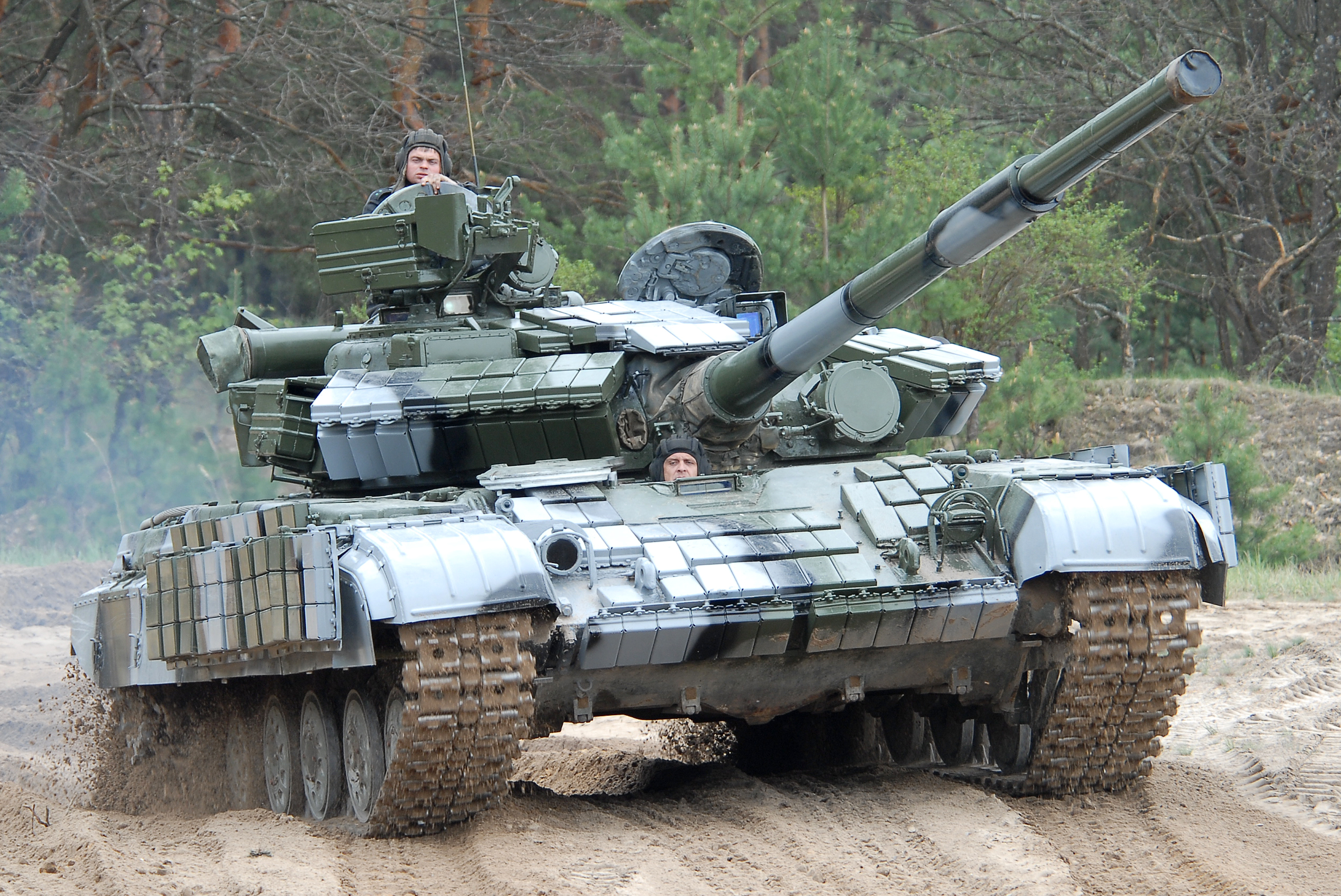
Kampfpanzer T-64BV der ukrainischen Streitkräfte

Die ukrainischen Streitkräfte gliedern sich in das Heer, Luftwaffe und Marine inklusive Marineinfanteristen. In der Ukraine existiert eine Wehrpflicht.
Der ukrainische Präsident Wolodymyr Selenskyj hat nach der in der Nacht zum 24. Februar 2022 erfolgten Invasion der Ukraine durch Truppen der Russischen Föderation den Kriegszustand sowie das Kriegsrecht ausgerufen. Das Land befindet sich seither im Krieg mit Russland.
Im Sommer 2022 wurde die Truppenstärke der Ukraine auf ca. 500.000 Soldaten geschätzt. Im Jahr 2024 soll die Truppenstärke der Ukraine mittlerweile ca. 900.000 Soldaten betragen. Damit war die Ukraine das Land mit der nach Truppenstärke sechstgrößten Armee der Welt. Deutlich mehr Soldaten haben aktuell nur China, die USA, Indien, Russland und Nordkorea. Beim internationalen Vergleich und bei der Bewertung der militärischen Stärke ist allerdings zu berücksichtigen, dass sich die Ukraine derzeit im Kriegszustand (inklusive Mobilisierung von Reservisten) befindet und weitgehend von den Waffenlieferungen sowie der sonstigen Militärhilfe westlicher Staaten abhängig ist.

### Staatshaushalt
Der Staatshaushalt umfasste 2016 Ausgaben von umgerechnet 31,6 Mrd. US-Dollar, dem standen Einnahmen von umgerechnet 29,8 Mrd. US-Dollar gegenüber. Daraus ergibt sich ein Haushaltsdefizit in Höhe von 6,5 % des Bruttoinlandsprodukt (BIP).
Betrug die Staatsverschuldung im Jahr 2009 insgesamt 35,1 Mrd. US-Dollar oder 30,0 % des BIP erhöhte sich diese in den 2010er Jahren auf über 70 % des BIP, ehe sie in den ersten Jahren des 2020er Jahrzehnts auf unter 50 % des BIP gesenkt werden konnte.
Bis zum Jahr 2014 stieg die Verschuldung der Ukraine gegenüber dem Ausland auf ca. 80 Prozent des Bruttoinlandsprodukts. Im Januar 2015 lag immer noch kein konsistenter Haushaltsplan für das laufende Jahr vor. In einem im Januar 2015 veröffentlichten Plan sollte, wenn Russland einen früher gewährten Kredit in Höhe von 3 Milliarden Euro an die Ukraine wegen Verletzung der Vertragsbedingungen, in denen eine Verschuldungsobergrenze von 60 Prozent des BIP festgeschrieben war, fällig stelle, der Paris Club diese Zahlungsverpflichtung übernehmen, um einen generellen Default und einen Kapitalverlust privater Gläubiger zu verhindern. Die zur Vermeidung eines finanziellen Zusammenbruchs der Ukraine notwendigen Sofortzahlungen, die vom IWF auf 15 Milliarden Dollar geschätzt werden, seien bei weitem nicht ausreichend. Vor dem Hintergrund der drohenden Zahlungsausfälle verhandelte George Soros, dessen Fonds stark in der Ukraine investiert ist, in Kiew am 13. Januar 2015 mit Politikern und Parlamentariern u. a. über die Gründung eines staatlichen Fonds zur Absicherung privater Investoren.
Die Auslandsverschuldung sank in den Jahren vor 2022 von über 100 Prozent des BIP auf knapp über 50 Prozent.

### Menschenrechte
Human Rights Watch kritisiert die Verurteilung der früheren Ministerpräsidentin Julija Tymoschenko und fordert eine Untersuchung von mutmaßlichen Misshandlungen im Gefängnis.
Im Ukrainekonflikt ab 2014 warf Amnesty International sowohl den bewaffneten Separatisten in der Ostukraine als auch Regierungssoldaten „gravierende Menschenrechtsverletzungen“ vor. Aktivisten, Demonstranten und Geiseln, die einer der Konfliktparteien in die Hände gerieten, seien misshandelt worden. Laut Amnesty International nahmen vor allem die Separatisten zahlreiche Geiseln, die „oft brutal geschlagen und gefoltert“ wurden. Es sei von Hunderten Entführungen in der Ostukraine auszugehen. Opfer seien oftmals Zivilisten. Die Erpressung von Lösegeld sei ebenfalls ein Motiv der separatistischen Gruppen. Die Vereinten Nationen kritisierte die Menschenrechtslage sowohl unter der ukrainischen Regierung als auch in den Separatistengebieten.
Aufgrund der ausstehenden Reformen zur Verbesserung der Rechtsstaatlichkeit hatte der IWF 2017 Hilfskredite eingestellt. Dank der Marktöffnung konnte die frühere notorische Korruption beim Gashandel ausgetrocknet werden. Der Missbrauch von Banken durch Oligarchen war durch die Notenbank, welche die Hälfte aller Banken geschlossen hatte, eingeschränkt worden, womit gemäß Ivan Mikloš die noch nicht privatisierten Staatsbetriebe den größten Herd von Korruption darstellten. Ein neues Steuerrückerstattungs-System verringerte die Korruptionsmöglichkeiten von Beamten. Durch Betrug beim Zoll verliere der Staat zudem mehrere Milliarden Dollar Einnahmen pro Jahr.

## Wirtschaft

Wachstumdynamik des BIP nach KKP.

BIP pro Kopf (KKP-basiert) in US-Dollar

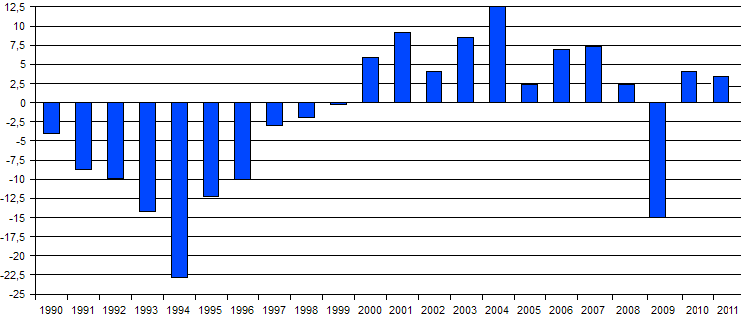
Wachstumsraten des BIP seit 1990 – mit den großen Ausschlägen 1994 und 2009

Laut Angaben der Weltbank lag die Gesamtzahl der Arbeitskräfte im Jahr 1992 bei rund 24,3 Millionen und fiel im Wesentlichen kontinuierlich bis auf 20,3 Millionen im Jahr 2021. Die Arbeitslosenquote lag im Jahr 2021 bei 9,8 %. Der Anteil der in der Landwirtschaft Arbeitenden an der Anzahl aller beschäftigten Arbeitskräfte lag zu Beginn der 2000er Jahre bei etwa 27 % und sank seitdem auf rund 14 % im Jahr 2019. Im Falle der in der Industrie Tätigen lag der entsprechende Wert im Jahr 1991 bei etwa 29,5 %, nahm danach ab und schwankte seit Anfang der 2000er Jahre bis 2019 zwischen rund 24,5 % und 26 %. Der entsprechende Anteil der Dienstleister stieg kontinuierlich von etwa 46 % im Jahr 1991 auf rund 61 % im Jahr 2019.
Der Anteil der Schattenwirtschaft am offiziellen Bruttoinlandsprodukt schwankte von 2009 bis 2016 zwischen 34 % und 43 %. Von 2004 bis 2016 war rund ein Fünftel bis ein Viertel der arbeitenden Bevölkerung im informellen Sektor tätig.
In den Jahren 2019 bis 2021 waren die zehn wichtigsten Exportwarengruppen Mais, Sonnenblumensamen und pflanzliche Öle, Eisenerz und angereicherte Erze, Weizen, halbfertige Fabrikate aus Eisen oder nicht-legiertem Stahl, gewalzte Güter aus Eisen oder nicht-legiertem Stahl, isolierte Kabel und Drähte, Rapssamen, Ölkuchen sowie Roh- und Spiegeleisen. In demselben Zeitraum importierte die Ukraine vor allem aufbereitetes Erdöl, motorisierte Fahrzeuge, Gas, Kohle, Medikamente, Elektrogeräte, Pestizide, Düngemittel, EDV-Geräte und Traktoren.
Im Jahr 2021 war Europa der größte Handelspartner der Ukraine hinsichtlich der Handelsbilanz, wobei die Ukraine gegenüber Europa ein Defizit von 9,2 Mrd. US-Dollar verzeichnete. Im vorherigen Jahrzehnt hatte sich die Außenhandelsstruktur der Ukraine geändert. Die Ukraine handelte vor allem ab 2013 zunehmend mit Staaten der Europäischen Union und weniger mit der Russischen Föderation. Die Ukraine und die Russische Föderation beschränkten gesetzlich den Handel zwischen einander, während die Ukraine und die Europäische Union ihre Handelsbeziehungen zueinander liberalisierten. So hatte zwar die Ukraine mit der Russischen Föderation im Jahr 2011 ein Freihandelsabkommen geschlossen, aber zum ersten Januar 2016 setzte der Moskauer Kreml das Abkommen aus. Grund war gemäß russischen Angaben das Inkrafttreten des Freihandelsabkommens mit der EU.
Im Jahr 2020 lag der Anteil der Dienstleistungen aus dem Bereich Telekommunikation, Computer und Informationsdienste bei rund einem Drittel aller exportierten Dienstleistungen und kam auf etwa 5,2 Mrd. US-Dollar. Etwa ein weiteres Drittel bzw. rund 5 Mrd. US-Dollar entfielen auf den Bereich Transportdienste. 2020 importierte die Ukraine Dienstleistungen vor allem aus dem Bereich Reisen und Transport, die jeweils auf 42,4 % bzw. 16,5 % aller importierten Dienstleistungen kamen.

Zwischen 2004 und 2012 änderte sich die Struktur der ausländischen Direktinvestitionen. Von 2004 bis 2010 überwog der Anteil von westlichen Staaten wie der Bundesrepublik Deutschland, Österreich, dem Vereinigten Königreich und Frankreich. Danach dominierten Staaten wie Zypern, die Niederlande, die Britischen Jungferninseln und die Russische Föderation. Die Investitionen aus dieser Gruppe stellten nicht immer ausländische Investitionen im strengen Sinne dar, da sie teils von ukrainischen Oligarchen und deren Offshore-Geschäften herrührten.

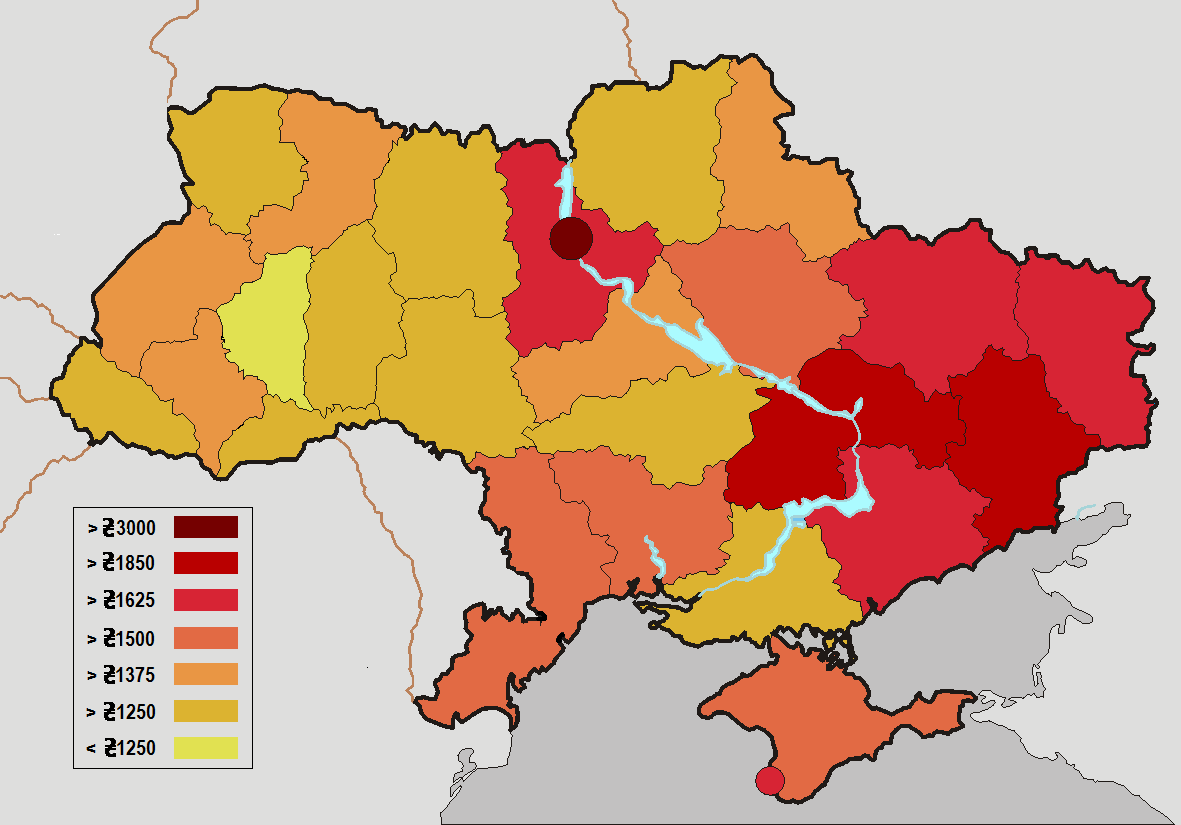
Bei Löhnen und Gehältern besteht in der Ukraine ein Gefälle zwischen dem reicheren industriellen Osten und dem ärmeren landwirtschaftlich geprägten Westen (Stand 2008).

Das Weltwirtschaftsforum schätzt in seinem Global Competitiveness Report 2017/18, in dem es die Wettbewerbsfähigkeit einer Volkswirtschaft bewertet, dass die Ukraine auf Platz 81 von insgesamt 137 Staaten liege. Der Index für wirtschaftliche Freiheit 2024 des Landes war der - höchste von 176 Ländern.
| Jahr                                    | 2010   | 2015   | 2016   | 2017   | 2018   | 2019   | 2020   | 2021   | 2022    | 2023   |
| --------------------------------------- | ------ | ------ | ------ | ------ | ------ | ------ | ------ | ------ | ------- | ------ |
| BIP in Mrd. USD (Kaufkraftparität)      | 476,3  | 460,8  | 476,5  | 496,5  | 537,2  | 604,4  | 656,1  | 746,5  | 569,7   | 621,6  |
| BIP pro Kopf in USD (Kaufkraftparität)  | 10.445 | 10.819 | 11.235 | 11.761 | 12.795 | 14.483 | 15.841 | 18.208 | 16.508  | 18.270 |
| BIP-Wachstum (real)                     | 4,1 %  | −9,8 % | 2,4 %  | 2,4 %  | 3,5 %  | 3,2 %  | −3,8 % | 3,4 %  | −28,8 % | 5,3 %  |
| Inflation (in Prozent)                  | 9,4 %  | 48,7 % | 13,9 % | 14,4 % | 10,9 % | 7,9 %  | 2,7 %  | 9,4 %  | 20,2 %  | 12,9 % |
| Staatsverschuldung (in Prozent des BIP) | 41 %   | 79 %   | 80 %   | 72 %   | 60 %   | 51 %   | 61 %   | 49 %   | 78 %    | 82 %   |

### Außenhandel
Entwicklung des Außenhandels (GTAI)
| in Mrd. US-Dollar und seine Veränderung gegenüber dem Vorjahr in Prozent | in Mrd. US-Dollar und seine Veränderung gegenüber dem Vorjahr in Prozent | in Mrd. US-Dollar und seine Veränderung gegenüber dem Vorjahr in Prozent | in Mrd. US-Dollar und seine Veränderung gegenüber dem Vorjahr in Prozent | in Mrd. US-Dollar und seine Veränderung gegenüber dem Vorjahr in Prozent | in Mrd. US-Dollar und seine Veränderung gegenüber dem Vorjahr in Prozent | in Mrd. US-Dollar und seine Veränderung gegenüber dem Vorjahr in Prozent |
| ------------------------------------------------------------------------ | ------------------------------------------------------------------------ | ------------------------------------------------------------------------ | ------------------------------------------------------------------------ | ------------------------------------------------------------------------ | ------------------------------------------------------------------------ | ------------------------------------------------------------------------ |
|                                                                          | 2019                                                                     | 2019                                                                     | 2020                                                                     | 2020                                                                     | 2021                                                                     | 2021                                                                     |
|                                                                          | Mrd. $                                                                   | % gg. Vj.                                                                | Mrd. $                                                                   | % gg. Vj.                                                                | Mrd. $                                                                   | % gg. Vj.                                                                |
| Einfuhr                                                                  | 60,8                                                                     | 6,3                                                                      | 53,7                                                                     | −11,7                                                                    | 70,0                                                                     | 30,3                                                                     |
| Ausfuhr                                                                  | 50,1                                                                     | 5,7                                                                      | 49,2                                                                     | −1,6                                                                     | 65,9                                                                     | 33,8                                                                     |
| Saldo                                                                    | −10,7                                                                    |                                                                          | −4,4                                                                     |                                                                          | −4,1                                                                     |                                                                          |

Haupthandelspartner der Ukraine (2021), Quelle: GTAI
| Export (in Prozent) nach | Export (in Prozent) nach | Import (in Prozent) von | Import (in Prozent) von |
| ------------------------ | ------------------------ | ----------------------- | ----------------------- |
| Volksrepublik China      | 12,1                     | Volksrepublik China     | 15,2                    |
| Polen                    | 7,6                      | Deutschland             | 8,7                     |
| Türkei                   | 6,1                      | Russland                | 8,4                     |
| Russland                 | 5,1                      | Polen                   | 7,0                     |
| Italien                  | 4,9                      | Belarus                 | 6,7                     |
| Deutschland              | 4,2                      | Vereinigte Staaten      | 4,9                     |
| Indien                   | 3,8                      | Türkei                  | 4,5                     |
| sonstige Staaten         | 56,2                     | sonstige Staaten        | 44,6                    |

### Lebensstandard

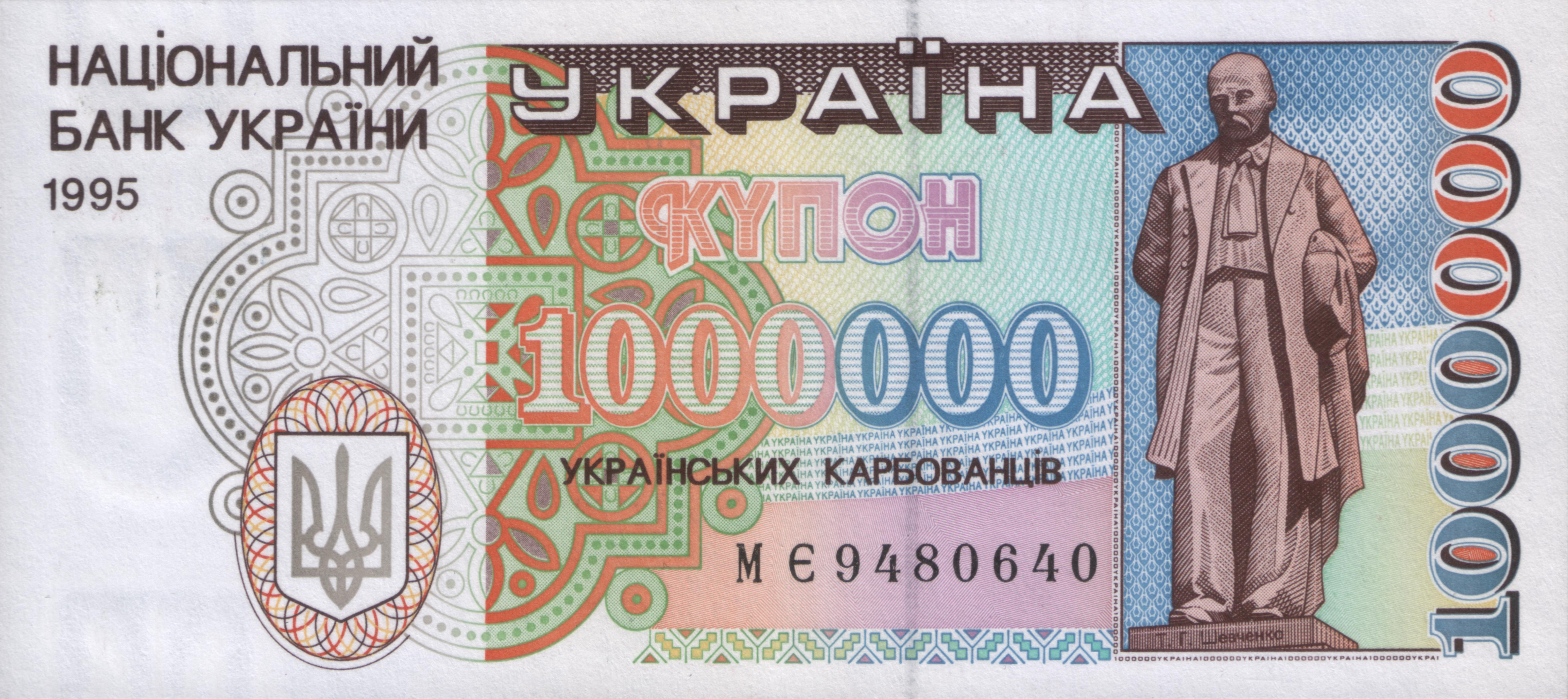
1 Mio. Kupon-Karbowanez entsprachen 1995 9,72 DM

Das Entwicklungsprogramm der Vereinten Nationen zählt die Ukraine zu den Staaten mit sehr hoher menschlicher Entwicklung. Das Bruttoinlandsprodukt pro Kopf nach Kaufkraftparitäten halbierte sich in den 1990er Jahren und stieg seit 1999 von 3894 auf 14.289 internationale Dollar im Jahr 2021, dabei gab es Einbrüche in den Jahren 2009, 2014/15 und 2020. 2022 betrug das Bruttoinlandsprodukt noch 12.671 internationale Dollar je Kopf. In dieser Hinsicht blieb die ukrainische Volkswirtschaft seit Mitte der 1990er Jahre hinter Belarus, der Russischen Föderation und Rumänien zurück.
Der GINI-Index lag 1995 bei 39,3 und sank bis auf 24 im Jahr 2014. Danach stieg er im Wesentlichen bis auf 25,6 im Jahr 2020. Von 2002 bis 2020 war der ukrainische Wert geringer als im Falle der Vereinigten Staaten von Amerika, der Russischen Föderation und der Bundesrepublik Deutschland. Allerdings sagt der GINI-Index im Falle einer Volkswirtschaft mit großer Schattenwirtschaft weniger aus, da er auf der Grundlage offizieller Einkommensstatistiken berechnet wird.
Der monatliche Mindestlohn stieg von umgerechnet 30 Euro im Jahr 2002 auf 109 Euro im Jahr 2013. Nach Absinken stieg er seit 2017 wieder an und lag 2019 bei 136 Euro. Der monatliche Durchschnittslohn lag im Jahr 2002 bei umgerechnet 75 Euro und stieg bis auf 308 Euro im Jahr 2013. Danach sank er bis einschließlich 2015 und erreichte 276 Euro im Jahr 2018. Gemessen in der einheimischen Währung Hrywnja hingegen stieg er von 442 im Jahr 2002 kontinuierlich bis auf 10.783 im Juni 2019. Im Jahr 2012 hatte Kiew bei einem Stundenlohn von 2,20 Euro den niedrigsten Stundenlohn und mit 17,6 % die mit Abstand niedrigste Kaufkraft aller europäischen Hauptstädte. Innerhalb des Landes war das Gehalt tendenziell höher, je östlicher die Region lag – mit der Spitze in der Oblast Donezk und dem Schlusslicht Oblast Ternopil im Westen.
Laut Sozialministerium lag das Rentenniveau im Jahr 2017 bei 34 %, was im internationalen Vergleich sehr niedrig war. Auf lange Sicht stieg die Durchschnittsrente von monatlich 24 Euro im Jahr 2002 bis auf 139 Euro pro Monat im Jahr 2013. Danach sank sie und lag im März 2019 bei ca. 99 Euro. Im Jahr 2019 betrug die Mindestrente für diejenigen, die die Mindestversicherungszeit nachweisen konnten, etwa 40 % des Mindestlohns. Langfristige Probleme sind, dass die Bevölkerung schrumpft und im Schnitt älter wird. Zudem schreibt die Rentenkasse seit 2004 rote Zahlen und der Staat finanziert sie aus dem Staatshaushalt.
Der Verbraucherpreisindex für öffentliche Versorgungsleistungen wie Wasser, Strom und Gas sowie für Lebensmittel stieg von 2014 bis 2019 stark an. Die Regierung vereinbarte mit dem Internationalen Währungsfonds, die Energiepreise zu erhöhen, damit der ukrainische Staat die Energieunternehmen weniger subventionierte und die Korruptionsmöglichkeiten im Energie-Sektor reduzierte. Die Regierung versuchte, Menschen mit geringem Einkommen mittels hoher staatlicher Zuschüsse für die steigenden Nebenkosten und einer Anhebung des Mindestlohns im Jahr 2017 zu unterstützen.
Viele Land- und einige Stadtbewohner betreiben Subsistenzwirtschaft, um sich mit Nahrungsmitteln zu versorgen. Das hilft ihnen dabei, wirtschaftlich schlechte Zeiten zu überstehen, wie es etwa in den 1990er Jahren oder in der Krisenzeit 2014/2015 der Fall war. Dabei versorgten sich einige Landbewohner sogar hauptsächlich auf diese Art mit Nahrungsmitteln.
Die Hyperinflation von 1993/94 war einer der Gründe dafür, dass viele Menschen in der Ukraine den Banken und der einheimischen Währung misstrauten: Seit den 1990er Jahren ist ein Großteil der Depositen und Kredite in harten Fremdwährungen denominiert, vor allem in US-Dollar.
Im Zuge des Krieges mit der Russischen Föderation, der im Februar 2022 begann, verloren mehrere Millionen von Binnenflüchtlingen ihr Vermögen und Arbeitsmöglichkeiten. Sie waren auf staatliche Unterstützung und Hilfe aus dem Ausland angewiesen.

### Wirtschaftliche Entwicklung

#### Transformation
Schon in der ukrainischen Teilrepublik der UdSSR gab es privatwirtschaftliche Akteure. Allerdings agierten sie illegal in der Schattenwirtschaft. Ende der 1980er Jahre erlaubte der Staat kleine private Unternehmen und Genossenschaften. 1990 verabschiedete das ukrainische Parlament ein Gesetz über die wirtschaftliche Autonomie der ukrainischen Republik. Es umfasste Privatbesitz wie auch Wettbewerb und legte das Fundament für die Privatisierung der Volkswirtschaft in den 1990er Jahren.
Während der Staat im Jahre 1991 einen Anteil von 100 % am Bruttoinlandsprodukt hatte, sank dieser Wert und lag 2020 bei unter 10 %. Bis 2005 wurden ca. 85 % der staatlichen Wohnungen (ca. 5,9 Millionen Einheiten) privatisiert. Zwar privatisierte der Staat bereits in den 1990er Jahren Agrarland, aber 2001 beschränkte er den Handel damit. Erst 2020 verabschiedete das Parlament ein Gesetz, dass den Bodeneigentümern vollere Rechte einräumte und den Handel mit ukrainischem Agrarland legalisierte (Siehe auch: Aneignung von Agrarland). Bis 1999 wurden fast alle kleinen Unternehmen des Staates bzw. der Kommunen privatisiert. Dennoch besaß der Staat im Jahr 2020 über 3300 Unternehmen, was im internationalen Vergleich sehr hoch war. Unter Präsident Wolodymyr Selenskyj hielt die Regierung an der Privatisierungspolitik fest und setzte sich das Ziel, rund 600 Unternehmen zu behalten. In den traditionellen Industriezweigen der Ukraine (Energieproduktion, Metallurgie, Maschinenbau) dominierten im Jahr 2020 private Unternehmen.
Die Privatisierung führte zu einer hohen Konzentration. Um 2007 erwirtschafteten die 75 größten ukrainischen Unternehmen über zwei Drittel des Bruttoinlandsproduktes. Im Zuge der Konzernbildung entstanden sogenannte Finanz-Industrielle Gruppen. Diese Gruppen haben jeweils eigene Banken oder Versicherungsgesellschaften und ihr Aktienkapital ist hoch konzentriert. Zudem ist die Beziehung zwischen Unternehmen und Aktionären intransparent. Sie integrieren eher selten horizontal oder vertikal, sondern gemischte Holdings bzw. Konglomerate fusionieren miteinander. Die zentrale Instanz, die etwas entscheidet, ist nicht in den Finanzinstitutionen, sondern in den industriellen Unternehmen.
Die Art und Weise, wie der Staat die Privatisierung durchführte, begünstigte, dass einige Akteure den Prozess nutzen konnten, um sich zu bereichern, und zu Oligarchen wurden. Nachdem bereits im Zuge der Perestroika einige Mitglieder der kommunistischen Führungsschicht Kapital angehäuft hatten, nutzten sie es in den 1990er Jahren, um sich Staatsunternehmen relativ günstig anzueignen. Unter Präsident Leonid Kutschma festigte sich ein System oligarchischer Geschäftsgruppen bzw. Klans. In den 2000er Jahren beeinflussten sie zu ihren Gunsten die Auktionen, auf denen der Staat einige seiner großen Unternehmen privatisierte. Oligarchen wurden in vielen Wirtschaftsbereichen aktiv. Indem sie sich Staatseigentum aneigneten, erhöhten sie in einigen Sektoren das Niveau der Konzentration, wie zum Beispiel im Energiesektor. 2010 besaßen vier finanz-industrielle Gruppen, die Oligarchen gehörten, etwa ein Viertel der größten ukrainischen Unternehmen. Die Oligarchen weiteten ihren Einfluss über die Wirtschaft hinaus auf das politische Geschehen aus wie auch auf weitere gesellschaftliche Bereiche, wie etwa Kultur und Sport. Oligarchen beeinflussten entscheidend den institutionellen Wandel und viele Klans unterstützen die Orangene Revolution. Aus wirtschaftlichen Motiven heraus interessierten sie sich dafür, die Ukraine an die Europäische Union anzunähern: Institutionen nach westlichem Vorbild boten mehr als die ukrainischen Strukturen die Möglichkeit, Vermögen zu schützen, und zudem stellte die Europäische Union sich als attraktiver Exportmarkt dar.

#### Wachstum und Krisen
Zwar halfen die Weltbank und der Internationale Währungsfonds der ukrainischen Regierung bei der wirtschaftlichen Transformation, aber es kam in den 1990er Jahren dazu, dass im Vergleich zu anderen Staaten das Bruttoinlandsprodukt pro Kopf stark sank und die Inflation stark anstieg. Die ukrainische Volkswirtschaft erholte sich im Vergleich zu anderen Transformationsländern sehr langsam von dem Wandel zur Marktwirtschaft. Laut Schätzungen der Weltbank erreichte die ukrainische Volkswirtschaft im Jahr 2020 noch nicht das Niveau, welches das Bruttoinlandsprodukt pro Kopf im Jahr 1990 hatte, obgleich seitdem die Bevölkerung um etwa 10 Millionen Menschen abgenommen hatte.
Von 2000 bis 2008 stieg jedes Jahr das Bruttoinlandsprodukt. Die ukrainischen Exporteure und vor allem die Metallproduzenten konnten viel Vermögen akkumulieren. Zwar war ihre Technologie veraltet, aber sie profitierten von steuerlichen Entlastungen, steigenden Warenpreisen auf dem Weltmarkt, niedrigen Gaspreisen und geringen Lohnkosten. Vor allem aus Orten wie Zypern oder den Britischen Jungferninseln stiegen die ausländischen Direktinvestitionen, wobei es sich dabei um Gelder handelte, die Ukrainer auf Offshore-Konten akkumuliert hatten. In den 2000er Jahren kamen auch viele ausländische Banken in die Ukraine, um dort von den relativ hohen Zinssätzen zu profitieren. Die Arbeitslosigkeit war gering und die Reallöhne stiegen.
Im Zuge der Weltfinanzkrise sank das Bruttoinlandsprodukt der Ukraine im Jahr 2009 um etwa 14 % und damit stärker als in der Russischen Föderation oder in Belarus. Die Wirtschaftsleistung hing sehr vom Außenhandel bzw. von der Stahlindustrie ab, auf die etwa 30–40 % der Exporte entfielen. Zwar hatte die globale Stahlindustrie bis 2008 von der steigenden Nachfrage profitiert und ihre Kapazitäten erweitert, aber durch die Krise sank die Nachfrage. Die globale Stahlproduktion ging zunächst zurück und in den Folgejahren konnte die Industrie ihre Kapazitäten nicht genug auslasten. In den Jahren 2008 und 2009 produzierte auch die ukrainische Stahlindustrie deutlich weniger. Die Industrieproduktion brach ein. Die Arbeitslosigkeit stieg und die Reallöhne sanken. Der Bankensektor insgesamt machte in den Jahren 2009 und 2010 Verluste. Die Banken hatten das Kreditvolumen im Verhältnis zum Bruttoinlandsprodukt und zu ihren Einlagen stark ausgeweitet. Sie hatten dazu tendiert, Kredite bei europäischen Banken aufzunehmen und das Geld in der Ukraine gewinnbringend zu verleihen. Im Jahr 2008 fiel es jedoch vielen ukrainischen Banken schwer, Geld zurückzuzahlen. Meist war ihr Eigenkapital gering und Kredite aus Europa fielen aus. Die Nationalbank musste einige Großbanken finanziell stützen und kontrollieren. Viele Menschen misstrauten der eigenen Landeswährung und tauschten ihr Guthaben in US-Dollar oder Euro um. Die Nationalbank versuchte, den Wechselkurs der Landeswährung zum US-Dollar zu stabilisieren. Er fiel jedoch Ende 2008. Der ukrainische Aktienmarkt brach 2008 zusammen. Allerdings war er relativ klein und unbedeutend für die ukrainische Volkswirtschaft.
Um die Zahlungsunfähigkeit abzuwenden, bat die ukrainische Regierung den Internationalen Währungsfonds um Hilfe. Ende 2008 sagte er zu, unter bestimmten Bedingungen schrittweise einen Kredit in Höhe von insgesamt 16,4 Mrd. US-Dollar zu geben. Da das Parlament und der Präsident beschlossen, den Staatshaushalt nicht stark genug zu kürzen, und stattdessen die Mindestlöhne und Sozialleistungen erhöhen wollten, gewährte der Fonds nur eine Teilsumme von 11 Mrd. US-Dollar und zahlte die letzte Tranche nicht aus. Stattdessen fror der Fonds den Kredit ein und vereinbarte mit der Ukraine einen neuen Kredit. Da der ukrainische Staat Geld brauchte, arbeitete er auch weiterhin mit dem Fonds zusammen, obgleich verschiedene politische Lager anders mit dem Fonds kooperierten. Der ukrainische Staat wurde zu einem der Staaten, denen der Fonds am meisten half.
Noch 2013 lag das reale Bruttoinlandsprodukt unter dem Stand von 2008. Zwar erholte sich die ukrainische Volkswirtschaft in den Jahren 2010 und 2011, aber 2012 stagnierte sie und geriet in eine Rezession. Die ukrainische Stahlindustrie konnte nicht mehr so viel exportieren, da die Stahlpreise niedrig waren, und die Maschinenbauer litten unter dem langsamen Wachstum der russischen Volkswirtschaft. Die Ukraine verzeichnete seit Längerem ein Leistungsbilanzdefizit und brauchte daher externes Kapital. Allerdings hielten sich ausländische Investoren zurück, da das Justizsystem sehr korrupt war und nicht hinreichend Rechtssicherheit gewährleistete. Direktinvestitionen aus Westeuropa nahmen ab und westliche Banken zogen sich zunehmend aus der Ukraine zurück. Letztere traten ihre Marktanteile oft an ukrainische Investoren oder russische Banken ab. Das Leistungsbilanzdefizit wurde auch dadurch verstärkt, dass die Nationalbank den Wechselkurs der Landeswährung zum US-Dollar künstlich hoch hielt. Zudem hielt Präsident Janukowitsch entgegen der Forderung des Internationalen Währungsfonds die Gaspreise niedrig, was den Staatshaushalt belastete. Der ukrainische Staat hatte sich über die Jahre extern stark verschuldet, während seine Devisenreserven sanken. Ende 2013 gipfelten die Auslandsschulden des Staates, der Unternehmen und der Banken zusammengenommen in einer Summe von 142 Mrd. US-Dollar. Die Zahlungsfähigkeit des Staates wurde unsicherer. Die Verhandlungen zwischen der Ukraine und der Europäischen Union über ein Assoziierungsabkommen bargen zusätzlich die Gefahr, dass der Moskauer Kreml die wirtschaftliche Schwäche der Ukraine nutzte, um die Ukraine zu destabilisieren.
Im Jahr 2014 sank das reale Bruttoinlandsprodukt um 6,6 % und im Folgejahr nochmals um 9,9 %. Die Maidan-Proteste, Russlands Annexion der Krim und der Bürgerkrieg in der Ostukraine wirkten sich negativ auf die wirtschaftliche Entwicklung der Ukraine aus. Mit der Krim verlor die Ukraine die Möglichkeit, die Erdgasvorkommen in Inselnähe stärker auszubeuten, um sich selbst besser mit Energie versorgen zu können. Zudem konnte Kiew bedeutsame Unternehmen aus der Energiewirtschaft und der chemischen Industrie nicht mehr kontrollieren. Letzteres galt auch für Häfen und wichtige Handelswege, wie die Straße von Kertsch. Dadurch beeinträchtigte die Russische Föderation in der Folgezeit die ukrainischen Exporte. Der Donbass hatte einen großen Anteil am Bruttoinlandsprodukt (2012: 15,7 %), an der Industrieproduktion (2012: 22 %) und den Exporten (2013: 21,4 %) gehabt. Der Krieg im Osten beschädigte viele Industrie- und Dienstleistungsunternehmen.
Der Außenhandel wandelte sich. In den Jahren 2014 und 2015 ex- und importierte die Ukraine viel weniger. Nahrungsmittel lösten Stahl- und metallurgische Produkte ab und übernahmen den größten Anteil an den Exporten. Obgleich die Russische Föderation der wichtigste Handelspartner blieb, exportierte die Ukraine dorthin deutlich weniger Waren (2011: ca. 20 Mrd. US-Dollar; 2015: ca. 5 Mrd. US-Dollar). Die Importe brachen durch die Rezession noch stärker ein als die Exporte, auch da die Landeswährung abwertete und die Gaspreise sanken. Ebenfalls sanken die physische Menge an Gasimporten und der Energieverbrauch, da die ukrainische Industrie weniger aktiv war und die Ukraine den industrialisierten Donbass wie auch die Krim verlor.
Von 2016 bis 2019 wuchs das reale Bruttoinlandsprodukt. Die industrielle Produktion verzeichnete bis 2018 wieder leichte positive Wachstumsraten. Metallurgie und Maschinenbau erreichten jedoch nicht mehr ihre frühere Rolle bei den Exporten. Stattdessen behielt der Agrarsektor den größten Anteil an den Exporten. Ferner exportierte die Ukraine zunehmend Elektrogeräte. Dabei verlagerte sich der Außenhandel der Ukraine von der Russischen Föderation zur Europäischen Union. Im Jahr 2019 war die Russische Föderation nicht mehr der größte Handelspartner der Ukraine. Die Ukraine importierte Waren vor allem aus der Volksrepublik China, während Polen der größte Absatzmarkt ukrainischer Waren war. Bezüglich der Importe rührte die Verlagerung zur Europäischen Union auch daher, dass die Ukraine ab 2016 für den Eigenverbrauch kein Gas mehr direkt aus der Russischen Föderation importierte, sondern russisches Gas indirekt aus EU-Staaten einkaufte (Siehe auch: Bodenschätze).
Der Bankensektor wurde durch den Internationalen Währungsfonds und die Nationalbank der Ukraine stark verändert. Von 2013 bis 2017 nahm die Anzahl operierender Banken stark ab. 2016 wurde die PrivatBank verstaatlicht und durch Steuergelder stabilisiert, wodurch der Anteil des Staates am Bankensektor auf über 55 % stieg. Sie war die größte Bank der Ukraine und zugleich eines der größten oligarchischen Konglomerate in der GUS. Sie hatte einen großen Teil ihrer Einlagen genutzt, um Unternehmen, die mit Oligarchen verbunden gewesen waren, zu finanzieren (related party lending). Letzteres führte dazu, dass die PrivatBank viele notleidende Kredite verzeichnete. Im Aufsichtsrat traten an die Stelle der Oligarchen vor allem Vertreter der Weltbank, des Internationalen Währungsfonds und der Europäischen Bank für Wiederaufbau und Entwicklung wie auch des Finanzministeriums. Nach vielen Jahren wirtschaftete der Bankensektor 2018 wieder profitabel.
Die Investitionen stiegen 2016 stärker an, was auch Anlagen und Maschinen betraf. Zudem interessierten sich 2018 Finanzmarktinvestoren und internationale Anleger stärker für ukrainische Anleihen. Größere ausländische Direktinvestitionen hielten sich jedoch in Grenzen.
Durch die COVID-19-Pandemie sank das reale Bruttoinlandsprodukt im Jahr 2020 um 3,8 %. Im Folgejahr stieg es um 3,4 %. Von außen unterstützten die Weltbank, der Internationale Währungsfonds und die Europäische Union den ukrainischen Staat finanziell. Angesichts der Pandemie änderte die Regierung ihren Haushaltsplan und setzte einen großen Teil der Mittel, die für andere Bereiche eingeplant waren, dazu ein den Straßenbau zu fördern. Die Regierung hatte bereits im Februar 2020 ein Programm begonnen, in dem sich einige Banken bereit erklärten, kleinen und mittleren Unternehmen Kredite zu günstigeren Konditionen zu geben. Laut Wirtschaftsministerium machten einige Unternehmen bis Ende 2021 davon Gebrauch. Um den Unternehmen dabei zu helfen, die Lohnkosten zu senken, veränderte die Regierung ab März 2020 das Arbeitsgesetz. Zudem bot die Regierung den pandemiebedingt stillgelegten Unternehmen an, sich an den Lohnkosten zu beteiligen. Allerdings entschieden sich Unternehmer meist zur Entlassung von Beschäftigten.
Aufgrund der erhöhten Kriegsgefahr im Frühjahr 2022 stieg die Inflation auf zehn Prozent, weswegen die ukrainische Zentralbank die Leitzinsen auf zehn Prozent erhöhte. Gleichzeitig zogen ausländische Investoren massiv Gelder ab. Daraufhin sagte die EU 1,2 Milliarden Euro Soforthilfen und zusätzliche 120 Millionen Euro in Form von Zuschüssen zu.
Der Krieg schadete der ukrainischen Volkswirtschaft. Im zweiten Quartal 2022 sank das Bruttoinlandsprodukt im Vergleich zum Vorjahreswert um etwa 37,2 %. Der Staat verzeichnete ein höheres Haushaltsdefizit. Er gab mehr fürs Militär aus, was im August 2022 ca. 46 % des Staatshaushaltes ausmachte. Andererseits sanken die Staatseinnahmen. Der Staat war daher abhängig von finanzieller Unterstützung durch westliche Partner. Zu den Gebern zählten vor allem die Europäische Union, die USA, der Internationale Währungsfonds und die Weltbank (Stand: Ende Oktober 2022). Im Zuge des Krieges wurden viele Produktionsmittel und die Infrastruktur zerstört. Etwa sieben Millionen Menschen flohen aus der Ukraine ins Ausland und ca. sieben Millionen gelten als Binnenflüchtlinge. Das senkte den privaten Verbrauch und das Angebot an Arbeitskräften. Dennoch lag im dritten Quartal 2022 die offizielle Arbeitslosenquote bei 34 %. Da die Russische Föderation den Seehandel der Ukraine behinderte, konnte die Ukraine deutlich weniger Güter exportieren. Das ukrainische Handelsdefizit stieg dadurch stark an. Der Bankensektor blieb 2022 relativ stabil. Die Nationalbank der Ukraine gab die Inflationssteuerung auf und führte zu Kriegsbeginn einen festen Wechselkurs zum US-Dollar ein. Zudem führte sie stärkere Kapitalkontrollen durch, intervenierte am Devisenmarkt und erhöhte den Leitzins im Juni 2022 von 10 % auf 25 % p. a.

#### Regionale Unterschiede
Als die Ukraine unabhängig wurde, unterschieden sich die Regionen in wirtschaftlicher Hinsicht sehr stark voneinander. Während in den 1990er Jahren der wirtschaftliche Zusammenbruch alle Regionen betraf, so verstärkten sich die Unterschiede zwischen den Regionen, als die Wirtschaft wieder wuchs.
Viele westliche, zentrale und südliche Regionen waren primär landwirtschaftlich geprägt. In der Ostukraine hingegen überwogen spezialisierte Industrien. Schließlich gab es fünf Inseln, die vor allem auf Dienstleistungen ausgerichtet waren. In Kiew und Charkiw waren es Finanz- und Konsumdienstleistungen. In drei südlichen Regionen waren es Transportdienste und öffentliche Sozialdienste.
In den ersten zwei Jahrzehnten nach der Unabhängigkeit zeichneten sich die eher landwirtschaftlich geprägten Regionen durch langsames Wachstum und geringe Produktivitätszuwächse aus. Die Arbeitslosigkeit war dauerhaft hoch und die verfügbaren Einkommen niedrig. Entsprechend musste der Staat sie mit Transferleistungen unterstützen. Die Industriezentren im Osten standen in den genannten Hinsichten besser da und wurden zu Nettozahlern an die landwirtschaftlichen Regionen. Die Dienstleistungsregionen verzeichneten ein schnelles Wachstum. Die Arbeitslosigkeit war gering und es entstanden neue Arbeitsplätze. In den Regionen, in denen Konsum- bzw. Finanzdienstleistungen dominierten, stieg die Produktivität am meisten und die Einkommen waren am höchsten. Wie der industriell geprägte Osten wurden sie Nettozahler an die wirtschaftlich schwächeren Regionen. In den Regionen, in denen Transport- und Sozialdienste überwogen, stieg die Produktivität wenig. Das Einkommensniveau lag unter dem Durchschnitt und sie waren auf staatliche Transferleistungen angewiesen.
Während der Wachstumsphase bis 2008 verfolgten die verschiedenen Präsidenten unterschiedliche Wachstumsmodelle. Diese legten den Schwerpunkt auf jeweils andere Regionen bzw. Sektoren.
Leonid Kutschma wollte ukrainische Großunternehmer schaffen. Der Staat privatisierte Industrieanlagen, förderte deren Export und die Leistungsbilanz wurde positiv. Kutschma verfolgte einen stabilen Wechselkurs der Landeswährung zum US-Dollar, sinkende Zinsen und eine abnehmende Inflation. Der Staatshaushalt war relativ ausgeglichen und die Auslandsverschuldung nahm ab. Mehr Menschen konnten sparen, so dass die Banken diese Mittel an Unternehmen verleihen konnten. Auslandsinvestitionen blieben gering und Unternehmen nahmen relativ wenig Kapital an den Kapitalmärkten auf.
Unter Wiktor Juschtschenko hingegen wurde Kutschmas Wachstumsmodell aufgelöst. Einige privatisierte Unternehmen wurden wieder verstaatlicht und erneut privatisiert, wobei sie auch an nicht-ukrainische Bieter verkauft wurden, wie zum Beispiel das größte ukrainische Stahlkombinat Kryvorischstal an ArcelorMittal. Der Finanzsektor sollte die Basis des Wirtschaftswachstums sein. Hatte Kutschma die Industrie des Ostens fokussiert, so spielten unter Juschtschenko die Dienstleister in Metropolen und Tourismusgebieten eine größere Rolle. Zwar erhielt der kreditbasierte private und öffentliche Konsum größeren Anteil an der Zunahme des Bruttoinlandproduktes, aber die positive Exportbilanz kehrte sich allmählich um. Weder der Präsident noch die Regierung wollte mit Sparmaßnahmen assoziiert werden. Der Präsident versuchte, den Wechselkurs zu halten, damit dieser den Interessen der ukrainischen Konzerne entsprach, und die Regierung legte wenig Wert auf Haushaltsdisziplin. Sie dehnten staatliche Transferleistungen bis 2009 stetig aus. Diese Entwicklung gipfelte in der Wirtschaftskrise, die 2008 in der Ukraine ankam.
Nachdem die Russische Föderation im Jahr 2014 die Krim annektiert hatte, verschlechterten sich die Beziehungen zwischen Kiew und der Krim, wobei Kiew schließlich die Krim nicht mehr mit Wasser und Strom versorgte. Auf der anderen Seite investierte der Moskauer Kreml massiv in die Infrastruktur der Halbinsel. Das betraf sowohl die Versorgung mit Wasser, Strom und Gas als auch den Bau von Straßen, der Krimbrücke und die Steigerung der Flugverkehrskapazitäten in Simferopol. Dabei wurde die Krim zunehmend in russische Infrastrukturnetze integriert, wie zum Beispiel in das russische Stromnetz. Das Bruttoinlandsprodukt der Krim pro Kopf ähnelte dem Niveau der wirtschaftlich schwächsten russischen Regionen, wie zum Beispiel Tschetschenien. Allerdings plante der Moskauer Kreml, die Krim zu einer wirtschaftlich dynamischen Region zu machen, und legte den Schwerpunkt auf Tourismus, Landwirtschaft und Industrie. Die Ausgaben belasteten jedoch den Staatshaushalt der Russischen Föderation enorm.
Der Teil der Ukraine, der von Kiew kontrolliert wurde, reduzierte ab 2014 den Außenhandel mit der Russischen Föderation. Die selbsternannten Volksrepubliken Lugansk und Donezk näherten sich in wirtschaftlicher Hinsicht der Russischen Föderation zu. Nachdem ukrainische Rechtsradikale den Handel mit den Volksrepubliken blockiert und die Volksrepubliken sich daraufhin weitere Unternehmen auf ihrem Gebiet angeeignet hatten, verhing Kiew im Jahr 2017 eine offizielle Handelsblockade gegen die Volksrepubliken. Letztere erhielten zur Unterstützung Strom- und Gaslieferungen aus der Russischen Föderation. Zudem exportierten die Volksrepubliken mehr Kohle in die Russische Föderation, die ihnen trotz Handelsembargo Zugang zum ukrainischen Markt und zur Europäischen Union ermöglichte. Ferner wurde der russische Rubel in den Volksrepubliken wichtiger.

### Primärer Sektor

#### Energie

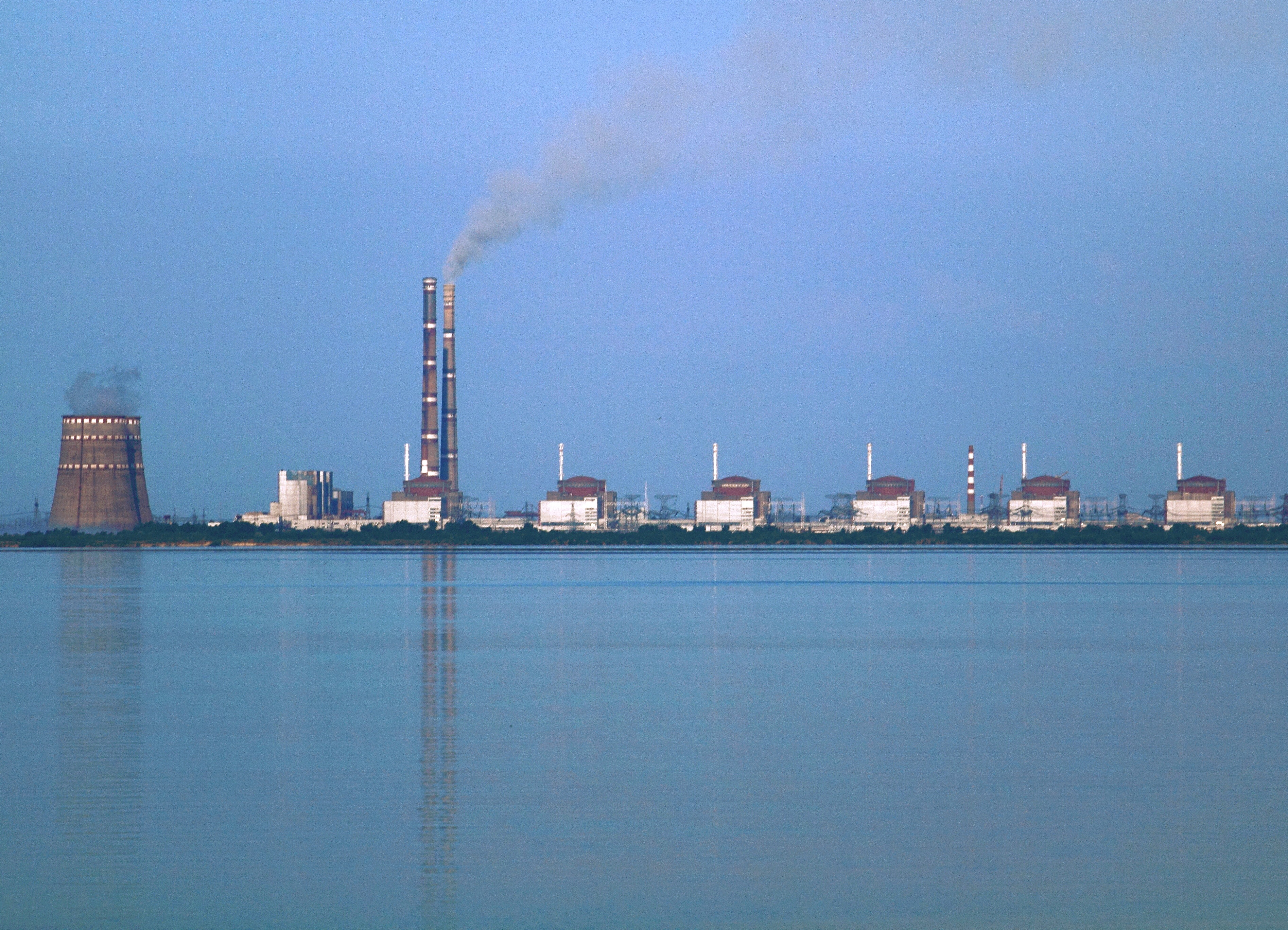
Kernkraftwerk Saporischschja

Während der Staat 1991 alle Energieunternehmen besaß, befand sich 2020 ein bedeutender Teil in Privatbesitz. Im Falle der Privatunternehmen war die Konzentration sehr hoch, wobei transnationale Oligarchen und lokale Wirtschaftseliten den Großteil besaßen. In allen Energie-Sektoren entwickelten sich Korruption und Rent-Seeking.
Seit Anfang der 1990er Jahre bis 2020 sank der Primärenergieverbrauch der Ukraine. Das lag zunächst daran, dass die Ukraine nach dem Zusammenbruch der Sowjetunion in eine wirtschaftliche Krise geriet, und 2014 verlor die Ukraine die Krim wie auch die Kontrolle über den Donbas samt dessen Industrieproduktion. Bis 2021 beruhte der Energieverbrauch vor allem auf Kohle, Gas und Öl sowie Atomkraft, obgleich der Anteil der erneuerbaren Energiequellen zunahm. 2016 war die ukrainische Volkswirtschaft noch immer relativ energieintensiv und lag deutlich über dem OECD-Durchschnitt. Während die Energieintensität sehr hoch war, da die Energie-Infrastruktur alterte und energieintensive Industrien einen großen Teil der Industrieproduktion ausmachten, wurde sie auch überschätzt, da öffentliche Statistiken über das Bruttoinlandsprodukt die ausgeprägte ukrainische Schattenwirtschaft nicht berücksichtigten.
Der Anteil der ukrainischen Kernenergie an der Stromerzeugung stieg seit Ende der 1980er Jahre und lag 2021 bei ca. 55 %. 2018 betrieb das staatliche Unternehmen Energoatom vier Atomkraftwerke, die etwa die Hälfte des Stroms des Landes erzeugten. Die ukrainischen Kraftwerke waren davon abhängig, dass die Russische Föderation ihnen Kernbrennstoff lieferte und Lagermöglichkeiten für verbrauchten Kernbrennstoff bot. Seit 2014 nutzten ukrainische Kraftwerke auch andere Kernbrennstoffe, wie zum Beispiel von Westinghouse, und es wurden mehr eigene Lagerkapazitäten geschaffen. Zudem vereinbarten Energoatom und Westinghouse, gemeinsam weitere Einheiten für ukrainische Kraftwerke zu schaffen.
2018 waren erneuerbare Energien vor allem in der Stromerzeugung wichtig. Allerdings spielten sie weder hinsichtlich der Wärmeversorgung von Gebäuden und Industrie noch hinsichtlich des Verkehrssektors eine bedeutende Rolle. Ihr Anteil an der Stromerzeugung lag bei ca. 10 %, wobei der Großteil auf die großen Wasserkraftwerke des staatlichen Unternehmens Ukrhydroenergo entfiel. Die DniproHES-Talsperre ist eine der größten Talsperren Europas. Diese dient auch als Speicherkraftwerk und hat eine elektrische Leistung von 1570 Megawatt. 2020/21 waren die Bedingungen für Produzenten grüner Energie schwierig: Zwar nahm der ukrainische Staat als garantierter Abnehmer von den Herstellern grünen Strom, aber er verschuldete sich ihnen gegenüber bis 2021 auf ca. eine Milliarde Euro.
Die Europäische Union betrachtete die Ukraine als strategischen Partner, um die 2019 gesetzten Ziele des Green Deal zu erreichen: Sie hielt die Ukraine für eine potentielle Quelle von Ökostrom und Wasserstoff, die zudem in der Nähe lag und über eine Transportinfrastruktur verfügte. Im Juli 2020 erklärte sich die ukrainische Regierung dazu bereit, wesentlich zum Green Deal beizutragen. Allerdings interessierten sich die Menschen in der Ukraine relativ wenig für Klimapolitik, und es mangelte an starken staatlichen Institutionen wie auch an dem nötigen Kapital.
Die Europäische Union und die Ukraine arbeiteten seit 2005 darauf hin, die Ukraine in die europäischen Energiemärkte und -systeme zu integrieren. 2017 legten der europäische Verband ENTSO-E, der ukrainische Netzbetreiber Ukrenerho und von moldawischer Seite Moldelectrica technische Schritte fest, um das ukrainische Stromnetz mit dem kontinentaleuropäischen Netz zu synchronisieren. Die ukrainische Regierung strebte an, das ukrainische Netz 2021/22 vom russischen Netz zu lösen und 2023 mit dem kontinentaleuropäischen zu verbinden. Dieses Vorhaben war in geopolitischer Hinsicht brisant, da die Russische Föderation die sogenannten Volksrepubliken Donezk und Lugansk, die Krim und primär über Transnistrien auch Moldau mit Strom versorgte. Im März 2022, kurz nach dem Beginn des russischen Überfalls auf die Ukraine, wurden die Stromnetze der Ukraine und der Republik Moldau mit denen Westeuropas synchronisiert, nachdem Russland zahlreiche Teile des Stromnetzes in der Ukraine angegriffen hatte.
Energieminister Haluschtschenko sagte am 10. April 2024, dass bis zu 80 Prozent der Wärmekraftwerke angegriffen wurden, mehr als die Hälfte der Wasserkraftwerke und eine große Anzahl von Umspannwerken. Russland betreibe den größten Angriff auf den Energiesektor der Ukraine seit Kriegsbeginn. Zwei große Wärmekraftwerke wurden zerstört: das Tripyllja-Kraftwerk des Staatsunternehmens Zentrenerho und das Wärmekraftwerk bei Smijiw (Region Charkiw). Im März 2024 setzten Raketentreffer das große Dnipro-Wasserkraftwerk (DniproHES) in Saporischschja außer Betrieb. Die Angriffe zielen vor allem auf die Wärme- und Wasserkraftwerke, weil diese wichtig für die Netzstabilität sind.

#### Bodenschätze
In der Ukraine befinden sich ca. 3 % der weltweit nachgewiesenen Kohlevorkommen. Steinkohle kommt vor allem im Donbas vor und die höherwertige Anthrazitkohle wird nur auf dem Gebiet der sogenannten Volksrepubliken Lugansk und Donezk gefördert. Der Anteil der Kohle am Primärenergieverbrauch schwankte zwischen 1991 und 2021 zwischen rund 26 % und etwa 36 %. Kohle ist wichtig für die Strom- und Wärmeerzeugung und für viele Industrien, wie zum Beispiel in der metallurgischen Produktion. Bis 2014 konnte sich die ukrainische Volkswirtschaft selbst mit Kraftwerkskohle versorgen, aber sie wurde zum Nettoimporteur. 2017 begann die Ukraine, den Handel mit den Volksrepubliken zu blockieren. Das war für beide Seiten schwierig: Während die Volksrepubliken durch den Kohleexport wichtige Einnahmen erzielt hatten, waren viele ukrainische Kraftwerke für Strom- und Wärmeerzeugung wie auch Industrien relativ abhängig von Anthrazitkohle. Allerdings exportierten die Volksrepubliken Kohle in die Russische Föderation, wo sie neu etikettiert wurde, um dann als russische Kohle etwa über Belarus an die Ukraine oder an EU-Staaten verkauft zu werden.
Die Kohleproduktion sank langfristig seit Ende der 1980er Jahre bis 2020. Bereits von 1991 bis 2013 verloren 88 % aller Kohlekumpel ihre Arbeitsplätze. Im Zuge des Konfliktes zwischen der Ukraine und der Russischen Föderation wurden seit 2014 viele Bergwerke im Osten beschädigt oder geflutet. Die Kohleproduktion des Donbas nahm deutlich ab. Unter Ministerpräsident Schmyhal erarbeitete das Energieministerium Konzepte für einen Strukturwandel. Diese sahen vor, Kohle noch über Jahrzehnte zu nutzen, um das Land mit Energie zu versorgen. Die Europäische Union und die Bundesrepublik Deutschland boten ihre Hilfe für einen Kohleausstieg an. 2018 gründeten einige Kohlestädte des Donezker Gebiets, Nichtregierungsorganisationen und eine regionale Handelskammer eine regionale Plattform, die auf eigene Initiative versuchte, Konzepte für den Strukturwandel zu entwickeln.
Die Ukraine verfügt über reiche Öl- und Gasvorkommen (Gasvorkommen 2019 geschätzt auf 1,09 Billionen Kubikmeter), die in Europa nur noch von denen Norwegens übertroffen werden (1,53 Billionen Kubikmeter Gas). Langfristig sank der Öl- und Gasverbrauch seit Anfang der 1990er Jahre bis 2021 stark ab. Unter Janukowitsch plante die Regierung, russische Gasimporte zu reduzieren und ab 2020 völlig darauf verzichten zu können. Stattdessen sollten die ukrainischen Ressourcen genutzt werden. So wollte die ukrainische Regierung zusammen mit Chevron und Royal Durch Shell in der West- und Ostukraine Schiefergas erschließen und fördern, während Exxon im Schwarzen Meer aktiv werden sollte. Allerdings stellten alle drei Unternehmen ihre Projekte ein. Auch unter Ministerpräsident Schmyhal verfolgte die ukrainische Regierung das Ziel, in der Gasversorgung autark zu werden, und schloss Production Sharing Agreements. Von 2011 bis 2015 reduzierte die Ukraine ihre direkten Erdgasimporte aus der Russischen Föderation, während sie 2013 begann, Gas zunehmend aus der Europäischen Union zu kaufen. Um ihren eigenen Bedarf zu decken, importiert die Ukraine seit 2016 kein Erdgas mehr auf direktem Wege aus der Russischen Föderation, sondern bezieht Gas größtenteils aus der Slowakei, Ungarn und Polen. Die Krim und die Volksrepubliken Lugansk und Donezk wurden jedoch durch Gazprom versorgt. Indem die Ukraine als Transitland Gas von der Russischen Föderation gen Europa leitet, erzielt sie bedeutende Einnahmen und ohne den Transit müsste aus technischen Gründen das Pipeline-System angepasst werden. Die Ukraine importierte von 2012 bis 2017 insgesamt und im Besonderen aus der Russischen Föderation weniger Rohöl. Allerdings ging die ukrainische ölverarbeitende Industrie nieder, so dass die Ukraine die meisten Ölprodukte, die im Land verbraucht wurden, importierte. Zunächst kamen diese aus der Russischen Föderation und nach 2014 aus Belarus, wo Ölprodukte aus russischem Öl hergestellt wurden.

#### Landwirtschaft
69,41 % der Landesfläche der Ukraine wird landwirtschaftlich genutzt, davon der weitaus größte Teil (55,96 %) als Ackerland, das Übrige als Wiesen und Weiden (Stand 2020). Die Ukraine hat mit 56 % ihrer Landfläche den weltweit höchsten Anteil an Ackerboden bester Qualität. Er ist mit einer dicken Schicht sehr fruchtbarer Schwarzerde (Tschernosem) überzogen.
Jährlich produziert die Ukraine rund 60 Millionen Tonnen Getreide, hauptsächlich Mais, Weizen und Gerste, wovon über 50 % exportiert werden. 2012 stand sie damit weltweit an siebter Stelle der Getreideproduzenten. 2019 wurde beim Getreide, mit rund 75 Millionen Tonnen, eine neue Rekordernte eingefahren.
Die Landwirtschaft leidet seit einigen Jahrzehnten unter starker Bodenerosion. Durch die damit verbundene Versteppung des Landes hat die Ukraine schon rund ein Achtel ihrer landwirtschaftlichen Nutzfläche eingebüßt. Im Norden des Landes befand sich einst eine ausgedehnte Waldsteppe mit sehr fruchtbaren Lössboden. Bis auf einen kleinen Restbestand wurden diese Wälder abgeholzt und in Ackerland umgewandelt. Bekannt sind die Birkenwälder um Kiew und die Wälder in Wolhynien. An der nördlichen Landesgrenze zu Belarus darf in einem Radius von 30 Kilometern um die Stadt Prypjat seit der Nuklearkatastrophe von Tschernobyl wegen der anhaltenden radioaktiven Verseuchung keine Landwirtschaft betrieben werden.
Im Süden der Ukraine an der Küste und auf der Krim wird Wein- und Obstbau betrieben. Im Rest des Landes werden vorwiegend Weizen, Kartoffeln und Zuckerrüben angebaut. Zum Zeitpunkt der Unabhängigkeit von der Sowjetunion wurden 55 % des ukrainischen Territoriums für Ackerbau genutzt und insgesamt 70 % der Fläche für die Landwirtschaft. Der agrar-industrielle Komplex erwirtschaftete 1991 etwa 40 % des Nationaleinkommens. 2007 wurden in der Ukraine insgesamt 42,894 Mio. Hektar Land landwirtschaftlich genutzt.
Fast ein Fünftel der Bevölkerung lebt von der Landwirtschaft (vor allem im Westteil des Landes), das 12 % des Bruttoinlandsprodukts erzeugt.:Sp 1 Die Ukraine hat mit 32 Millionen Hektar doppelt so viel Ackerland wie Deutschland, erzielt aber mit 35 Millionen Tonnen nur 70 % der deutschen Getreideproduktion. 40 % der Agrarflächen werden durch kleine, aber stabile Subsistenzbetriebe unter einem Hektar bewirtschaftet, 50 % durch Kolchose-Nachfolger auf Pachtbasis (mit durchschnittlich 1.200 Hektar), die restlichen 10 % durch Kleinbetriebe mit durchschnittlich fünf Hektar und durch 43.000 Mittelbauern (80 bis 500 Hektar).:Sp 1/2
Infolge des russischen Überfalls auf die Ukraine verlor die Ukraine mit Stand Juni 2022 nach Auskunft des Landwirtschaftsministeriums neben 25 % der Agrarfläche etwa 25 Millionen der 85 Millionen Tonnen Lagerkapazitäten für Getreide, weil Silos zerstört wurden oder in von Russland besetzten Gebieten lagen.

#### Aneignung von Agrarland
Als die Ukraine ein Teil der UdSSR war, besaß der Staat das Agrarland. In den 1990er Jahren bekamen viele Personen, die in den landwirtschaftlichen Produktionsgenossenschaften gearbeitet hatten, jeweils meist zwei bis drei Hektar Land von den Genossenschaften. Dadurch erhielten etwa 6,9 Millionen Personen, die in ländlichen Regionen wohnten, insgesamt rund 27 Millionen Hektar Land. Ferner erhielten auch einige Stadtbewohner kleinere Landflächen, die viele von ihnen nutzten, um Subsistenzwirtschaft zu betreiben. So konnten sie leichter die wirtschaftliche Krise der 1990er Jahre überstehen. Im Jahr 2001 verhängte die Regierung ein Moratorium, das den Kauf und Verkauf von Agrarland verbot. Das Moratorium sollte nur provisorisch sein, bis die ukrainische Regierung ein neues Gesetz erarbeitete, das den Markt für Agrarland regelte. Allerdings verschoben Nachfolgeregierungen mehrfach ein solches Gesetz und verwiesen darauf, dass viele Menschen dagegen waren.
Präsident Wolodymyr Selenskyj wollte das Moratorium aufheben und eine Bodenmarktreform durchsetzen. Die Eigentümer sollten vollere Rechte erhalten und die Investitionen in die Landwirtschaft steigen. Allerdings drängten auch internationale Organisationen. Nachdem die Kiewer Denkfabrik Easybusiness, die dem Atlas Network nahestand, eine mehrjährige Kampagne geführt hatte, forderte der Europäische Gerichtshof für Menschenrechte im Jahr 2018 vom ukrainischen Staat eine Bodenreform. Ferner machte der Internationale Währungsfonds die Reform zu einer Bedingung für weitere Kredite. Schließlich erklärte Selenskyj auch vor dem Hintergrund der Corona-Pandemie, dass die Ukraine auf internationale Geldgeber angewiesen sei. Auf der anderen Seite waren viele Menschen gegenüber einer Bodenreform skeptisch oder lehnten sie ab. Sie befürchteten, die Liberalisierung könnte zu einer Konzentration des Bodenbesitzes führen und vor allem großen Unternehmen, Oligarchen oder auch ausländischen Konzernen nützen. Vor und im Parlament kam es zu Protesten. Im April 2020 unterzeichnete Selenskyj das Gesetz über die Bodenreform. Das neue Gesetz Nr. 552–IX erlaubt es, dass ukrainische Bürger seit 2021 bis zu 100 Hektar Land erwerben dürfen. Ferner erlaubt es neben ukrainischen Bürgern auch ukrainischen Unternehmen, ab 2024 Land bis zu 10.000 Hektar zu erwerben. Das Gesetz bedeutete in gewisser Weise einen Kompromiss: Während der ursprüngliche Entwurf von 2019 vorgesehen hatte, dass auch ausländische Personen und Unternehmen ukrainisches Agrarland kaufen durften, wurde schließlich die Entscheidung darüber auf ein Referendum verschoben.
Große Agrar-Unternehmen und internationale Institutionen waren am ukrainischen Agrar-Sektor sehr interessiert. Sie behaupteten, durch zunehmende landwirtschaftliche Produktion könnte der Staat sich besser entwickeln und durch Exporte dabei helfen, die Weltbevölkerung zu ernähren. Vor diesem Hintergrund versuchten ukrainische und nicht-ukrainische Agrar-Unternehmen, mehr Agrarland zu kontrollieren (Land Grabbing). Zwar war durch das Moratorium von 2001 der Verkauf von ukrainischem Agrarland verboten, aber oft verpachteten Bodenbesitzer ihr Land, da rechtlich nicht geklärt war, wo die Grenzen ihres Landes genau lagen, und viele von ihnen nicht genug Geld oder Produktionsmittel hatten.
Agrar-Holdings pachteten zunehmend Land und inkorporierten Agrar-Unternehmen, wobei sie immer mehr horizontal und vertikal integrierten, um möglichst die gesamte Wertschöpfungskette zu kontrollieren. Während der großen Übernahmewelle von 2009 bis 2012 bevorzugten Agrar-Holdings wachsende mittelgroße Betriebe mit pflanzlich-tierischer Produktionsstruktur wie auch kapitalschwache Betriebe und achteten auf eine schlechte finanzielle Performance. 2012 entfiel der Großteil der Agrar-Holdings auf ukrainische Besitzer, worunter auch Oligarchen wie Rinat Achmetow oder Oleg Bachmatiuk waren. Letzterer besaß die damals größte Holding Ukrlandfarming, die rund 500.000 Hektar kontrollierte. Die größten nicht-ukrainischen Agrar-Holdings waren US NCH Capital (400.000 Hektar) und Russian Ukrainian Agrarian Investments (260.000 Hektar). Agrar-Holdings profitierten von den relativ niedrigen Pachtzinsen. Im Gegensatz zu den kleinen und mittelgroßen Landwirten konnten Agrar-Holdings sich leichter mit Kapital versorgen, indem sie Kapital über Börsen oder internationale Finanzinstitutionen bekamen, wie zum Beispiel die Europäische Bank für Wiederaufbau und Entwicklung. Des Weiteren machte auch die Volksrepublik China ihr Interesse deutlich. 2012 gewährte die China Exim-Bank einen Kredit in Höhe von 3 Milliarden US-Dollar und erhielt für die folgenden 15 Jahre bis zu sechs Millionen Tonnen Getreide jährlich. 2013 begann das chinesische Staatsunternehmen Xinjiang Produktions- und Aufbau-Korps Verhandlungen mit dem ukrainischen Agrarkonzern KSG Agro über 100.000 Hektar in der Schwarzmeerregion. Für den chinesischen Markt sollten Feldfrüchte angebaut und Schweine gezüchtet werden. Für weitere Pachtrechte auf 50 Jahre wollte die Volksrepublik China bis zu drei Millionen Hektar übernehmen.

### Industrie

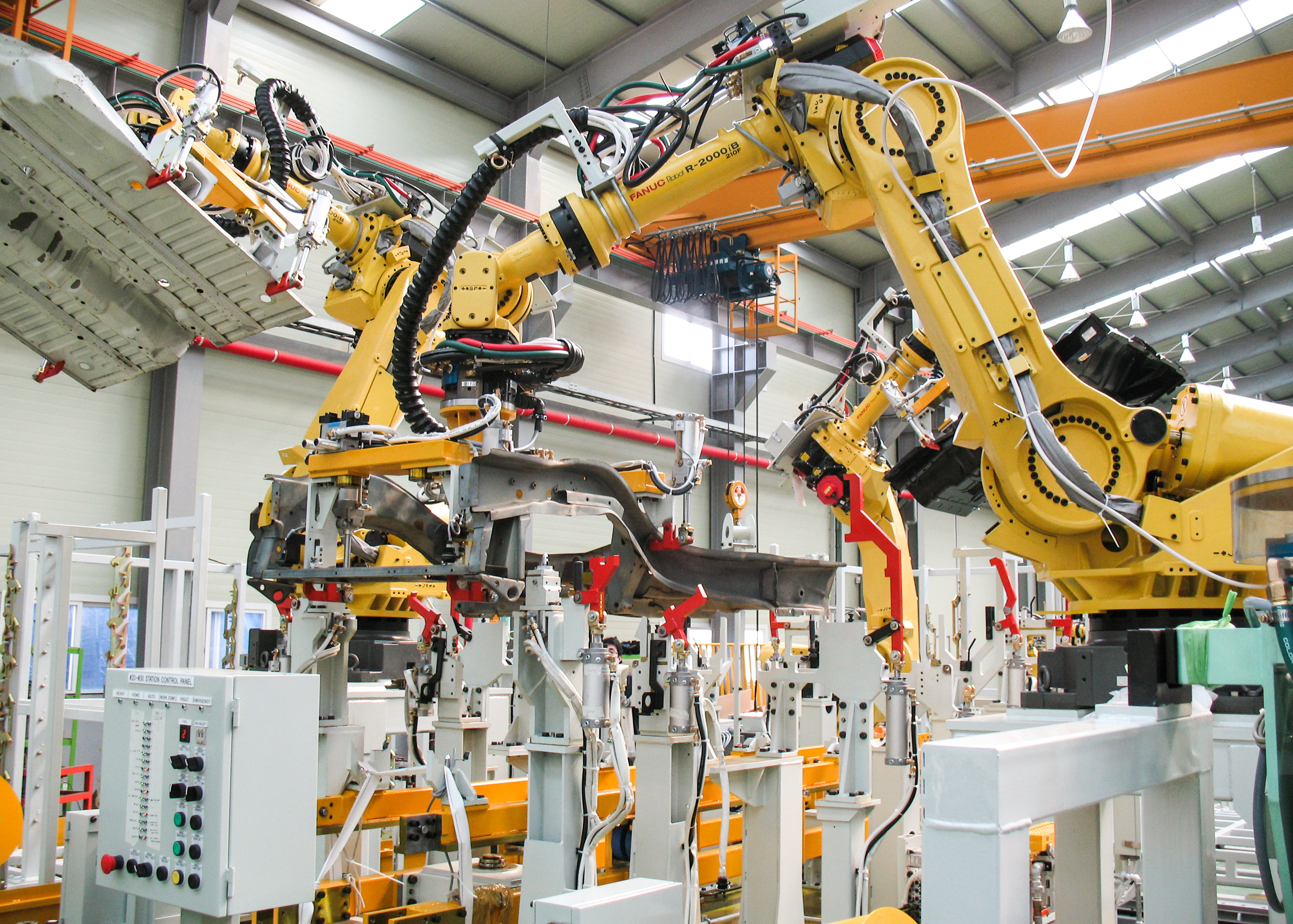
Industrieroboter Fanuc R-2000iB zum Schweißen von Karosserien des ZAZ Chance, Saporisky Awtomobilebudiwny Sawod

Nach der Rezession der 1990er Jahre erholte sich der industrielle Sektor und wuchs in den 2000er Jahren. Im Jahr 2007 lag der Anteil des Industriesektors am Bruttoinlandsprodukt bei etwa 32 %. Allerdings sank dieser Wert bis auf rund 22,5 % im Jahr 2019 und lag damit sowohl unter dem globalen Schnitt von ca. 25,6 % als auch unter dem Niveau der vergleichbaren mitteleuropäischen und baltischen Staaten von rund 27,6 %.

#### Metallurgie
Die ukrainische Teilrepublik der UdSSR war ein industrielles Zentrum der Sowjetunion. In der Mitte der 1980er Jahre war die UdSSR der weltweit größte Rohstahl- und Eisenerzproduzent, wobei ein Großteil der Produktion auf die ukrainische Teilrepublik entfiel.
In der ersten Hälfte der 1990er Jahre brach im Zuge der ökonomischen Transformation die metallurgische Produktion zunächst ein. Danach erholte sich der metallurgische Sektor. Obgleich er den traditionellen Abnehmern, den Maschinenbauern und der Rüstungsindustrie, weniger verkaufte, da diese in den 1990er Jahren in die Krise geraten waren, konnte er jedoch zunehmend exportieren. Dabei stellte der Sektor den Großteil seiner Produkte für den Export her. Er führte seine Waren weniger in den GUS-Raum und zunehmend in die Staaten Lateinamerikas, Afrikas und des Mittleren Ostens sowie nach Asien aus. Die metallurgischen Exporte und dabei insbesondere die Stahlindustrie hatten einen großen Anteil an den Gesamtexporten der Ukraine und trieben bis 2008 eine Wachstumsphase an. Dadurch wurde der Sektor für den ukrainischen Staat auch zu einer wichtigen Einnahmequelle für Devisen. Da der Sektor mehr produzierte, war er stärker auf den Import russischer Rohstoffe angewiesen.
Um das Jahr 2000 war die Eisenmetallurgie in vier südöstlichen Oblasten konzentriert: in der Oblast Dnipropetrowsk wurden 80 % des ukrainischen Eisenerzes produziert, das eine wichtige Komponente für die Stahlproduktion ist. Die Koksproduktion konzentrierte sich vor allem in der Oblast Donezk und im größten Bergbau- und Metallurgiekomplex in Krywyj Rih, der sich im Oblast Dnipropetrowsk befand. Fast die gesamte Stahlproduktion entfiel auf die Oblaste Donezk, Dnipropetrowsk, Saporischschja und Lugansk. Der meiste Stahl wurde von den folgenden fünf Industriekomplexen erzeugt, nämlich Kryworischstal, die Iljitsch Eisen- und Stahlwerke Mariupol, das Metallurgische Kombinat Asow-Stahl, Saporischstal und der Altschewsk-Metallurgiekomplex in der Oblast Lugansk.
Finanz-industrielle Gruppen integrierten viele metallurgische Unternehmen in ihre Strukturen. Diese Gruppen investierten oft zu wenig in die Modernisierung der relativ alten und energieintensiven Produktionsmittel. Allerdings unterstützte der Staat die Produzenten. Auch bezogen sie in den 2000er Jahren billiges russisches Gas und der Weltmarkt entwickelte sich bis 2008 günstig, wie zum Beispiel im Falle der steigenden Preise für Stahl.
Nach der Krise von 2008/2009 erreichte die Stahlproduktion bis einschließlich 2016 nicht mehr die Rekordwerte der Vorkrisenzeit (43,7 Mio. Tonnen im Jahr 2007). Die Preise für metallurgische Waren auf dem Weltmarkt blieben niedrig und durch den Bürgerkrieg im Osten der Ukraine wurden viele Industrieanlagen zerstört. Während der Krisenjahre 2014/15 verloren metallurgische Erzeugnisse ihren Rang als größte Exportgütergruppe an Nahrungsmittel. Nachdem die Russische Föderation im Februar 2022 gegen die Ukraine einen Krieg begonnen hatte, wurden im Krieg viele Produktionsmittel der Stahlindustrie zerstört.

#### Rüstungsindustrie
Über ein Drittel des militärisch-industriellen Komplexes der UdSSR entfiel auf die ukrainische Teilrepublik. Nachdem die Ukraine unabhängig geworden war, produzierte sie bis 2014 weiterhin arbeitsteilig militärische Güter zusammen mit und für die Russische Föderation. Orientiert am Vorbild des russischen Unternehmens Rosoboronexport entstand der ukrainische Staatskonzern Ukroboronprom. Zu den Zentren des ukrainischen militärisch-industriellen Komplexes gehörten beispielsweise Charkiw (Panzerindustrie), Mykolajiw (Schiffbau), Dnepropetrowsk (Raketenindustrie) und Saporischschja (Motor Sitsch Jettriebwerke).
Während der ukrainische Staat von 2007 bis 2013 weniger fürs Militär ausgab, lagen die Militärausgaben von 2014 bis 2021 zwischen etwa 2,2 % bis 3,8 % des Bruttoinlandsproduktes. Während im Jahr 2015 private Unternehmen etwa 23 % der staatlichen Aufträge erledigten, stieg dieser Anteil auf 54 % im Jahr 2020, um dem gestiegenen Bedarf des ukrainischen Staates zu decken.
Die ukrainische Waffenindustrie hatte von 2010 bis 2014 einen Anteil von rund 3 % am internationalen Waffenexport. 2012 war die Ukraine der weltweit viertgrößte Waffenexporteur. Später sank der Weltmarktanteil und lag von 2017 bis 2021 bei etwa 0,7 %. Da die Russische Föderation die Krim eingliederte, exportierte Kiew keine Waffen mehr in die Russische Föderation, wodurch die Ukraine einen großen Absatzmarkt verlor. Daher wandte die Ukraine sich anderen Staaten stärker zu, wie Indonesien, Pakistan, Polen, Thailand, Saudi-Arabien und Südafrika. Von 2017 bis 2021 war die Volksrepublik China der Hauptabnehmer ukrainischer Waffen. Die Ukraine war in dieser Zeit der drittgrößte Lieferant der Volksrepublik. Dabei lieferte sie kritische Komponenten, bei denen China noch nicht eigenständig war, wie zum Beispiel für Flugzeugträger. Als Lieferant war die Ukraine neben der Russischen Föderation für China wichtig geworden, da die USA und die Europäische Union im Jahr 1989 ein Waffenhandelsembargo gegen China verhangen hatten.

### Dienstleistungen
Bereits im Jahr 2000 hatte der Dienstleistungssektor von allen Sektoren den größten Anteil am Bruttoinlandsprodukt. Dieser Wert stieg von rund 40 % im Jahr 2000 kontinuierlich auf über 50 % im Jahr 2019.

#### Bankensektor

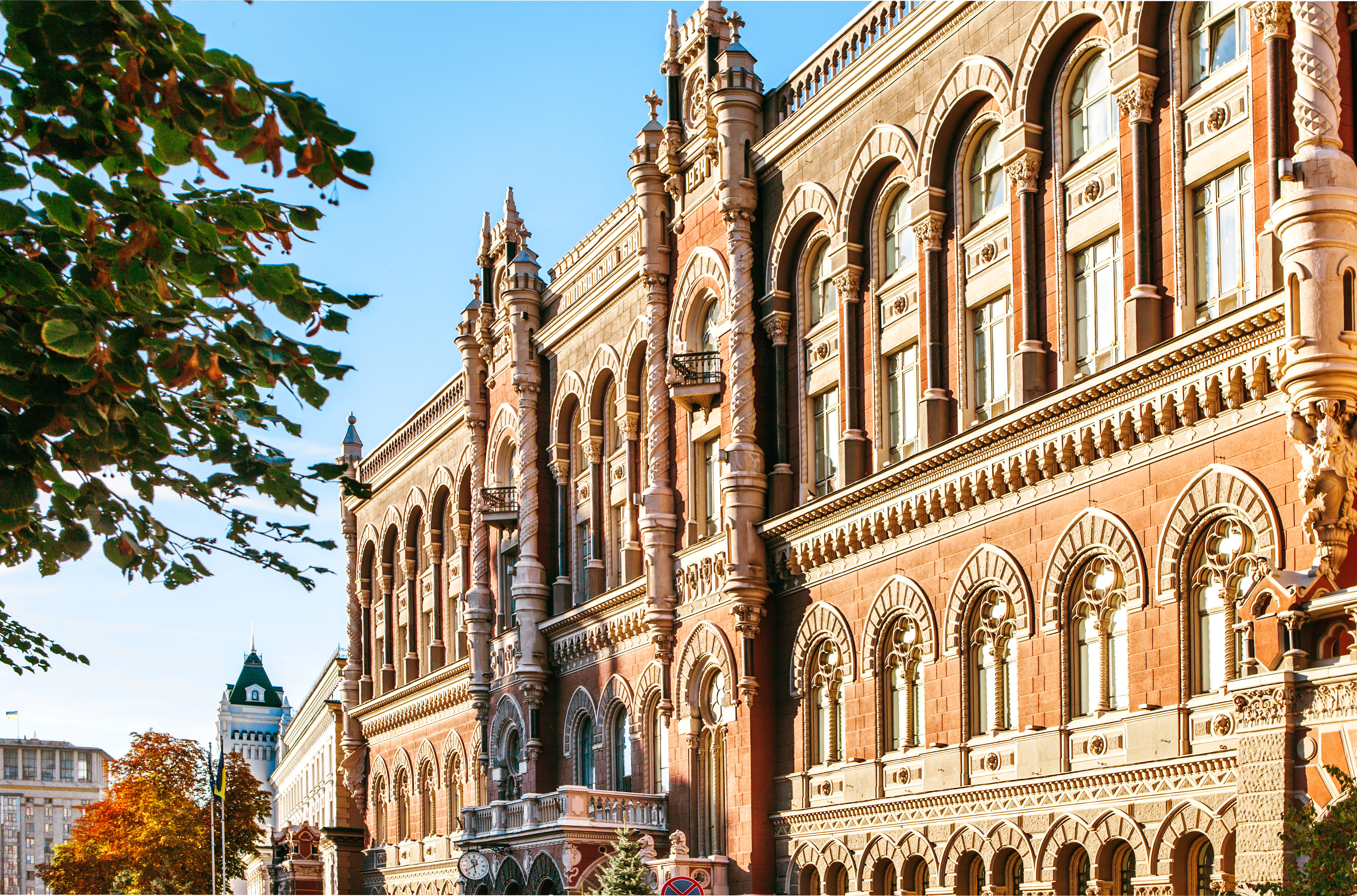
Das Gebäude der 1991 gegründeten Zentralbank der Ukraine

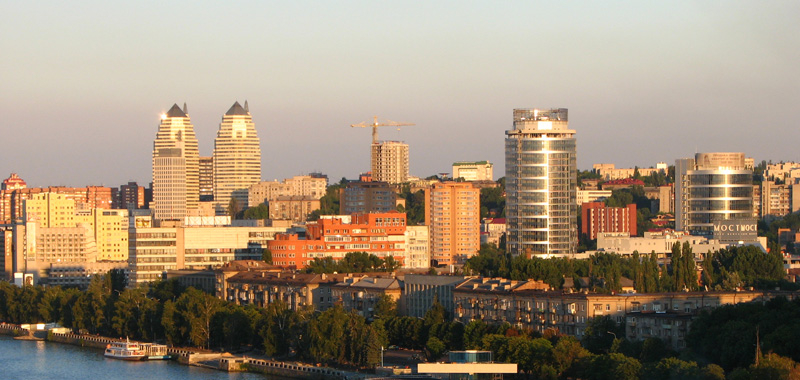
Dnipro gilt als Finanzzentrum des Landes.

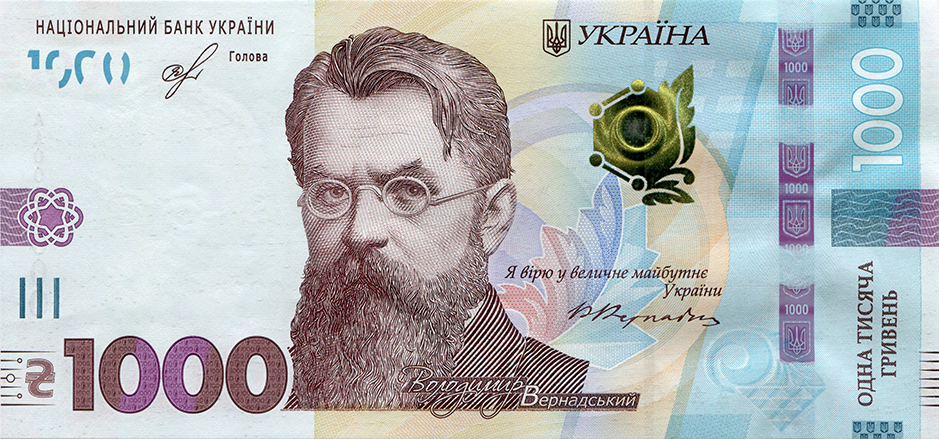
1000 Hrywni mit Porträt von Wolodymyr Wernadski

Die Nationalbank der Ukraine fungiert seit den 1990er Jahren als Zentralbank und soll die Geschäftsbanken überwachen.
Allerdings überwachte die Nationalbank die Geschäftsbanken zunächst nicht sehr streng. Während in der ukrainischen Republik der UdSSR der Staat alle Banken besaß und kontrollierte, entstanden seit Anfang der 1990er Jahre in der unabhängigen Ukraine zahlreiche private Banken. 1991 gab es 73 Banken und bereits 1995 waren es etwa 200. Viele davon gehörten Oligarchen und wurden in oligarchische Unternehmenskomplexe integriert. Oligarchen nutzten sie oft, um eigenen oder befreundeten Unternehmen Kredite zu geben (related party lending). Zwar beschränkte der Staat derartige Aktivitäten mittels Gesetzen, aber Banken konnten diese Bestimmungen umgehen.
Des Weiteren beeinflussten Politiker Anfang der 1990er Jahre die Geldpolitik der Nationalbank stark, so dass diese dem Staat und Unternehmen viele Kredite gab. Dies führte 1993/94 zur Hyperinflation. Sie war ein Grund dafür, dass viele Menschen in der Ukraine den Banken und der einheimischen Währung misstrauten: Seit den 1990er Jahren ist ein Großteil der Depositen und Kredite in harten Fremdwährungen denominiert, vor allem in US-Dollar.
In Zusammenhang mit der Russlandkrise von 1998/99 wertete die Hrywnja ab. Darauf bestimmte die Nationalbank einen festen Wechselkurs der Hrywnja zum US-Dollar. So wollte die Nationalbank auf die Inflation reagieren und die ukrainische Währung unterbewertet halten, um die Unternehmen in der Ukraine auf internationalen Märkten konkurrenzfähiger zu machen. Während die ukrainische Stahlindustrie in den 2000er Jahren viel exportieren konnte, ließ die Nationalbank angesichts des Aufwertungsdrucks auch zu, dass die einheimische Währung gegenüber dem US-Dollar etwas aufwertete.
Während die ukrainische Volkswirtschaft nach ihrem Einbruch in den 1990er Jahren in den 2000er Jahren stärker wuchs, dehnten die Banken das Kreditvolumen aus (circa 32 % des BIP im Jahr 2005, circa 80 % des BIP im Jahr 2009).  Im Falle der ukrainischen Banken erreichte das Verhältnis von Krediten zu den Einlagen 219 %. Dass die Nationalbank einen festen Wechselkurs zum US-Dollar hielt, begünstigte, dass viele Banken im Ausland Kapital aufnahmen, um es in der Ukraine zu verleihen, und dass viele Haushalte, die keine regelmäßigen Fremdwährungseinkünfte hatten, in harten Fremdwährungen denominierte Kredite nahmen. In den 2000er Jahren kamen auch viele ausländische Banken in die Ukraine. Sie nahmen oft Kredit bei ihrer jeweiligen Mutterbank und verliehen es in der Ukraine, wo die Zinssätze höher waren.
Im Zuge der Weltwirtschaftskrise, die 2008 auch die Ukraine erreichte, war die Profitabilität des Bankensektors insgesamt in den Jahren 2009 und 2010 negativ. Der Bankensektor erholte sich bis 2012 und dehnte von Anfang 2013 bis Anfang 2014 das Kreditvolumen aus. Allerdings blieb die Profitabilität des Sektors insgesamt verhalten und sank mit der Krise von 2014 erneut.
Anfang 2014 ließ die Nationalbank zu, dass die Landeswährung stark abwertete. Hatte die Hrywnja in den Krisen von 1998 und 2008 rund 50 bis 60 % an Wert verloren, so waren es im Zeitraum von Anfang 2013 bis Anfang 2014 ca. 30 %. Gründe dafür waren, dass die ukrainische Volkswirtschaft über Jahre ein Leistungsbilanzdefizit verzeichnet hatte und die Nationalbank kaum noch über Devisenreserven verfügte. Letztere wurde zudem von einigen ukrainischen Banken, mit denen sie intransparente Geschäfte gepflegt hatte, unter Druck gesetzt. Der Schritt der Nationalbank war insofern vorteilhaft, da der ukrainische Staat vom Internationalen Währungsfonds finanzielle Hilfe brauchte und der Fonds in den Jahren zuvor einen flexiblen Wechselkurs gefordert hatte. Er baute diese Forderung in seine Programme ein.
Im Zuge der Krise, die 2008 begann, zogen sich viele ausländische Banken aus der Ukraine zurück. Die 20 größten Banken, die sich in ausländischem Besitz befanden, machten im Zeitraum von 2010 bis Ende 2012 Verluste von insgesamt etwa 960 Millionen US-Dollar. Der Anteil der ausländischen Banken (russische Banken ausgenommen) an den gesamten Assets des Bankensektors lag 2009 bei 40 % und halbierte sich in den folgenden vier Jahren. Russische Banken hingegen gelang es eher, ihre Marktanteile zu halten. Ukrainische private Banken, die meist Tycoons gehörten oder in oligarchische Unternehmenskomplexe eingegliedert waren, kauften oft Marktanteile anderer ausländischer Banken, die sich zurückzogen, auf. Da die Russische Föderation im Jahr 2014 die Krim in ihr Staatsgebiet eingliederte, zogen sich auf Anweisung der Nationalbank viele Banken von der Krim zurück. Dort rückten russische Banken nach und der Rubel wurde offizielles Zahlungsmittel. Im Falle des Donbass, wo 2014 ein Bürgerkrieg ausgebrochen war, wies die Nationalbank die Geschäftsbanken an, ihren Betrieb einzustellen.
In dem Teil der Ukraine, der von Kiew kontrolliert wurde, versuchten die Nationalbank der Ukraine und der Internationale Währungsfonds, den Bankensektor grundlegend zu reformieren. Es galt die Rolle der Zentralbank zu stärken und strengere Regeln durchzusetzen. Dadurch wurde die Anzahl operativer Banken in der Ukraine von 2014 bis 2017 auf 93 fast halbiert. Viele Oligarchenbanken verschwanden. PrivatBank, die größte Bank der Ukraine, wurde im Jahr 2016 verstaatlicht. Sie war eines der größten oligarchischen Konglomerate im gesamten GUS-Raum gewesen. Sie hatte den Großteil ihrer Mittel für Kredite an mit ihr verbundene Unternehmen genutzt (related party lending), was ihr viele notleidende Kredite beschert hatte. Der Staat schätzte sie als systemrelevante Bank ein und stabilisierte sie aus Steuermitteln mit mehreren Milliarden US-Dollar. Im Aufsichtsrat setzten sich Vertreter der Weltbank, des Internationalen Währungsfonds, der Europäischen Bank für Wiederaufbau und Entwicklung und des ukrainischen Finanzministeriums sowie unabhängige Ökonomen an die Stelle der Oligarchen.
Die Konzentration stieg an. Hielten Ende 2013 die 20 größten Banken ca. 73 % aller Assets des Sektors, so waren es Anfang 2017 ca. 90 %. Dabei besaß der Staat im Jahr 2017 sieben Banken, die insgesamt ca. 51 % aller Assets des Sektors hatten, während es 2013 rund 18 % gewesen waren. Dem Staat gehörten die vier größten Banken, nämlich PrivatBank, Oschadbank, Ukreximbank und Ukrgasbank. Unter Präsident Wolodymyr Selenskyj gab es Pläne, die Staatsquote im Bankensektor wieder deutlich zu senken. Insbesondere die Reprivatisierung von PrivatBank war dabei ein Politikum. Dabei entschied sich Selenskyj Anfang 2020 dazu, PrivatBank nicht dem ehemaligen Besitzer Ihor Kolomojskyj zurückzugeben. Diese Entscheidung war im Sinne des Internationalen Währungsfonds, der eine solche Entscheidung zu einer Bedingung für weitere Kredite an den ukrainischen Staat gemacht hatte.

#### Kapitalmärkte
Zwar entwickelten sich in der Ukraine Märkte für Wertpapiere, die in den 2000er Jahren stärker wuchsen, aber noch im Jahr 2021 schätzte die OECD die Kapitalmärkte als relativ unterentwickelt ein. So betrug beispielsweise die Marktkapitalisierung in der Ukraine im Jahr 2018 ca. 4,4 Mrd. US-Dollar und rund 3,4 % des Bruttoinlandsproduktes, wohingegen sie in Polen bei 160,5 Mrd. US-Dollar bzw. bei rund 27,3 % des Bruttoinlandsproduktes lag.
In den 2010er Jahren konzentrierte sich der organisierte Handel mit Wertpapieren vor allem auf die Plattformen Perspektiva und Persha Fondova Torgova Systema (PFTS). Dort wurden überwiegend ukrainische Staatsanleihen gehandelt. Derzeit existieren die Börsen PFTS Ukraine Stock Exchange (Leitindex PFTS Index). und Ukrainian Exchange.
Im Dezember 2013 sicherte die Russische Föderation der ukrainischen Regierung zu, ukrainische Staatsanleihen im Wert von 15 Milliarden US-Dollar zu kaufen und die Gaspreise vorübergehend um ein Drittel zu senken, um die ukrainische Wirtschaft zu stützen. Der Premierminister Mykola Asarow präferierte diese Option gegenüber einem EU-Assoziierungsabkommen, das an zu ungünstige Bedingungen des Internationalen Währungsfonds gekoppelt sei. Er äußerte, ohne den Vertrag mit Russland drohe der Staatsbankrott und der Zusammenbruch der Gesellschaft. Laut BBC benötigte die Ukraine für 2014 eine Außenfinanzierung in Höhe von 17 Milliarden US-Dollar, um weiterhin ihre Schulden bedienen zu können. Auf der anderen Seite investierte das US-amerikanische Investmenthaus Franklin Templeton Investments in ukrainische Staatsanleihen im Wert von 7,6 Milliarden US-Dollar und gehörte somit im Jahr 2014 zu den größten Gläubigern der Ukraine.

#### Medien
In ihrem 2017 veröffentlichten Bericht äußerte die internationale Nichtregierungsorganisation Freedom House große Besorgnis über die Sicherheitslage der Journalisten in der Ukraine. Sowohl im ukrainischen Kernland als auch in den von russischen Separatisten kontrollierten Gebieten im Osten des Landes seien die Medienvertreter der Gewalt, Einschüchterungen und Belästigungen ausgesetzt. Im Jahr 2016 wurde der regierungskritische Journalist Oles Busyna in Kiew ermordet. Im Juli 2017 wurde der prominente Journalist Pawel Scheremet bei einem Autobombenanschlag in Kiew getötet. Die OSZE äußerte mehrfach Bedenken zur Pressefreiheit in der Ukraine. Der Slawist und Journalist Herwig G. Höller behauptete im Jahr 2016, dass es im Gegensatz zur Russischen Föderation in der Ukraine Medienkritik gebe.
Seit Februar 2022, dem Beginn des russischen Krieges in der Ukraine, senden die Nachrichtensendungen ein einheitliches, vom Präsidialamt der Ukraine beeinflusstes Programm. Nachrichtensender in der Ukraine unterwarfen sich damit laut Reporter ohne Grenzen (ROG) der Selbstzensur. ROG sieht dadurch die Medienvielfalt in der Ukraine bedroht. Ansonsten gibt es laut ROG in der Ukraine auch in Kriegszeiten viele unabhängige Medien und guten Qualitätsjournalismus, wie zum Beispiel das Online-Medium The Kyiv Independent. Im Jahr 2023 sanken die Einschaltquoten zu dem gleichgeschalteten Nachrichtenprogramm auf 30 Prozent. In den Jahren 2020 bis 2023 stieg der Messengerdienst Telegram zu einer der meistgenutzten Medien in der Ukraine auf; der Nutzeranteil wuchs in jenem Zeitraum von 20 auf 72 Prozent.
Heute (Stand 2024) setzen die Ukrainer vor allem auf Telegram, um an Informationen zu kommen. In Kriegszeiten entwickelte sich der Messengerdienst zur vielleicht wichtigsten Informationsquelle.

##### Nachrichten- und Presseagenturen
Die staatliche Nachrichtenagentur ist die 1918 gegründete UKRINFORM und setzt täglich rund 300 Meldungen ab. Generaldirektor seit 2011 Oleksandr Detsyk (* 1979). Weitere einflussreiche Unternehmen sind die nichtstaatliche russische Nachrichtenagentur Interfax-Ukraine und die private Ukrainische Unabhängige Informationsagentur (UNIAN), die von dem Oligarchen Ihor Kolomojskyj kontrolliert wird. Insgesamt sind rund 35 Nachrichtenagenturen in der Ukraine aktiv, jedoch sind die meisten sehr klein und übernehmen die Informationen der führenden Nachrichtenagenturen.
Ab März 2014 hatte das am Majdan Nesaleschnosti im Hotel Ukrajina gelegene Ukrainian Crisis Media Center (UCMC) eine wichtige Rolle gespielt. Es wird von George Soros (Open Society Foundations), dem US-Public-Relation-Unternehmen Weber Shandwick und der ukrainischen Regierung finanziert und verbreitet Nachrichtenmeldungen und Bildmaterial zur Krise.

##### Fernsehsender
Beim Fernsehen, das 1951 in der Ukraine eingeführt wurde, gibt es neben dem staatlichen Fernsehen seit 1993 auch sehr viele private Fernsehanbieter, unter anderem:
- Nazionalna Telekompanija Ukrajiny, (ukrainisch: Національна Телекомпанія України) ist die staatliche Fernsehanstalt der Ukraine. Sie wurde am 20. Januar 1965 gegründet und unterhält das einzige staatliche Fernsehprogramm UA:Perschyj (UA:Erster).
- 1+1 ist ein ukrainischer Fernsehsender, an dem seit 3. Juli 2012 maßgeblich Time Warner über die Central European Media Enterprises (CME) beteiligt ist. Der Sender befindet sich im Besitz des Oligarchen Ihor Kolomojskyj. 1+1 zählt zu den Sendern mit dem höchsten Marktanteil in der Ukraine und kann von 95 % der ukrainischen Bevölkerung empfangen werden.
- STB ist ein 1997 gegründeter privater Sender, der neben den weiteren fünf TV-Stationen ICTV, Novy Kanal, M1, M2, QTV aktuell dem Oligarchen Wiktor Pintschuk und Gründer der StarLightMedia Group gehört.[467]
- Ukraine, ursprünglich 1993 als Regionalsender im Ballungsraum Donezk gegründet, gehörte zur Media Group Ukraine, die über die Holding System Capital Management (SCM) von dem Oligarchen Rinat Achmetow kontrolliert wurde und sehr hohe Einschaltquoten durch seine Fußball-TV-Spartenkanäle erreichte.[467][468]
- Inter ist ein weiterer populärer TV-Sender mit sehr hoher Reichweite in der Ukraine, der im Februar 2013 zu 100 % von der Inter Media Group Limited übernommen wurde, die von dem Oligarchen Dmytro Firtasch kontrolliert wird.[467]
- 24 Kanal ist der erste 24-Stunden-Nachrichtenkanal der Ukraine.
- 5 Kanal ist ein weiterer Nachrichtenkanal, der 2003 gegründet wurde und bis zum Verkauf vom Gründer und Ex-Präsident Petro Poroschenko kontrolliert wurde.[469]
- Espreso TV wurde im Oktober 2013 von Mykola Knjaschyzkyj und anderen gegründet und galt als Sprachrohr der beginnenden Euromaidan-Proteste, nach denen er ursprünglich auch benannt war.[470][471][472]
- Hromadske.tv (Bürger-TV) ist ein Internetsender, der mit Hilfe amerikanischer und britischer Stiftungsgelder im November 2013 online ging.[473]

Im Februar 2021 verbot Präsident Selenskyj mit einem Erlass drei oppositionelle Nachrichtensender wegen Gefährdung der nationalen Sicherheit und Verbreitung von russischer Propaganda, nämlich ZIK, NewsOne und 112 Ukraine. Der Vorsitzende des ukrainischen Journalistenverbandes, Nikolaj Tomilenko, kritisierte es als einen Angriff auf die Meinungsfreiheit. Im Dezember 2021 verbot Selenskyj durch einen Erlass zwei weitere prorussische Nachrichtensender, die die Nachfolger der zuvor gesperrten Kanäle waren, nämlich UkrLive und Pershij Nesaleshnij.

##### Radiosender
Ukrajinske Radio (Українське Радіо; deutsch: Ukrainischer Rundfunk; englisch: Ukrainian Radio) ist die staatliche Hörfunkanstalt der Ukraine mit dem dazugehörigen Auslandsdienst Radio Ukraine International. Daneben gibt es weitere private Radiosender.

#### Informationstechnik
Der IT-Sektor hatte im Jahr 2021 einen Anteil von 4 % am Bruttoinlandsprodukt. Die Ukraine wurde bis 2022 ein beliebter Standort für das Outsourcing von IT-Dienstleistungen. Der IT-Sektor exportiert vor allem Dienstleistungen in die USA und in Staaten der Europäischen Union. Der Anteil der Dienstleistungsexporte im Bereich Informations- und Kommunikationstechnologie an den gesamten Dienstleistungsexporten lag 2010 bei 3,9 % und stieg bis 2021 auf 38,1 %. Die betreffenden Exporte erreichten im Jahr 2021 einen Wert von 7,11 Mrd. US-Dollar und lagen damit hinter Polen (11,58 Mrd. US-Dollar) bzw. Rumänien (8,25 Mrd. US-Dollar) und vor der Tschechischen Republik (6,18 Mrd. US-Dollar).
Eine große Zahl ukrainischer Softwareentwicklungsunternehmen befindet sich vor allem in Kiew, Charkiw, Lwiw, Dnipro, Donezk und Simferopol (Krim). Die IT-Industrie beschäftigte im Dezember 2021 etwa 250.000 Ingenieure und Programmierer.
Im Bereich der Offshore oder Nearshore-Programmierung sind dabei vor allem EPAM Systems, SoftServe, GlobalLogic und Ciklum nennenswert. EPAM beschäftigte Ende 2021 12.389 Spezialisten, womit die Ukraine für das Unternehmen den bedeutendsten Entwicklungsstandort darstellt. SoftServe als größtes einheimisches IT-Outsourcing Unternehmen beschäftigte Ende 2021 9.462 Spezialisten in der Ukraine. Im Fall von GlobalLogic und Ciklum sind es über 7.370 bzw. über 3.000.
Zu den größten Softwareproduzenten und IT-Serviceunternehmen gehören die schweizerische Luxoft mit 3.900 Spezialisten in der Ukraine. Weitere Unternehmen sind der Computerspielhersteller GSC Game World und MacPaw mit seinen 300 Mitarbeitern.
Trotz seines Wachstums stand der ukrainische IT-Sektor in den 2010er Jahren vor einigen Problemen. Zwar exportierte der Sektor viele Dienstleistungen, aber die entsprechende Binnennachfrage war relativ niedrig. Zudem bedeutete die Orientierung zum Outsourcing, dass ein Großteil der Wertschöpfung außerhalb der Ukraine blieb. Niedrig blieben auch die ausländischen Direktinvestitionen. Des Weiteren gingen viele Fachkräfte ins Ausland und ukrainische IT-Unternehmen waren davon abhängig, Technologien zu importieren. Schließlich mangelte es auch an staatlicher Förderung.
Als Präsident setzte Wiktor Janukowytsch die Mehrwertsteuer für IT-Unternehmen ab 2013 für zehn Jahre aus und senkte die entsprechende Körperschaftssteuer. Unter Ministerpräsident Oleksjj Hontscharuk beschloss die Regierung, einen IT-Fonds zu bilden, um in dem Bereich mehr Fachkräfte auszubilden und Wissenschaftler zu fördern. Ebenso bot das Finanzministerium einen Fonds für Start-up-Unternehmen an. Ferner wirkten Präsident Wolodymyr Selenskyj und Hontscharuk mittels der mobilen Anwendung Diia darauf hin, immer mehr öffentliche Dienste des Staates zu digitalisieren. Im Rahmen der Online-Plattform Diia Digital Education sollten mehr und mehr Menschen in der Ukraine digitale Kompetenzen erwerben, um konkurrenzfähiger zu werden. Mit dem Projekt Diia City arbeitete Selenskyj darauf hin, neue Regeln und Besteuerungen für IT-Unternehmen zu schaffen. Dadurch sollte der IT-Sektor weiter wachsen.
Der Anteil der Bevölkerung, der das Internet nutzt, lag im Jahr 2006 bei fünf Prozent. Er stieg von 23 Prozent im Jahr 2010 über 49 Prozent im Jahr 2015 auf 75 Prozent im Jahr 2020. Damit ging der Trend einher, dass immer mehr Menschen in der Ukraine Online-Plattformen nutzten, die Arbeit anboten, wobei die Ukraine zwischen 2013 und 2017 im internationalen Vergleich hervorstach. So waren beispielsweise von 2012 bis 2017 allein auf der Plattform Upwork.com rund 180.000 ukrainische Personen registriert und verdienten insgesamt etwa 262 Millionen US-Dollar. Der IT-Sektor ist einer der größten Bereiche für digitales Freelancing.

#### Tourismus

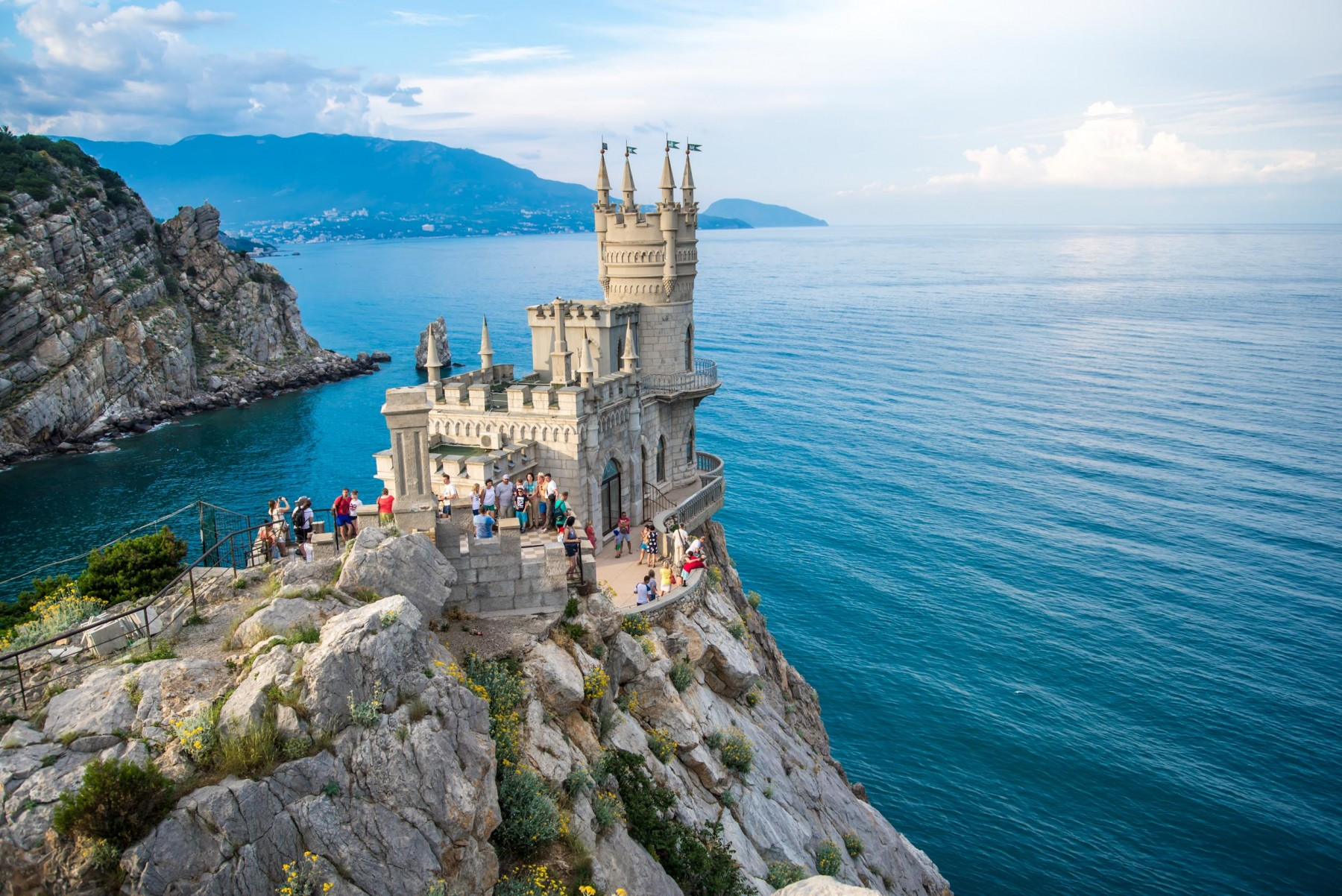
Schwalbennest (Krim)

Im Jahr 2017 hatte die Tourismusindustrie einen Anteil von ca. 5,7 % am Bruttoinlandsprodukt. In dieser Hinsicht lag die ukrainische Volkswirtschaft unter dem Durchschnitt der Europäischen Union von etwa 10,2 %. Im Jahr 2018 besuchten rund 14,2 Millionen Touristen die Ukraine.
Ein wichtiges touristisches Ziel in der Ukraine bildet die Hauptstadt Kiew, die neben vielen historischen Sehenswürdigkeiten auch ein modernes pulsierendes Kulturleben bietet. Als Erholungsgebiet wird seit den Zarenzeiten die Schwarzmeerküste genutzt, allem voran die Halbinsel Krim. Die Krim bietet neben kulturellen Hinterlassenschaften zahlreicher Völker (Griechen, Krimtataren, Genueser) ein subtropisches Klima und eine Vielzahl von Palästen und Sanatorien. Die Krim war bis 2014 Schauplatz des jährlichen Festivals elektronischer Tanzmusik KaZantip.
Die Innenstadt von Lwiw gehört zum UNESCO-Weltkulturerbe. In den angrenzenden ukrainischen Karpaten gibt es traditionelle Thermalkurorte wie Truskawez oder Skigebiete wie Slawsko.
Als eine Art Extremtourismus haben sich Ausflüge in die Sperrzone von Tschernobyl nördlich von Kiew etabliert.

### Messen und Ausstellungen
- AGRO – ukrainische Leitmesse für Landwirtschaft in Kiew
- Beer & Soft Drinks Industry – Internationale Fachmesse für Bier und alkoholfreie Getränke in Kiew
- Metal-Forum of Ukraine – Internationale Konferenzmesse für Metallurgie und Metall in Kiew
- MushroomIndustry – Internationale Fachausstellung für die Pilzindustrie in Kiew
- Wine & Winemaking – Internationale Fachmesse für Wein, Weinherstellung und Weinbau in Odessa

## Infrastruktur
Die Ukraine besaß aus Zeiten der Sowjetunion lange vor allem eine Nord-Süd-Verkehrsorientierung (Moskau-Kiew-Odessa, Moskau-Charkiw-Krim). Man versuchte aber seit der Unabhängigkeit des Landes, die Infrastruktur in eine West-Ost-Orientierung zu reorganisieren und die Verbindungen zu Polen, der Slowakei, Ungarn und Rumänien zu intensivieren (Anbindung an den Paneuropäischen Korridor III: Straßenverbindung und Bahnstrecke Berlin/Dresden – Breslau – Krakau – Lwiw – Kiew und V: Košice – Tschop – Lwiw und Budapest – Tschop – Lwiw). Die Ukraine war bis zur russischen Invasion vor allem ein Transitland zwischen Mitteleuropa und dem Kaukasus und zwischen Südeuropa und Russland. Hauptverkehrsträger in der Ukraine ist die Eisenbahn, gefolgt vom Straßenverkehr und der Binnenschifffahrt auf dem Dnepr (Dnipro). Seit Ausbruch der Kampfhandlungen in der Ostukraine, nach der Annexion der Krim durch Russland (2014) und insbesondere nach der russischen Invasion 2022 ist der Verkehr innerhalb der betreffenden Regionen eingeschränkt oder liegt brach. Der Verkehr zwischen der Ukraine und Russland ist eingestellt.
Im Logistics Performance Index, der von der Weltbank erstellt wird und die Qualität der Infrastruktur misst, belegte die Ukraine 2018 den 66. Platz unter 160 Ländern. Ein großer Teil der Infrastruktur des Landes wurde seit der Sowjetära nicht modernisiert.

### Eisenbahn

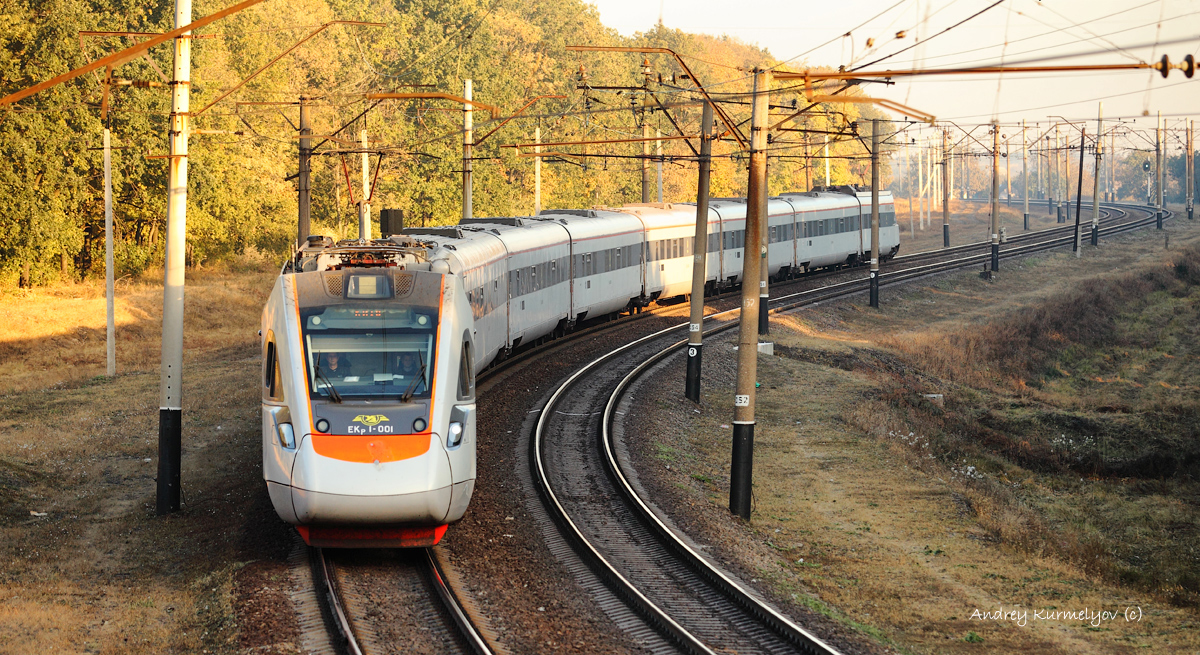
Das ukrainische Eisenbahnnetz zählt zu den größten weltweit.

In der Ukraine wird von der Eisenbahn die auch in Russland und den anderen Nachfolgestaaten der ehemaligen Sowjetunion gebräuchliche Breitspur von 1520 mm verwendet. Der Bau von Hochgeschwindigkeitsstrecken und der Ausbau bestehender Strecken in der Normalspurweite 1435 mm wird geplant. Die Strecken in den Räumen Kiew, Lwiw und im Osten der Ukraine sind elektrifiziert, dazwischen befinden sich nicht-elektrifizierte Abschnitte. Eine komplette Elektrifizierung ist vorgesehen. Der staatliche Eisenbahnhersteller ist die Lokomotivfabrik Luhansk. Die nationale Eisenbahngesellschaft Ukrsalisnyzja wurde 1991 gegründet und liegt ebenfalls in staatlicher Hand. 2009 kamen von der Regierung erste Vorschläge über eine Privatisierung ins Gespräch. Im Zuge der Annexion der Krim durch Russland und im Laufe der Kampfhandlungen in den Oblasten Donezk und Luhansk kam es zu starken Einschränkungen des Bahnverkehrs in den betreffenden Regionen. Im Angriff Russlands auf die Ukraine seit Februar 2022 ist die Eisenbahninfrastruktur eines der bevorzugten Ziele.

### Straße

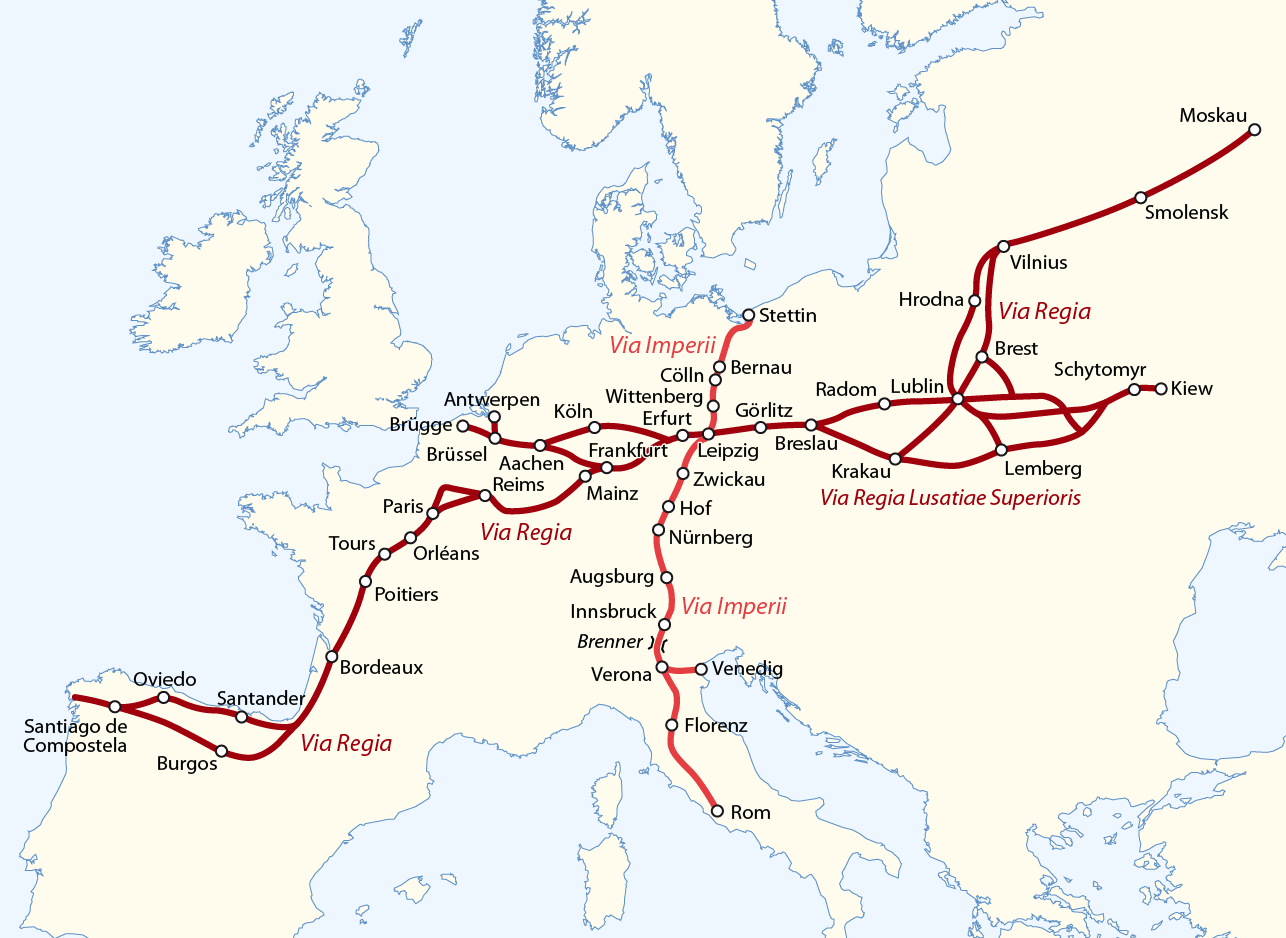
Verlauf der mittelalterlichen Via Regia und Via Imperii in Europa

Das gesamte Straßennetz umfasste 2012 etwa 169.694 km, wovon 166.095 km asphaltiert sind. Ein zusammenhängendes Autobahnnetz besteht noch nicht, es existieren jedoch vielerorts autobahnartig ausgebaute Fernstraßen und Nationalstraßen. Die M 06 von Ungarn nach Kiew wurde in den letzten Jahren renoviert und ist nun von der ungarischen Grenze über die Karpaten bis Lwiw durchgehend in sehr gutem Zustand. Das Tankstellennetz ist sehr dicht. In manchen Dörfern sind die Straßen noch sehr schlecht ausgebaut, werden jedoch allmählich saniert. In vielen Großstädten gibt es Straßenbahnen und U-Bahnen, wie beispielsweise die Metro in Kiew, und überall im Land ein sehr dichtes Netz an Busverbindungen.
Kiew war neben Moskau der östlichste Punkt der großen mittelalterlichen Via Regia bis nach Santiago de Compostela in Spanien.

### Luftverkehr

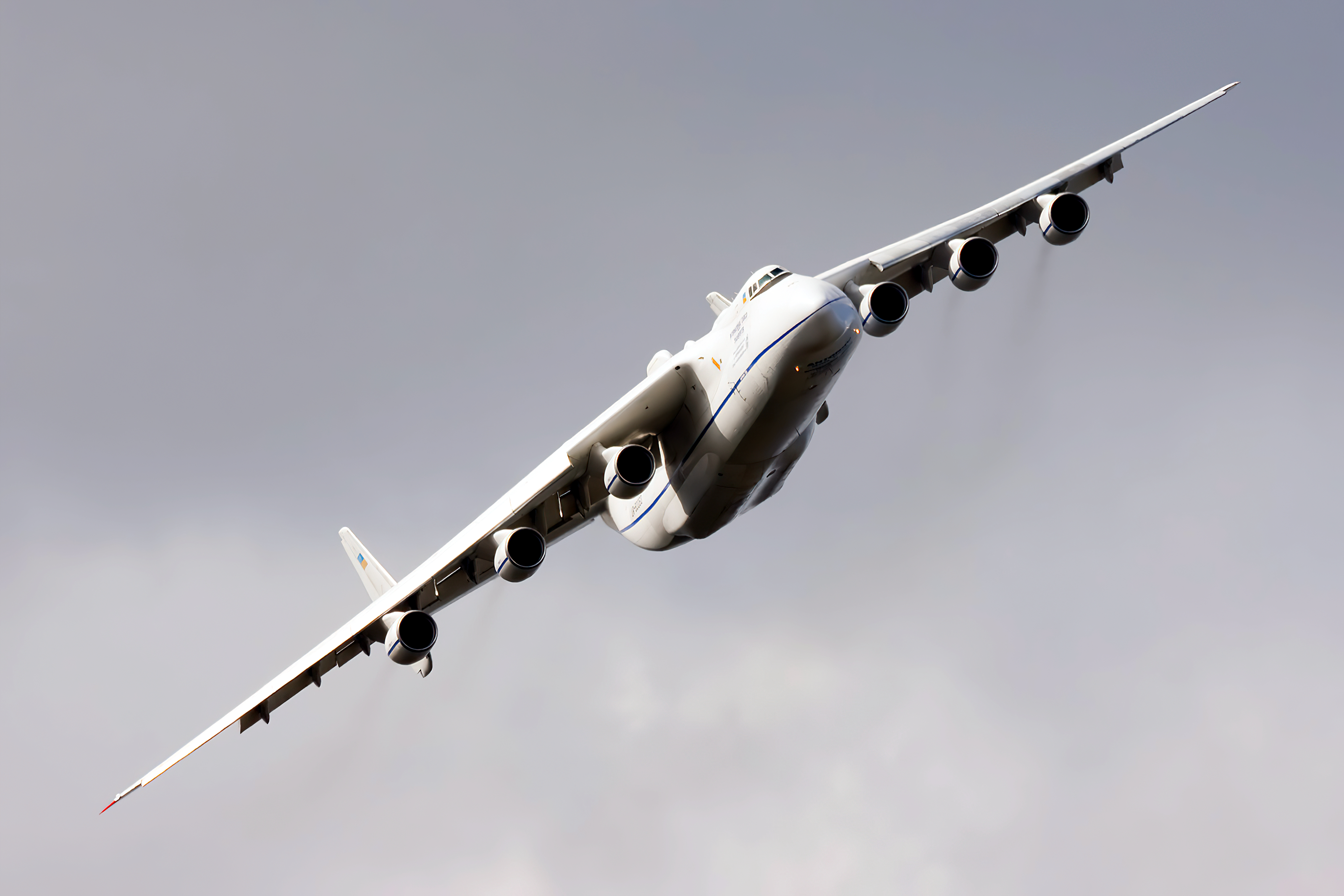
Die Antonow An-225, das weltweit größte und einzige Flugzeug seiner Art (zerstört)

In allen wichtigen großen Städten befinden sich internationale Flughäfen. Ukraine International Airlines, Skyline Express Airlines und Yanair sind die bekanntesten Fluggesellschaften in der Ukraine. Die Flughäfen in Kiew-Boryspil, Odessa und Dnipro sind die wichtigsten internationalen Verkehrsflughäfen der Ukraine. Der Flugzeugbauer Antonow mit Hauptsitz am Flughafen Kiew-Hostomel hatte mit der Antonow An-225 mit einem Frachtraumvolumen von insgesamt 1220 m³ bei 250 t Zuladung (was den Transport von vier Sattelzügen und dahinter einem Lkw und daneben seinem Anhänger, alle beladen, ermöglicht) das weltweit größte Transportflugzeug im Einsatz. Es wurden zwei Flugzeuge dieses Typs gebaut, von denen nur eines fertiggestellt und im Februar 2022 durch russische Truppen zerstört wurde.

### Häfen und Schifffahrt
Über die Häfen in Odessa werden fast die Hälfte der Ex- und Importe der Ukraine abgewickelt. Die Schwarzmeerhäfen zählen daher zu den kritischsten Teilen der Infrastruktur.
Wichtigste Binnenschifffahrtstraße ist der Dnepr, der bis Kiew auch für kleine Seeschiffe befahrbar ist; in Tschornomorsk, Mykolajiw und Cherson befinden sich Seehäfen, der größte ist der Hafen von Odessa. Seit der Annexion der Krim durch Russland hat die Ukraine auf die Seehäfen in Sewastopol und Kertsch keinen Zugriff mehr. Das Hauptquartier der ukrainischen Marine war bis zur Besetzung der Krim in Sewastopol am Schwarzen Meer, seither befindet es sich in Odessa.
Es bestehen Fährverbindungen von Tschornomorsk nach Poti in Georgien, nach Constanța in Rumänien und nach Derince in der Türkei.
Am 24. Februar 2022 begann auf Befehl des russischen Präsidenten Putin der russische Überfall auf die Ukraine. Die Häfen Mariupol, Berdjansk, Skadowsk und Cherson sind (Stand 2. Mai 2022) nicht (mehr) unter Kontrolle der Ukraine und deshalb offiziell geschlossen.

### Telekommunikation
In der Ukraine wurden neben dem herkömmlichen öffentlichen Telefonnetz, das zu 76 % (2006) vom staatlichen (bis 2011) Anbieter Ukrtelecom dominiert wird, auch GSM-Mobilfunknetze aufgebaut. Die größten Mobilfunknetze sind zurzeit:
- Kyivstar/Djuice/Mobilitsch (2G, 3G und 4G)
- Vodafone Ukraine[504] (früher: MTS bzw. UMC)/Jeans/Sim-Sim (2G, 3G und 4G)
- Lifecell (2G, 3G und 4G)
- 3Mob (3G: UMTS)
- PEOPLEnet (3G: CDMA2000 1× EV-DO)
- Intertelecom (3G: CDMA2000 1× EV-DO)

Ukrtelecom startete im November 2007 das erste UMTS-Mobilfunknetz der Ukraine, das seit 2011 als 3Mob firmiert. Die 2011 privatisierte Ukrtelecom befindet sich mehrheitlich im Besitz der Holding SCM des Oligarchen Rinat Achmetow. Im Winter 2014/15 wurden noch drei Lizenzen für den Mobilfunkstandard UMTS verkauft. Diese Netze sollten frühestens im Sommer 2015 in Betrieb gehen.

### Pipelines
Die Transitpipelines gehören zu den kritischsten Teilen der Infrastruktur. Die Ukraine ist zum einen auf Erdgas-Importe angewiesen, die es vor allem aus Russland bekommt, zum anderen ist es wichtiges Transitland für Erdgas aus Russland. Osteuropäische Länder, aber auch die Bundesrepublik Deutschland werden über die Pipelines mit russischem Gas versorgt. Um die starke Abhängigkeit der Ukraine von russischem Gas zu reduzieren, wurde 2014 eine technische Umrüstung der Leitungen eingeleitet, die umgekehrt gerichteten Gasfluss von West- und Mitteleuropa in Richtung der Ukraine ermöglichen soll.

### Kanäle

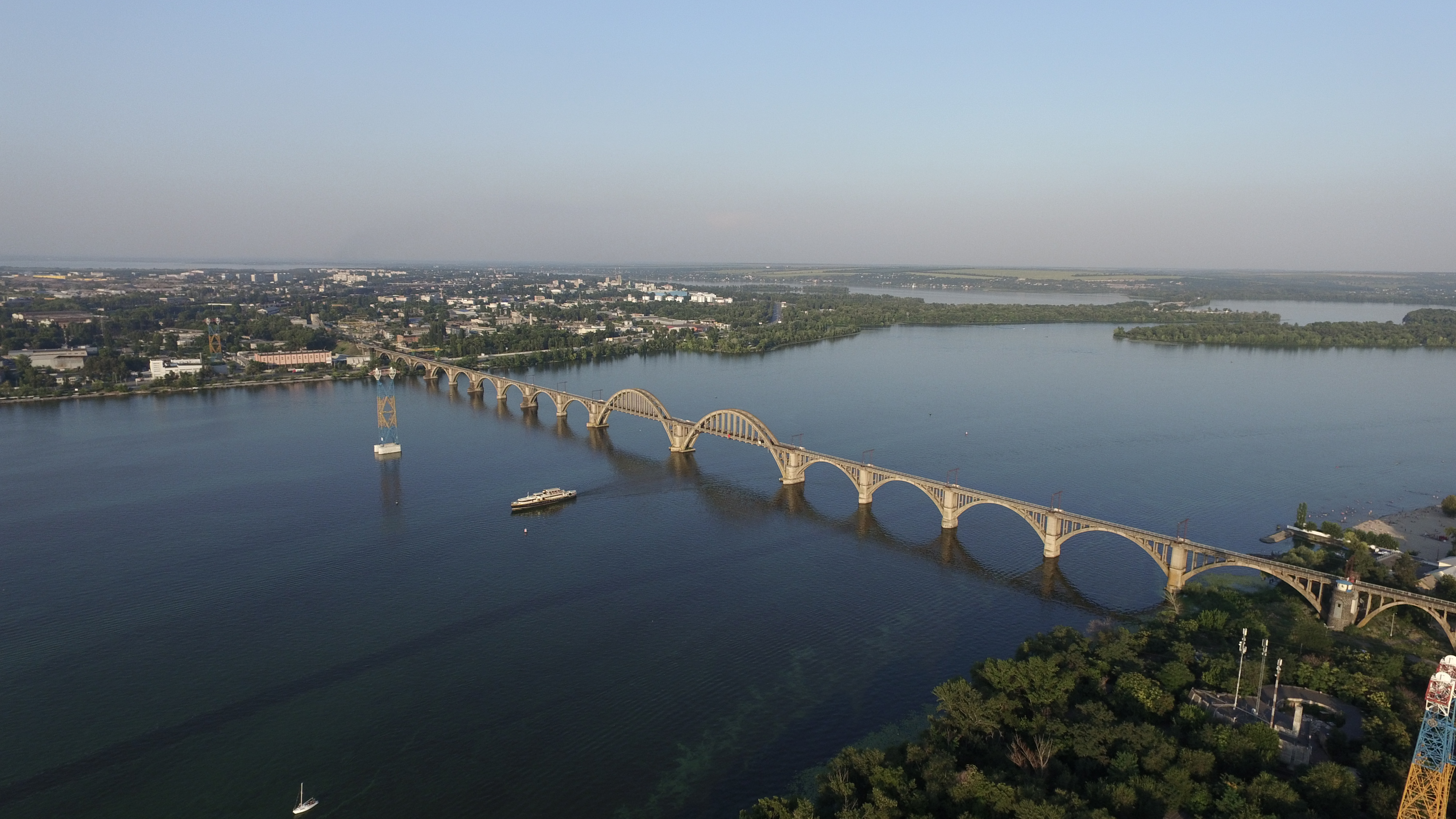
Die Merefa-Cherson-Brücke verbindet die Ufer des Dneprs in Dnipro.

Die Kanäle in der Ukraine dienen vorwiegend der Bewässerung und nicht als Schifffahrtskanal. Der wichtigste Kanal ist der Nord-Krim-Kanal, ein über 400 km langer Bewässerungskanal, der von den 1970er Jahren an bis 2014 das aufgestaute Wasser des Dnepr in die wasserarmen Regionen im Süden der Ukraine und auf die Krim leitete und so 85 % des gesamten Wasserverbrauchs der dortigen Bevölkerung deckte.

### Brücken
Durch die Mitte der Ukraine fließt mit dem Dnepr der drittlängste Strom Europas und teilt das Land in die rechtsufrige und linksufrige Ukraine. Um den Schienen- und Straßenverkehr beider Ufer miteinander zu verbinden, sind zahlreiche Brücken, vor allem in den Städten am Fluss, erbaut worden. Daneben dienen die Staumauern, die den Dnepr anstauen, als Flussübergänge für den Straßenverkehr.
Die Halbinsel Krim wurde durch die Krim-Brücke über die Meerenge von Kertsch mit dem russischen Territorium verbunden.

### Katastrophenschutz und Feuerwehr
Im Staatlichen Dienst für Notfallsituationen waren im Jahr 2019 landesweit 53.286 Berufs- und 142.598 freiwillige Feuerwehrleute organisiert, die in 2.210 Feuerwachen und Feuerwehrhäusern, in denen 3.402 Löschfahrzeuge und 290 Drehleitern bzw. Teleskopmasten bereitstehen, tätig sind. Die ukrainischen Feuerwehren wurden im selben Jahr zu 269.160 Einsätzen alarmiert, dabei waren 96.812 Brände zu löschen. Hierbei wurden 1.909 Tote von den Feuerwehren bei Bränden geborgen und 1.523 Verletzte gerettet.

## Kultur

### Bildung
Siehe Bildungssystem in der Ukraine

### Feiertage
In der Ukraine wird der Unabhängigkeitstag am 24. August als Nationalfeiertag gefeiert. Arbeitsfreie gesetzliche Feiertage sind:
| Tag                                   | Name                                                             | ukrainisch                                         | Informationen                                     |
| ------------------------------------- | ---------------------------------------------------------------- | -------------------------------------------------- | ------------------------------------------------- |
| 1. Januar                             | Neujahr                                                          | Новий рік                                          |                                                   |
| 16. Februar                           | Tag der Einheit                                                  | День Соборності                                    |                                                   |
| 8. März                               | Internationaler Frauentag                                        | Міжнародний жіночий день                           |                                                   |
| Sonntag zwischen 4. April und 8. Mai  | Ostern                                                           | Великдень                                          | Der auf Ostern folgende Montag ist arbeitsfrei    |
| 1. Mai                                | Tag der Arbeit                                                   | День праці                                         |                                                   |
| 8. Mai                                | Tag des Sieges über den Nationalsozialismus im Zweiten Weltkrieg | День перемоги над нацизмом у Другій світовій війні |                                                   |
| Sonntag zwischen 23. Mai und 26. Juni | Pfingsten                                                        | День Святої Трійці                                 | Der auf Pfingsten folgende Montag ist arbeitsfrei |
| 28. Juni                              | Verfassungstag der Ukraine                                       | День Конституції України                           |                                                   |
| 24. August                            | Unabhängigkeitstag der Ukraine                                   | День незалежності України                          |                                                   |
| 14. Oktober                           | Tag der Verteidiger und der Verteidigerinnen der Ukraine         | День захисників і захисниць України                |                                                   |
| 25. Dezember                          | Katholische Weihnachten                                          | Різдво Христове                                    |                                                   |

### Bildende Kunst und Volkskunst

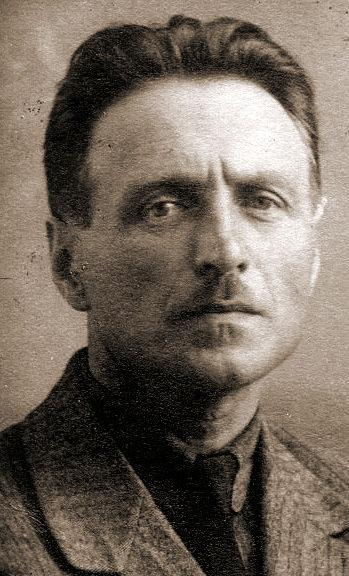
Mychajlo Bojtschuk

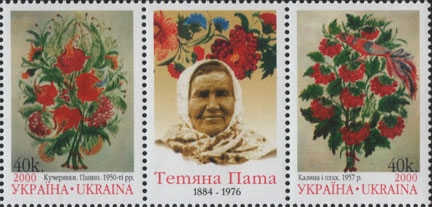
Ukrainische Briefmarken mit Motiven von Tetjana Pata, Vertreterin der Petrykiwka-Malerei

Während die Ukraine im 19. Jahrhundert noch ein Teil des Russischen Reiches war, hat sie eine Reihe bekannter Künstler dieser Zeit hervorgebracht: Archip Kuindschi, Fedir Krytschewskyj, Mykola Murashko, Oleksandr Murashko, Mykola Pymonenko, Olena Kultschyzka, Mykola Buratschek, Oleksa Nowakiwskyj, Iwan Pokhitonov, Mykola Iwasjuk, Dmitri Lewizki, Apollon Mokrizki, Mykhaylo Berkos, Rufin Sudkowskyj, Iwan Jischakewytsch, Mykola Samokysch, Mykola Jaroschenko.
Der Maler Kasimir Malewitsch wurde in einem ukrainischen Dorf in einer polnischen Familie geboren und bezeichnete sich in seinem Tagebuch als Ukrainer. Nicht nur das, er studierte und lehrte auch an der Kiewer Kunstakademie (bekannt als die „Schule von Myrashko“). Er bezeichnete Mykola Pymonenko als seinen Lehrer. Malewitsch wird von den Ukrainern hoch geschätzt, unter anderem, weil er einer der wenigen Maler war, die ihre Fähigkeiten dazu nutzten auf die Schrecken des Holodomor aufmerksam zu machen. Ein anderer bekannter Maler, der den Holodomor in Bilder dargestellt hat, ist Iwan Martschuk.
Die erste ukrainische Avantgarde-Ausstellung fand 1908 in Kiew statt und hieß „Sweno“ (Die Verbindung), organisiert von einer Gruppe junger Künstler aus Kiew, St. Petersburg und Moskau, die als Venok-Stefanos (Der Kranz) bekannt war. Zur Organisationen gehörten Dawid Burljuk, Wladimir Burljuk, Alexandra Exter und Aristarkh Lentulov. Die Ausstellung von Venok-Stefanos in Kiew ähnelte den ersten beiden Ausstellungen (einer in Moskau und einer in Sankt-Petersburg), umfasste aber nun auch andere Künstler aus der Ukraine: Alexandra Exter (lebte und arbeitete lange Zeit in Kiew), Alexander Bogomazow, Yevher Ahafonov und Mykhaylo Denysov. In dieser Richtung haben weiter auch andere Künstler gearbeitet, wie z. B.: Borys Kossarew, Wassili Jermilow, Anatolij Petryzkyj.
Auch die Volkskunst genießt in der Ukraine einen hohen Stellenwert. Bekannte ukrainische Volkskünstler sind zum Beispiel Marija Prymatschenko, Kateryna Bilokur und Iwan Hontschar. Zu Weltruhm gelangte die Petrykiwka-Malerei, ein origineller Stil der dekorativen Malerei, der 2013 in die Repräsentative Liste des immateriellen Kulturerbes der Menschheit der UNESCO aufgenommen wurde.
Mit dem Boychukismus, benannt nach seinem Begründer Mychajlo Bojtschuk entstand zu Beginn des 20. Jahrhunderts ein Kunststil, dessen Verfechter eine eigenständige, ukrainische Bilder- und Formensprache anstrebten. Dazu orientierte sich die auch als Ukrainischer Monumentalismus bezeichnete Stilrichtung an der Kunst des Byzantinischen Reichs und der Kiewer Rus. Seit den 1930er Jahren in der Sowjetunion unterdrückt, wird der Boychukismus seit der Unabhängigkeit der Ukraine wieder vermehrt gewürdigt. Zu seinen wichtigsten Vertretern gehören neben Mychajlo Bojtschuk selbst Tymofij Bojtschuk, Wassyl Sedljar, Iwan Padalka, Sofija Nalepynska-Bojtschuk, Oksana Pawlenko, Antonina Iwanowa, Mykola Rokyzkyj, Serhij Kolos und Ochrim Krawtschenko.
Zu den bekannte emigrierten Malern aus der Ukraine gehören auch: Wladimir Baranow-Rossiné, Sonia Delaunay, Alexis Gritchenko, Mykhailo Andriienko-Nechytailo, Volodymyr Walter Balas, Vasyl Khmeluk, Myron Levytsky, Edward Kozak, Anatole Kolomayets, Liuboslav Hutsaliuk, Michael Kmit, Jacques Hnizdovsky, Wassyl Krytschewskyj, Mykola Krychevsky, Boris Kriukow, Roman Baranyk, Halyna Mazepa, Omelian Mazuryk, Mykola Nedilko, Borys Plaksiy, Solohub Andriy.

### Freilichtmuseen
Die meisten dieser Attraktionen sind der Kosakenzeit gewidmet. Das berühmteste Freilichtmuseum des Landes ist der Saporoger Sitsch-Komplex in der Stadt Saporischschja – die Rekonstruktion einer echten ukrainischen Kosakenburg, die in der zweiten Hälfte des 20. Jahrhunderts entstanden ist.
Auf dem zweiten Platz der Popularität steht der Wiederaufbau der ukrainischen Kosakenfestung in der Stadt Baturyn.

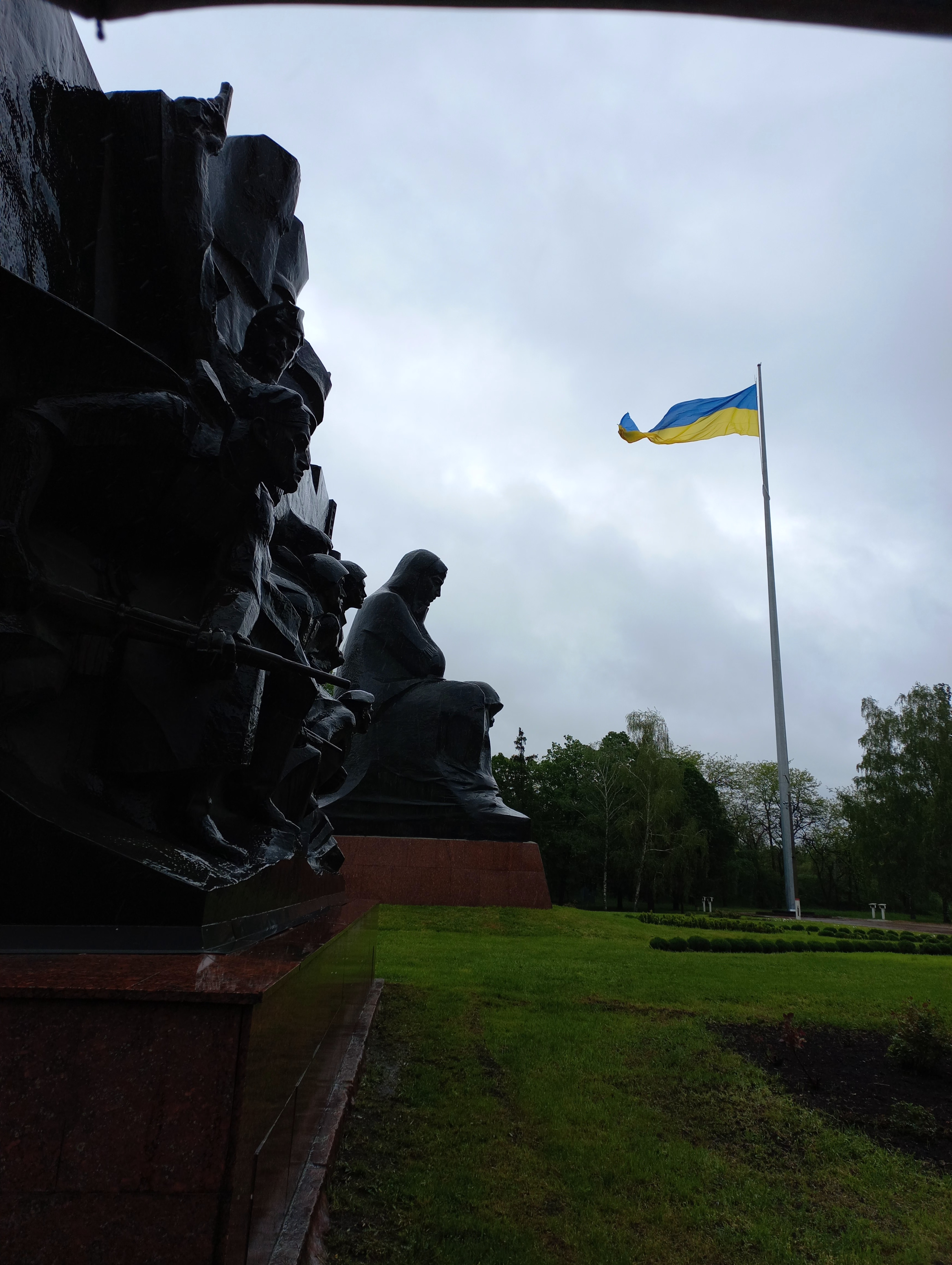
Statuen innerhalb der Festung der Heiligen Elisabeth

Eines der berühmtesten Denkmäler dieser Art und die Hauptattraktion des zentralen Teils des Landes ist die Festung der Heiligen Elisabeth – eine große Erdfestung, die Mitte des 18. Jahrhunderts im Auftrag der russischen Kaiserin Elisabeth von Saporoger Kosaken zum Schutz vor Angriffen des Osmanischen Reiches erbaut wurde. Diese Festung spielte eine Schlüsselrolle beim Sieg im Russisch-Türkischer Krieg (1768–1774) und der Etablierung einer stabilen Zivilisation im südlichen Teil des Landes und ebnete den Weg für die Gründung und Entwicklung großer Städte in der Südukraine – Cherson, Mykolajiw und Odessa. Am Ende des 18. Jahrhunderts erhielt sie selbst den Status einer Stadt – Jelizawetgrad (heute Kropywnyzkyj). Von dieser Festung aus brachen die Russischen Truppen 1775 auf und zerstörten die ukrainische Kosakenfestung Sitsch.
Hier wurde das erste professionelle ukrainische Theater gegründet, und die Architektur der Stadt ist reich an neoklassizistischem Architekturerbe. Während des Holodomor und des Großen Terrors begruben Offiziere der OGPU und des NKWD heimlich diejenigen in Massengräbern innerhalb der Festung, die sie aufgrund erfundener Anschuldigungen entführt und getötet hatten. Dieses Thema blieb tabu und durfte nicht einmal privat besprochen werden. Jede Diskussion oder Erwähnung in der Presse drohte dem Autor bis zum Fall des Totalitarismus 1991 mit Gefängnis und Folter in psychiatrischen Kliniken mit Unterstützung des KGB.
Während des Zweiten Weltkriegs wurde diese Festung zum Schauplatz massiver Nazi-Kriegsverbrechen. Später wurde an ihrer Stelle ein Gedenkkomplex errichtet – ein Pantheon ewigen Ruhms. Das zentrale Element der Festung ist die Statue des „Trauernden Vaterlandes“, die zum Symbol für Mütter geworden ist, die durch die Verbrechen totalitärer Regime ihre Kinder verloren haben. Sie befindet sich im historischen Zentrum der Stadt und ist der beliebteste Touristenort in der Region. Ihre Einzigartigkeit liegt darin, dass sie mehrere Epochen der Landesgeschichte umfasst und an der Kreuzung mehrerer Touristenrouten liegt.

### Bildhauerei
Einer der bekanntesten ukrainischen Bildhauer sind Alexander Archipenko. Eine weitere bekannter Bildhauer ist Iwan Kawaleridse.

### Architektur

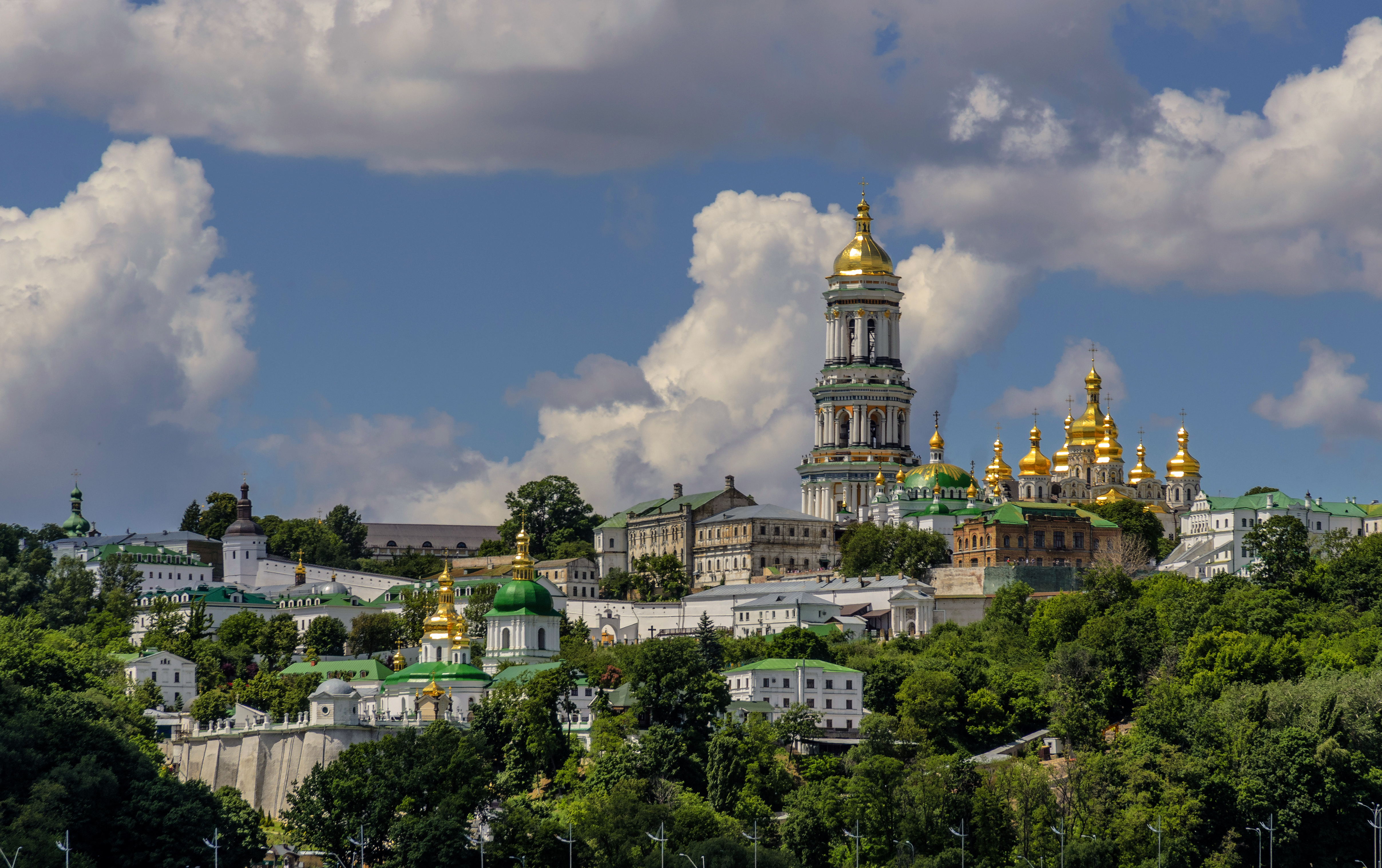
Verschiedene Bauwerke der Kiewer Höhlenkloster (Kyiv Pechersk Lavra)

Die ukrainische Architektur umfasst die Bau- und Stilrichtungen, die auf dem Gebiet der heutigen Ukraine entstanden sind und sich im Laufe der Geschichte unter dem Einfluss verschiedener Kulturen und historischer Epochen entwickelt haben.
Geschichte
Die ukrainische Architektur hat ihre ersten Wurzeln im ostslawischen Staat der Kiewer Rus. Nach der Mongolischen Invasion der Kiewer Rus setzte sich die eigenständige Architekturgeschichte in den Fürstentümern Galizien-Wolhynien und später im Großfürstentum Litauen fort. Während der Epoche der Saporoger Kosaken entwickelte sich unter dem Einfluss des Polnisch-Litauischen Staatenbunds ein für die Ukraine charakteristischer Baustil.
Nach der Vereinigung mit dem Zarenreich Russland begann sich die Architektur in der Ukraine in verschiedene Richtungen zu entwickeln. Viele Bauwerke im größeren östlichen, vom russischen Zarenreich beherrschten Gebiet wurden im Stil der zeitgenössischen russischen Architektur errichtet, während das westliche Galizien unter österreichisch-ungarischem Einfluss stand; in beiden Fällen entstanden eindrucksvolle Beispiele. Trotz dieser Entwicklungen wurden ukrainische Stilmerkmale weiterhin verwendet und erfuhren seit dem frühen 20. Jahrhundert, in einigen Phasen der Sowjetunion-Ära sowie in der heutigen unabhängigen Ukraine eine Renaissance.

#### Antike
Erste Monumente auf dem Gebiet der heutigen Ukraine stammen aus der Antike. Ab dem 8. Jahrhundert v. Chr. entstanden zahlreiche griechische Kolonien an der nördlichen Küste des Schwarzen Meeres, von denen die bedeutendsten Tyras (das heutige Bilhorod-Dnistrovskyi), Olbia, Chersonesus, Theodosia, Panticapaeum (heute Kerch) und andere sind. Die Architektur dieser Siedlungen war zunächst stark von den Bautraditionen der Ionia geprägt, aus der viele der Kolonisten stammten, doch ab dem 5. Jahrhundert v. Chr. wurde der Einfluss der Athener in der Region deutlich erkennbar. In den ersten Jahrhunderten der neuen Zeit verbreitete sich die hellenistische Architektur in der Pontischen Kolonienregion. Wertvolle erhaltene Überreste aus der griechischen Kolonialzeit in der heutigen Ukraine sind Ruinen von Verteidigungsmauern, Wohnhäusern, Tempeln und Säulenelemente.

#### Frühes Mittelalter
Nach erheblichen Zerstörungen während der Völkerwanderungszeit erlebte die Architektur der griechischen Kolonien am Schwarzen Meer in der byzantinischen Ära eine Wiederbelebung. Wesentliche Bauwerke aus dieser Zeit sind frühchristliche Kirchen, von denen viele Elemente zuvor zerstörter antiker Gebäude nutzten. Zentrum der Tempelarchitektur in der Spätantike und im frühen Mittelalter war Chersonesus. Viele Kirchen der frühesten Periode (4.–7. Jahrhundert n. Chr.) verfügten über einen charakteristischen kreuzförmigen Grundriss, der vom Architekturstil des Nahen Ostens beeinflusst war. Auch Rotunden waren weit verbreitet. Zwischen dem 7. und 9. Jahrhunderten entstanden Basiliken römischen Typs. Zwischenformen fanden sich ebenfalls in der Kirchenarchitektur jener Zeit. Das am besten erhaltene byzantinische Bauwerk auf der Krim ist die im 8. Jahrhundert errichtete Johannes-der-Täufer-Kirche in Kertsch.

#### Mittelalterliche Rus' (988–1240)
Der mittelalterliche Staat Kiewer Rus' gilt als Vorgänger der modernen Staaten Ukraine, Russland und Weißrussland sowie ihrer jeweiligen Kulturen, darunter auch der Architektur.
Die Kirchenarchitektur der Rus' geht noch der offiziellen Christianisierung im Jahr 988 voraus; christliche Tempel in Kiew werden bereits für das Jahr 945 erwähnt. Die frühen Ostorthodoxen Kirchen bestanden hauptsächlich aus Holz. Die einfachste Bauform wurde als Zellenkirche bekannt. Der architektonische Stil der Rus' war stark von der Byzantinischen Architektur geprägt, und griechische Baumeister wurden vom Fürsten Volodymyr eingeladen, die ersten Steinkirchen der Region zu errichten. Einflüsse der westeuropäischen Romanik waren ebenfalls vorhanden. Große Kathedralen wiesen oft zahlreiche kleine Kuppeln auf, was von einigen Kunsthistorikern als Hinweis auf das Aussehen vormals heidnischer slawischer Tempel interpretiert wurde. Die frühe Architektur der Kiewer Rus' wies einen gemeinsamen Stil auf, der sich im Laufe der Zeit jedoch in zahlreiche lokale Varianten entwickelte.
Die Hauptstile auf dem Gebiet der heutigen Ukraine umfassen die Kiew-Tschernihiw-, die Galizische, sowie die Perejaslaw- und die Wolhynische Architekturschule. Bedeutende Bauwerke aus der Rus'-Zeit in Kiew sind unter anderem die Zehntkirche (986–996) und die Sophienkathedrale (1017–1037), das Goldene Tor (ca. 1018–1037), das Michaelskloster (1108), die Wladimirkathedrale, die Pyrohoschtscha-Kirche (1131),
die St.-Kyrill-Kirche (1140), die Erlöserkirche in Berestowo, die Mariä-Entschlafens-Kathedrale (1073) und die Dreifaltigkeitskirche (1108) im Kiewer Höhlenkloster, sowie die St.-Michael-Kirche des Vydubychi-Klosters (1088). Viele dieser Kirchen sind bis heute erhalten, wurden aber vom 16. bis 18. Jahrhundert teilweise äußerlich im Ukrainischer Barockstil umgestaltet, wie etwa die bedeutende Sophienkathedrale, die Heilandskirche in Berestove und die St.-Kyrill-Kirche. Das Goldene Tor in Kiew, ursprünglich 1037 erbaut, wurde 1982 rekonstruiert, jedoch wurde die neue Gestaltung von einigen Kunsthistorikern als historisierende Phantasie kritisiert.
In Tschernihiw repräsentiert die Architektur aus der Rus'-Epoche mehrere Kirchenbauten: die Verklärungskathedrale (Tschernihiw) (1024–1036), die Boris-und-Gleb-Kathedrale (1120–1123), die Elias-Kirche (Tschernihiw) (1078), die Entschlafenskathedrale des Jelezkyi-Klosters (1060) und die Paraskeva-Kirche (12. Jahrhundert, Rekonstruktion in den späten 1940er Jahren).
Teilweise erhaltene mittelalterliche Bauwerke finden sich außerdem in Orten wie Oster und Bilohorodka bei Kiew und Tschernihiw. In Kaniv wurde die im 12. Jahrhundert errichtete Georgskirche teilweise rekonstruiert erhalten. In der Nord- und Westukraine sind bedeutende Bauten aus der Rus'-Zeit die Basiliuskirche in Ovrutsch (1190, Rekonstruktion 1907–1909), die Entschlafenskathedrale in Wolodymyr (1160, Rekonstruktion 1896–1900) und die St.-Pantaleon-Kirche nahe Halytsch (um 1200, Rekonstruktion 1998). In Halytsch und Umgebung wurden die Fundamente zahlreicher Kirchen freigelegt, darunter die Ruinen der Entschlafenskathedrale in Krylos, errichtet durch Fürst Jaroslaw Osmomysl. Die Rus'-Architektur der Halytsch-Länder zeigt einen deutlichen romanischen Einfluss, der auch in Tschernihiw sichtbar ist, aber in Kiew weniger ausgeprägt erscheint.
Profane und Volksarchitektur aus der Kiewer Rus'-Zeit ist kaum erhalten geblieben.

#### Spätmittelalter und Frühe Neuzeit
Im 13. und 14. Jahrhundert beschränkten sich die Bautätigkeiten auf das westlichste Gebiet der heutigen Ukraine. Daher sind nur wenige Bauwerke aus dieser Zeit auf ukrainischem Gebiet vorhanden. Gotische Bausformen finden sich in der Armenischen Kathedrale von Lwiw (1363), der Geburtskirche in Halytsch (spätes 14. Jahrhundert), der Nikolaikirche in Lwiw (14. Jahrhundert) sowie dem Dreifaltigkeitskloster in Mezhyrich (Wolhynien) (15. Jahrhundert). Das größte gotische Gebäude der Ukraine ist die Kathedrale Mariä-Entschlafens-Kirche in Lwiw (spätes 14. Jahrhundert).
Im 15. und 16. Jahrhundert verbreitete sich der wiederbelebte byzantinische Stil in Gebieten wie Bukowina, Galizien, Podolien und Bessarabien, sichtbar unter anderem in Kirchen in Lawriw, Kamyanez-Podilskyj, Synkew und Mohyliv-Podilskyj.
Anhaltende Kriege und die neue Kolonialpolitik des Szlachta führten zur verstärkten Entwicklung von Burgen und Befestigungen ab dem 14.–15. Jahrhundert. Besonders aktiv war hier Fjodor Korjatowytsch, Herrscher des Fürstentums Podolien. Bedeutende Fortifikationen aus dieser Zeit sind unter anderem die Burgen in Synkew, Sataniv, Medzhybizh (Podolien), Khotyn (Bessarabien), Pniv, Terebowlja (Galizien), Ostroh, Lutzk, Kremenets (Wolhynien), Mukatschewe (Transkarpatien). Ein einzigartiges Bauwerk ist die befestigte Heilige Schutzkirche im podolischen Dorf Sutkivtsi (1476).
Im 16. Jahrhundert fand die Renaissance-Architektur Verbreitung, insbesondere in den selbstverwalteten Städten nach Magdeburger Stadtrecht. Viele bedeutende Architekten dieser Epoche stammten aus Italien; ihre Namen sind in historischen Quellen überliefert: Peter der Italiener, Peter Krasowski, Peter Barbona, Paulus Dominici der Römer, Ambrosius Nutclauss und andere. Die größte Konzentration von Renaissance-Bauten findet sich auf dem Marktplatz von Lwiw und dessen Umgebung, mit Gebäuden wie dem Schwarzen Haus (Lwiw) (1577), dem Palast der Familie Korniakt (1580), der Boim-Kapelle (1617), den Kapellen der Familie Campian (ca. 1619), dem Bandinelli-Palast sowie dem Komplex der Dormitio-Kirche mit der Korniakt-Turm (1572–1578), der Kapelle der Drei Hierarchen (1578) und der Kirche selbst (1591–1629). Die letzten beiden Gebäudeteile zeigen Einflüsse der einheimischen ukrainischen Kirchenarchitektur.
Im späten 16. und frühen 17. Jahrhundert wurden Kirchen errichtet, die Renaissance-Stil und lokale Traditionen verbanden, so in Sokal, Nowoselyzja, Lutzk, Horodok und Shchyrets. Rekonstruktionen älterer Kirchen in Kiew, Tschernihiw, Oster, Perejaslaw, Kaniv und Nowhorod-Siverskyj trugen ebenfalls Renaissance-Elemente. Spätere Renaissanceelemente finden sich auch in römisch-katholischen Kathedralen in Lwiw, Lutzk und Kamjanzez-Podilskyj. Der Stil der Elias-Kirche in Subotiv (1656) und der Paraskeva-Kirche in Lwiw gilt als Übergangsstil zwischen Renaissance und Barock.

#### Kosakenzeit (Ukrainischer Barock)

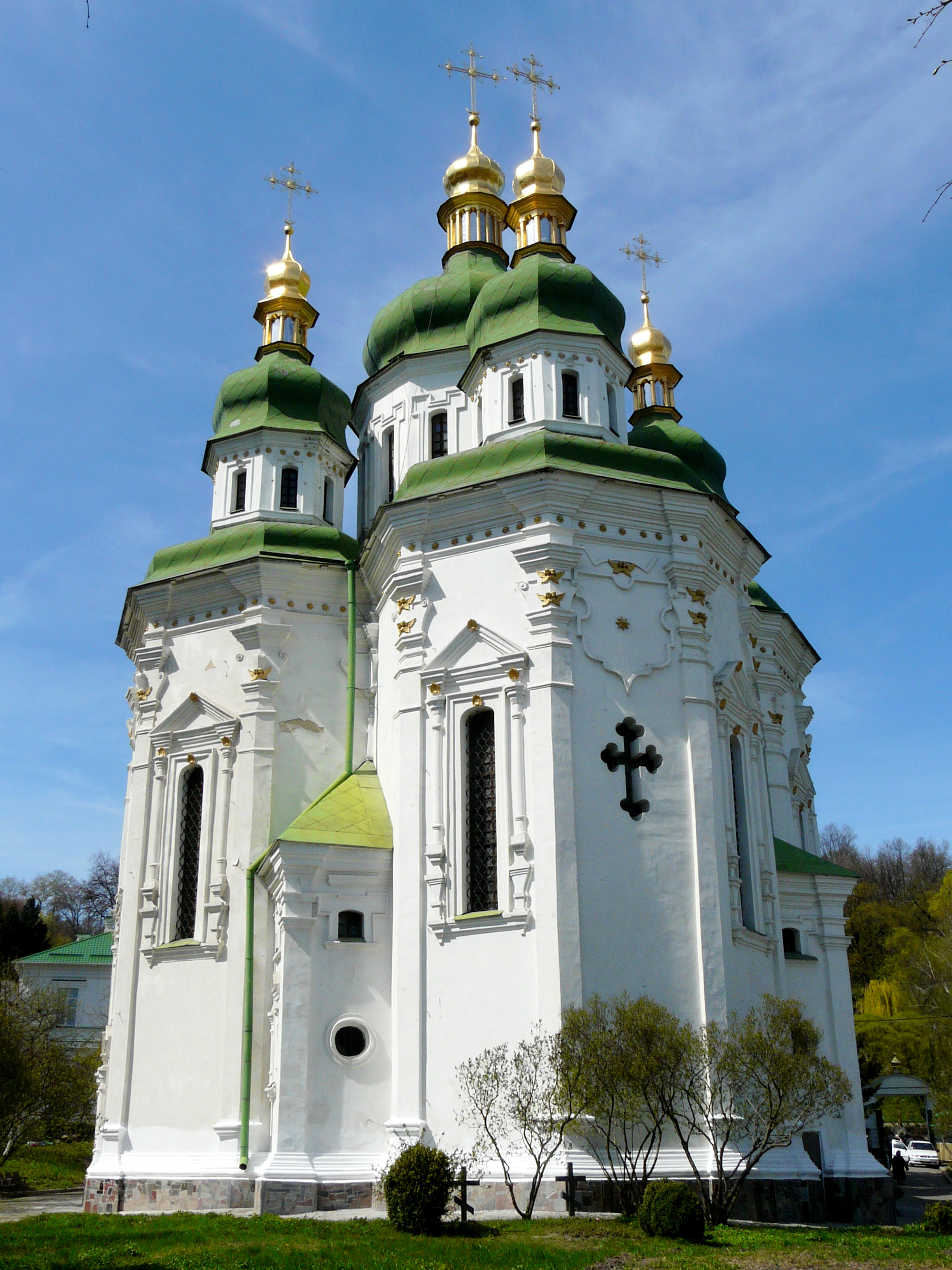
Sankt-Georgs-Kathedrale des Vydubychi-Klosters, Kiew (1696)

Der ukrainische Barock entstand während der Hetmanatszeit im 17. und 18. Jahrhundert. Als Stil der *Kosaken*-Aristokratie unterscheidet er sich vom westeuropäischen Barock durch konstruktivere Entwürfe, eine zurückhaltendere Ornamentik und einfachere Formen.
Zu den frühesten Beispielen des ukrainischen Barock zählt die Sankt-Nikolaus-Kathedrale in Nischyn. Bedeutende ukrainische Barockkirchen aus Stein sind unter anderem der Kirchenbau im Kiewer Höhlenkloster, die Sankt-Georgs-Kathedrale des Vydubychi-Klosters (1696), das Dreifaltigkeitskloster (Tschernihiw) (1679), die Dreifaltigkeitskirche in Berezhany, die Kathedrale des Mhar-Klosters bei Lubny (1684), die St. Nikolaus Militärkathedrale (1690) und das Brüderkloster (1695) in Kiew (beide von den Sowjets zerstört), die Schutzmantel-Kathedrale in Charkiw (1689), die Heilig-Geist-Kathedrale in Romny, die Auferstehungskathedrale in Sumy, die Entschlafenskirche in Liutenka, Oblast Poltawa (zerstört), die Dreifaltigkeitskirche des Hustynia-Klosters, Oblast Tschernihiw (1672–1674), und die Verklärungskirche in Pryluky (1716). Bedeutend ist auch die hölzerne Dreifaltigkeitskathedrale in Samar (1772–1781).
Im 17. und 18. Jahrhundert wurden die meisten mittelalterlichen Kirchen der Rus' wesentlich umgestaltet und erweitert. Es wurden zusätzliche Kirchenkuppeln hinzugefügt sowie aufwändige Außen- und Innenverzierungen. Zu den bekanntesten Wiederaufbauten zählen die Fassaden der Sophienkathedrale in Kiew (1691–1705), der Entschlafenskathedrale des Kiewer Höhlenklosters (1695–1722), das Michaelskloster in Kiew, die St.-Michael-Kirche des Vydubychi-Klosters und die Erlöserkirche in Berestove, die von Petro Mohyla zwischen 1638 und 1643 wiederaufgebaut wurden.

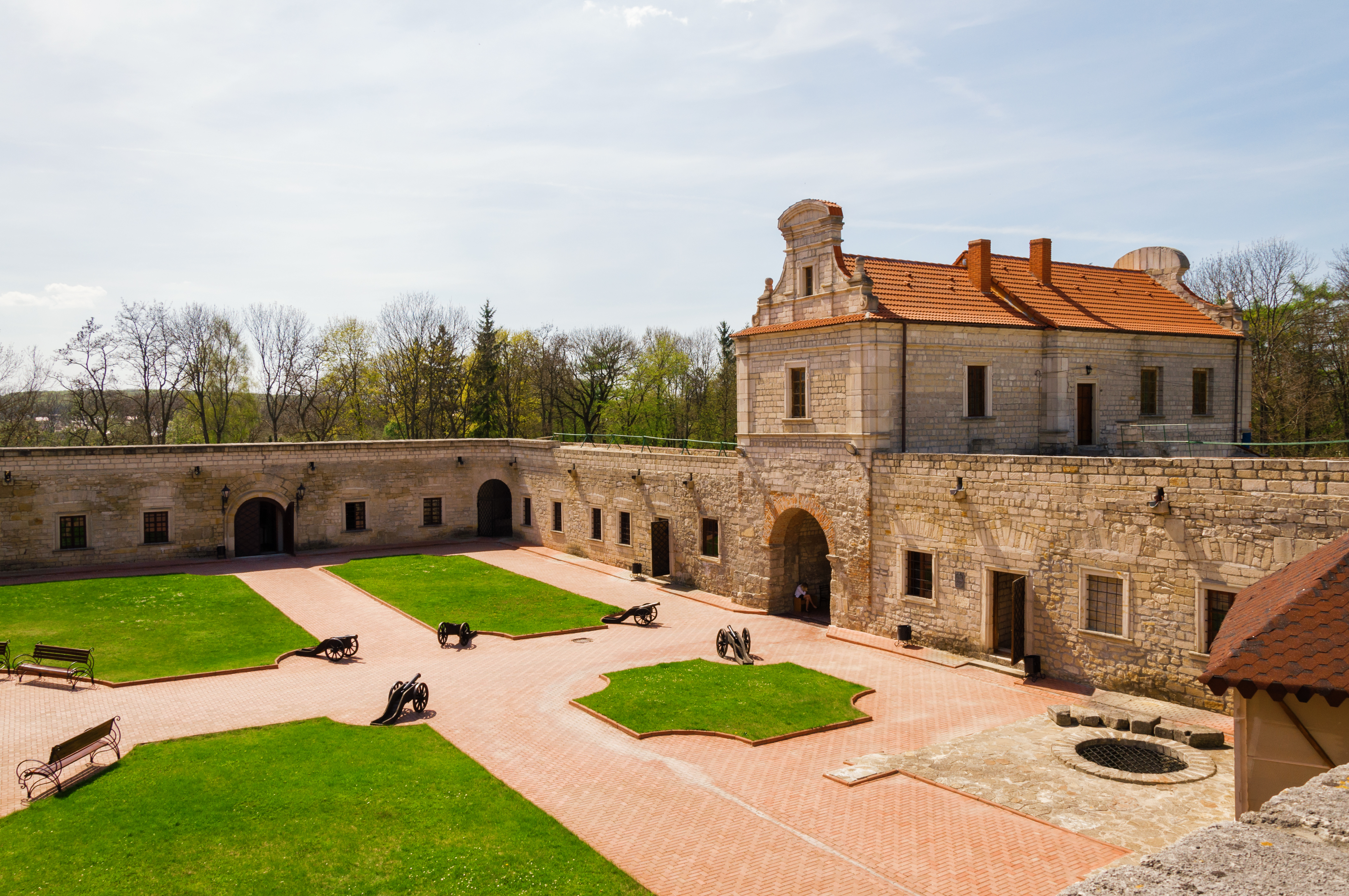
Innenhof von Schloss Zbarasch

Gebäude der Profanarchitektur des ukrainischen Barocks sind unter anderem der Samson-Brunnen in Kiew, das Haus Lyzohub (Kolonel des Tschernihiver Regiments) (Regimentskanzleigebäude) in Tschernihiw, das Haus Lyzohub in Sedniv, das Haus des Pawlo Polubotok in Liubech sowie Verwaltungs- und Wohngebäude in Kozelets, Nischyn und Pryluky.
Zu den bedeutendsten Architekten des ukrainischen Barock zählen Iwan Hryhorowytsch-Barskyj, Stepan Kownir, Osip Startsev, Adam Zernikaw und Iwan Zarudny.
Zu den Beispielen des Barock in den westlichen Regionen der Ukraine gehören die Burgen und Schlossbauten von Zbarasch, Berezhany, Pidhirtsi, Bar (erhalten als Ruine) sowie römisch-katholische Kirchen in Lwiw und Kamjanez-Podilskyj.

#### Russisches Zarenreich (18. Jahrhundert bis 1917)

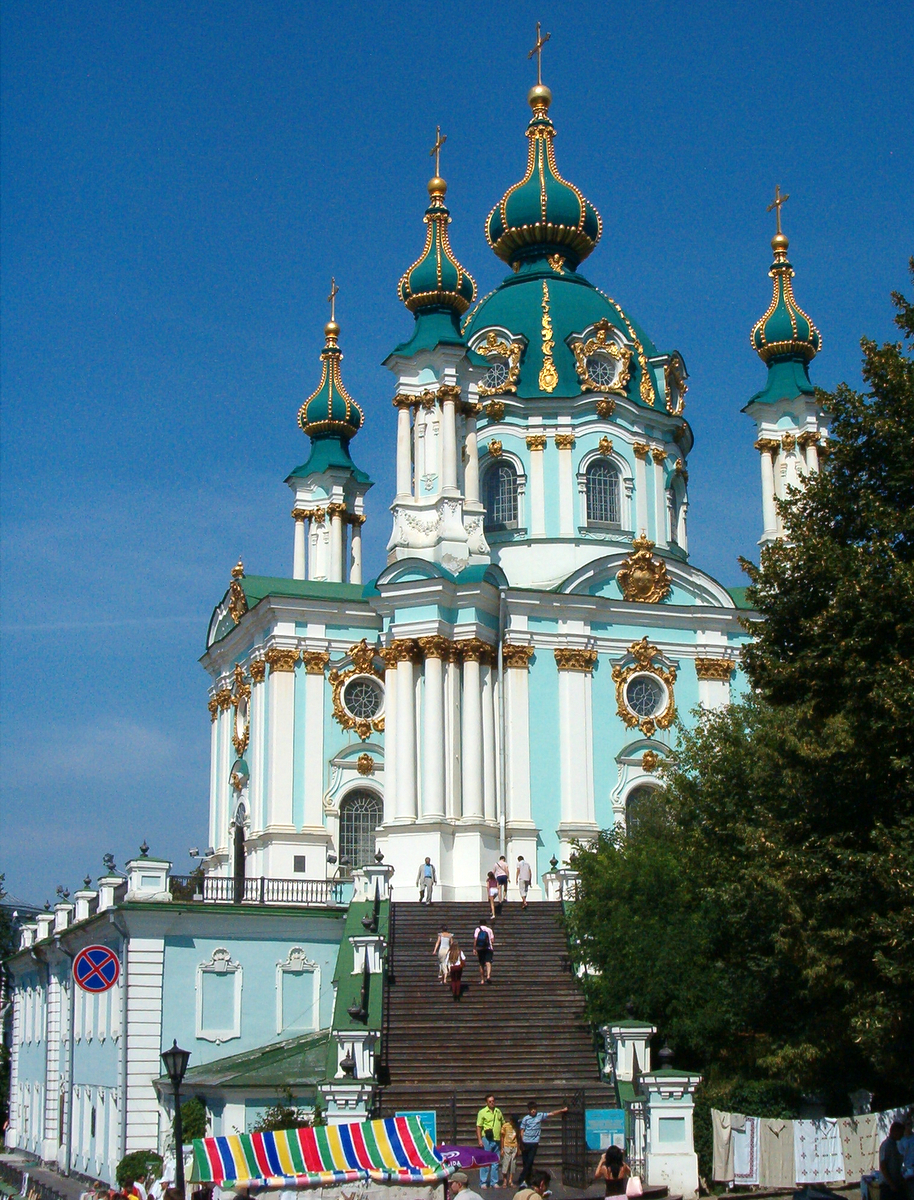
Sankt-Andreas-Kirche, ein bekanntes Beispiel barocker Architektur des 18. Jahrhunderts

Mit der zunehmenden Integration der Ost- und Zentralukraine in das Russische Kaiserreich erhielten russische Architekten die Möglichkeit, ihre Projekte in vielen ukrainischen Städten und Regionen zu realisieren. Die Sankt-Andreas-Kirche in Kiew (1747–1754), erbaut von Bartolomeo Rastrelli, ist ein herausragendes Beispiel der Rokoko-Architektur und wurde durch ihre Lage auf dem Kiewer Berg zu einem markanten Wahrzeichen der Stadt. Eine ebenso bedeutende Leistung Rastrellis ist der Mariinski-Palast, der als Sommerresidenz der russischen Zarin Elisabeth errichtet wurde.
Ein prominenter Architekt der späten Barockzeit in der Ukraine war Gottfried Johann Schädel, der den Bau des Großen Glockenturms des Kiewer Höhlenklosters (1736–1745) leitete und die Gebäude der Kiew-Mohyla-Akademie (1736–1740) umbaute. Weitere bedeutende Bauwerke dieser Epoche in der Ukraine sind die Glockentürme der Sophienkathedrale (1748) und des Michaelsklosters in Kiew, die Mariä-Schutzmantel-Kirche im Kiewer Stadtteil Podil (1772), die Sankt-Georgs-Kathedrale in Lwiw (1744–1764), das Rathaus in Butschatsch, die Geburtstagskathedrale in Kozelez (1752–1763), die Hauptkathedrale des Potschaiwer Lavra (1771–1791) sowie die Dominikanerkirche in Lwiw (1749–1764).

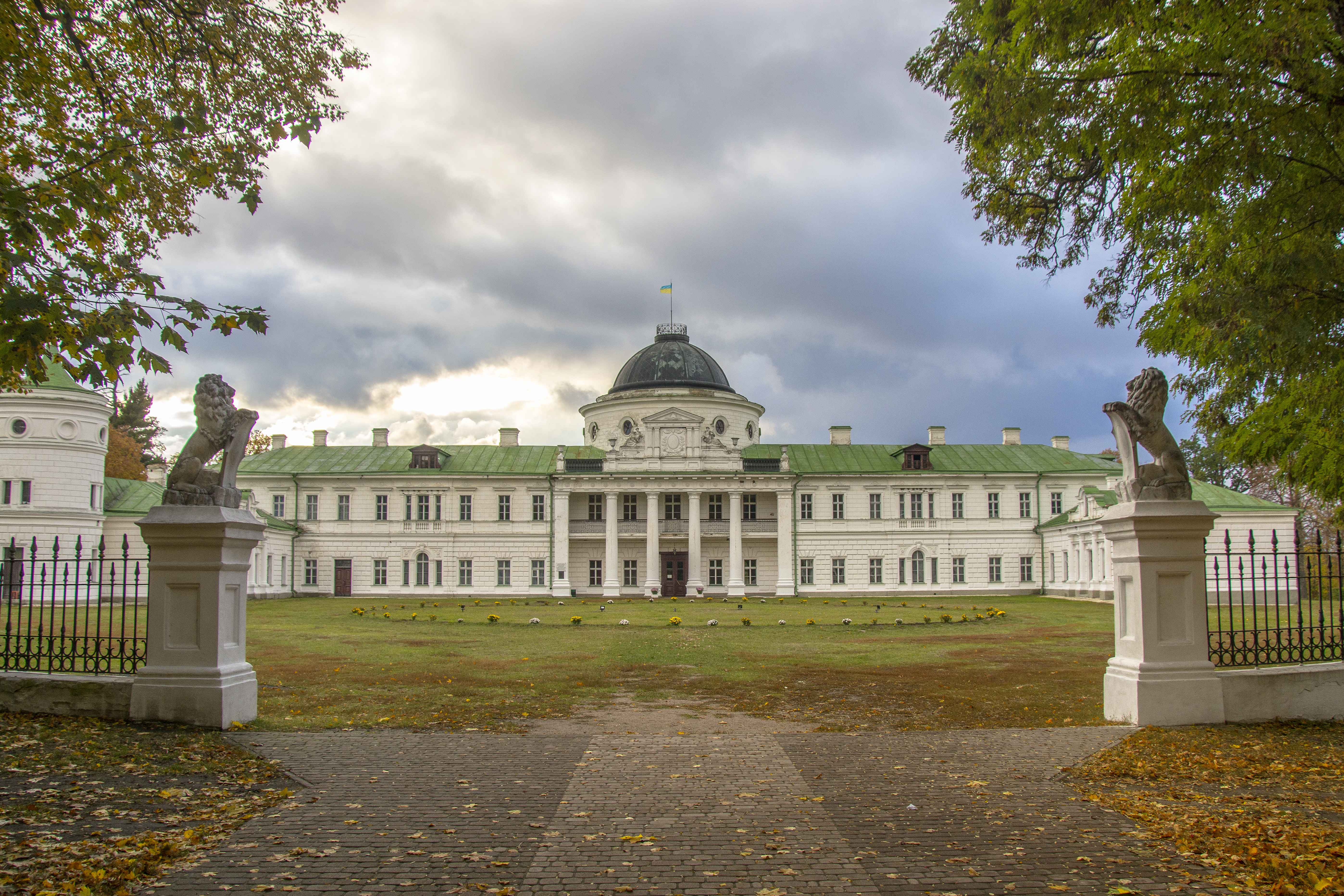
Palast Kachanivka

Im Zuge von aufeinanderfolgenden Kriegen gegen das Osmanische Reich und seinen Vasallen, das Krim-Khanat, annektierte Russland schließlich den gesamten Süden der Ukraine sowie die Krim. Diese Gebiete wurden in Neurussland umbenannt und sollten kolonisiert werden. Neue Städte wie Mykolajiw, Odessa, Cherson und Sewastopol wurden gegründet.
In diesen entstanden bedeutende Beispiele kaiserlich-russischer Architektur. Während der Herrschaft des letzten Hetman der Ukraine, Kirill Rasumowski, wurden in vielen Städten des Kosakenhetmanats – etwa in Hluchiw, Baturyn und Kozelzy – prominente Bauprojekte umgesetzt, die vom beauftragten Architekten der Kleinrussland-Region, Andrej Kwasow, geleitet wurden. Zu den unter Rasumowski Herrschaft errichteten und bis heute erhaltenen Bauwerken gehören die Paläste in Jahotyn und Baturyn. Weitere Beispiele klassizistischer Architektur dieser Zeit in der Ukraine sind die Paläste in Wyshniwez und Kachanivka, die Mykolajiw-Observatorien, das Verklärungs-Kloster in Nowhorod-Siwerskyj sowie das Herrenhaus und Parkensemble Samchyky.

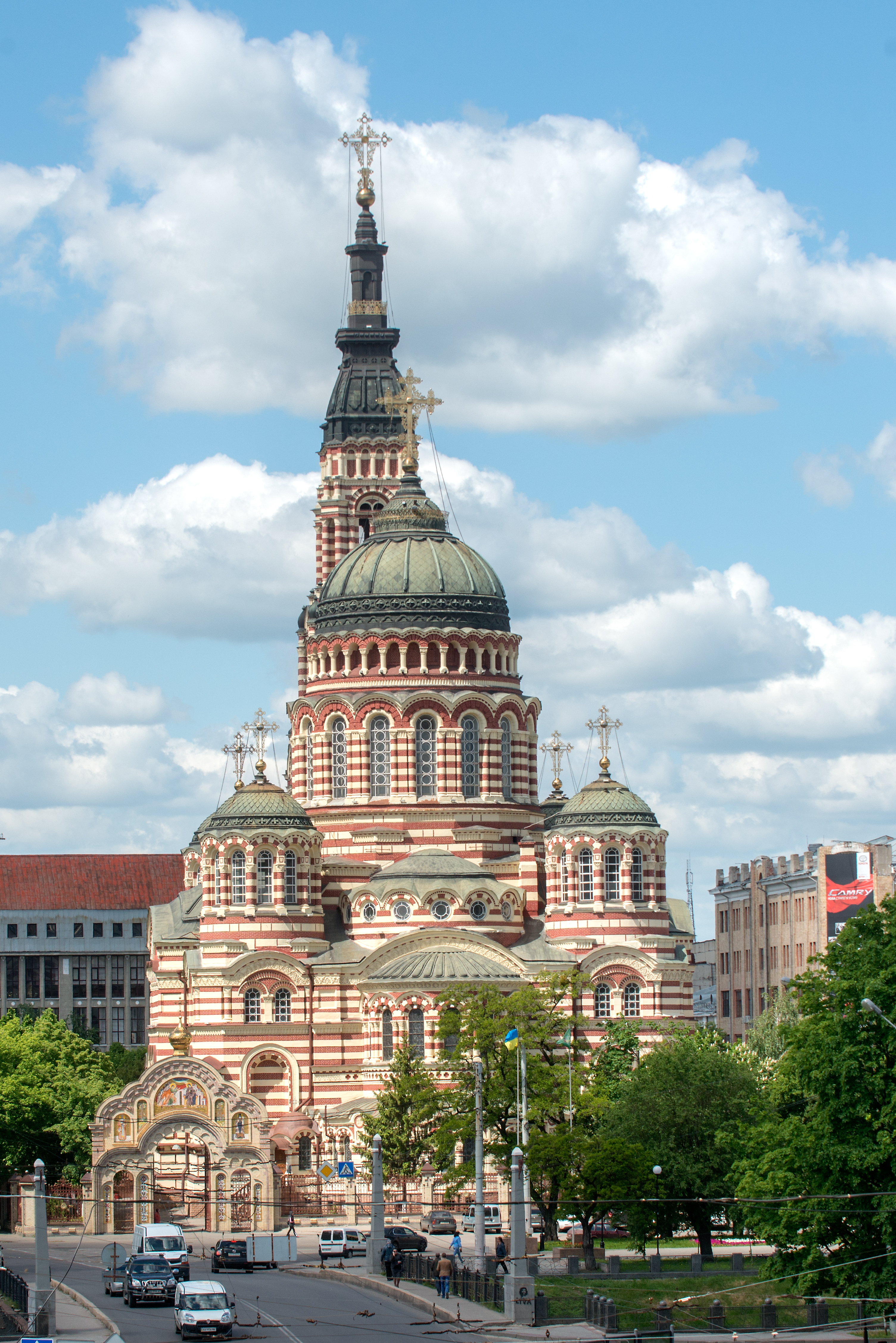
Mariä-Verkündigungskathedrale in Charkiw

Im frühen 19. Jahrhundert trat in den ukrainischen Gebieten der Empirestil auf, eine neue populäre Richtung der Architektur. Bedeutende Bauwerke dieses Stils sind das Vertragsgebäude (Kiew), die Askold-Grab-Kirche und das Denkmal der Magdeburger Rechte in Kiew, alle nach Entwürfen von Andrej Melenskyj errichtet. Dazu kommen Kirchen in Chorol, Romny, Lubny, Pryjatyn und Pryluky, der Glockenturm der Mariä-Entschlafens-Kathedrale in Charkiw (1844) sowie Rathäuser in Charkiw, Kiew, Poltawa, Lwiw, Czerniwzi und Kamjanez-Podilskyj.
Nach dem 1801 durch die russische Zarenregierung eingeführten Verbot, einheimische ukrainische Baustile bei Kirchenbauten zu verwenden, wurde die ukrainische Architektur von klassizistischen Entwürfen geprägt, die von den Behörden in Moskau und Sankt Petersburg genehmigt wurden. Elemente des ukrainischen Nationalstils konnten sich besser in den westlichen ukrainischen Gebieten erhalten. Die Architektur des 19. Jahrhunderts in den großen ukrainischen Städten wie Kiew, Odesa, Charkiw, Lwiw, Czerniwzi und Cherson entwickelte sich unter dem Einfluss von Eklektizismus, Neorenaissance und weiteren populären europäischen Stilen. Unter dem Einfluss romantischer Ideen wurde in der zweiten Hälfte des 19. Jahrhunderts besonders in der Kirchenarchitektur der sogenannte Russisch-byzantinische Stil populär. Bedeutende Bauwerke dieses Stils sind die Wladimirkathedrale (Chersones), die wiederaufgebaute Zehntkirche und die Wladimirkathedrale (Kiew), die Rekonstruktion der Mariä-Entschlafens-Kathedrale in Wolodymyr sowie die Mariä-Verkündigungskathedrale in Charkiw.

#### Architektur des späten 19. und frühen 20. Jahrhunderts
Die Jugendstil-Architektur in den ukrainischen Gebieten wurde von zwei großen Schulen beeinflusst: der Wiener Secession und dem französischen „Moderne“. Bedeutende Beispiele dieses Stils sind die Bahnhöfe in Schmerinka und Lwiw, sowie öffentliche und Wohngebäude in Kiew, Charkiw und Odessa. Ab etwa 1900 entstand dank der Werke ukrainischer Architekten ein neuer nationaler Architekturstil, wobei besonders Wasyl Krytschewskyj hervorzuheben ist. Bedeutende Werke in diesem Stil, der von Volksarchitektur und ukrainischem Barock inspiriert ist, sind die Mariä-Schutzmantel-Kirche in Plischiwzi nahe Poltawa (1902), das Poltawsche Zemstwo-Gebäude (1901–1908), das Chrennikow-Haus in Dnipro, das Haus von Mychajlo Hruschewskyj in Kiew, die Kunstschule Charkiw sowie zahlreiche von Opanas Slastion entworfene Schulgebäude.
Die westlichen Regionen der Ukraine, die früher Teil der k.u.k. Monarchie waren, beherbergen einige bedeutende Beispiele mitteleuropäischer Architektur des 19. Jahrhunderts, darunter das Lwiwer Opern- und Balletttheater.

#### Bekannte Architekten
Zu den bekannten Architekten aus der Ukraine gehören Wladyslaw Horodecki, Michail Eisenstein, Boris Iofan.

### Literatur

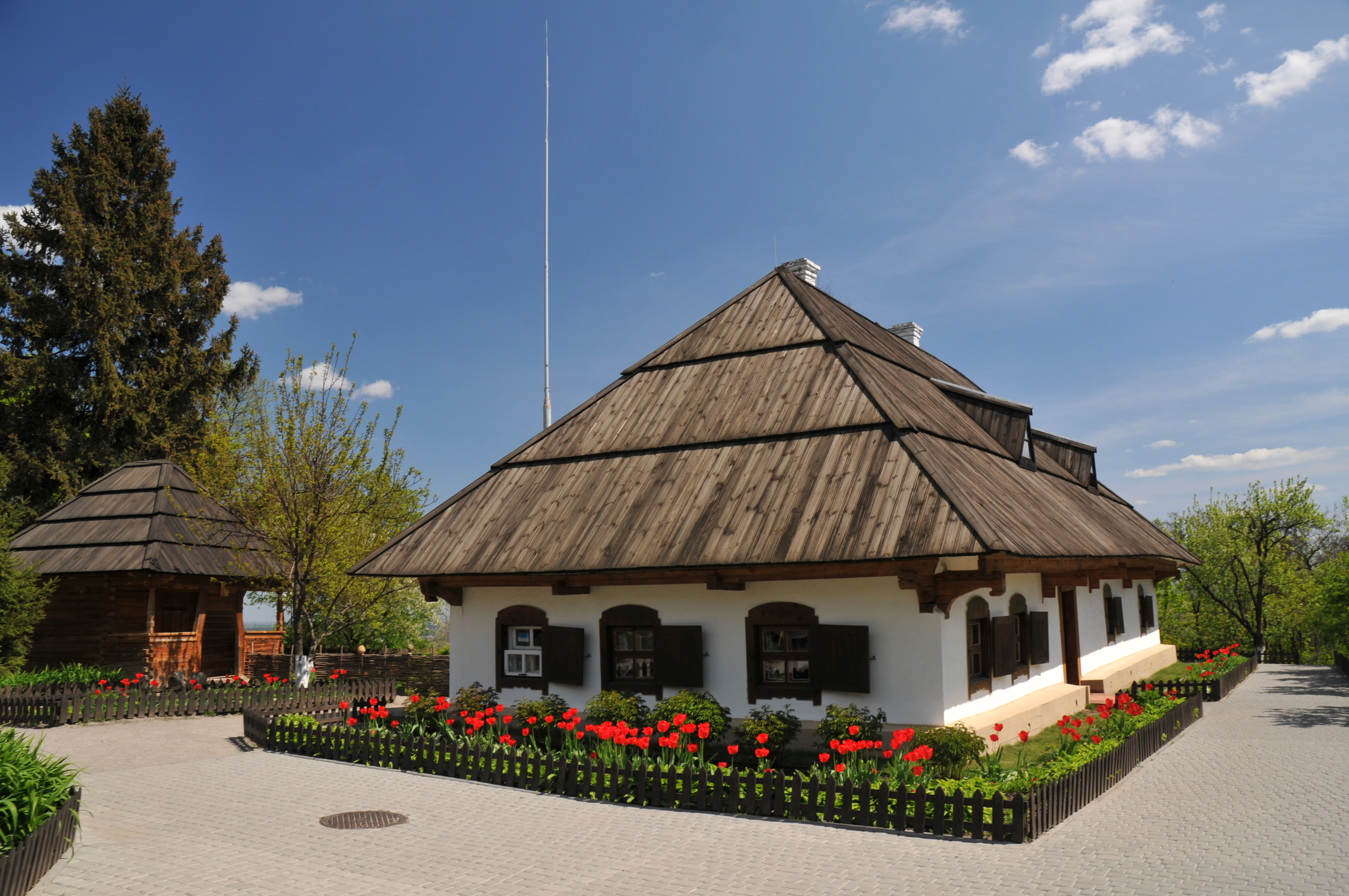
Das Gedenkhaus von Iwan Kotljarewskyj in Poltawa. Der Dichter und Sozialaktivist hat als erster die lebendige Volkssprache in die ukrainische Literatur eingeführt. Zu einer Zeit, als es die Leibeigenschaft noch gab, schrieb er eine burleske Aeneis-Travestie (»Енеїда«, 1798), in der Götter, Trojaner und Römer als Kosaken auftreten.

### Film
Der wichtigste Filmpreis ist nach dem Regisseur und Schriftsteller Oleksandr Dowschenko benannt.

### Musik

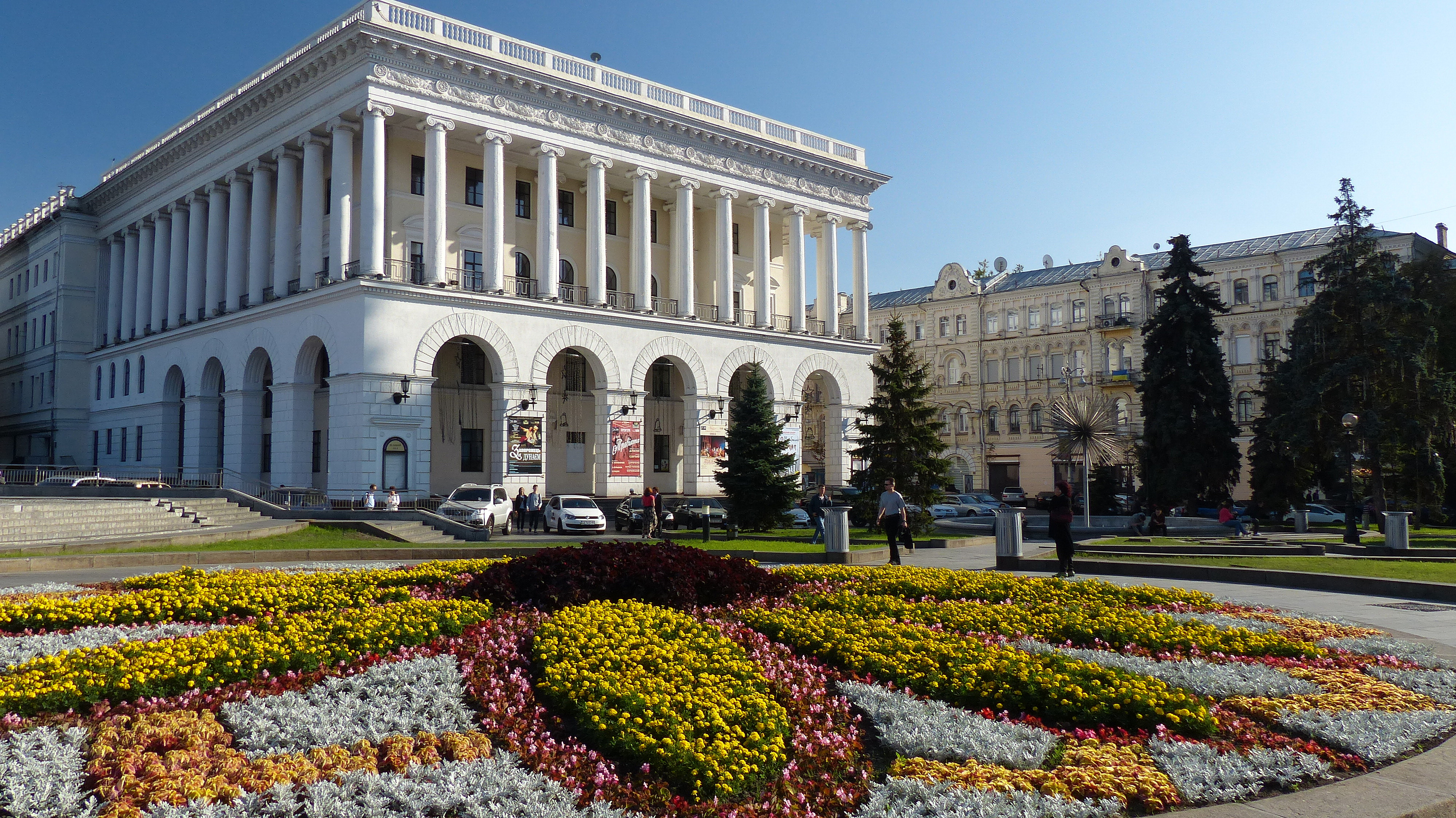
Nationale Musikakademie der Ukraine Peter Tschaikowski in Kiew

Ein Wandbild in der Sophienkathedrale von Kiew aus dem 11. Jahrhundert gibt Einblick in die mittelalterliche Musizierweise auf dem Gebiet der heutigen Ukraine. Es zeigt Skomorochi und Musiker, die Querflöten, Trompeten oder Schalmeien, Lauten, Psalterium (gusli) und Zymbal (cymbaly) spielen. Es ist unklar, ob die Institution der Skomorochi, die als Tänzer, Gaukler und Theaterspieler auftraten, aus dem Byzantinischen Reich oder aus dem Westen stammt oder lokalen Ursprungs ist. Die ukrainische Volksmusik ist entsprechend der geographischen Lage des Landes von slawischen und nichtslawischen Völkern in Osteuropa und Vorderasien beeinflusst.

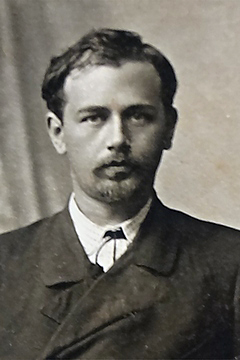
Mykola Leontowytsch (1877–1921)

Früher gab es in den Dörfern eigene regionale Volksmusikstile und Aufführungspraktiken, die außerdem nach Geschlechtern unterschieden wurden. Die rituellen Gesangstraditionen wurden überwiegend von Frauen und Mädchen, die Instrumentalmusiken überwiegend von Männern und Jungen aufgeführt. Die Unterhaltungslieder wurden zu allen Zeiten gleichermaßen von der gesamten Bevölkerung gesungen.
Zu den heute verbreiteten traditionellen Volksmusikinstrumenten gehören die Lauten bandura und kobsa (namensverwandt mit der rumänischen cobză), die Violine, die Drehleier lira, ein dreisaitiger, gestrichener Bass basol(i)a (in der Größe einer Gambe), das Hackbrett cymbaly, die Laute torban, eine Gruppe von Kernspaltflöten sopilka, bei den Huzulen die lange Holztrompete trembita, ein Akkordeon, die Sackpfeife koza (ähnlich der polnischen koza), die Rahmentrommel bubon und die Maultrommel drymba. Ein typisches Ensemble, das als troista muzyka (von „drei Musiker“) bekannt ist, besteht aus Violine, Hackbrett und Bass oder Rahmentrommel. Wenn die Musiker Volkstänze wie den Huzulka begleiten, enthalten die Stücke improvisierte Anteile.
Nach der Unabhängigkeit 1991 wurde die Ukraine Mitglied der Europäischen Rundfunkunion (EBU) und nahm im Jahr 2003 erstmals am Eurovision Song Contest teil. Bereits bei der zweiten Teilnahme im Jahr danach gewann die Sängerin Ruslana Lyschytschko mit ihrem Wild Dances Project in Istanbul den ESC 2004, dessen 50. Jubiläums-Ausgabe 2005 daraufhin in der ukrainischen Hauptstadt Kiew ausgetragen wurde. Die Ukraine wurde damit das 21. Land, das bei einem ESC siegte, und das 20. Land, in dem ein ESC ausgetragen wurde. Beim ESC 2016 gewann die Ukraine mit dem Lied 1944 von der Sängerin Jamala zum zweiten Mal den Eurovision Song Contest, woraufhin der ESC 2017 erneut in Kiew stattfand. Im Jahr 2022 folgte der dritte Gewinn des ESC (Kalush Orchestra mit Stefania). Aufgrund des von Russland begonnenen Angriffskrieges wurde als Austragungsort des ESC 2023 Großbritannien geplant. Die Ukraine ist das einzige Land beim ESC, das noch nie in einem Halbfinale des Eurovision Song Contests ausgeschieden ist.

## Sport

### Fußball

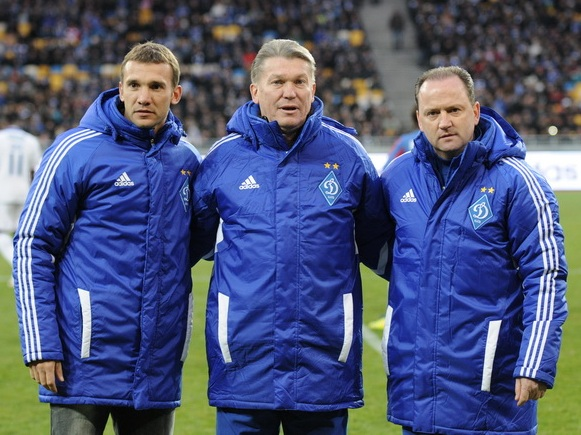
Die drei ukrainischen Ballon-d’Or-Gewinner Schewtschenko (l.), Blochin (m.) und Bjelanow (r.)

Fußball ist der populärste Sport in der Ukraine. Der Fußball in der Ukraine wird vom Fußballverband der Ukraine (FFU) organisiert. Die erste Fußballliga in der Ukraine ist die Premjer-Liha. Bekannte Vereine sind Dynamo Kiew und Schachtar Donezk. Das bisher beste Abschneiden der jungen ukrainischen Fußballnationalmannschaft war bei einer Weltmeisterschaft (2006) und Europameisterschaft (2021) jeweils das Viertelfinale.
Oleh Blochin und Ihor Bjelanow wurden zu Sowjetzeiten mit dem Ballon d’Or als „Europas Fußballer des Jahres“ ausgezeichnet. Die Ukraine konnte 2007 einen sportpolitischen Erfolg erringen, indem das Land, das erst seit 1992 eigenständig dem Europäischen Fußball-Verband UEFA angehört, im ersten Wahlgang den Zuschlag des UEFA-Exekutivkomitees bekam, gemeinsam mit Polen die Europameisterschaft 2012 auszurichten. Der populärste ukrainische Fußballspieler ist Andrij Schewtschenko, der mit der AC Mailand u. a. die Champions League gewann und italienischer Meister wurde sowie 2004 als dritter Ukrainer ebenfalls mit dem Ballon d’Or als „Europas Fußballer des Jahres“ ausgezeichnet wurde.

### Boxen
Die bekanntesten ukrainischen Boxer sind die Brüder Vitali und Wladimir Klitschko.
Im Amateurboxen konnte die Ukraine seit 1996 vier Olympiasieger stellen: Wladimir Klitschko (1996, Superschwergewicht), Wassyl Lomatschenko (2008, Federgewicht, 2012 Leichtgewicht), Oleksandr Ussyk (2012, Schwergewicht) und Oleksandr Chyschnjak (2024, Halbschwergewicht). Andrij Kotelnik (2000, Leichtgewicht) und Serhij Dotsenko (2000, Weltergewicht) gewannen Silbermedaillen. Zudem errangen ukrainische Boxer fünf Bronzemedaillen, unter anderem Wladimir Sidorenko (2000, Fliegengewicht) und Wjatscheslaw Hlaskow (2008, Superschwergewicht). Oleksandr Chyschnjak konnte bei den olympischen Sommerspielen in Tokio (2020) Silber im Mittelgewicht gewinnen und 2024 in Paris Gold im Halbschwergewicht.
Im Profibereich gelang es bisher sechs Athleten Weltmeistertitel zu gewinnen: Wladimir und Vitali Klitschko im Schwergewicht, Oleksandr Ussyk im Schwer-, sowie Cruisergewicht, Serhij Dsynsyruk im Halbmittelgewicht, Sidorenko im Bantamgewicht und Kotelnik im Halbweltergewicht.

### Leichtathletik
Serhij Bubka aus Luhansk ist sechsfacher Weltmeister und Olympiasieger im Stabhochsprung. Er stellte insgesamt 35 Weltrekorde auf und schaffte 43 Sprünge über die Sechs-Meter-Marke. Seit 2005 ist er Vorsitzender des Nationalen Olympischen Komitees der Ukraine.

### Schach
Ruslan Ponomarjow wurde 2002 FIDE-Weltmeister, Anna Uschenina 2012 und Marija Musytschuk 2015 Schachweltmeister der Frauen. Die Nationalmannschaft wurde 2001 Mannschaftsweltmeister und gewann die Schacholympiade 2004 und die Schacholympiade 2010. Die ukrainische Damenauswahl siegte 2006 bei der Schacholympiade. Der ehemals ukrainische Großmeister Sergei Karjakin war im Jahre 2016 Vizeweltmeister.

### Motorradsport
Die Städte Lwiw und Riwne sind international bekannt im Speedway; in beiden wurden bereits mehrfach WM-Läufe ausgetragen.

### Inklusion
Special Olympics Ukraine wurde 1994 gegründet und nahm mehrmals an Special Olympics Weltspielen teil.

## Dokumentationen
- Im Schatten Russlands – Ukraine – Zerrissen zwischen Ost und West. TV-Dokumentation von Bettina Wobst, ZDF, 2022.
- Blackbox Ukraine: Kampf um die Geschichte, TV-Geschichts-Dokumentation von Dirk Schneider (Regie) und Andreas Fauser (Autor), MDR, 20. Februar 2024, verfügbar bis 11. August 2024.